# Biserica de lemn din Dealul Geoagiului

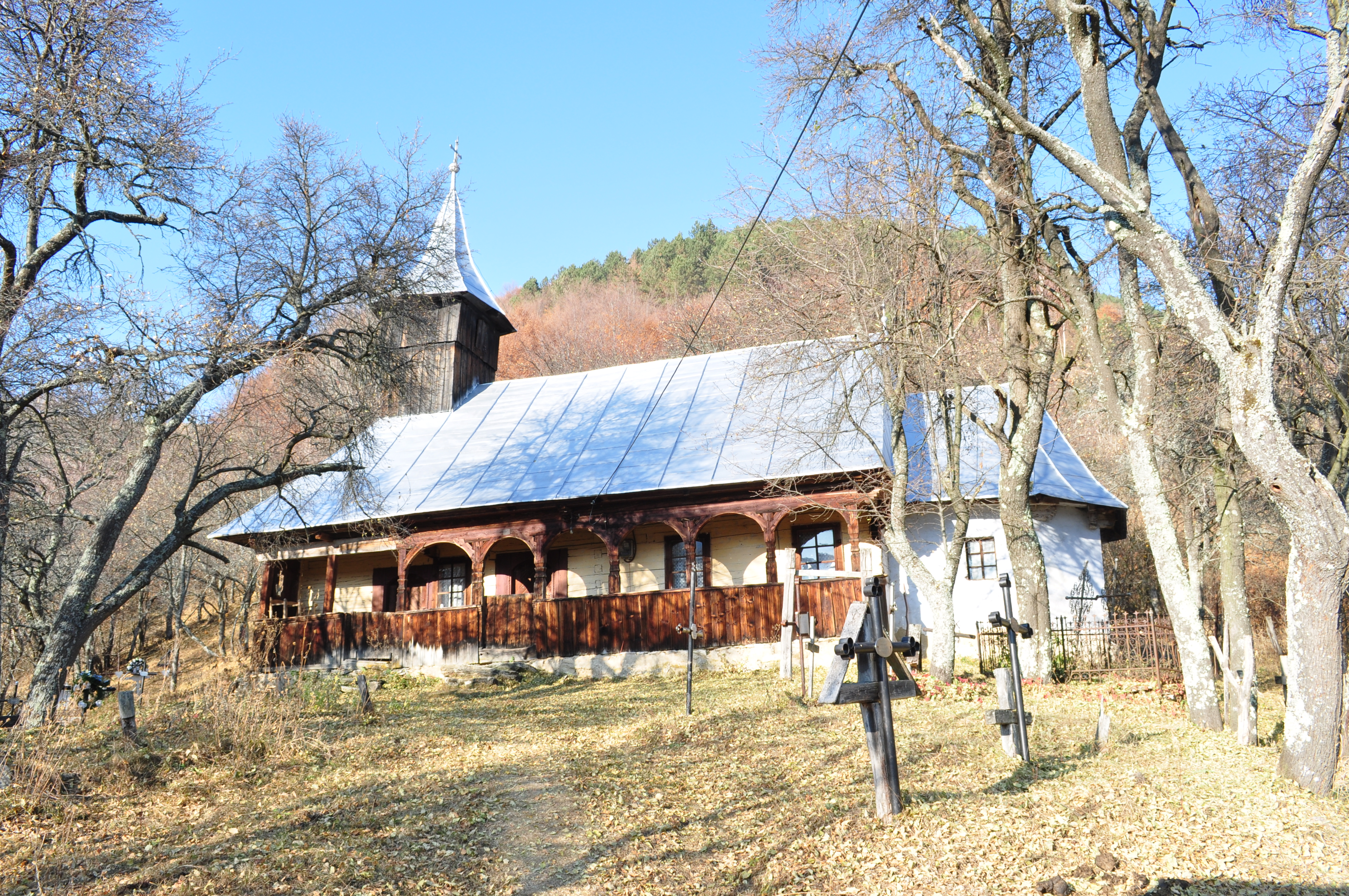
Biserica de lemn „Sfinții Arhangheli Mihail și Gavriil” din Dealu Geoagiului, comuna Întregalde, județul Alba, foto: noiembrie 2011.

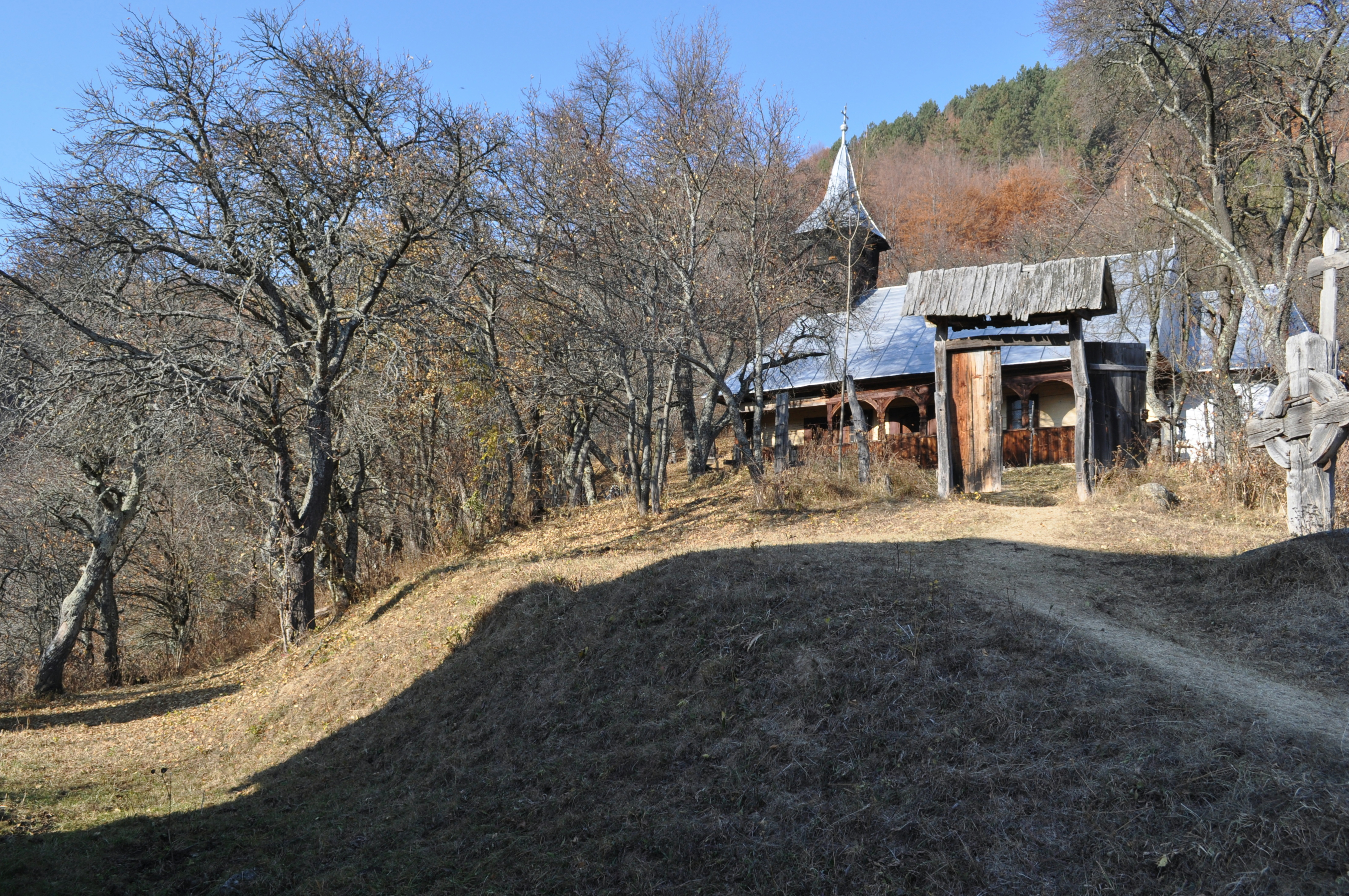
Biserica de lemn „Sfinții Arhangheli Mihail și Gavriil” din Dealu Geoagiului, comuna Întregalde, județul Alba, foto: noiembrie 2011.

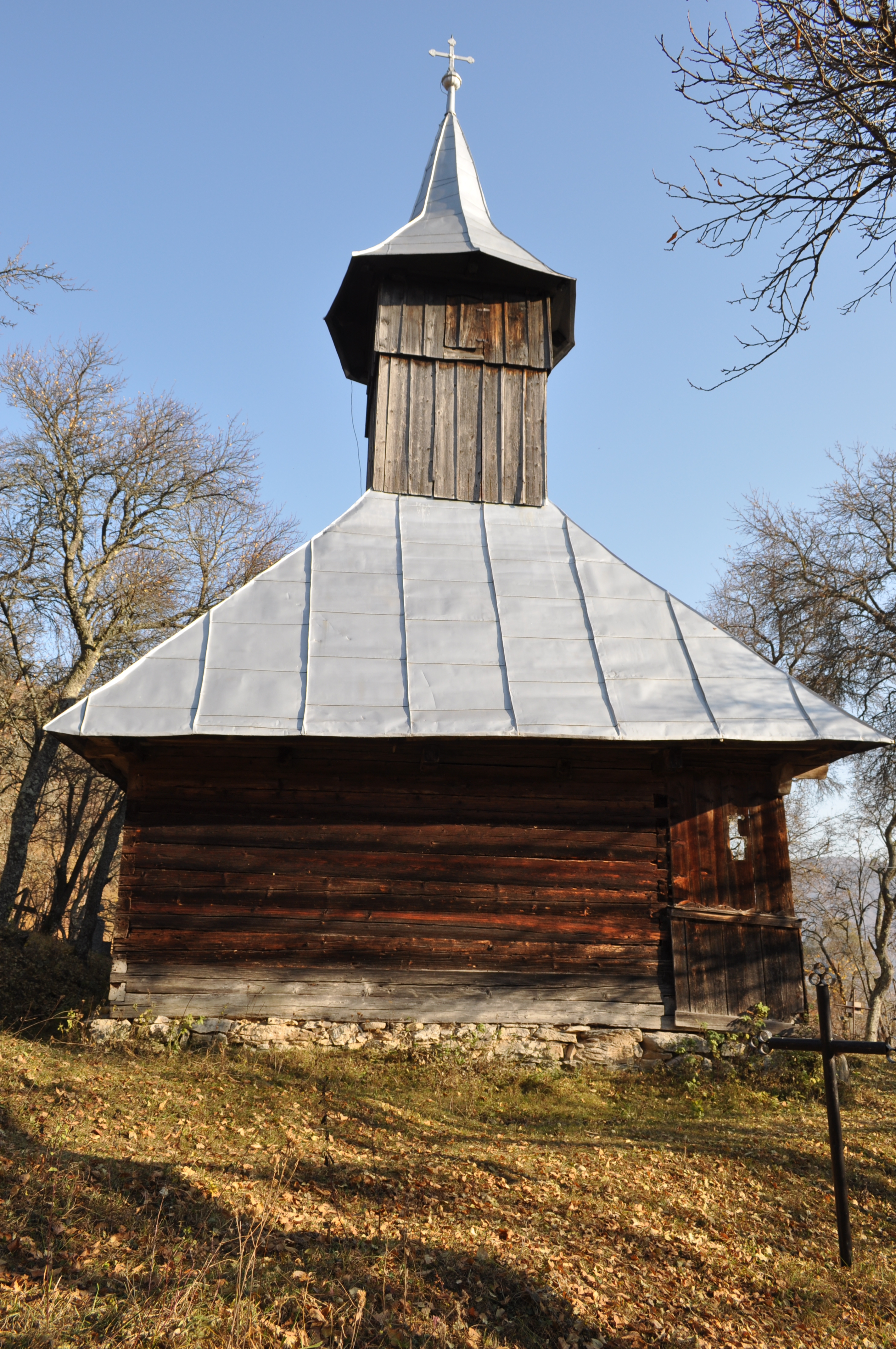
Biserica (vest)

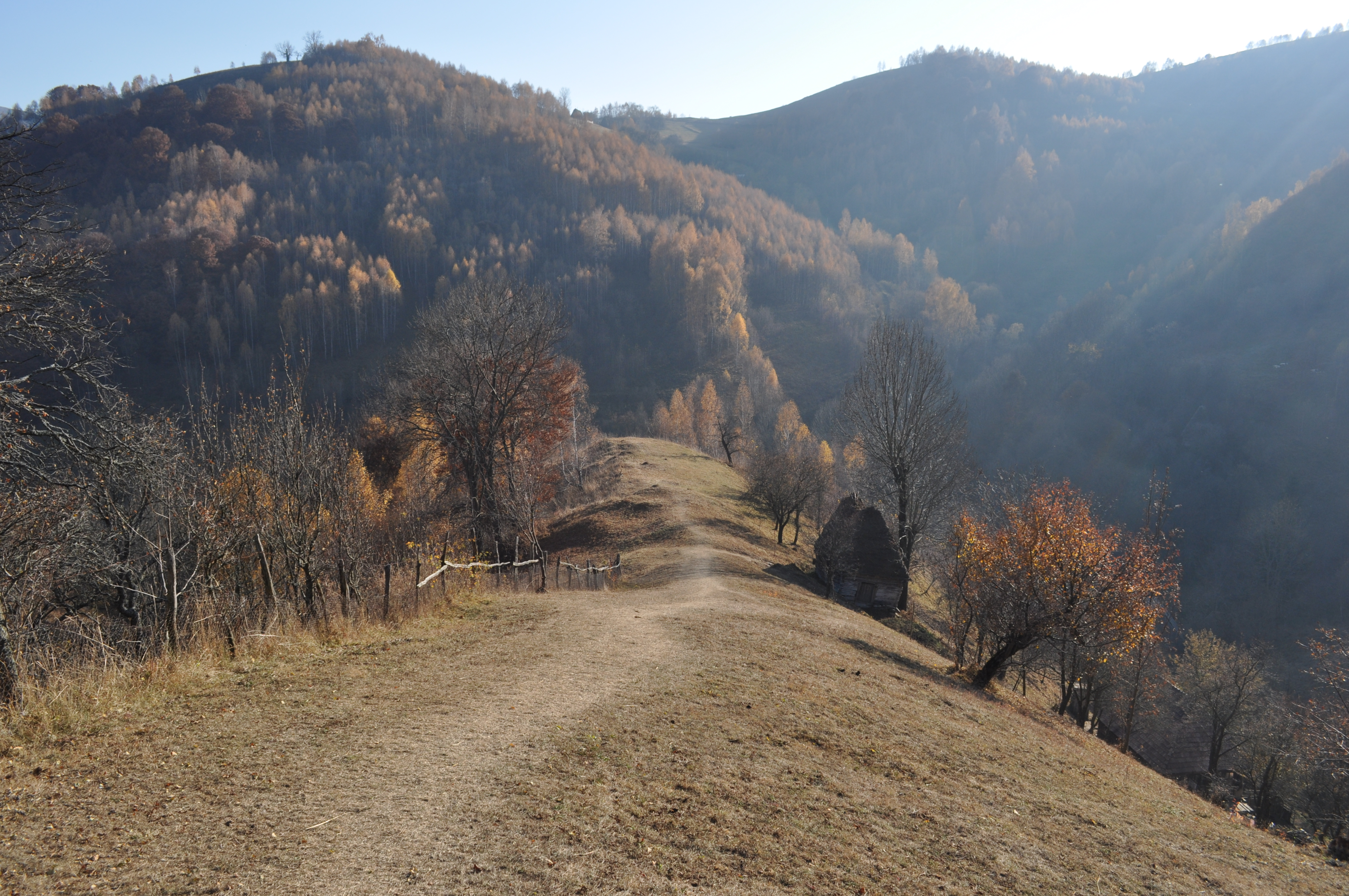
Împrejurimi

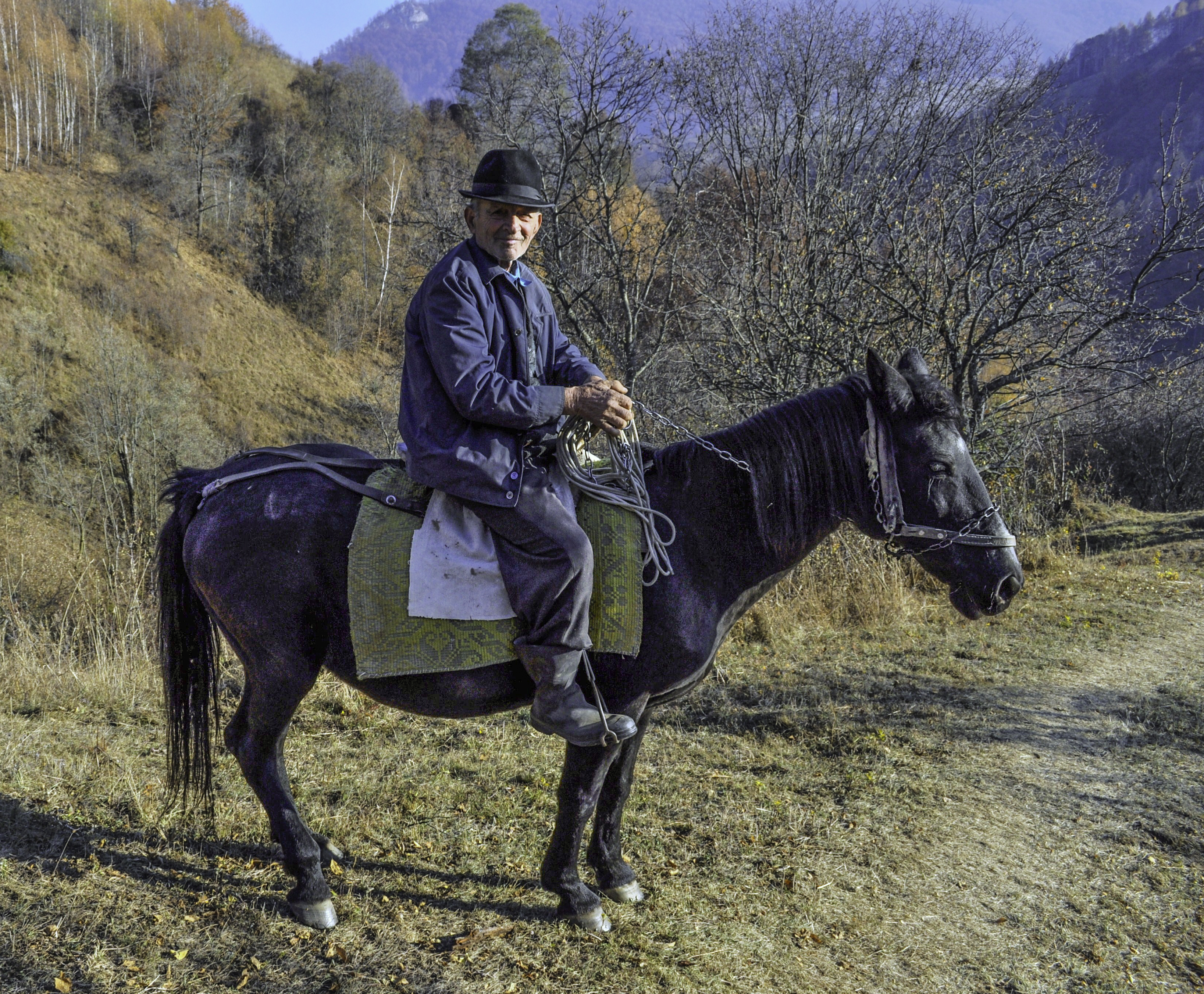
Sfătul Ion Bârluțiu, 83 de ani

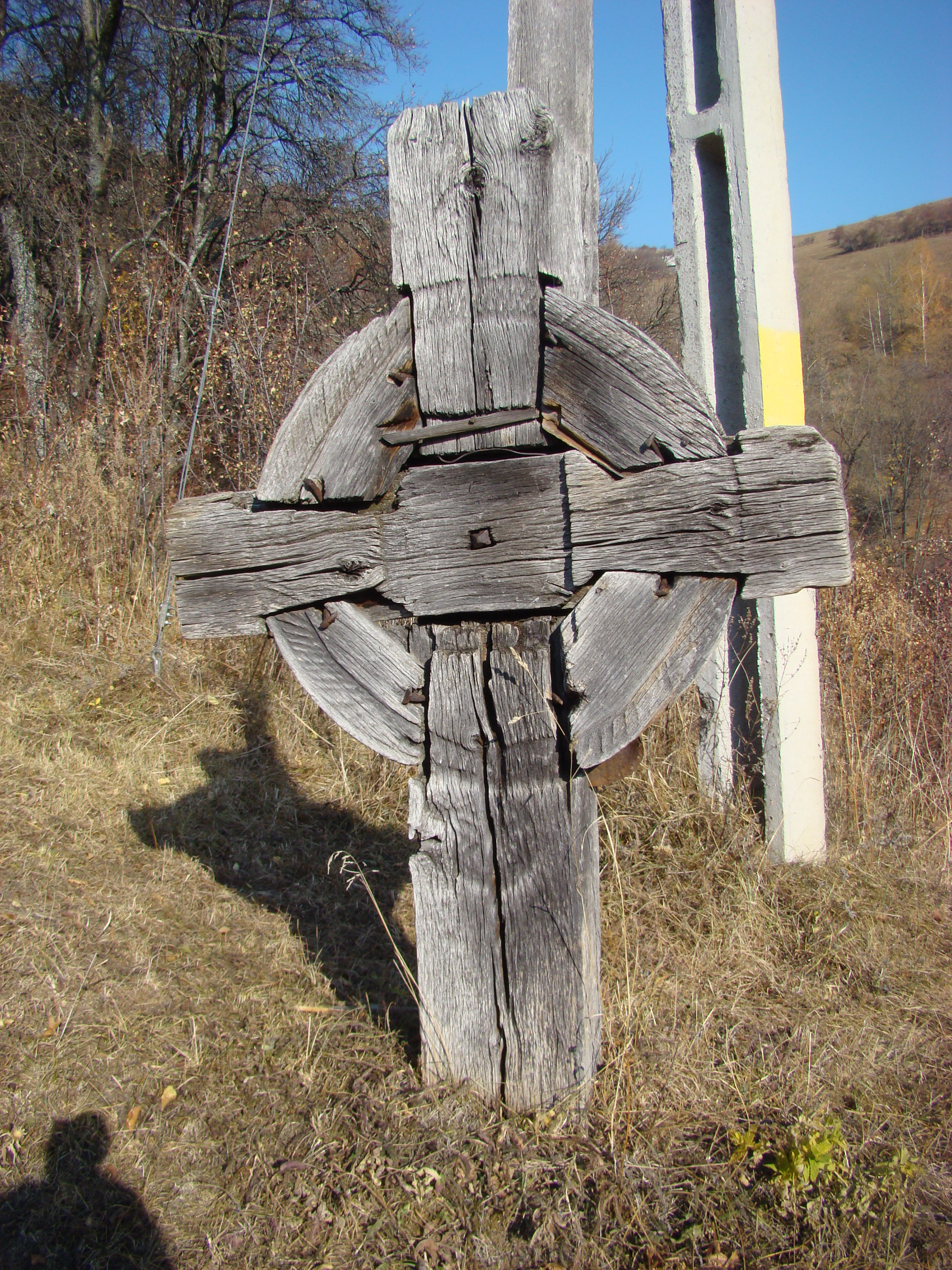
Cruce cu roată

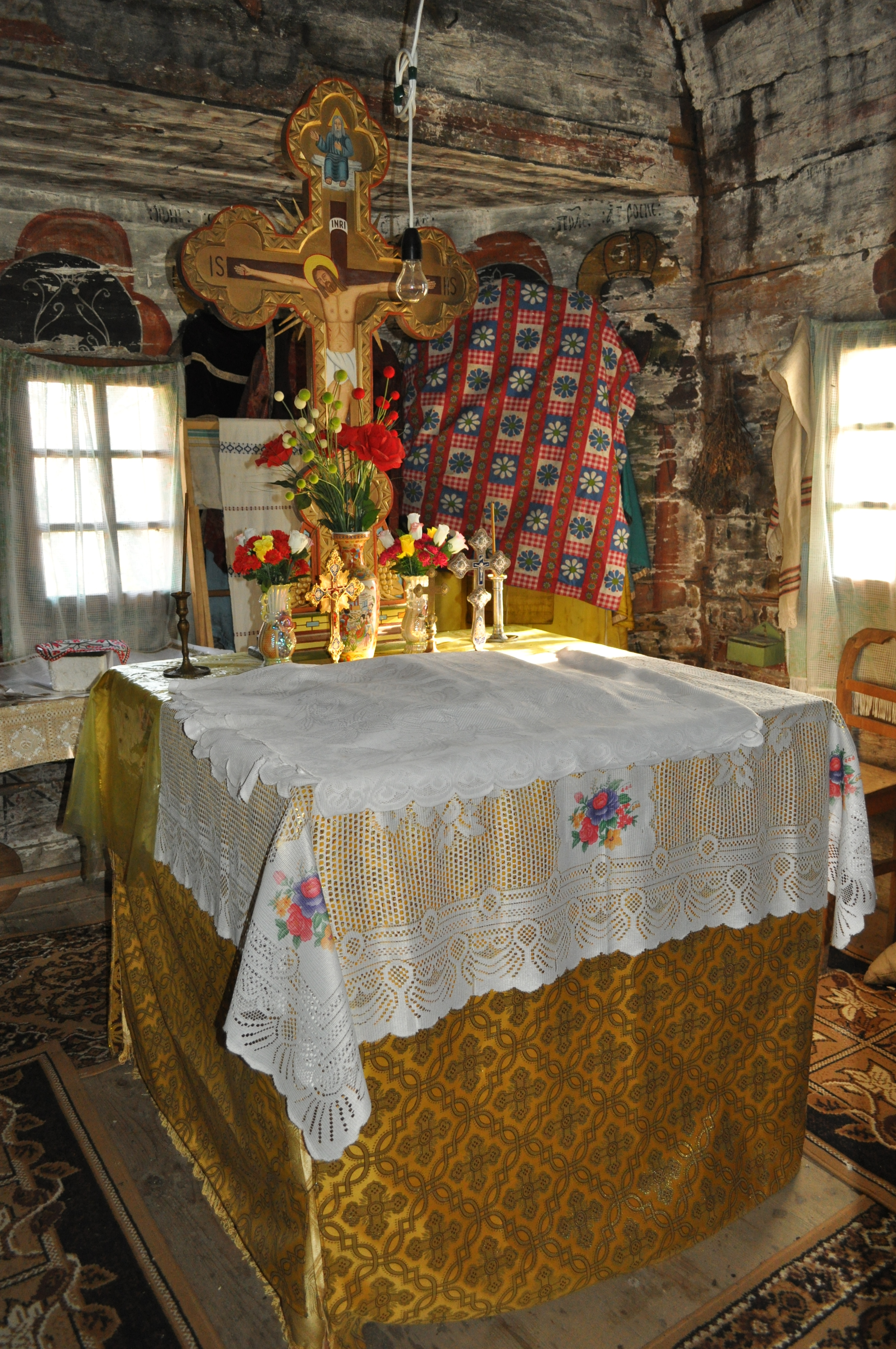
În altar

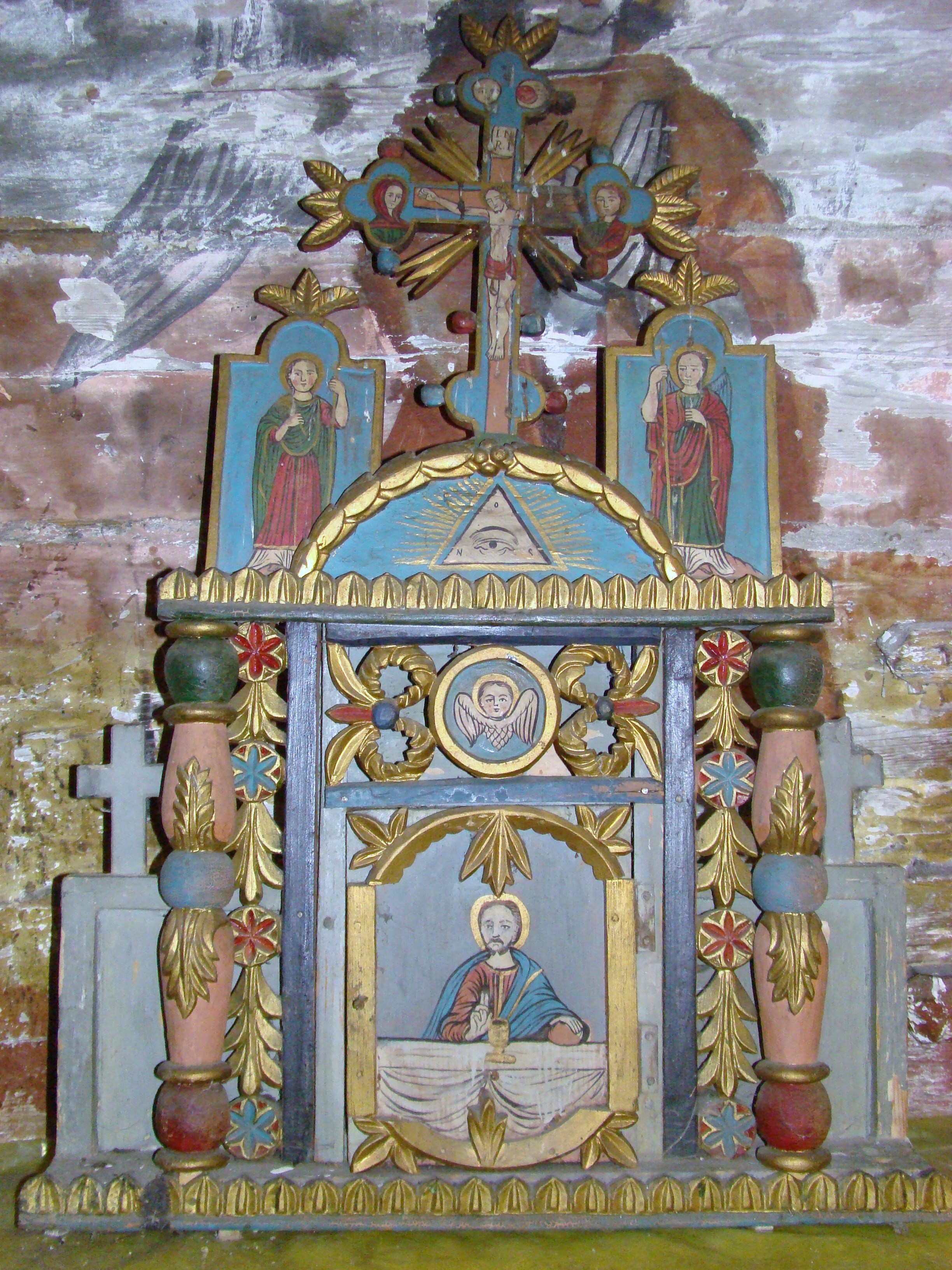
Chivotul

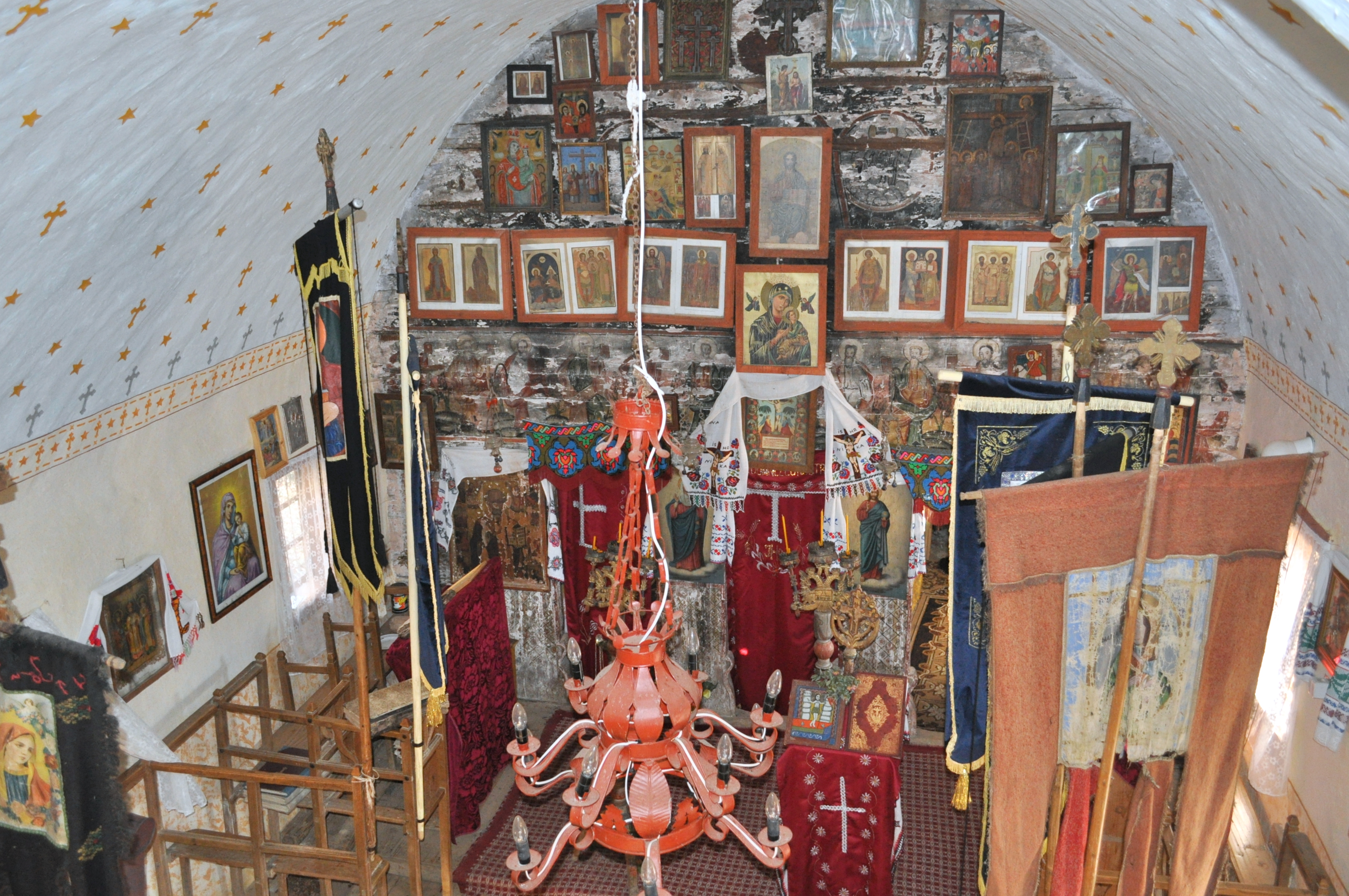
Interiorul navei văzut din corul bisericii

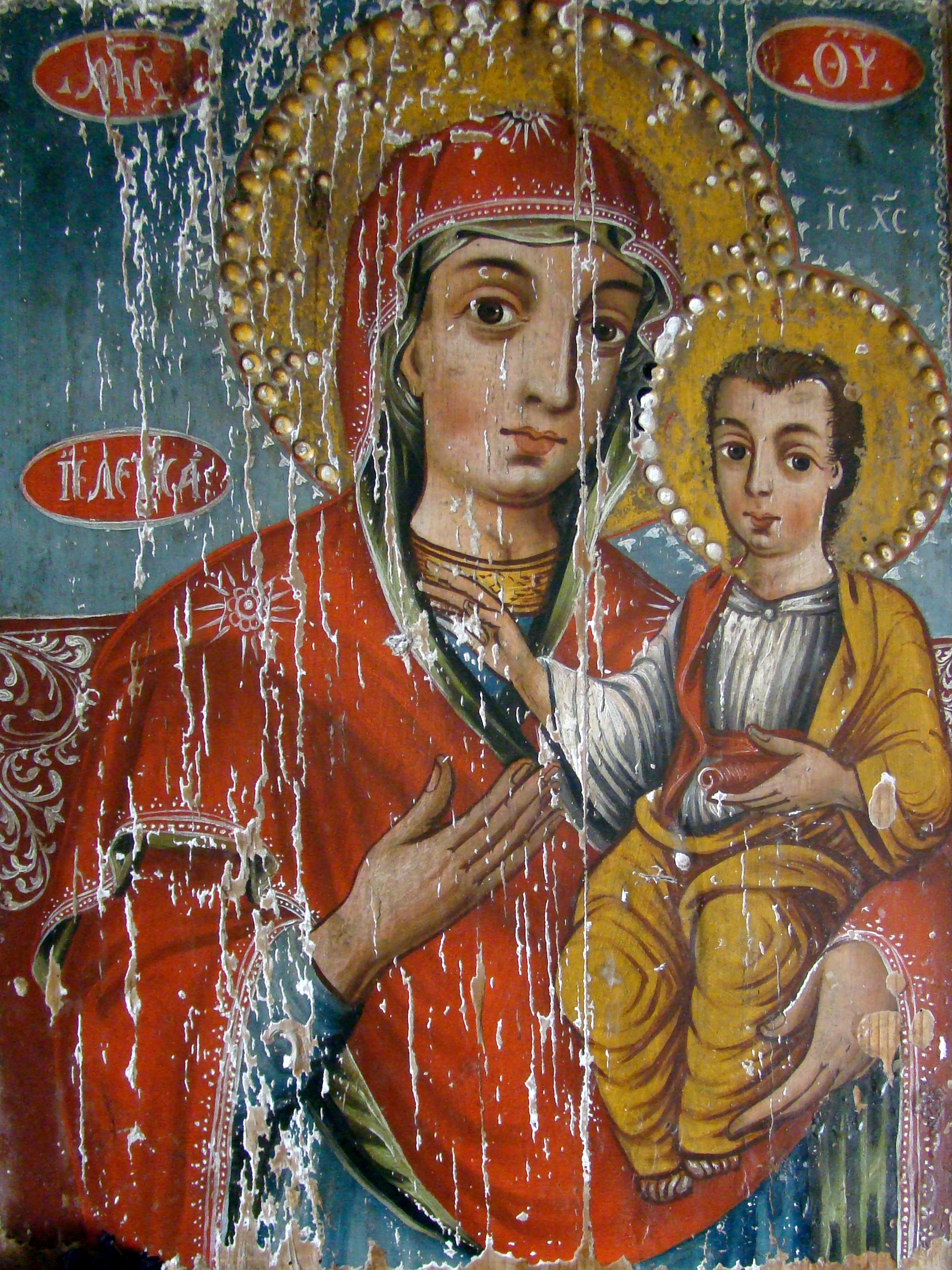
Maica Domnului cu Pruncul

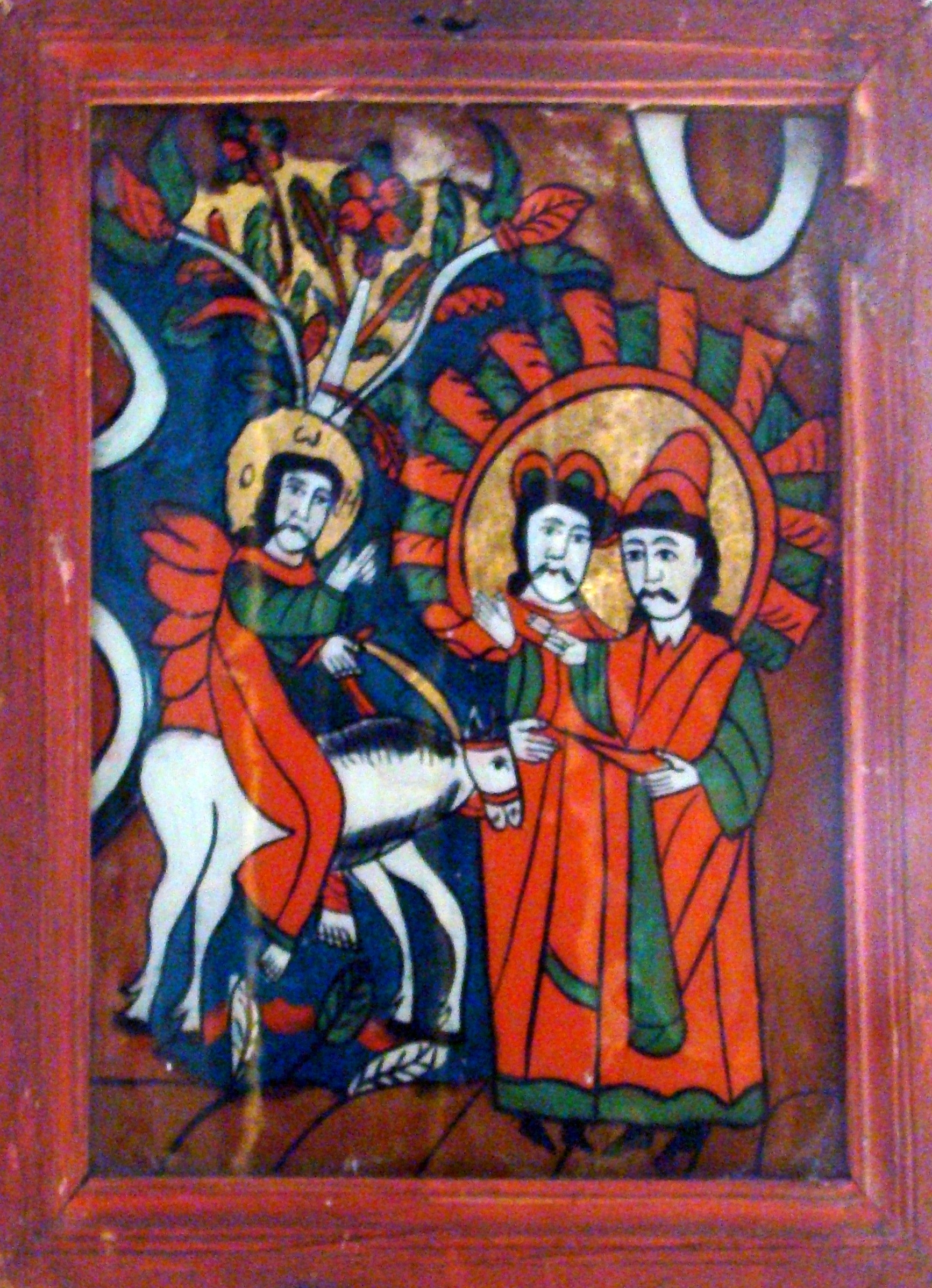
Intrarea Domnului în Ierusalim

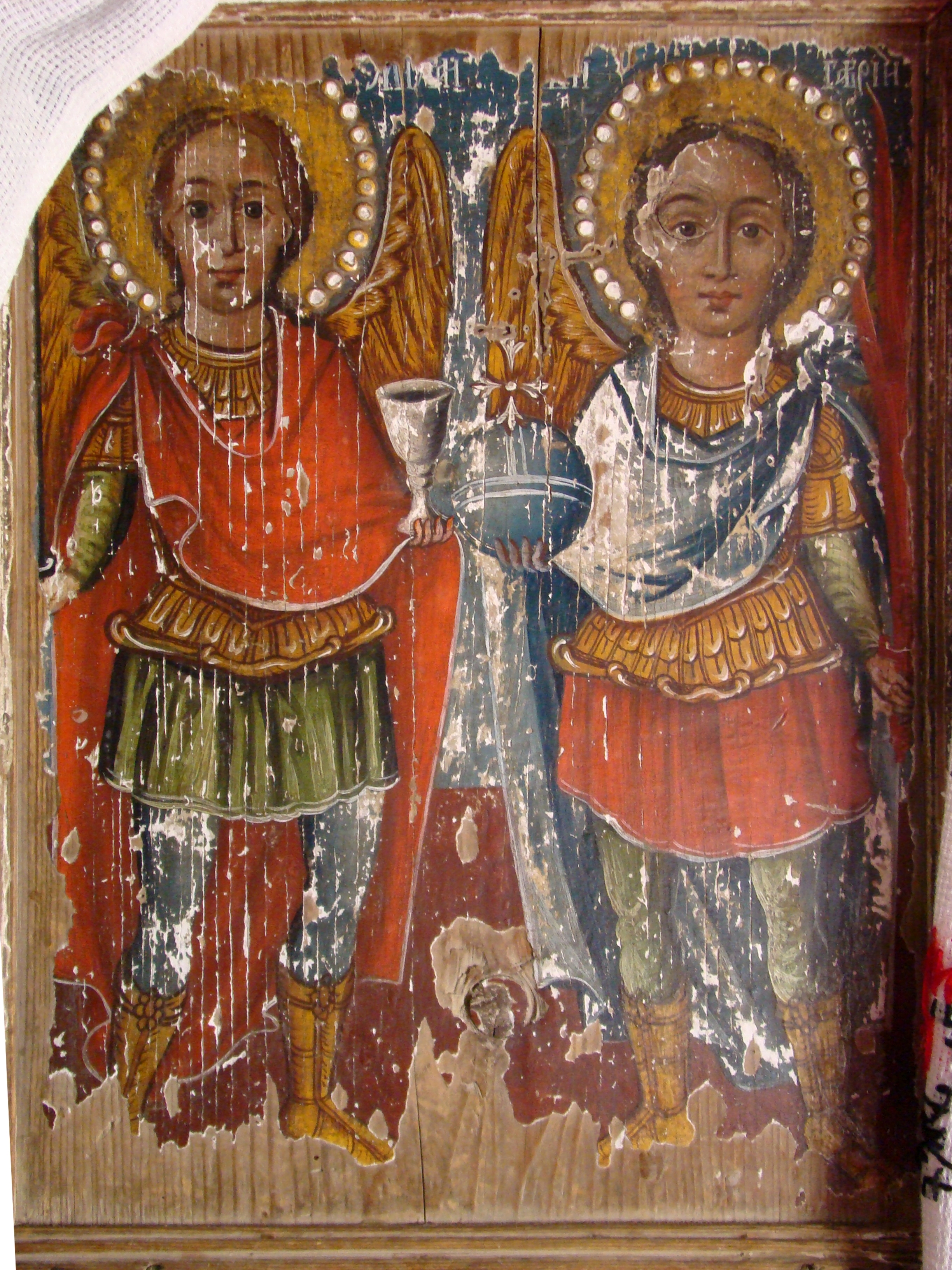
Icoana de hram: „Sfinții Arhangheli Mihail și Gavriil”

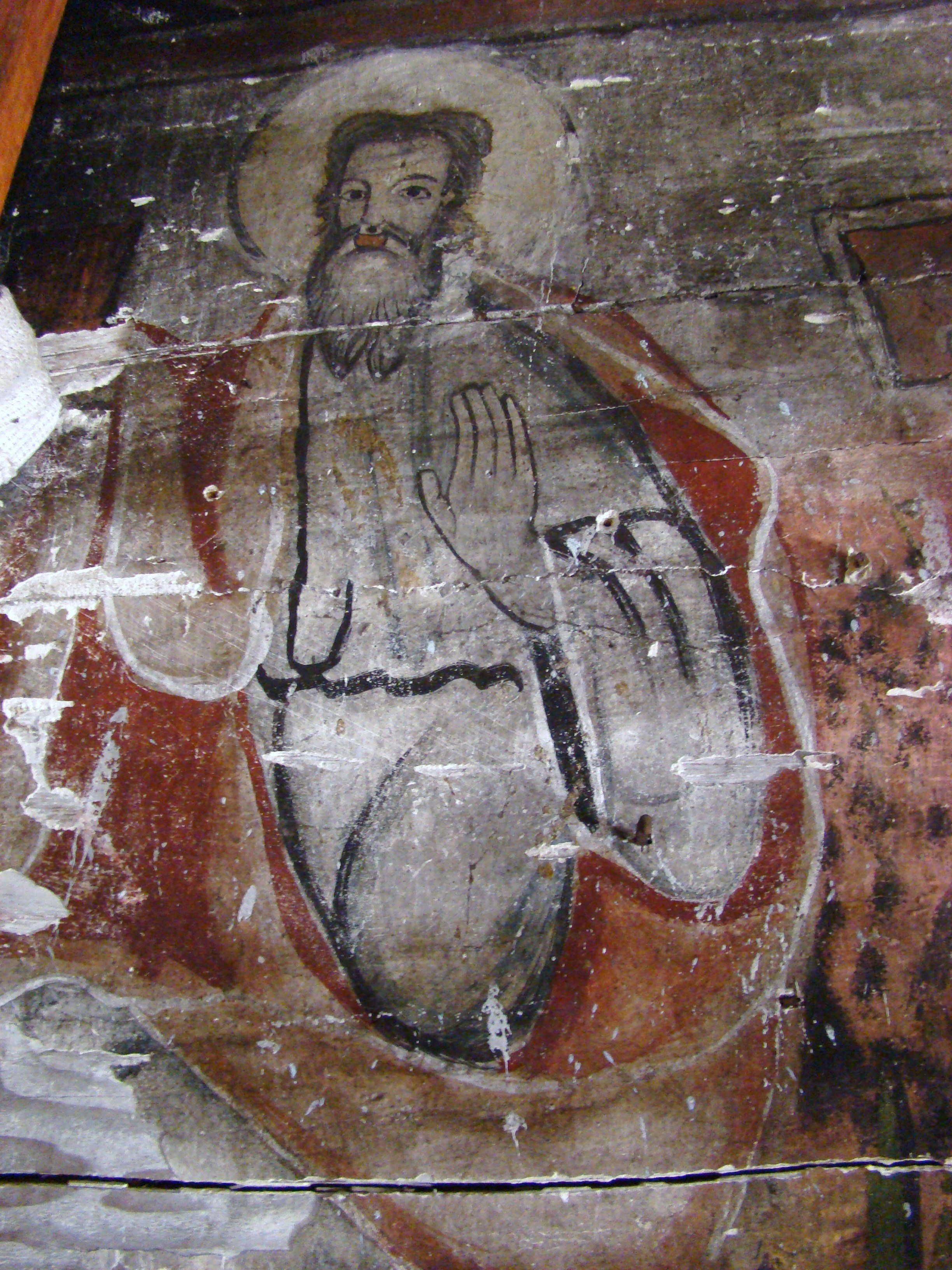
Apostol

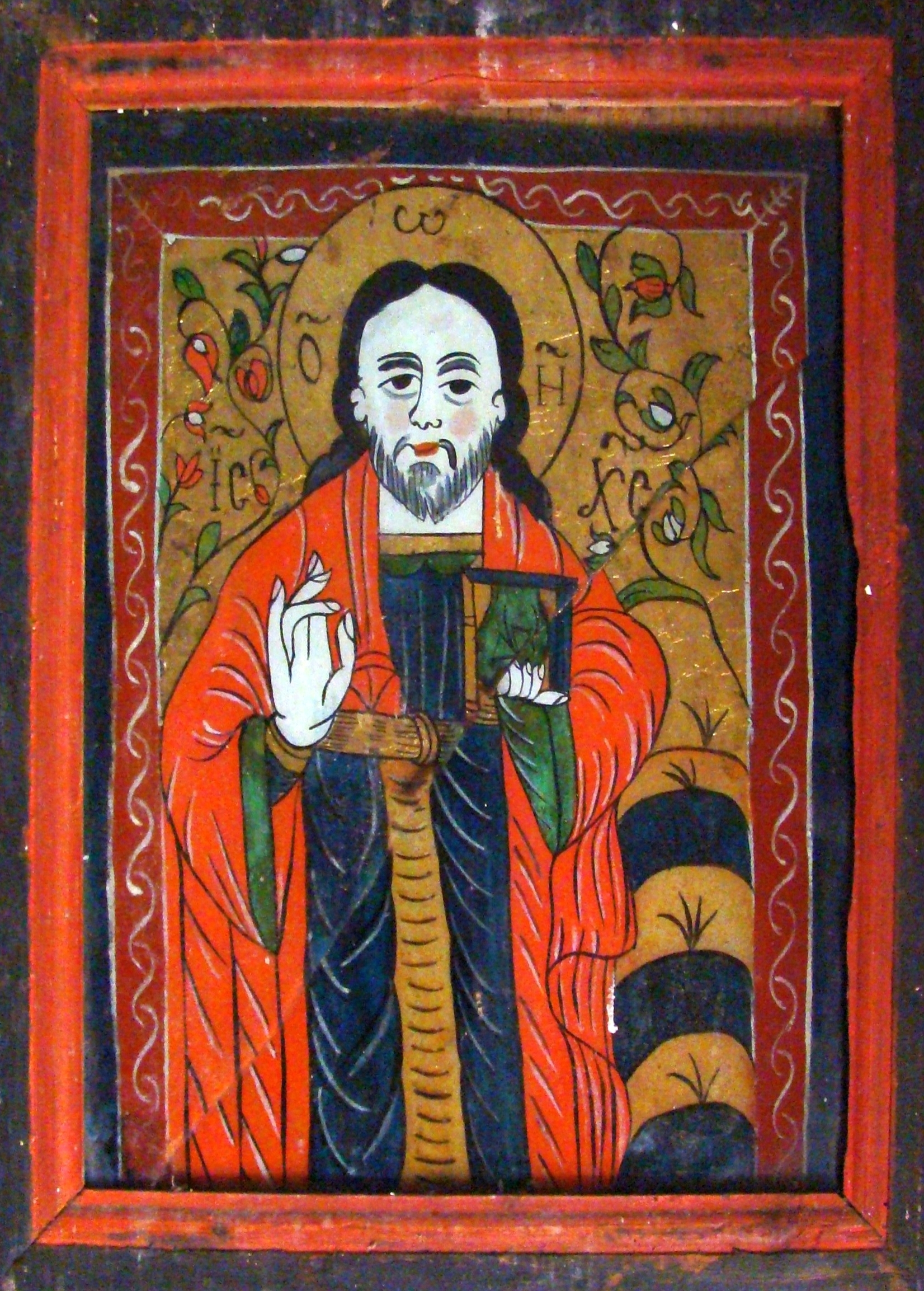
Iisus binecuvântând

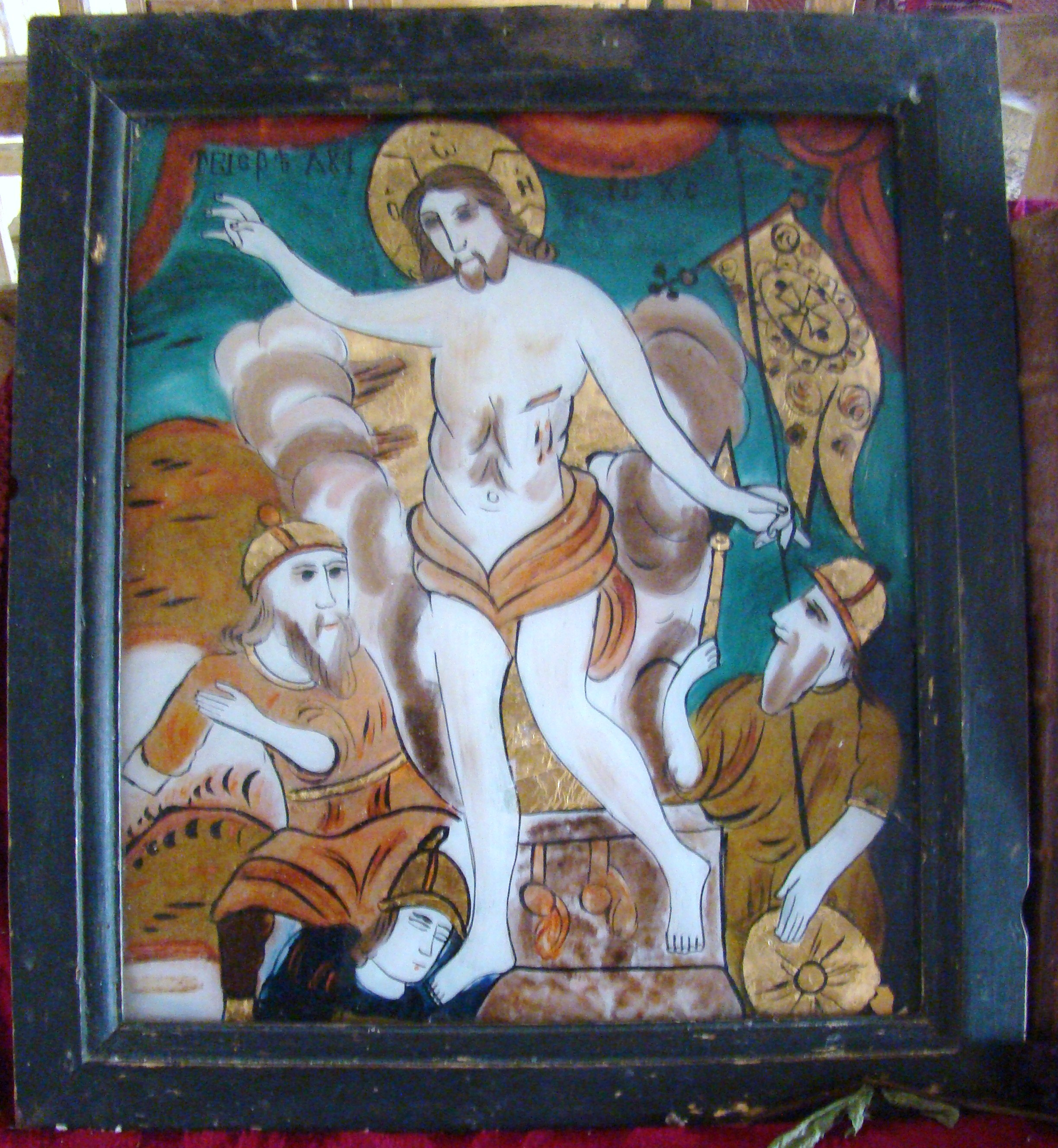
Învierea Domnului

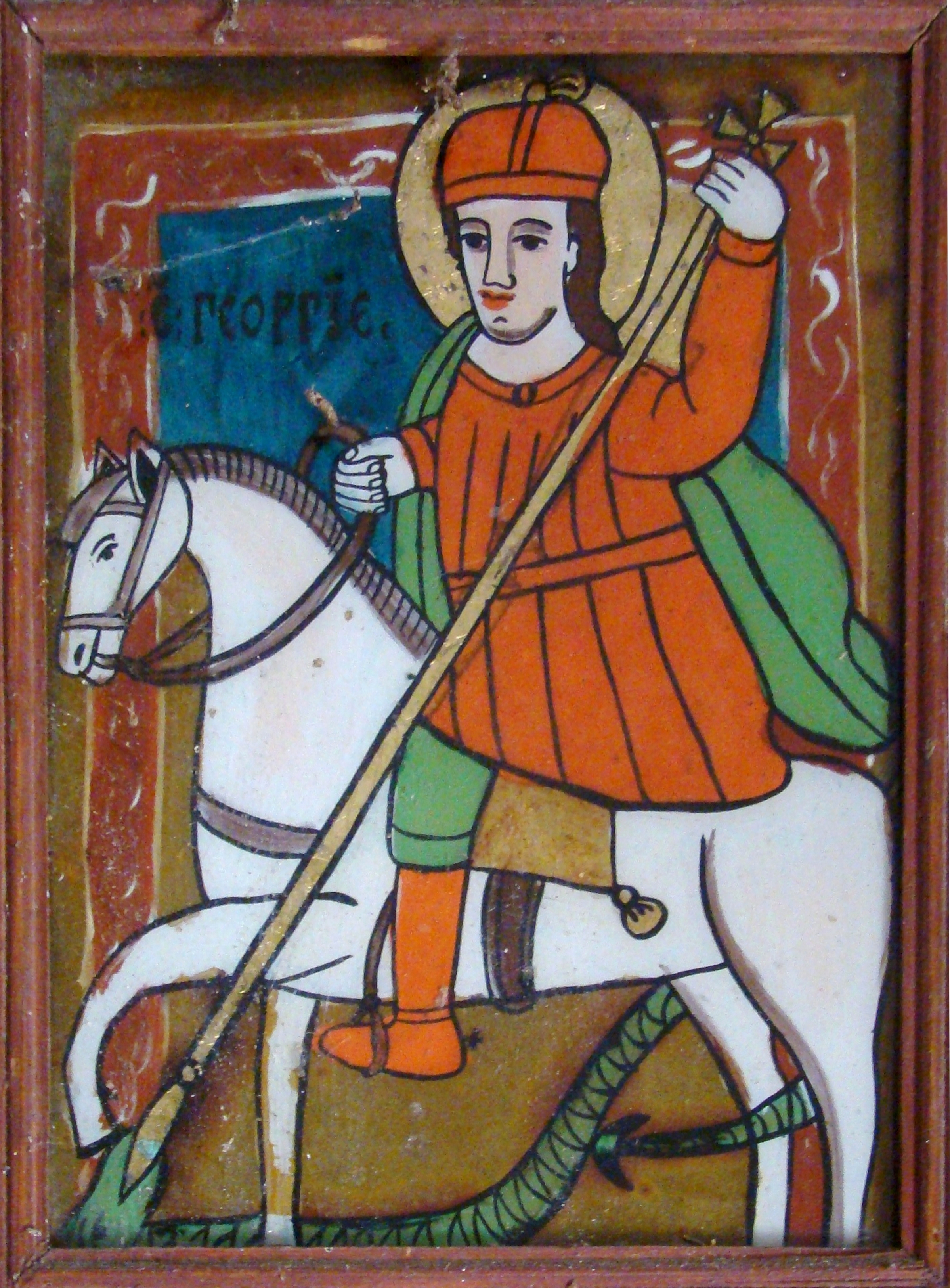
Sfântul Gheorghe

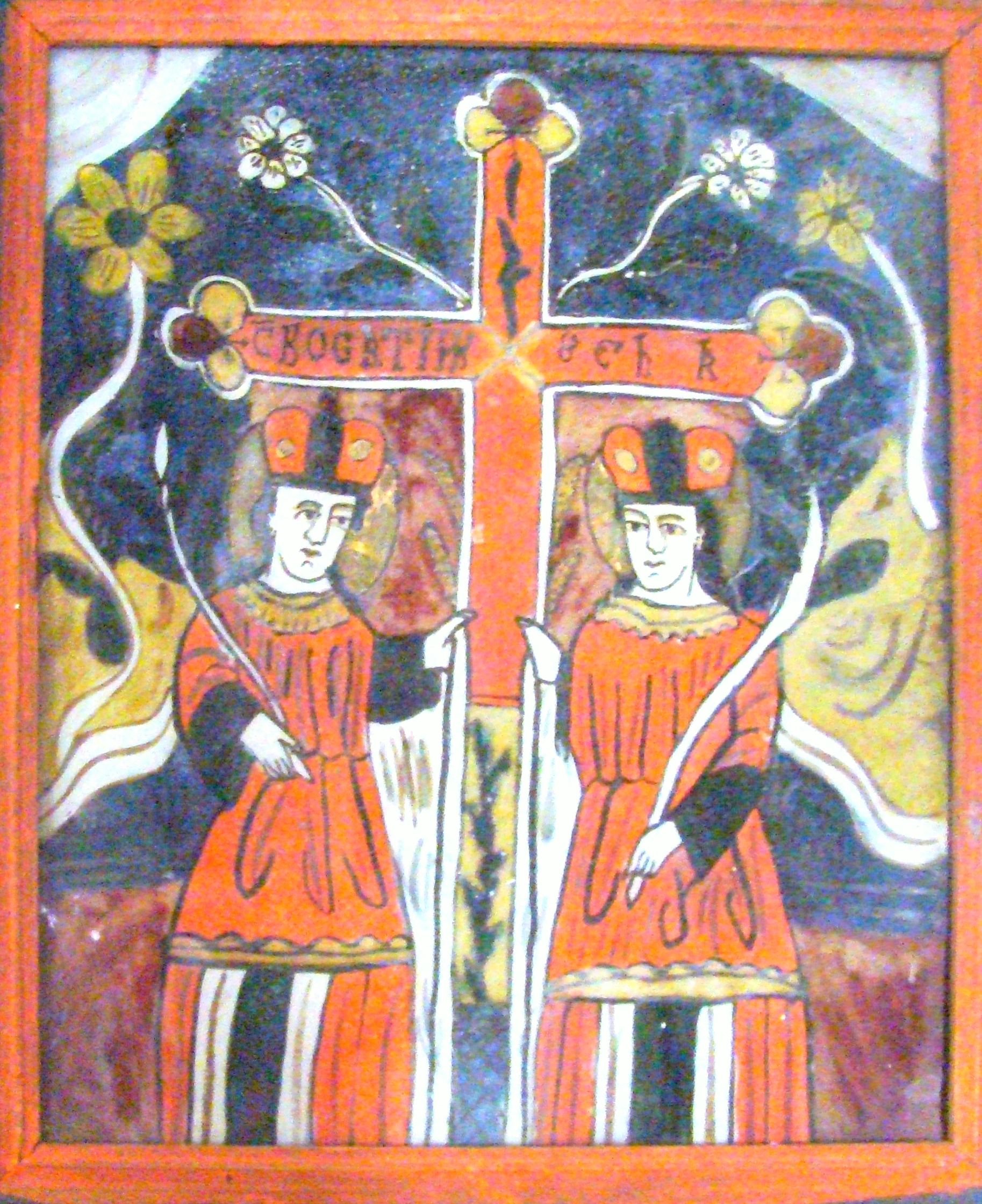
Sfinții Împărați Constantin și Elena

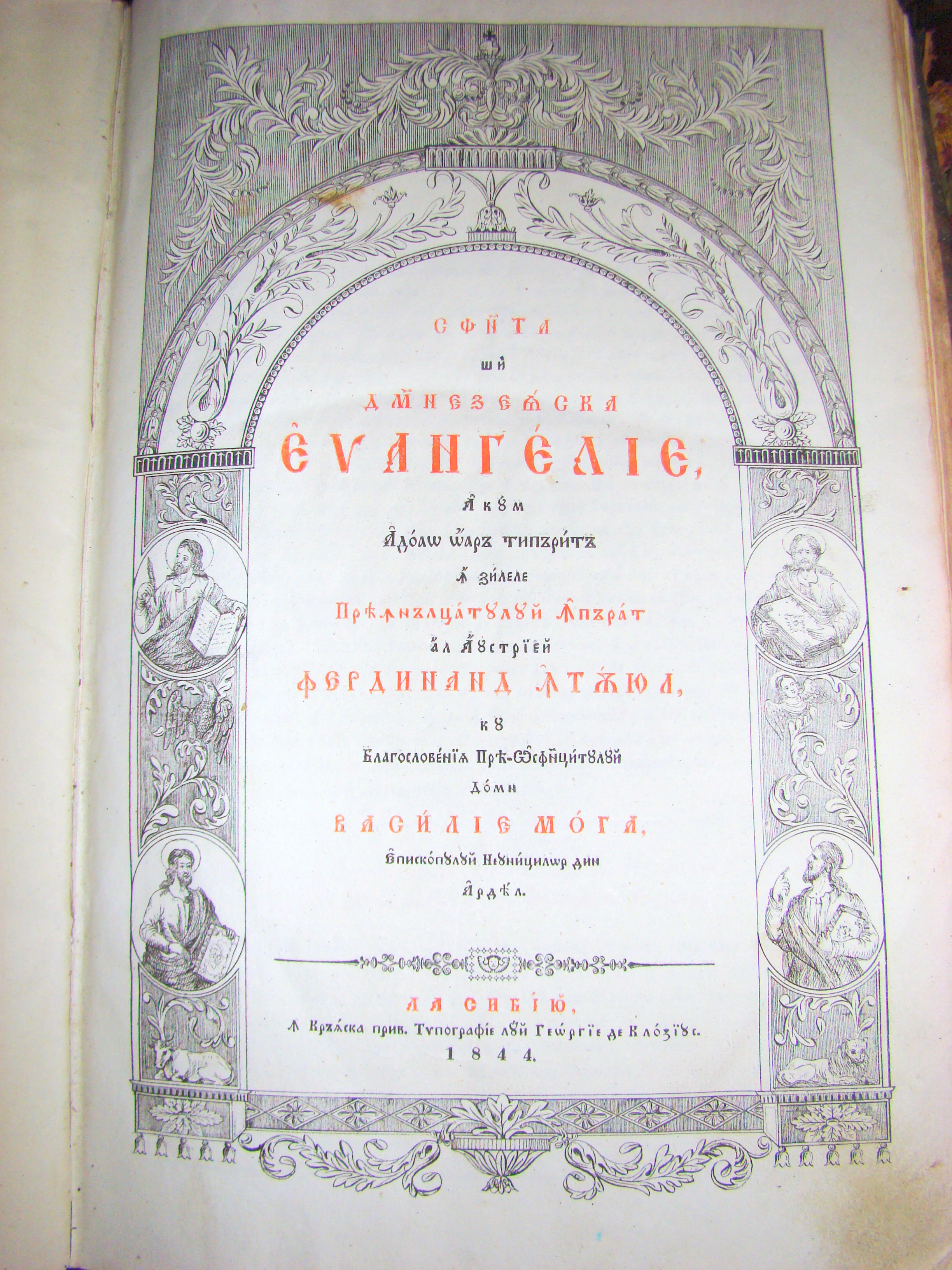
Evanghelie de la 1844

Biserica de lemn din Dealu Geoagiului, comuna Întregalde, județul Alba, datează din anul 1742.. Are hramul „Sfinții Arhangheli Mihail și Gavriil”. Biserica se află pe noua listă a monumentelor istorice sub codul LMI:  AB-II-m-A-00216.

## Istoric și trăsături
Biserica din Dealu Geoagiului este cea mai izolată biserică veche de lemn din județul Alba. Se poate ajunge fie din satul Tecșești (8 km, care se pot parcurge doar pe jos sau pe cal), sau din centrul de comună Întregalde. Deși panourile informative amplasate de Consiliul Județean Alba indică 4 km până la biserică, distanța este aproape dublă, 4 km fiind doar până la panoul de prezentare a monumentului istoric, amplasat nu lângă biserică, ci lângă singurele case care mai sunt locuite. Modalitățile de transport sunt aceleași,  pe jos sau pe cal. Numeroasele „păraie” care traversează drumul fac ca și accesul pe jos să fie foarte greoi.
Ca numeroase alte cătune din Munții Apuseni,  Dealu Geoagiului este pe cale de dispariție. Bătrânii s-au stins în tăcere, iar cei în putere, lipsiți de mijloace de a-și câștiga existența, de drumuri de acces, izolați  în cele 4-5 luni de iarnă, s-au împrăștiat în alte localități, din țară sau în afara ei. În valea aflată sub culmea pe care e situată biserica mai există o singură casă locuită. Școala, aflată în imediata vecinătate a bisericii, e pustie, ca și numeroasele case dărăpănate. Biserica, aflată la 1600 de m altitudine, e îngrijită de un crâsnic în vârstă de 83 de ani, care vine călare de la câțiva km. 
Edificată în anul 1742, conform unei inscripții de pe ancadramentul intrării („1742, Panța Crăciun meșter”), biserica de lemn cu hramul „Sfinții Arhangheli Mihail și Gavriil” are un plan simplu, dreptunghiular, cu pronaos, naos și absida poligonală cu cinci laturi. Naosul și absida sunt acoperite cu câte o boltă în leagăn, cea a altarului fiind intersectată pe est la capătul laturilor lungi, printr-un timpan, racordat cu restul laturilor printr-o suprafață trapezoidală. Pereții la exterior, cu excepția absidei, păstrează bârnele aparente, reliefându-se consolele, a căror crestături  pornesc de la simpla cioplire, la retragerile succesive, în unghi drept, ajungând la profilul «cap de cal». În secolul al XIX-lea, a fost ridicată peste pronaos o clopotniță scundă, iar pe latura de sud, o prispă cu arcade semicirculare și stâlpi sculptați. 
Pereții interiori ai navei, inclusiv bolta, au fost tencuiți, pictura, ascunsă astfel, putând fi imaginată după aceea de pe tâmplă, cu chipuri frumoase și o plăcută paletă coloristică. Cele două registre, cu medalioane, foarte deteriorate, sunt urmate de friza apostolilor, înșiruiți pe fundal de dealuri și separați prin câte un copac. Chipurile sfințlor din hram sunt reprezentate pe suprafața decroșurilor, deasupra unui decor de flori, care se repetă pe spațul dintre intrări. Pictura tâmplei, ce desparte naosul de altar, icoanele împărătești (Maria cu pruncul, Deisis, Sfânta Troiță de la Mamvri și Sfinții Arhangheli Mihail și Gavriil),  împreună cu icoanele prăznicar, datează de la sfârșitul secolului al XVIII-lea și au fost atribuite lui Simion Zugravul din Bălgrad. 
Din inventarul patrimonial al lăcașului mai pot fi semnalate: icoanele pe sticlă, jilțurile crestate, sfeșnicele din secolul al XVIII-lea, tipăriturile de București, mărturii ale relațiilor dintre români, ce au cuprins cele mai izolate așezări transilvănene.

## Imagini din exterior

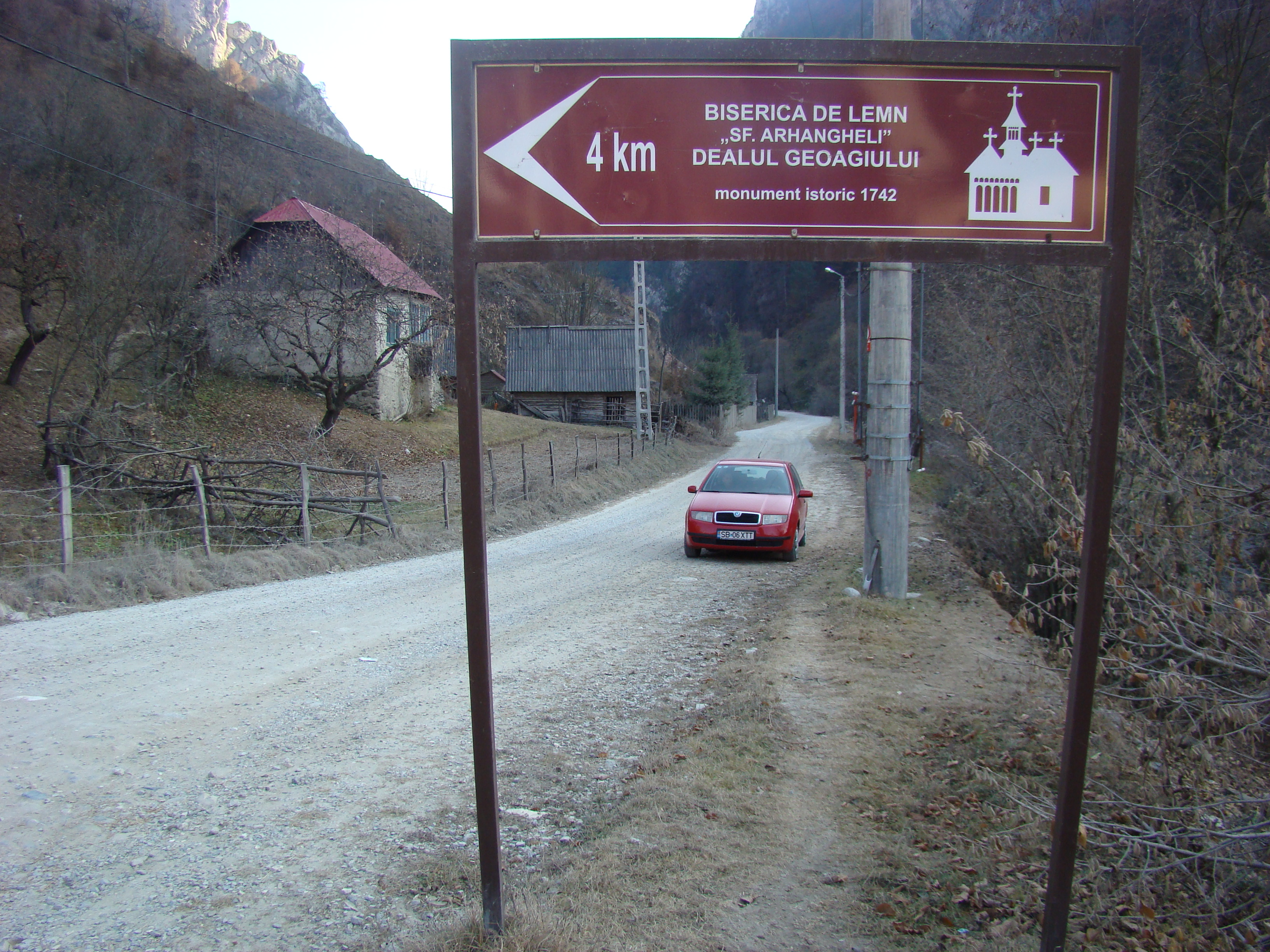
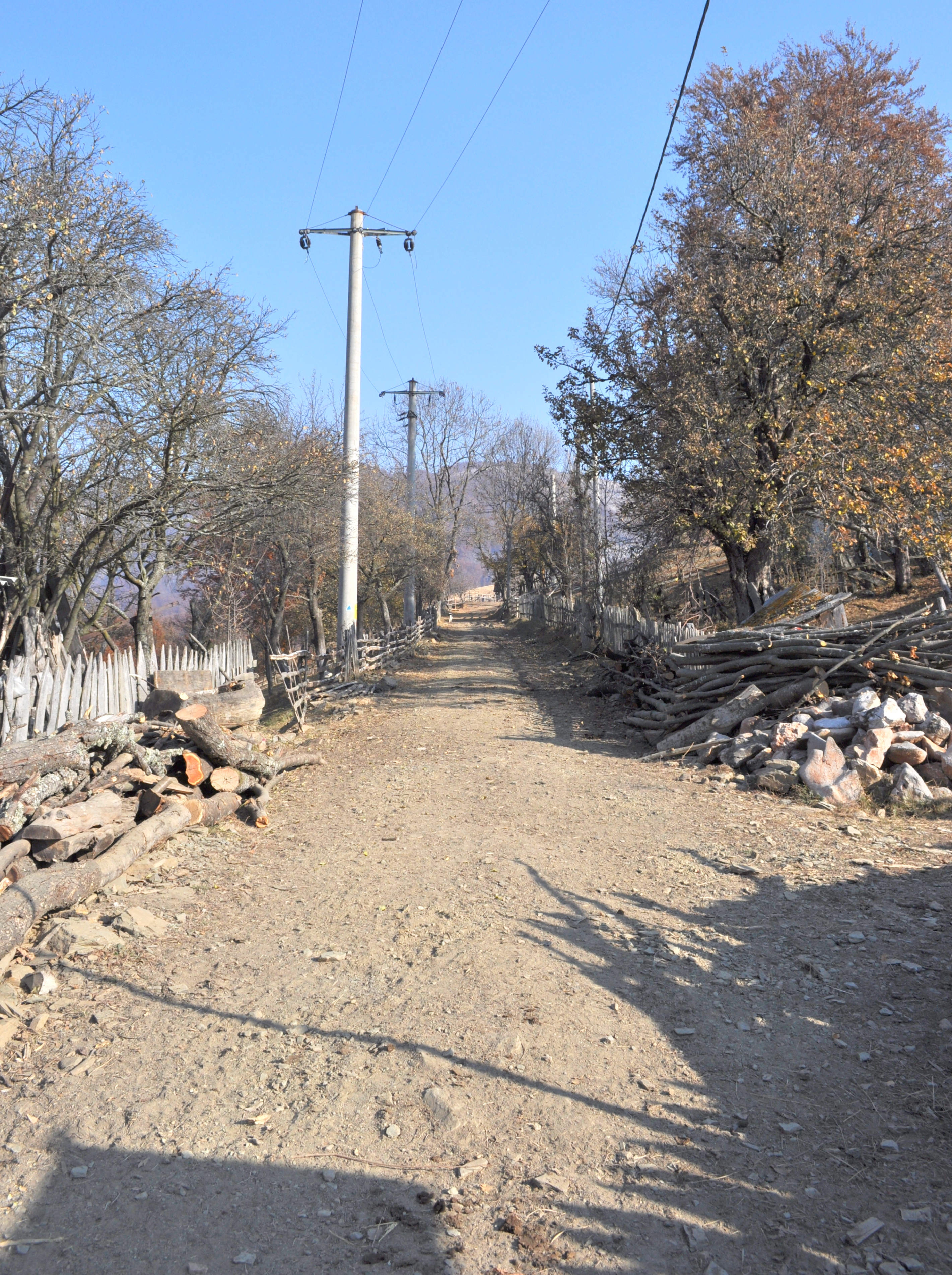
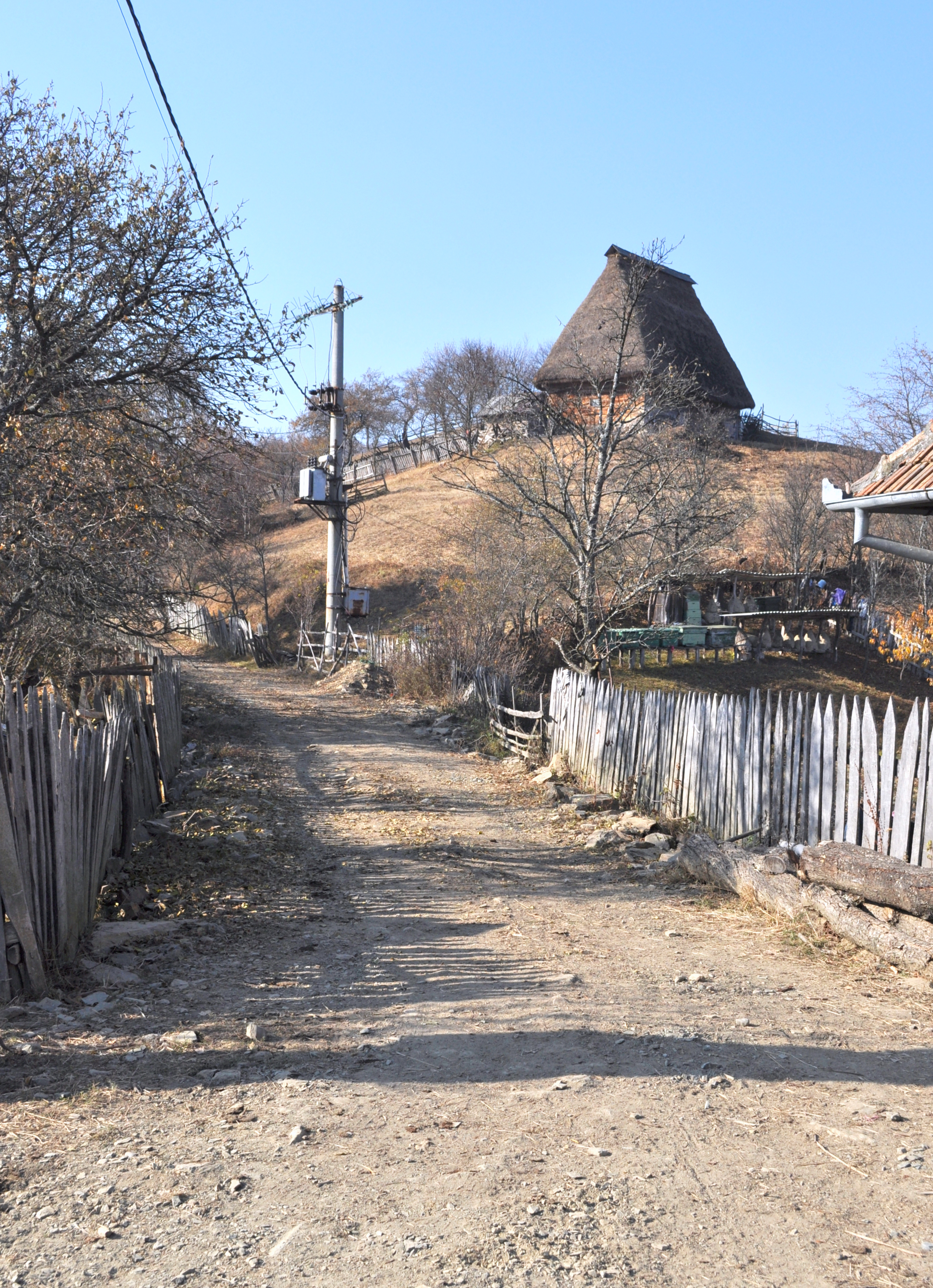
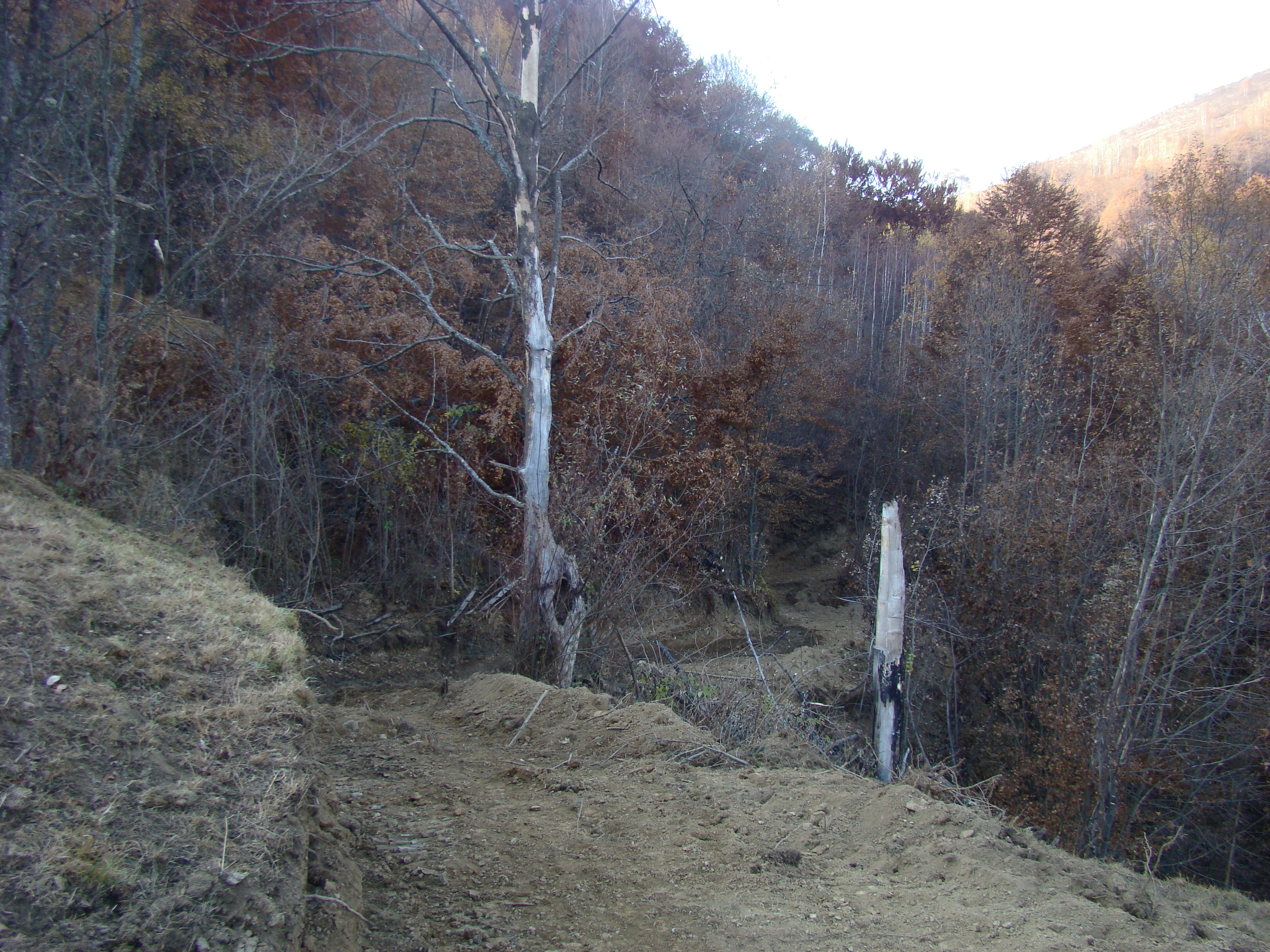
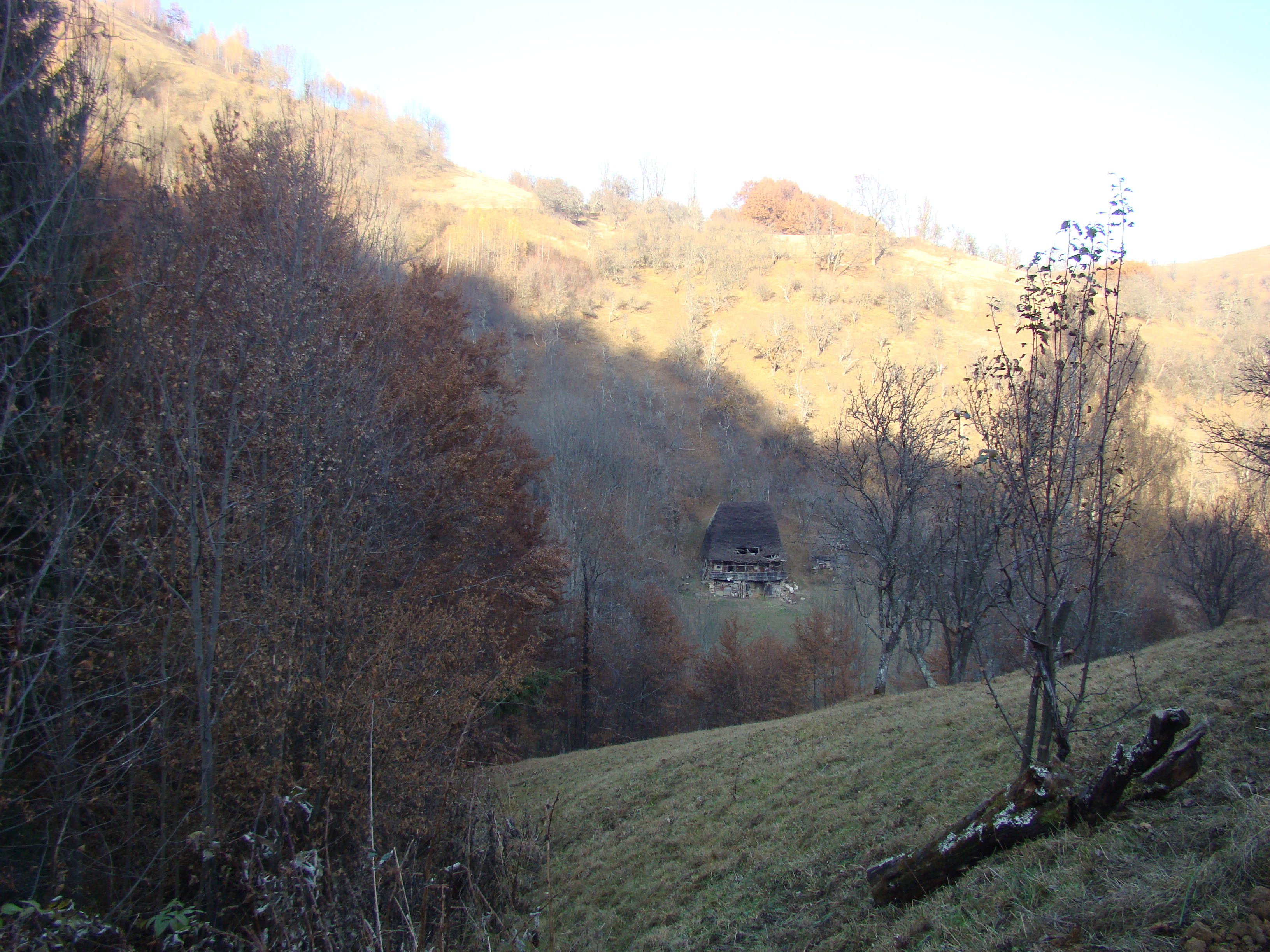
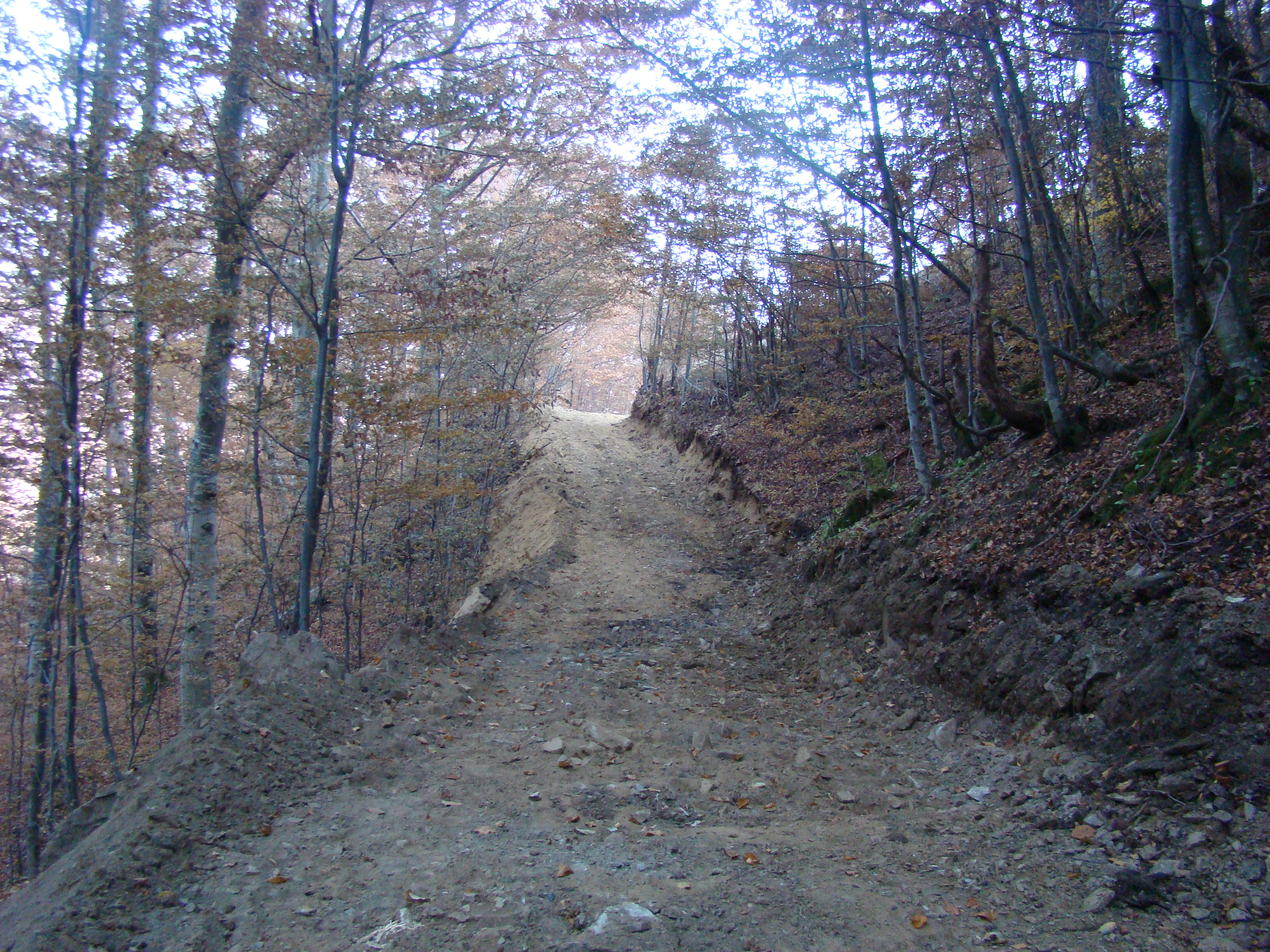
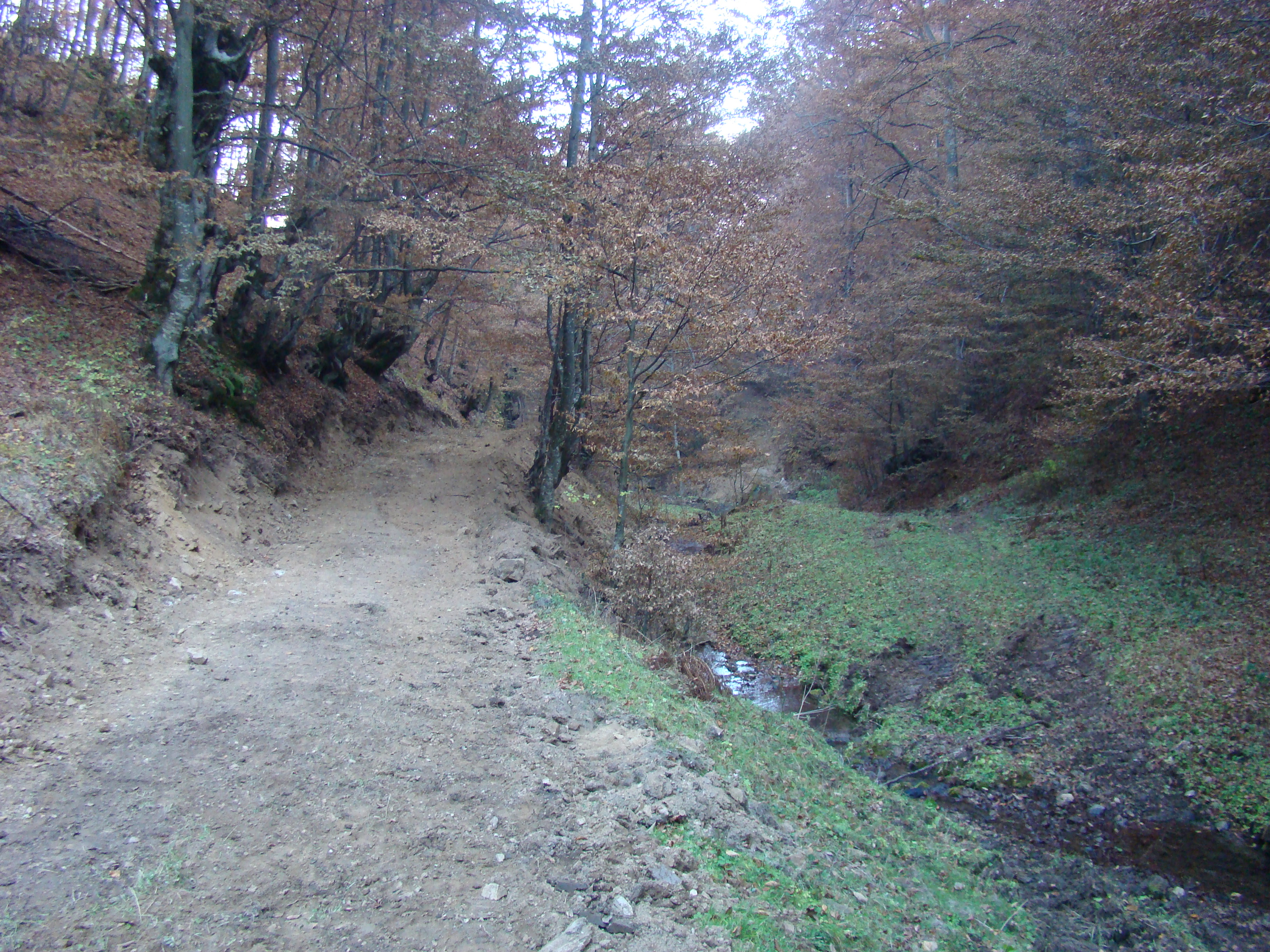
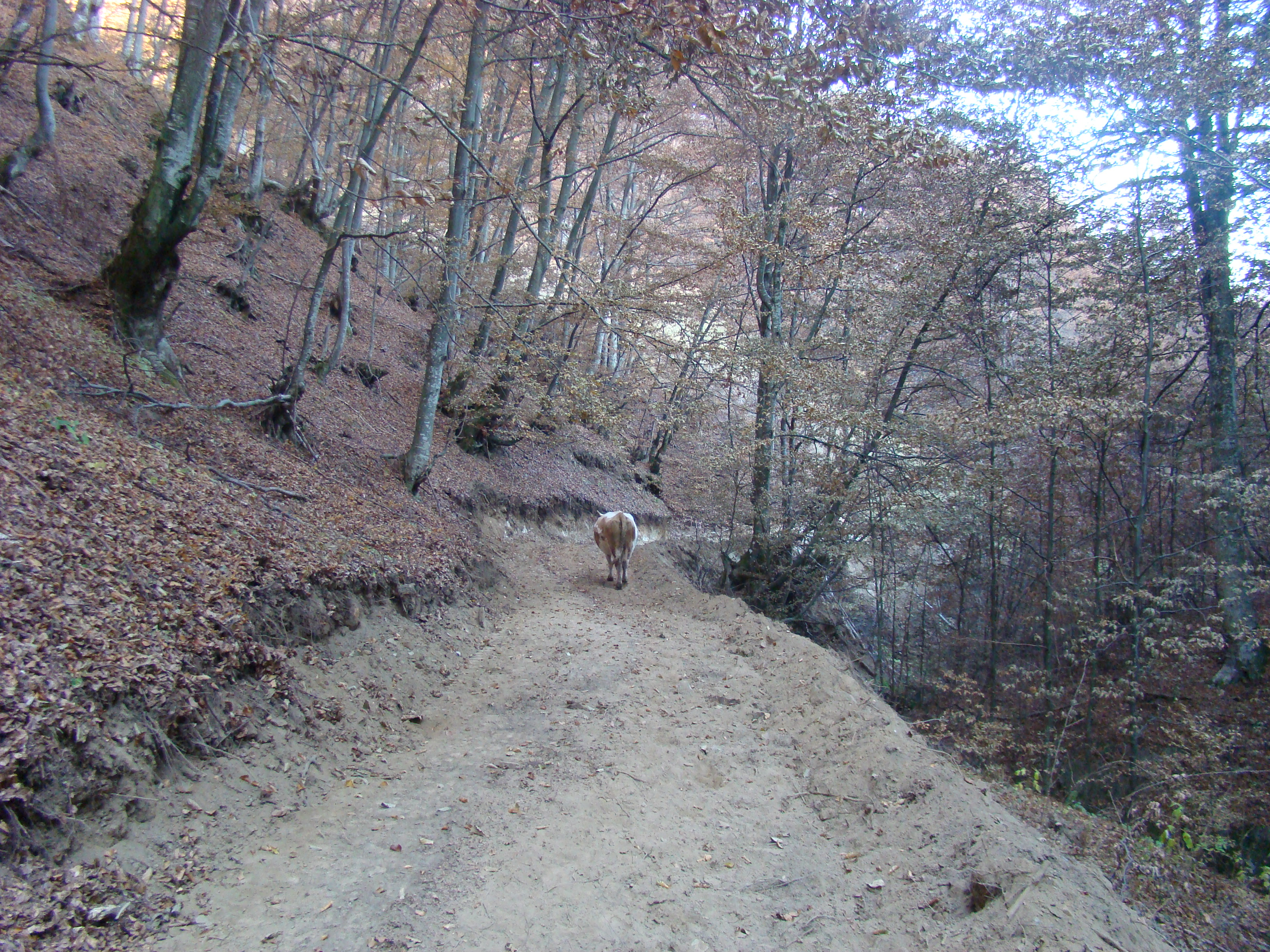
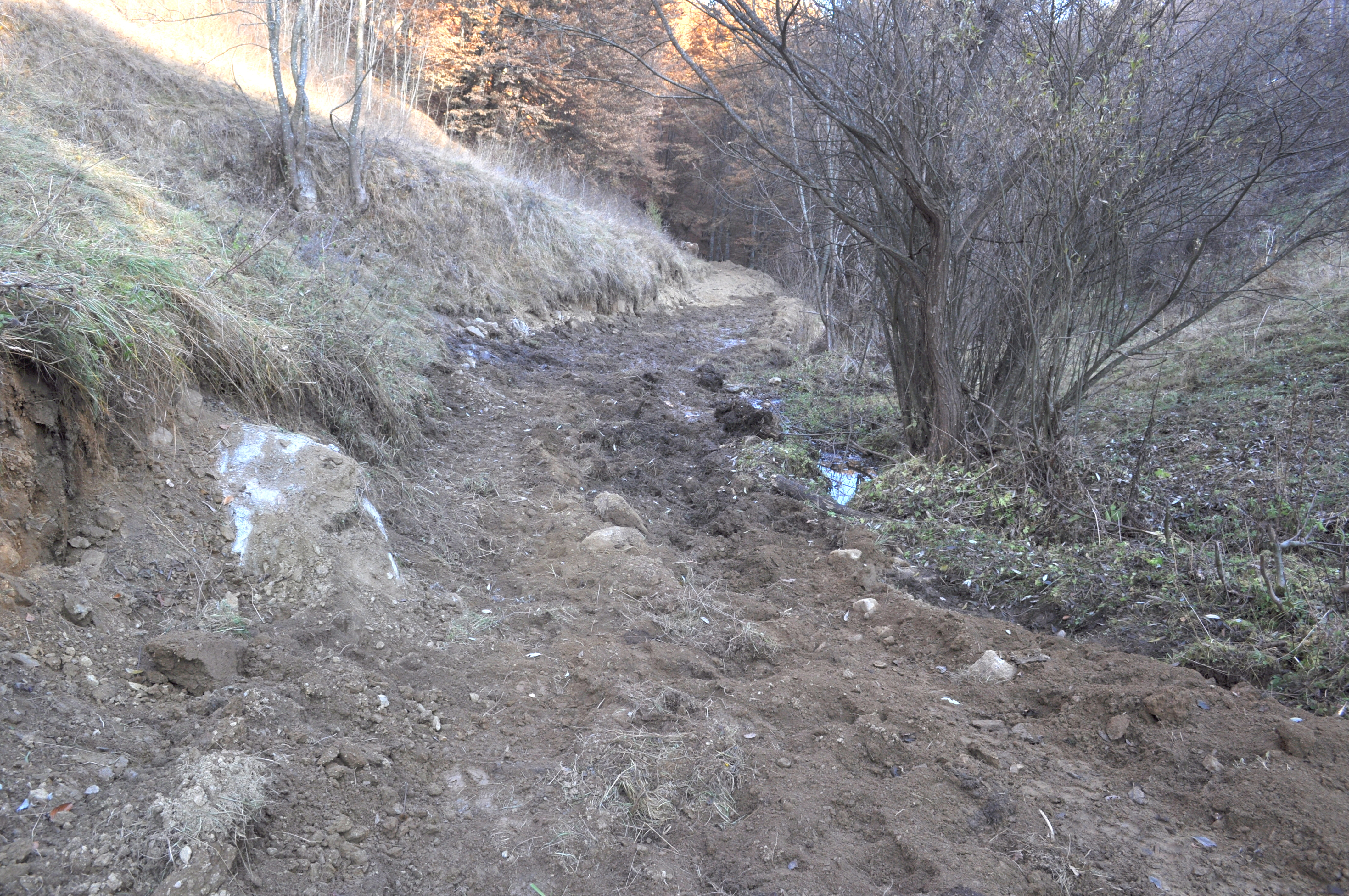
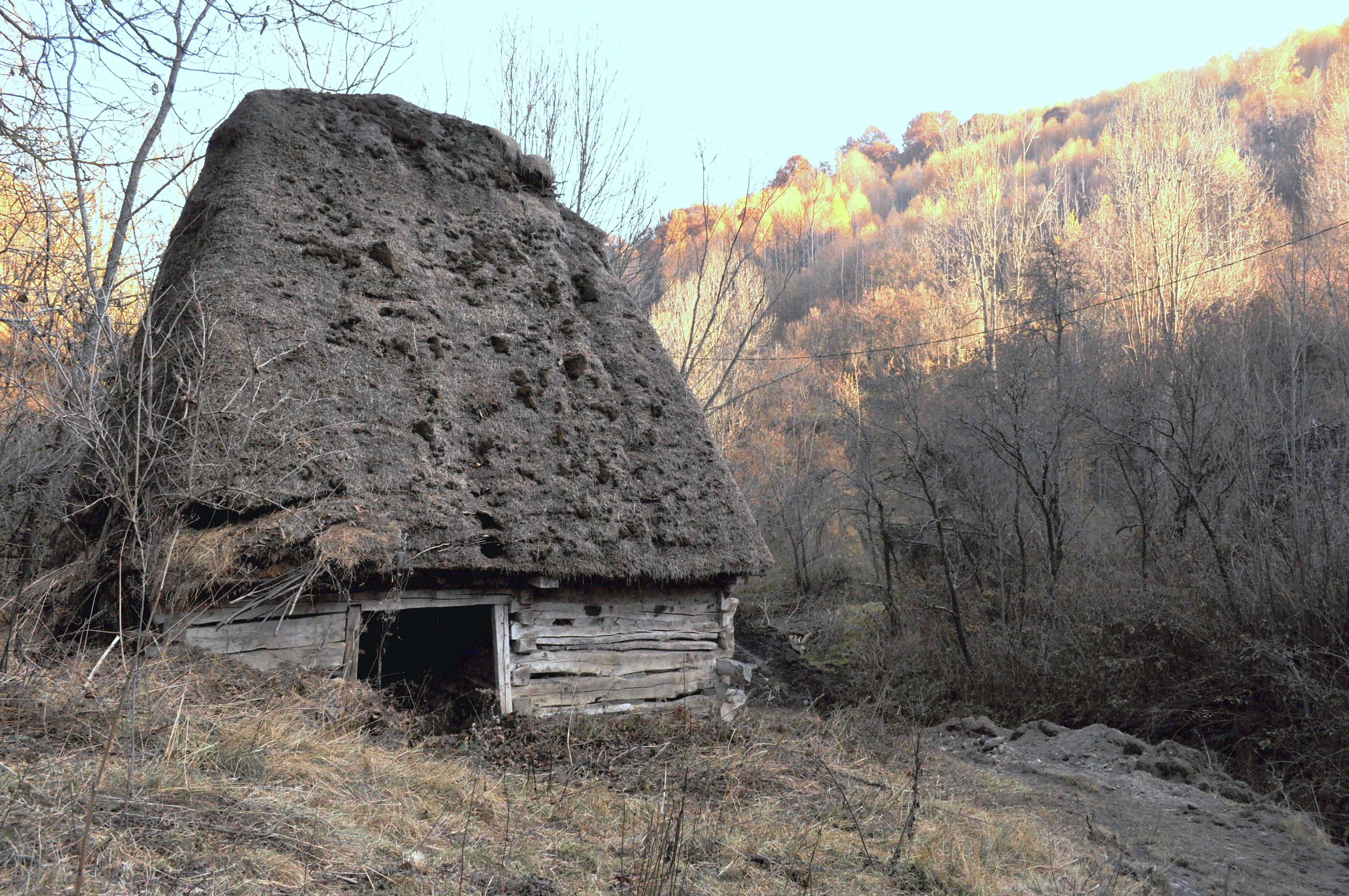
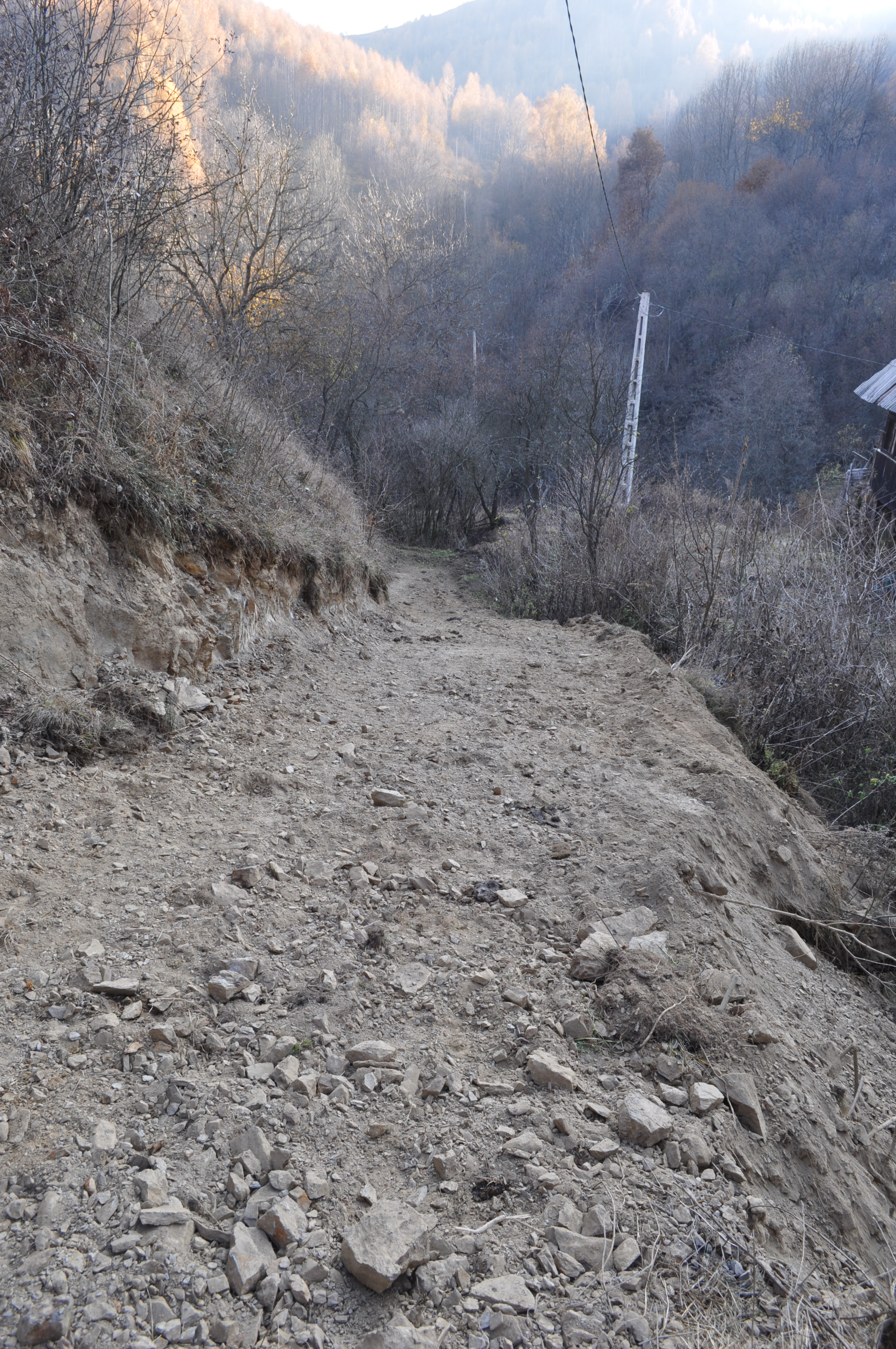
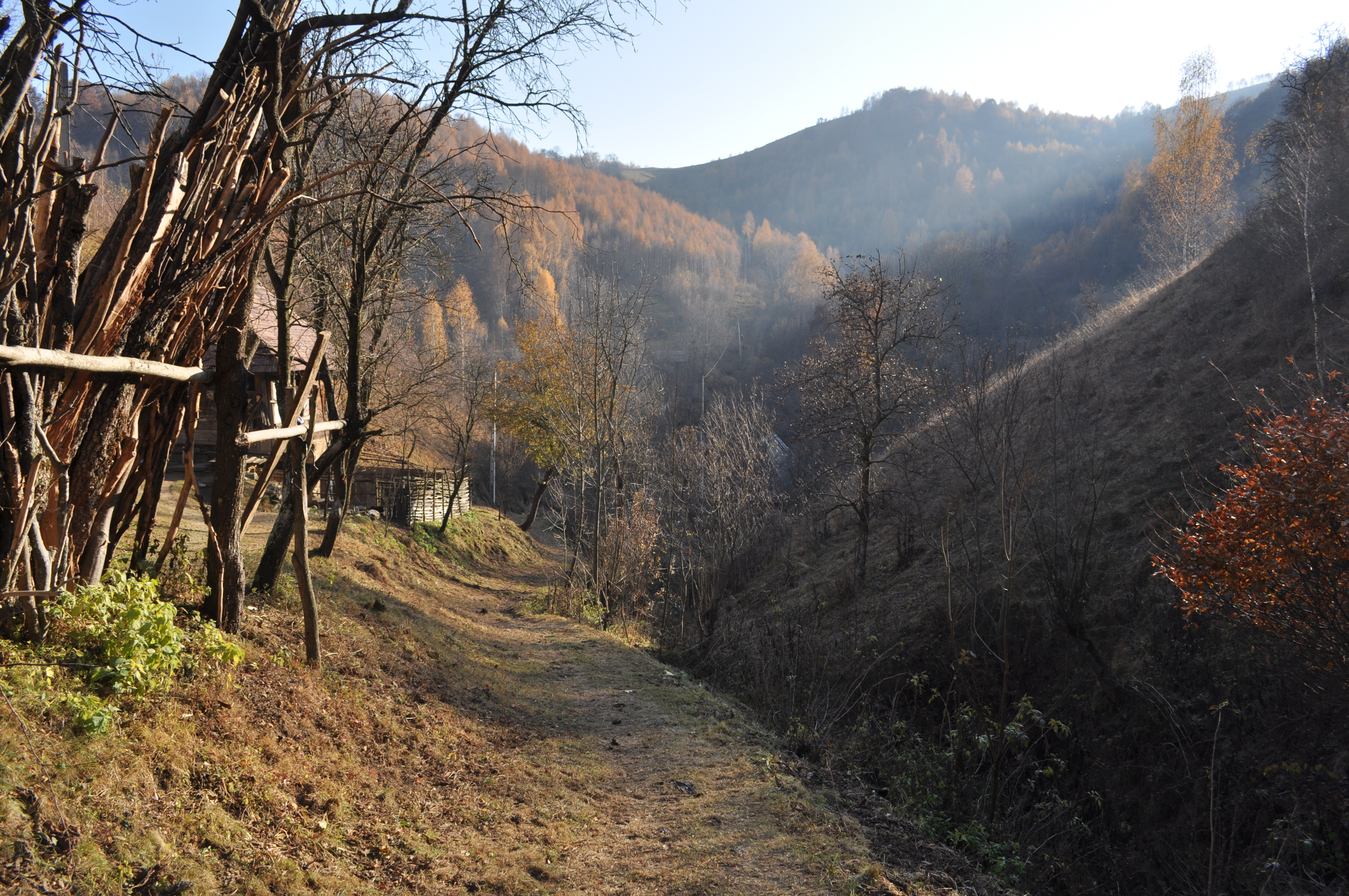
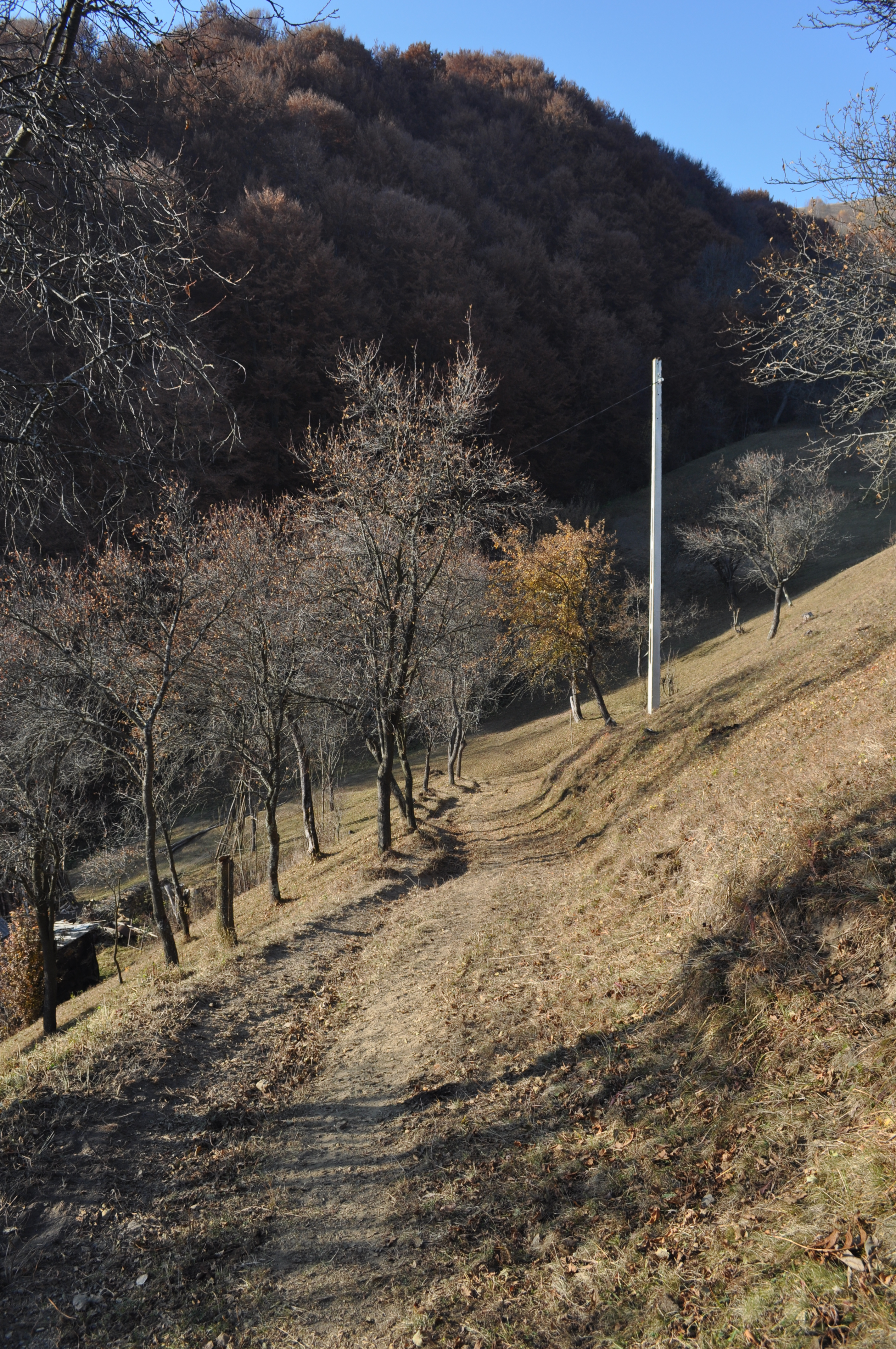
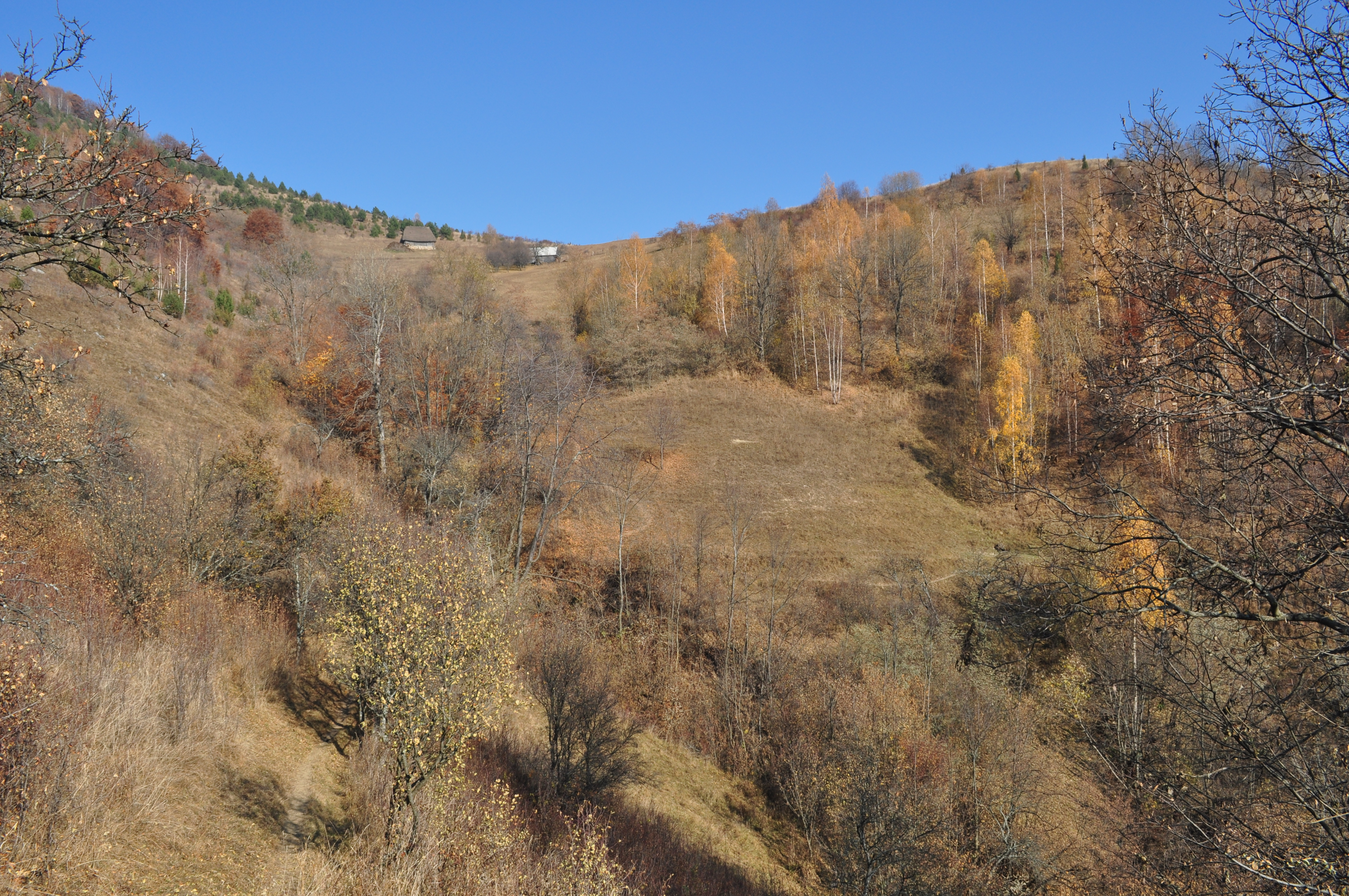
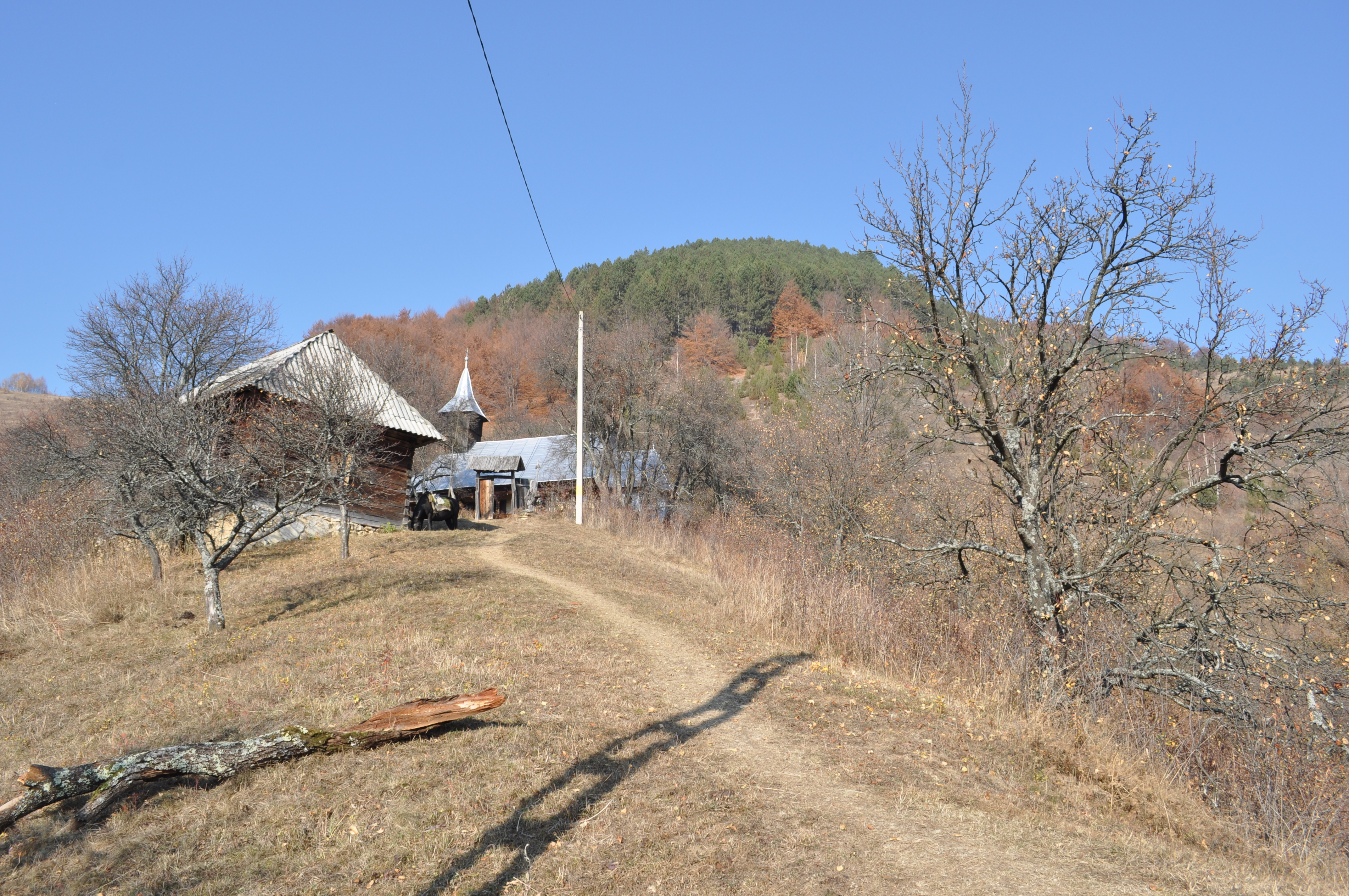
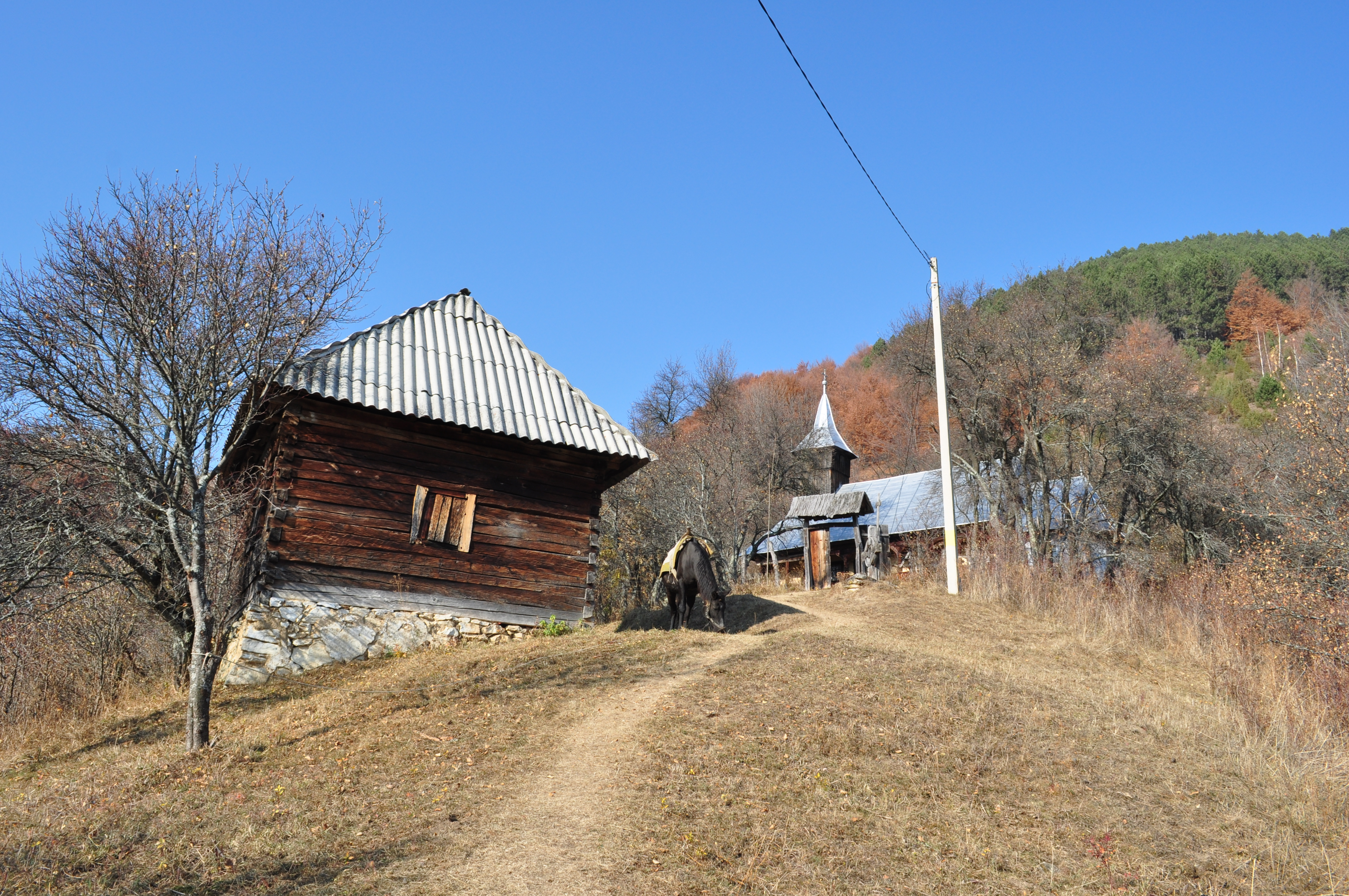
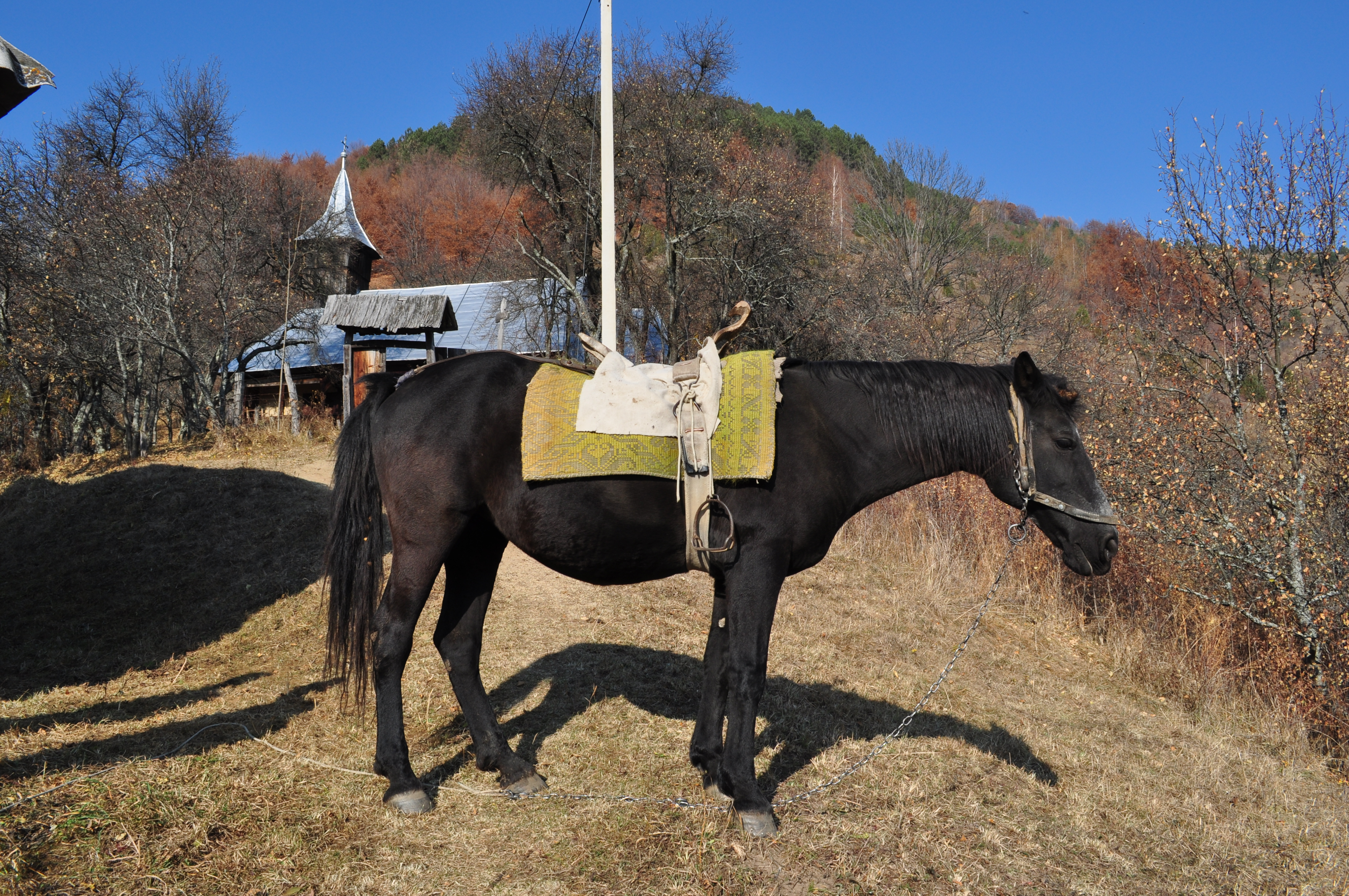
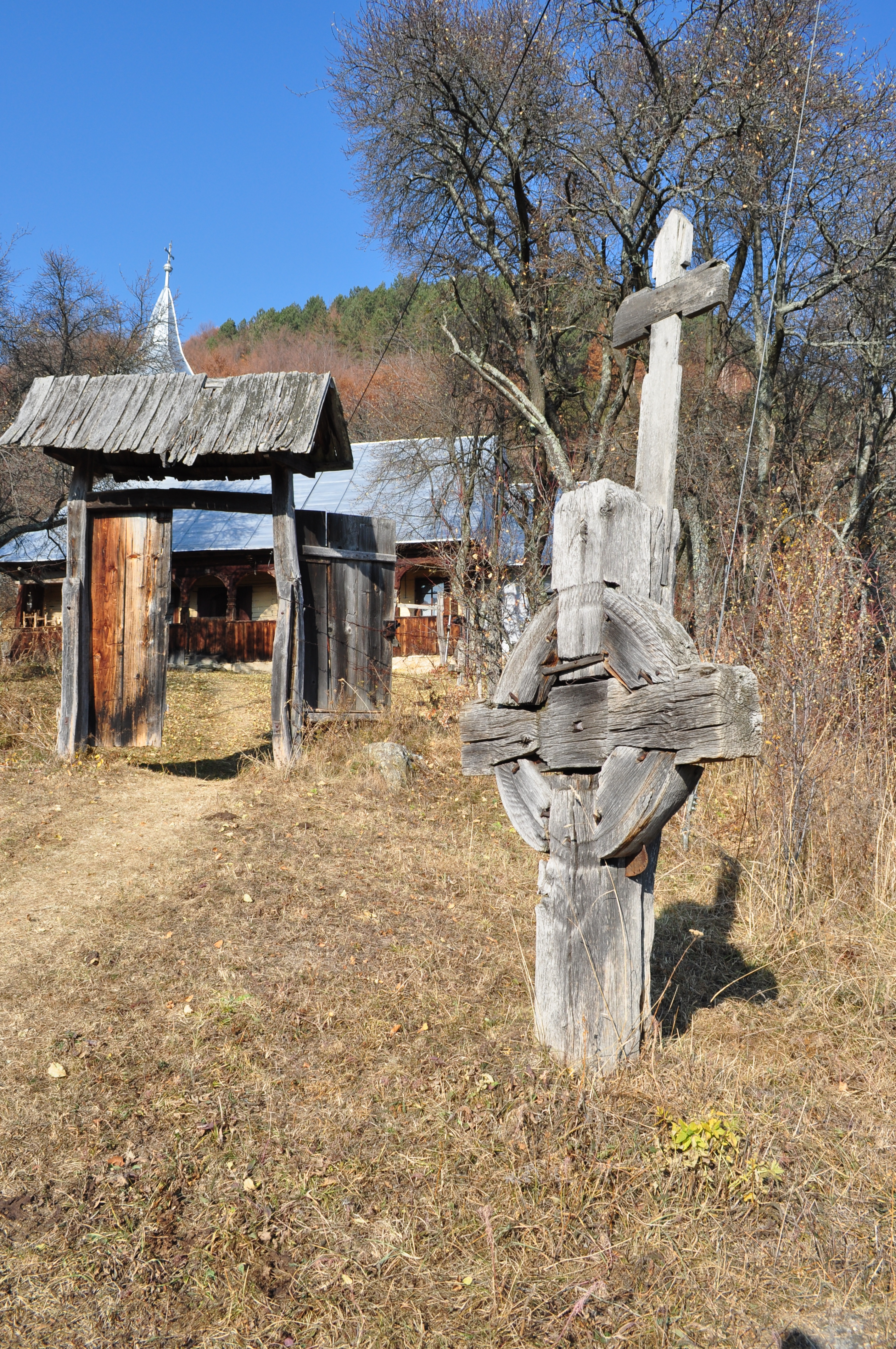
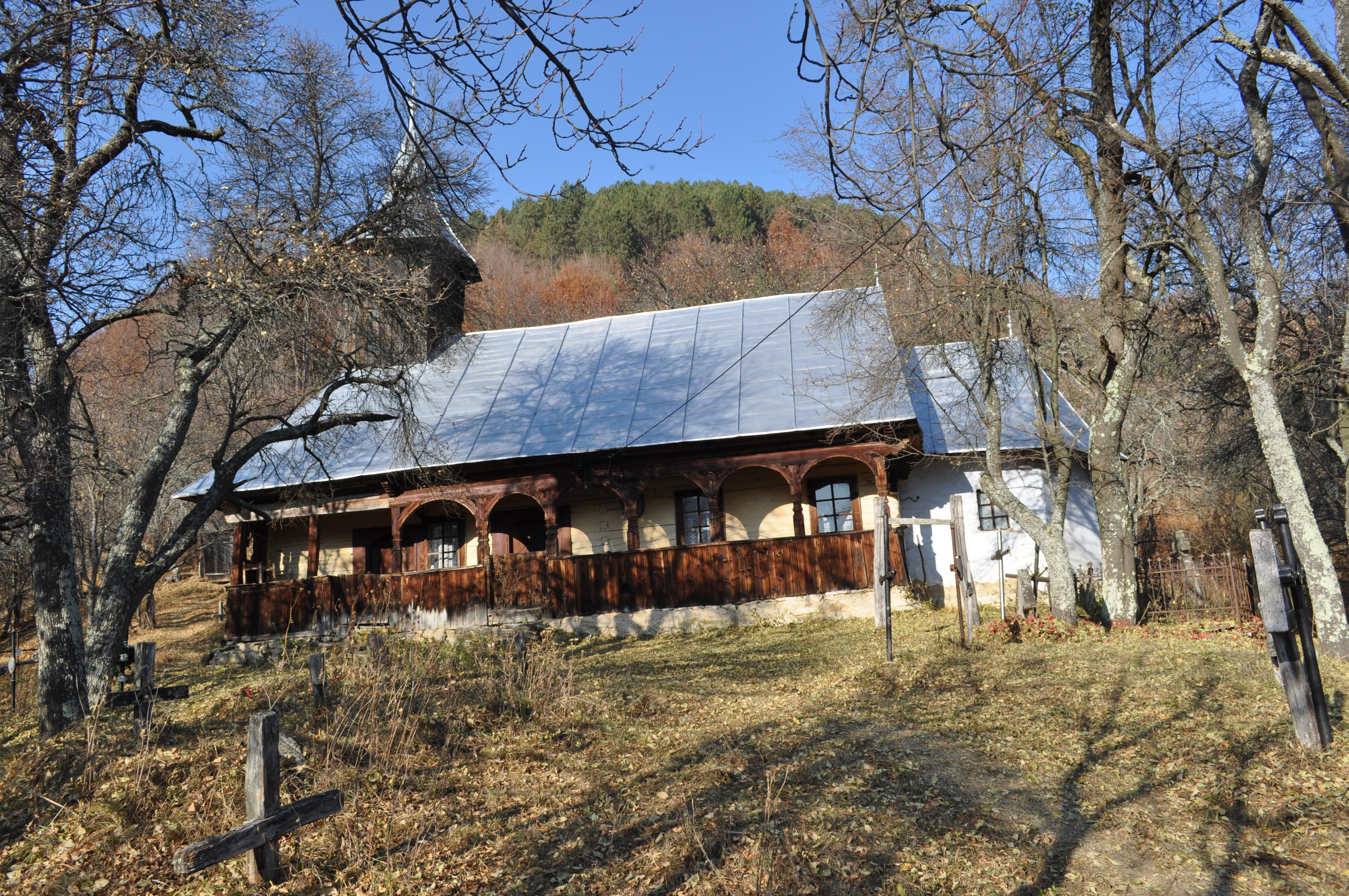
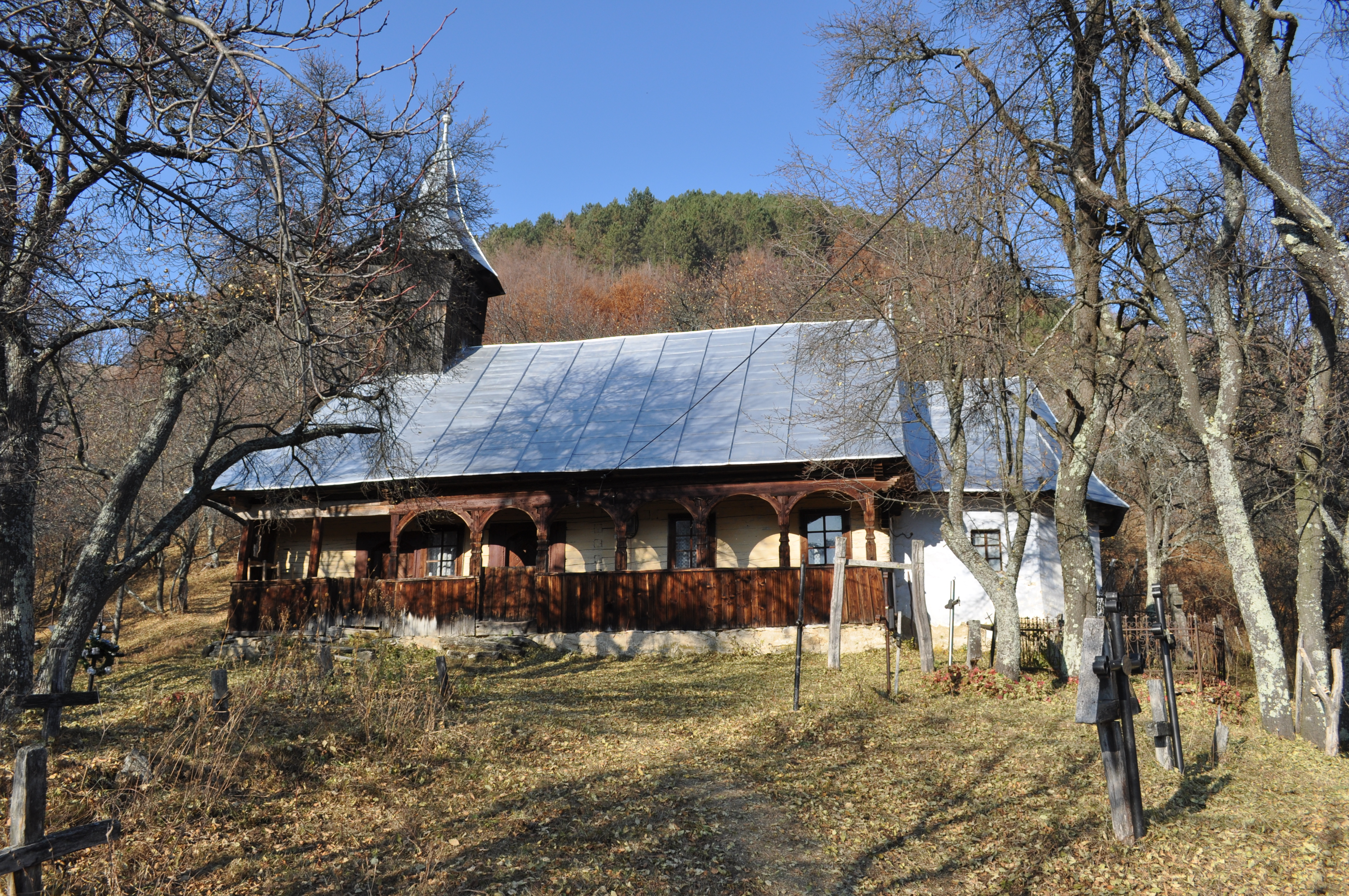
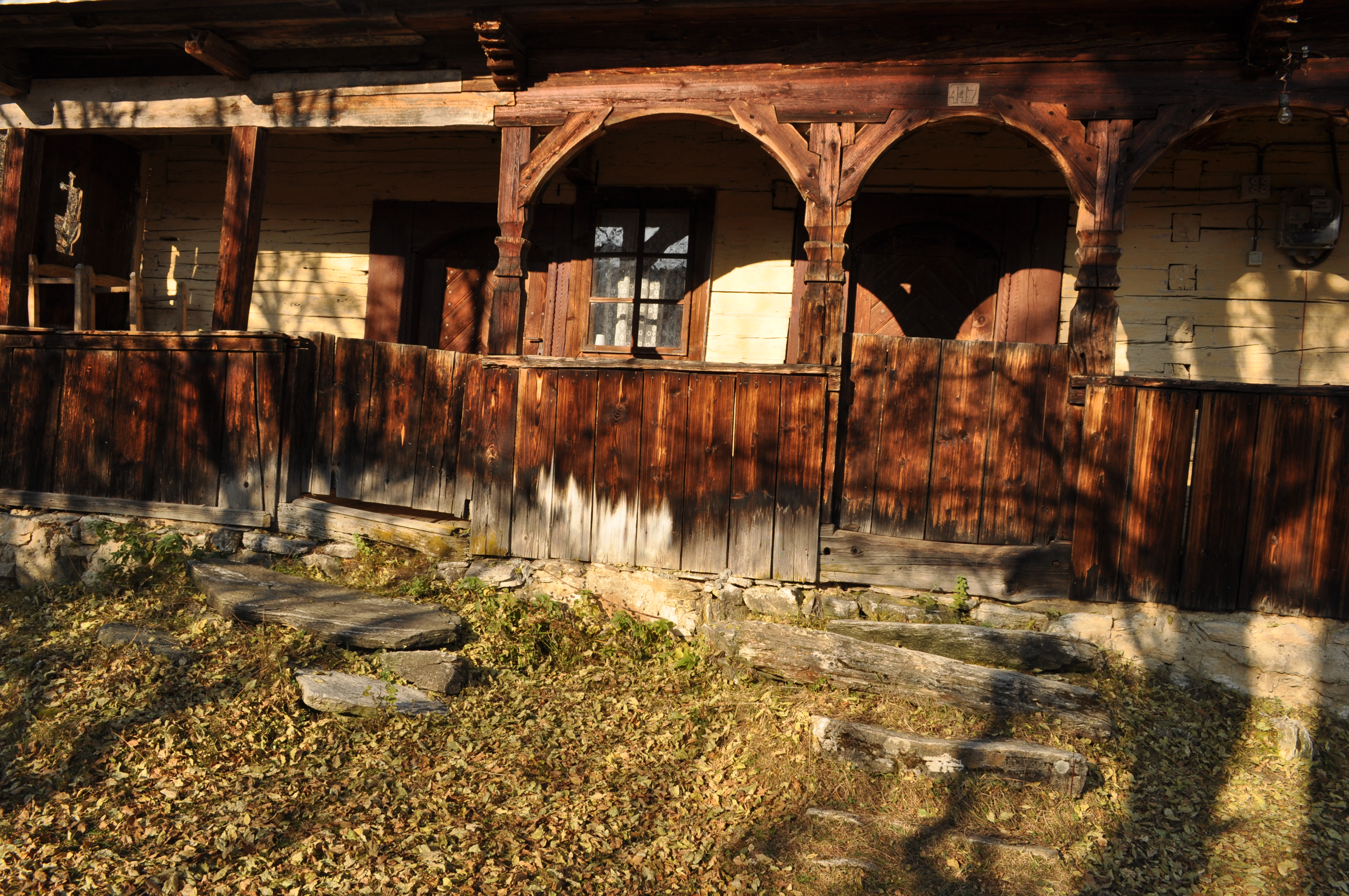
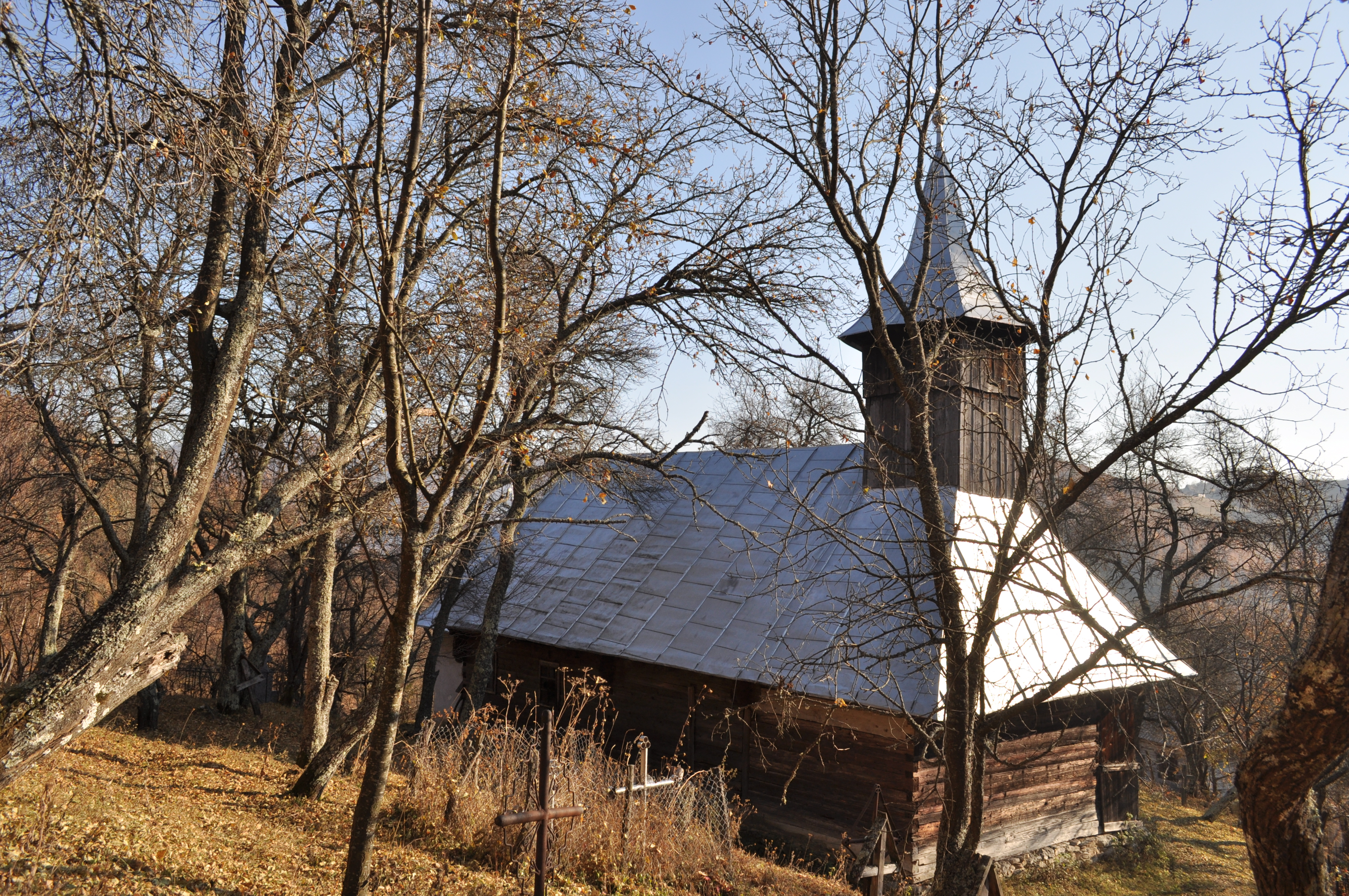
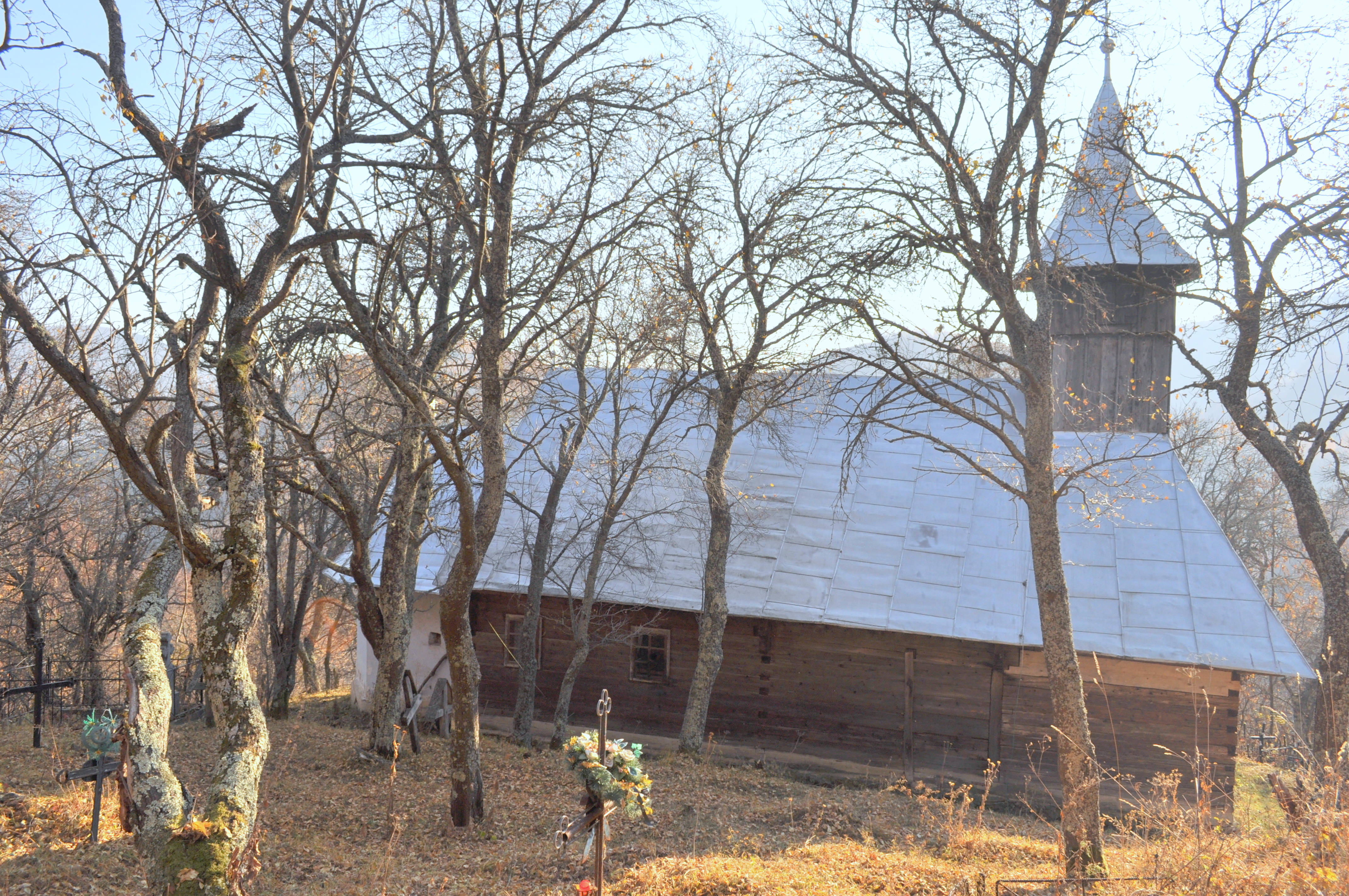
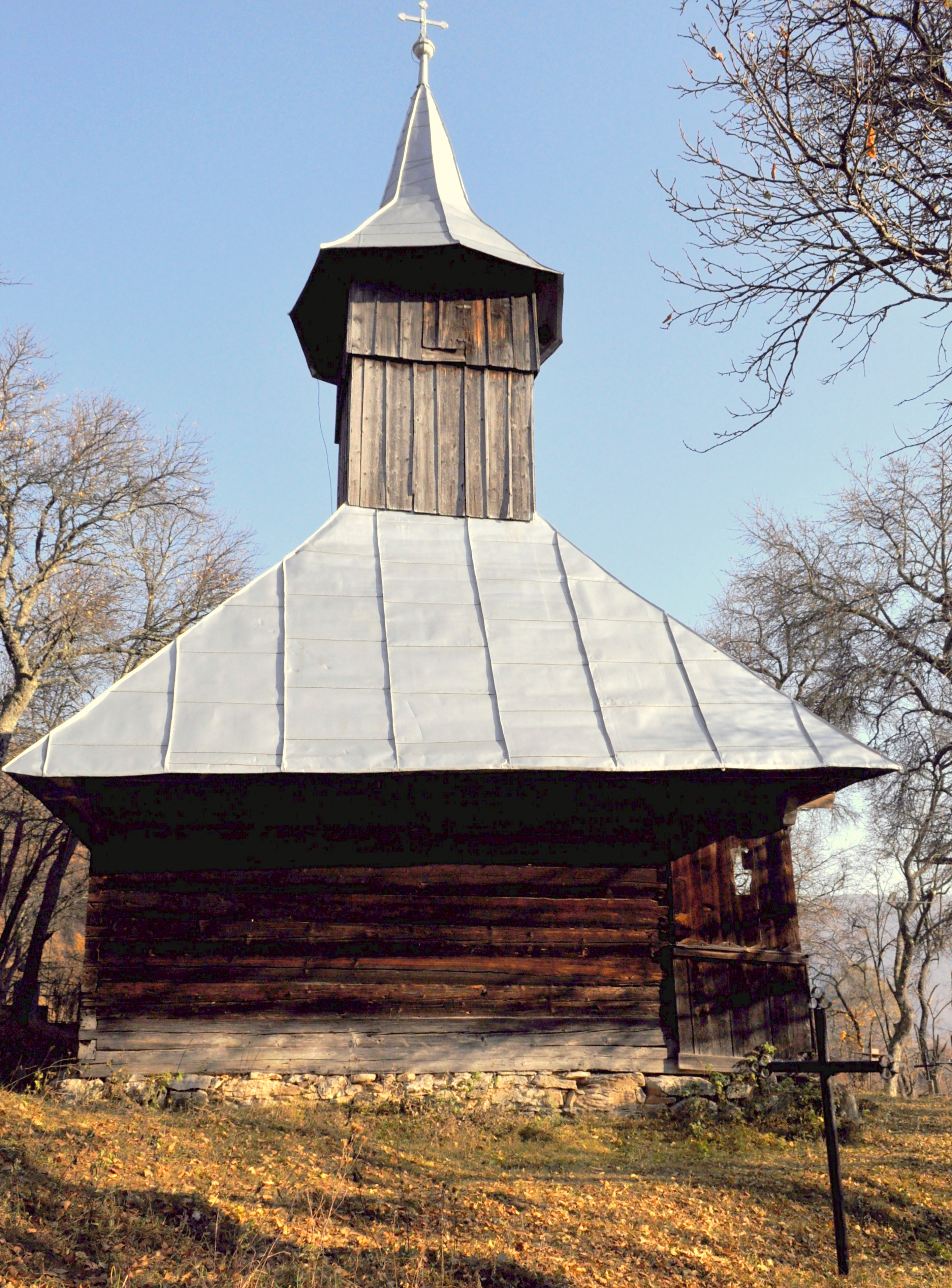
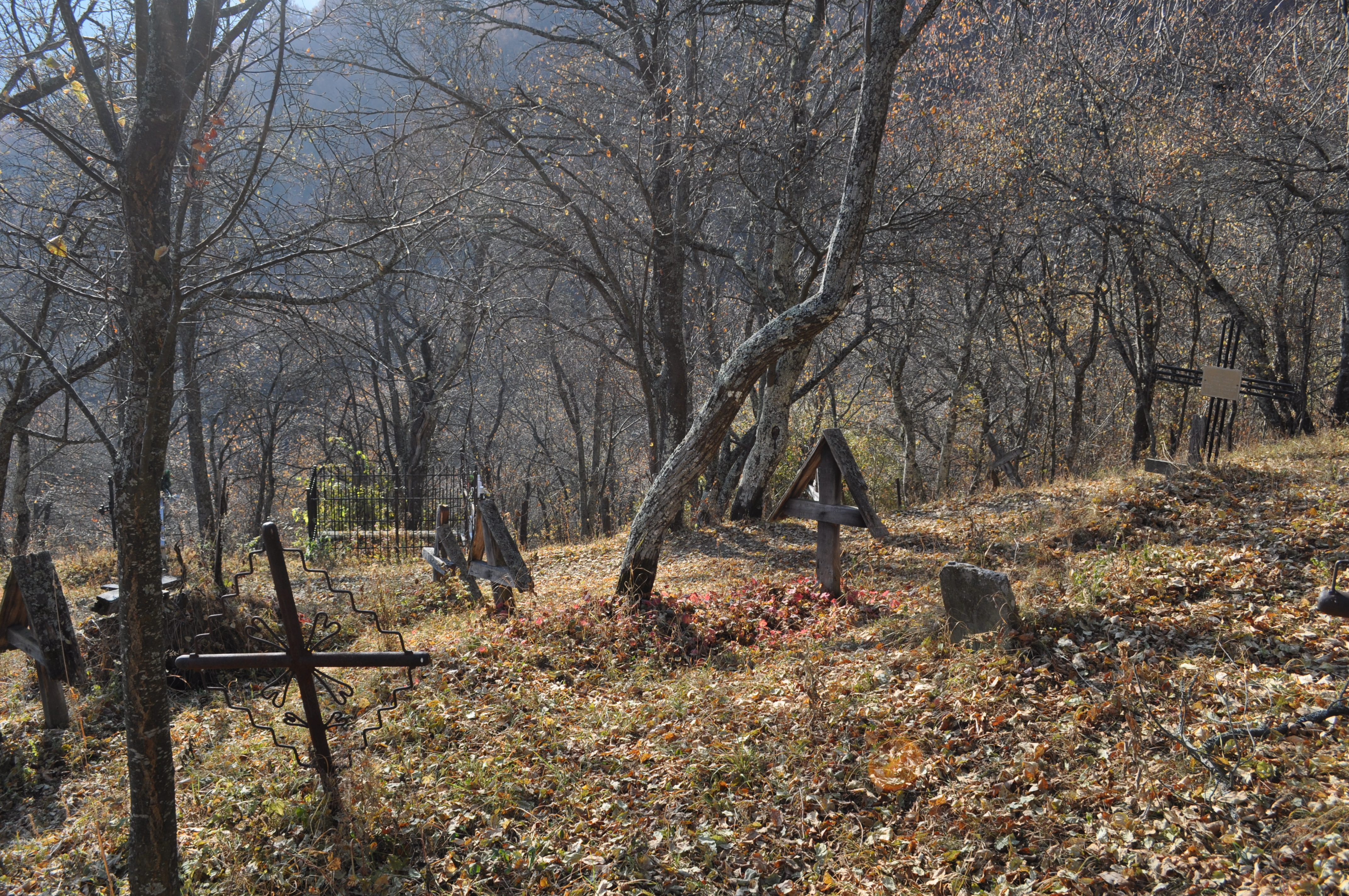
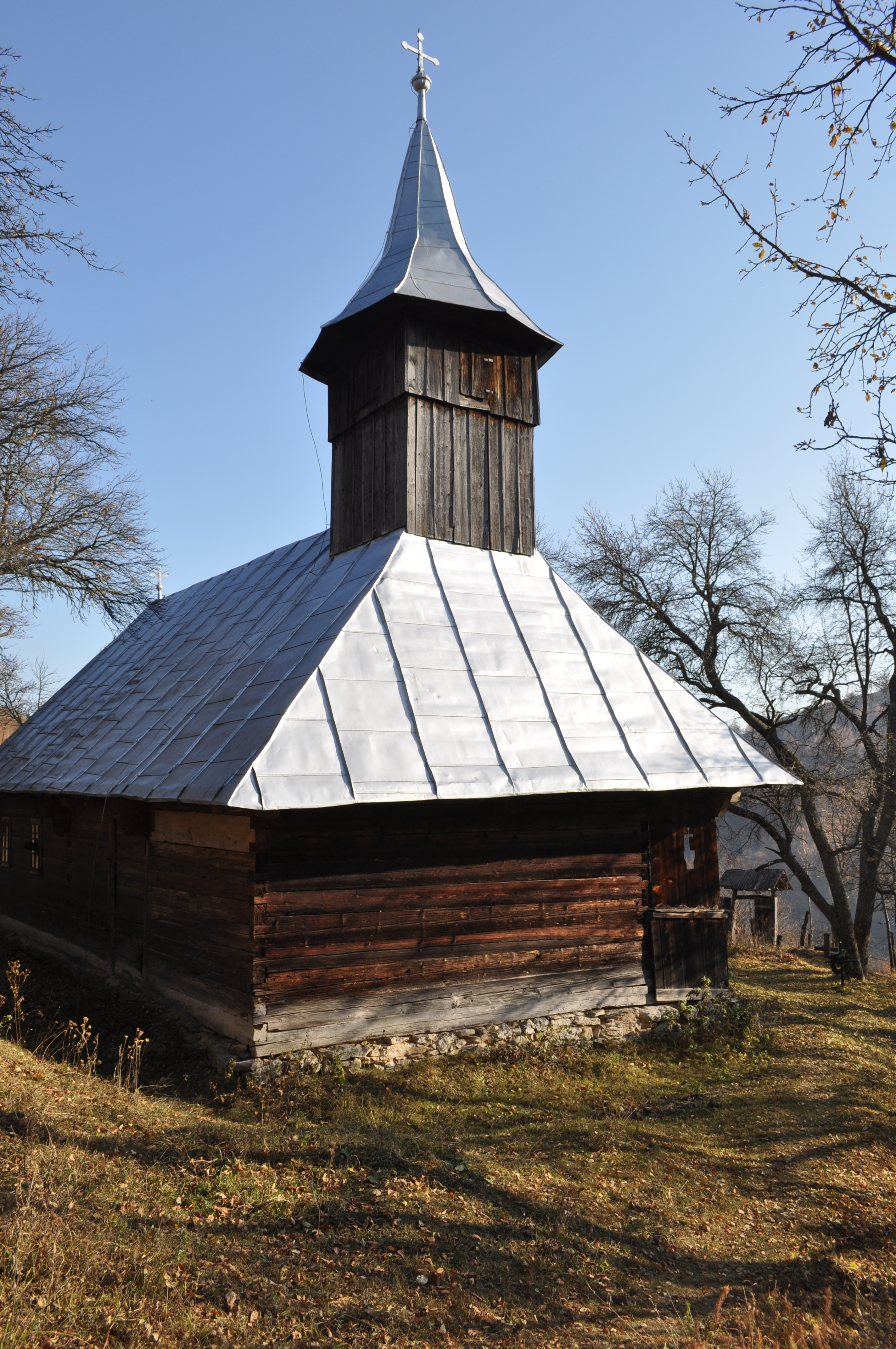
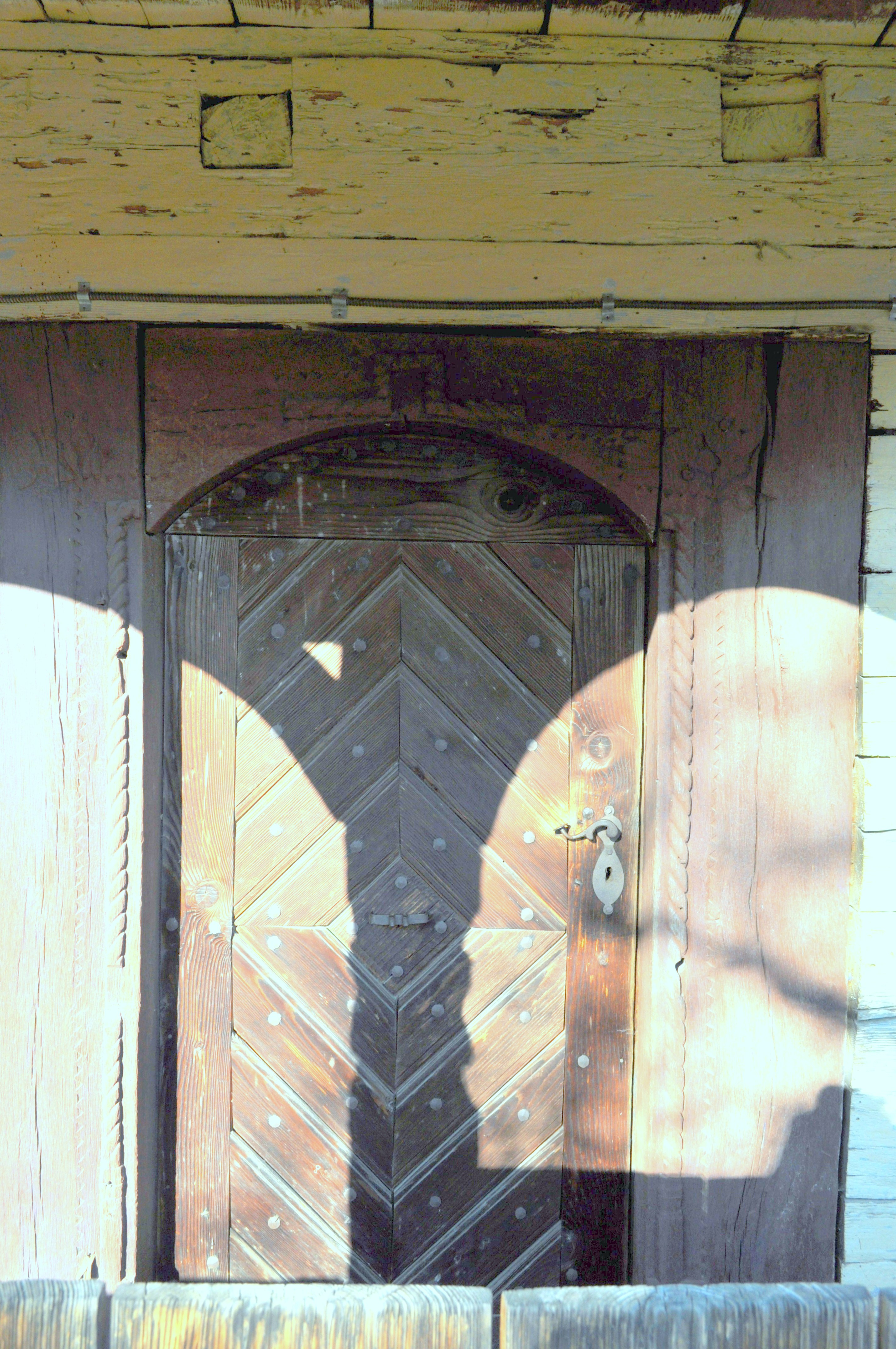
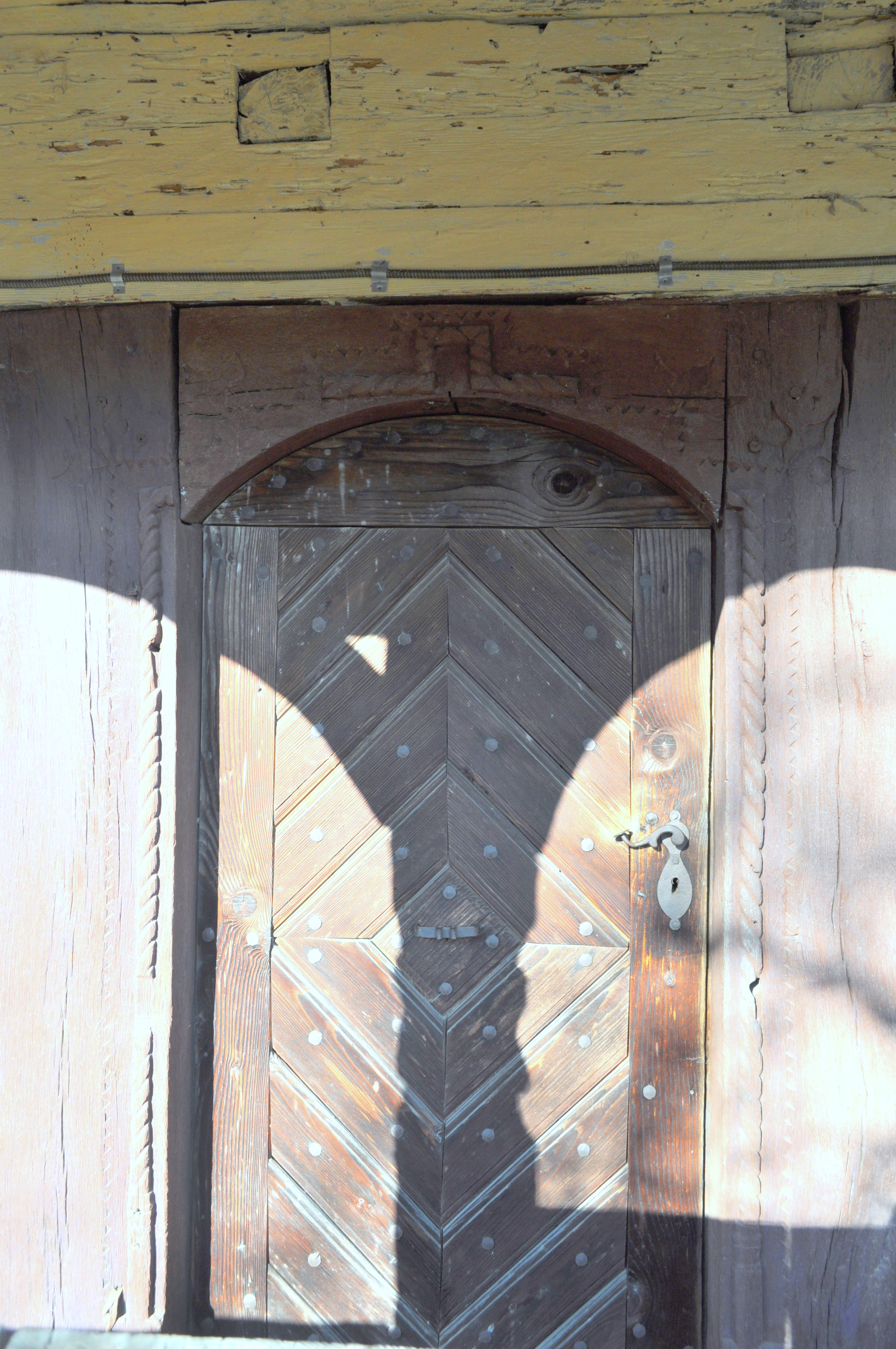
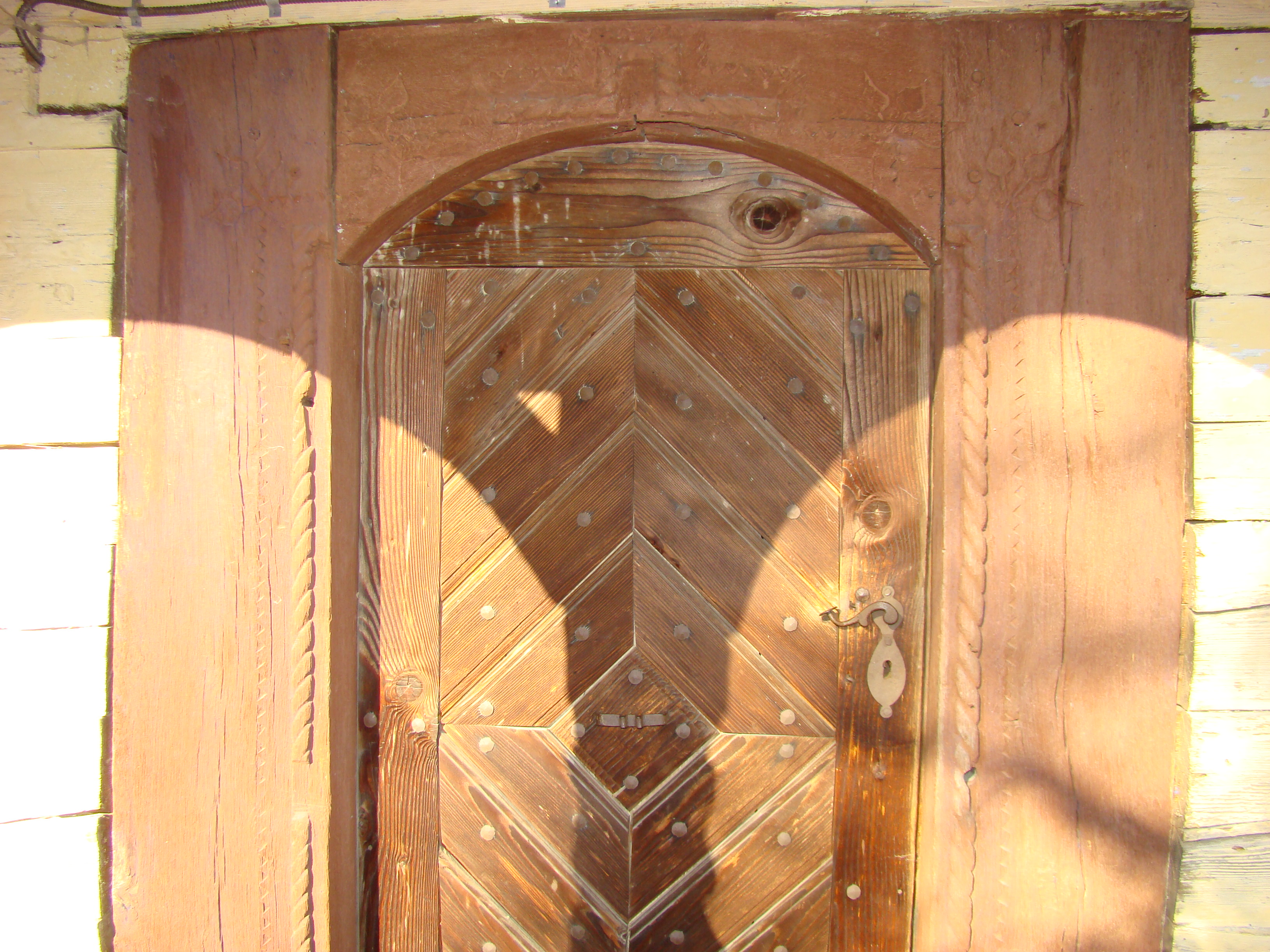
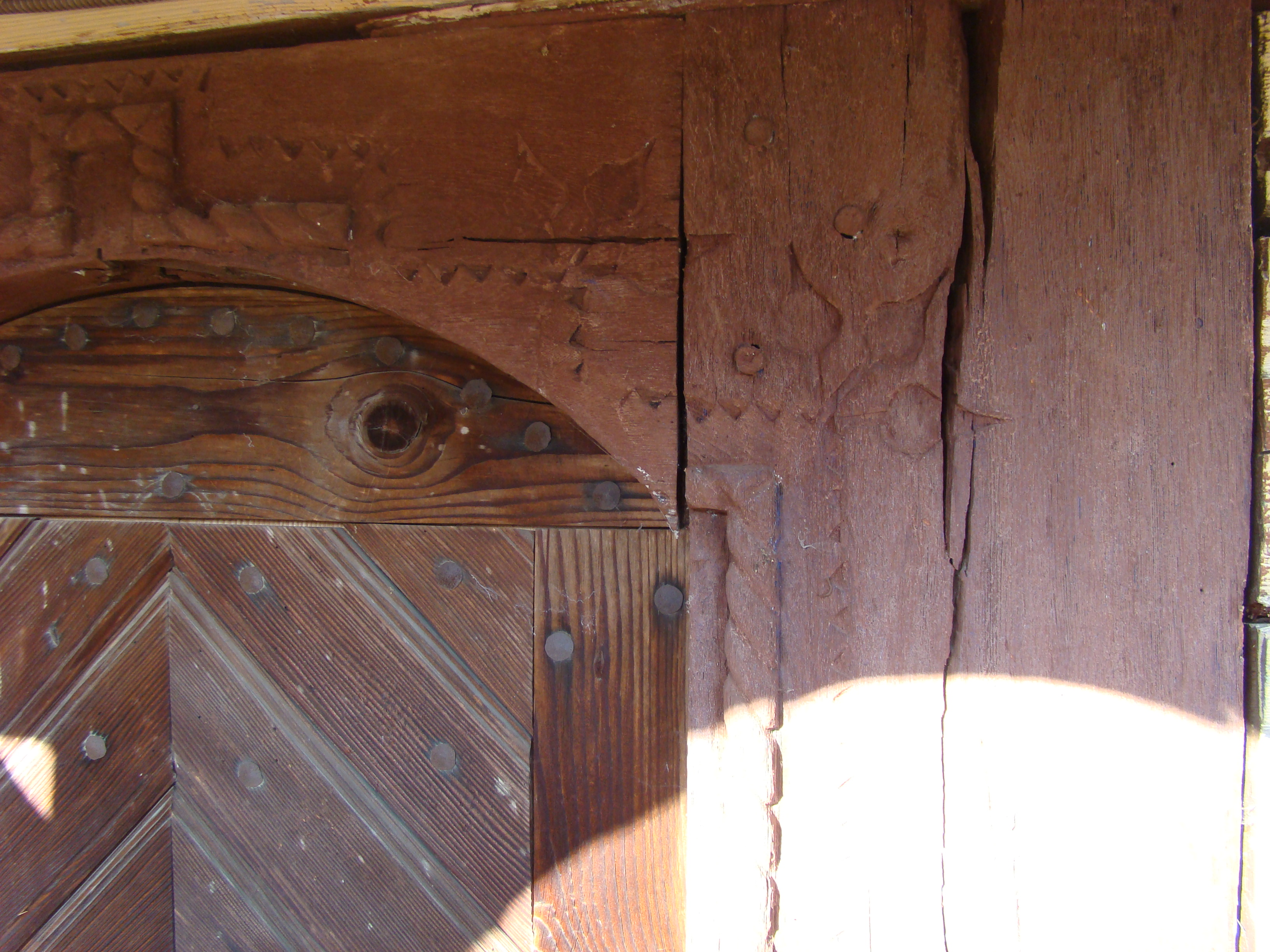
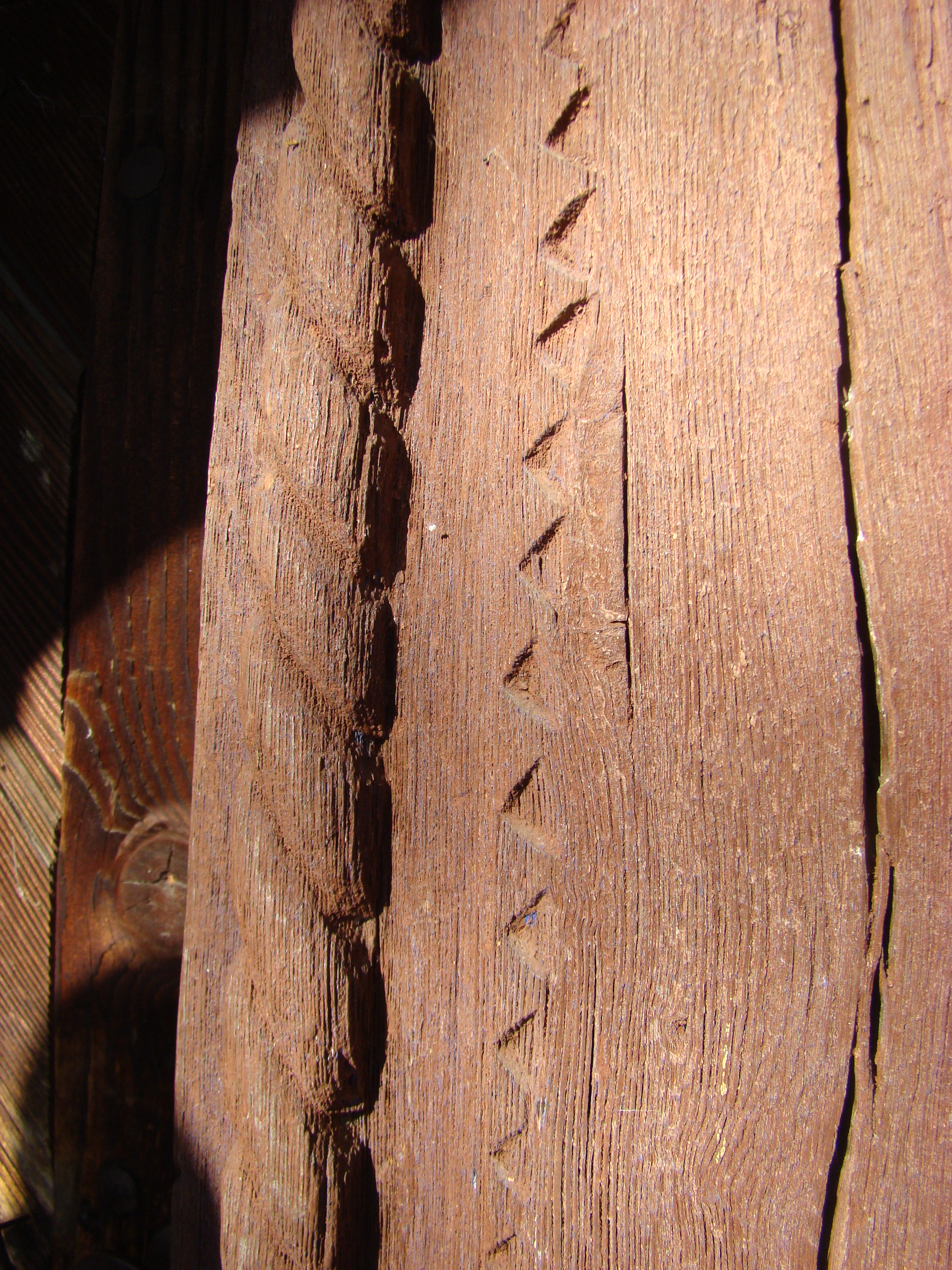
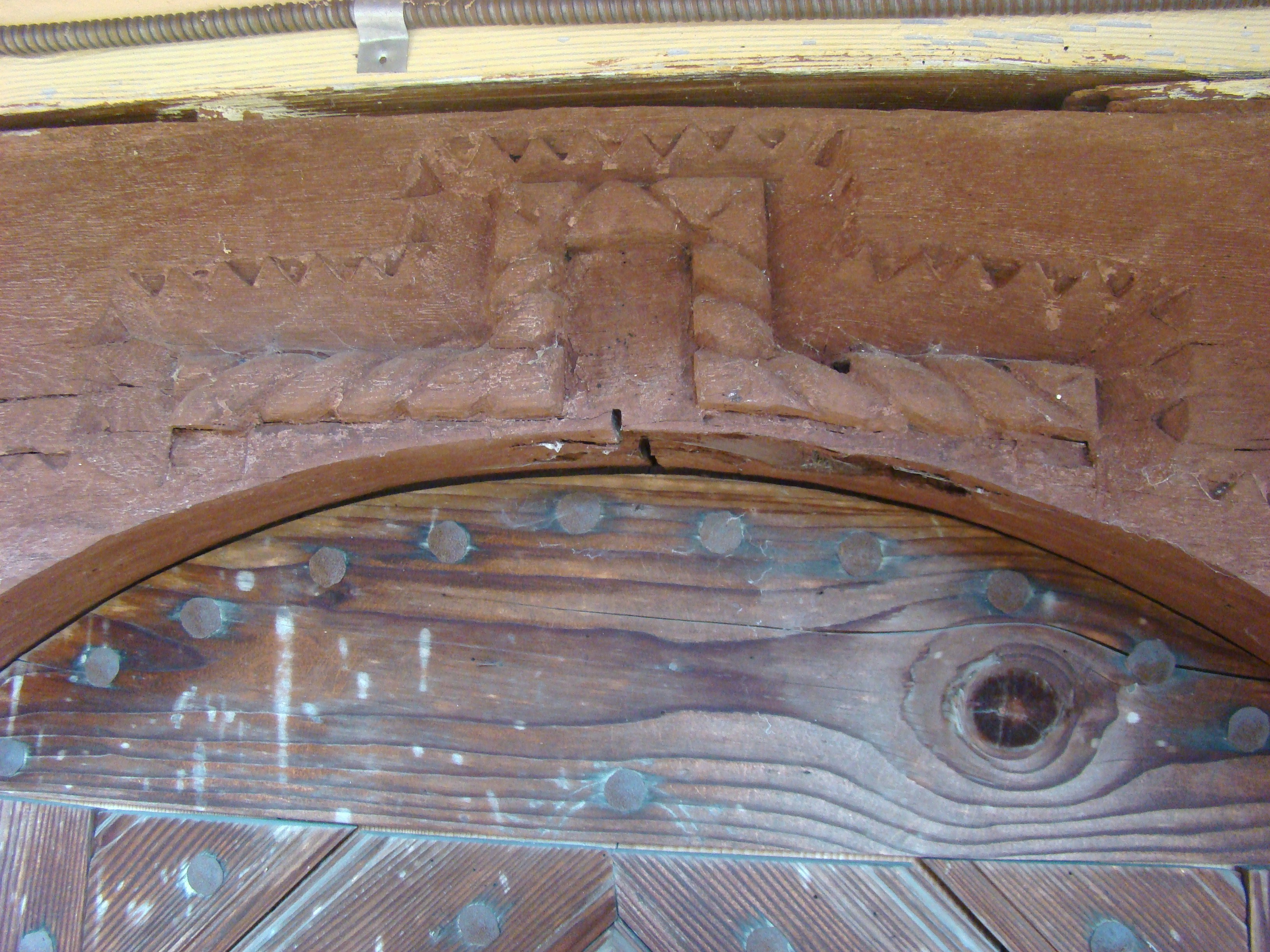
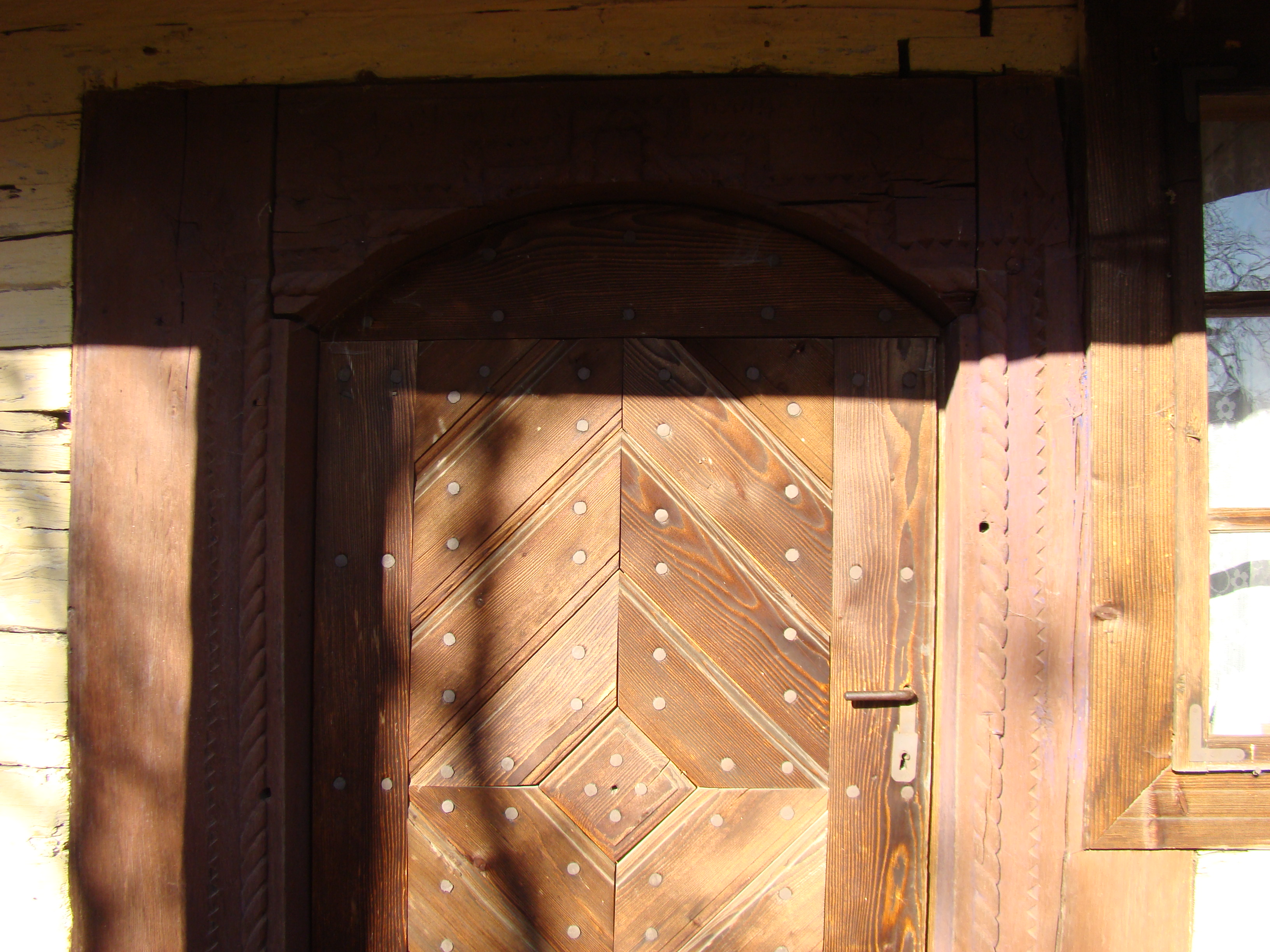
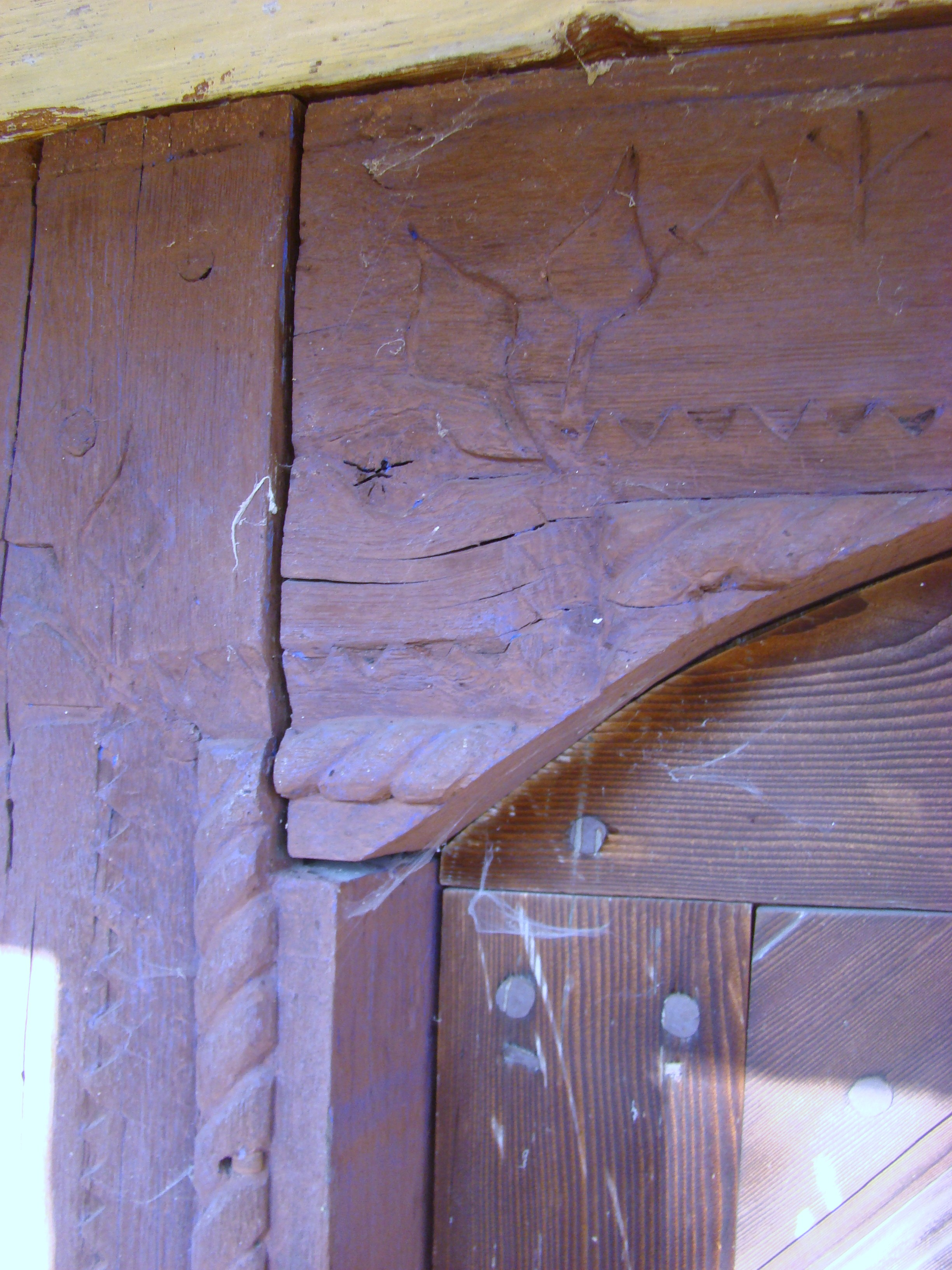
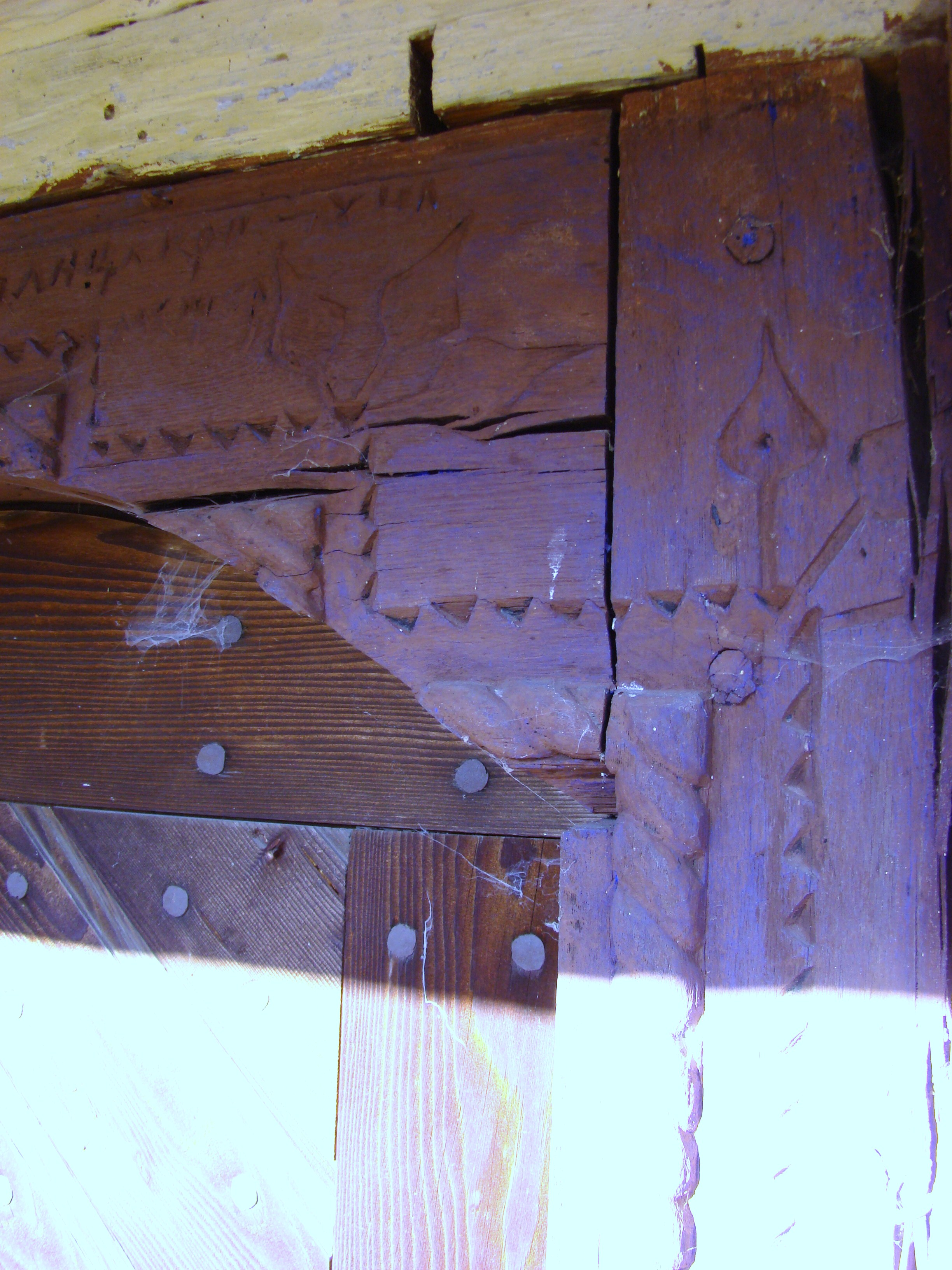
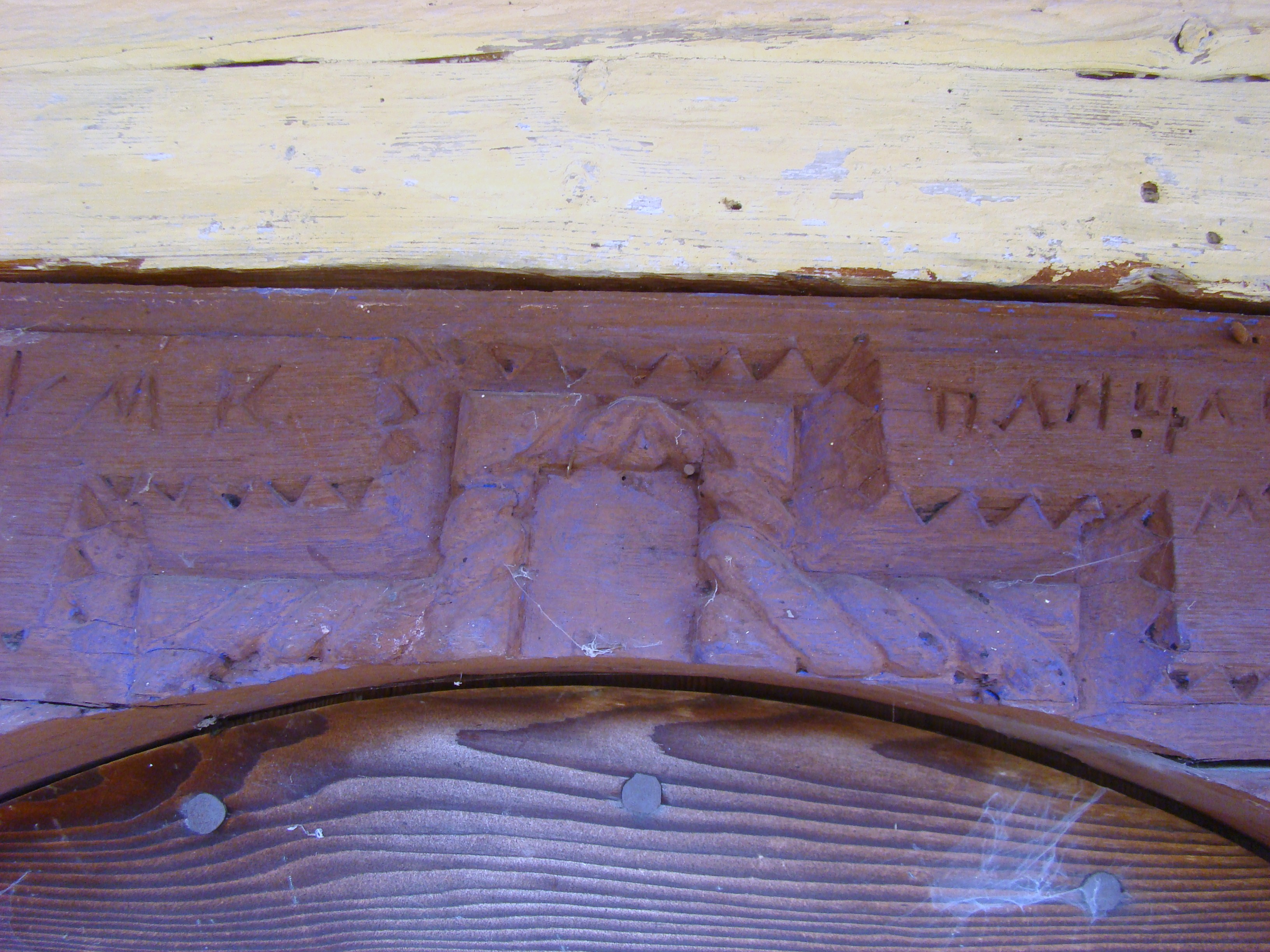
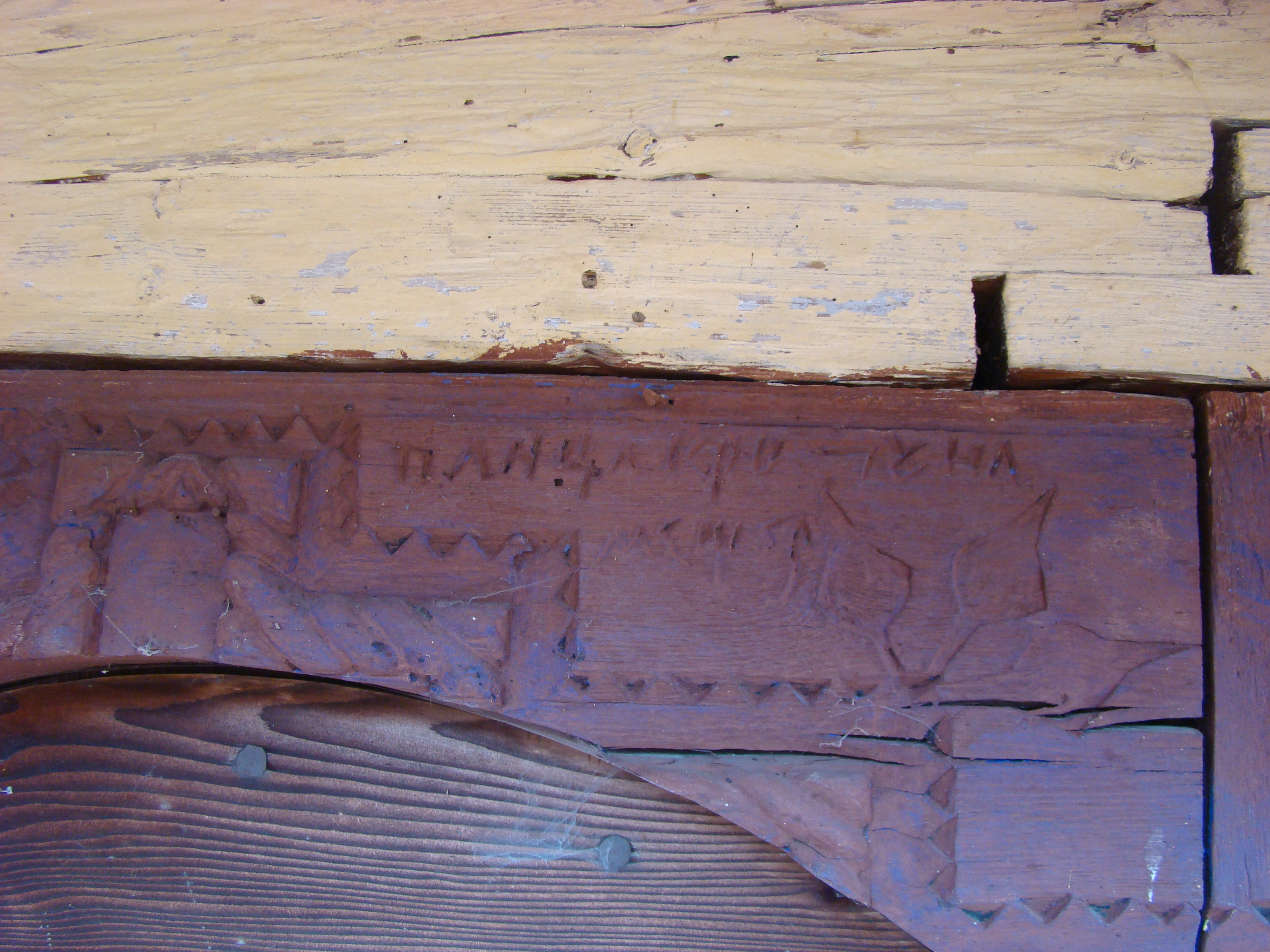
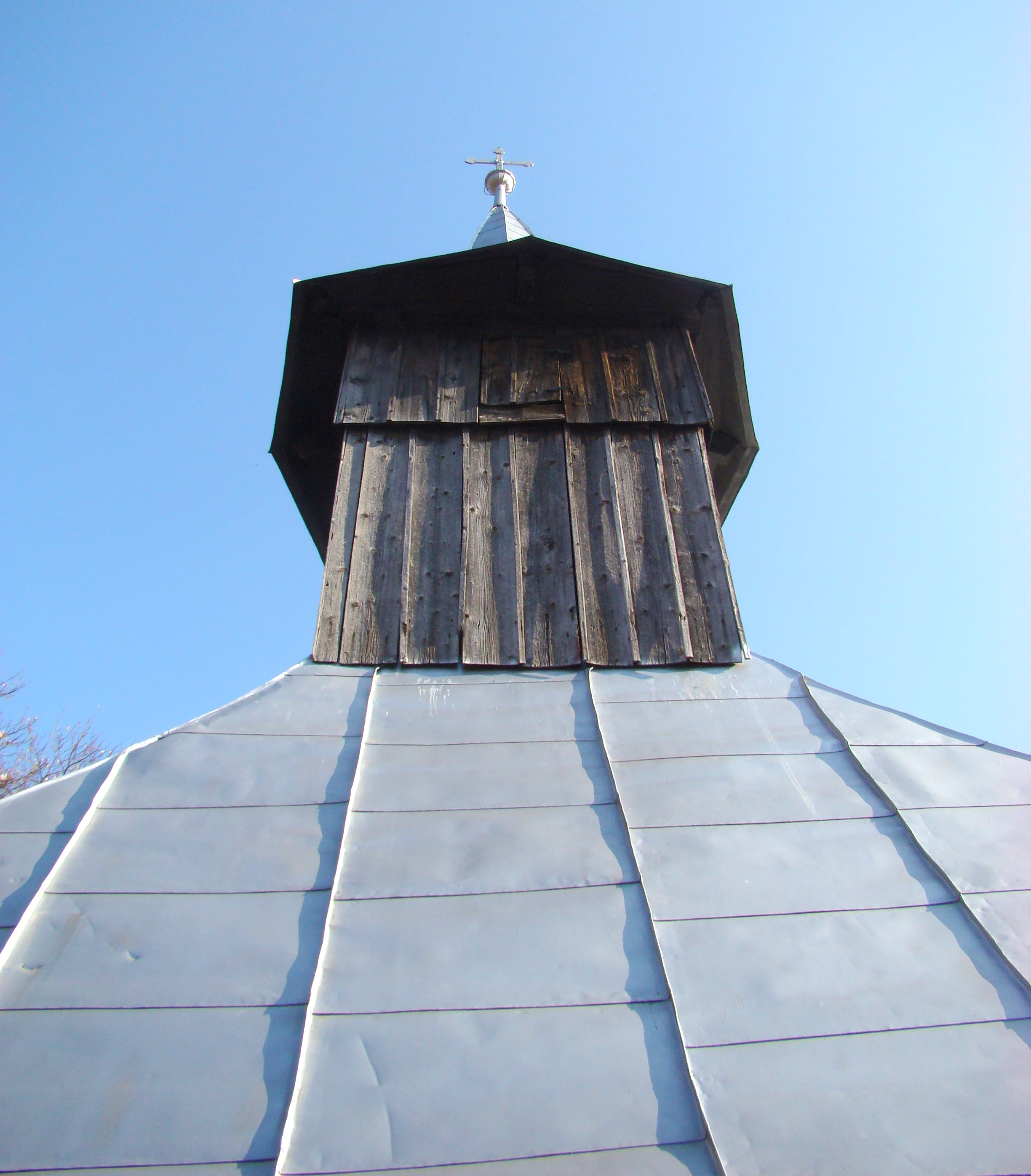
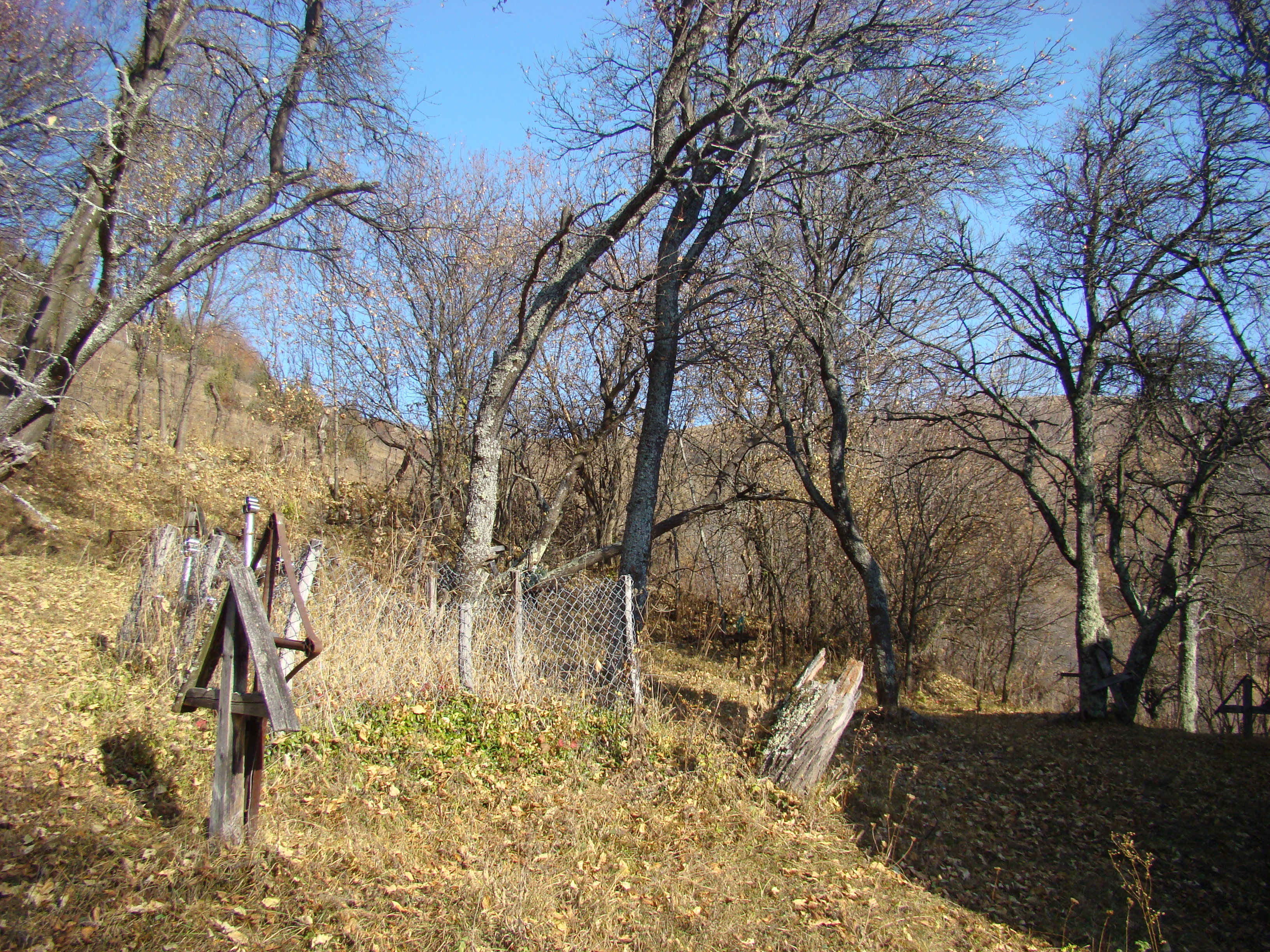
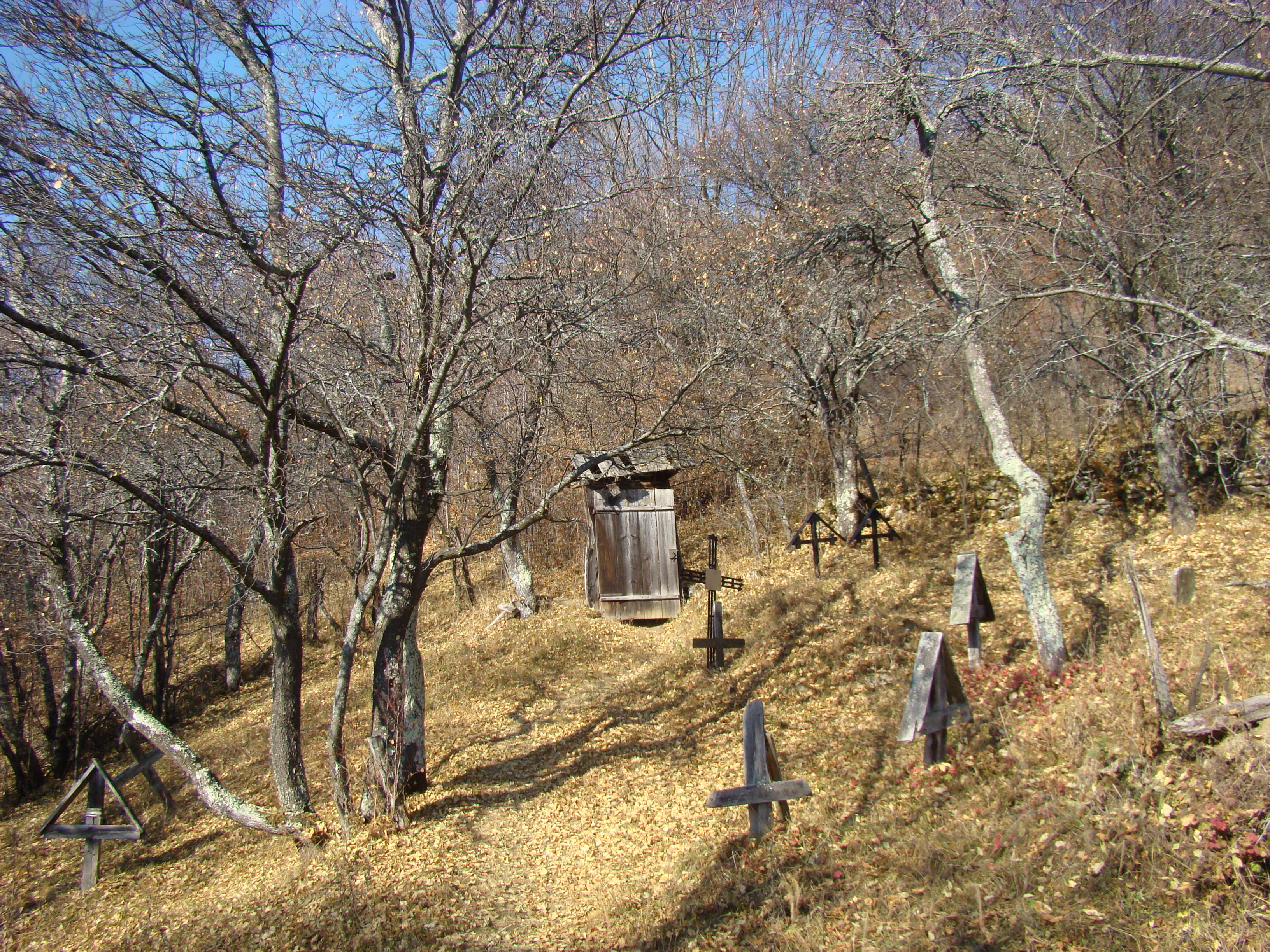
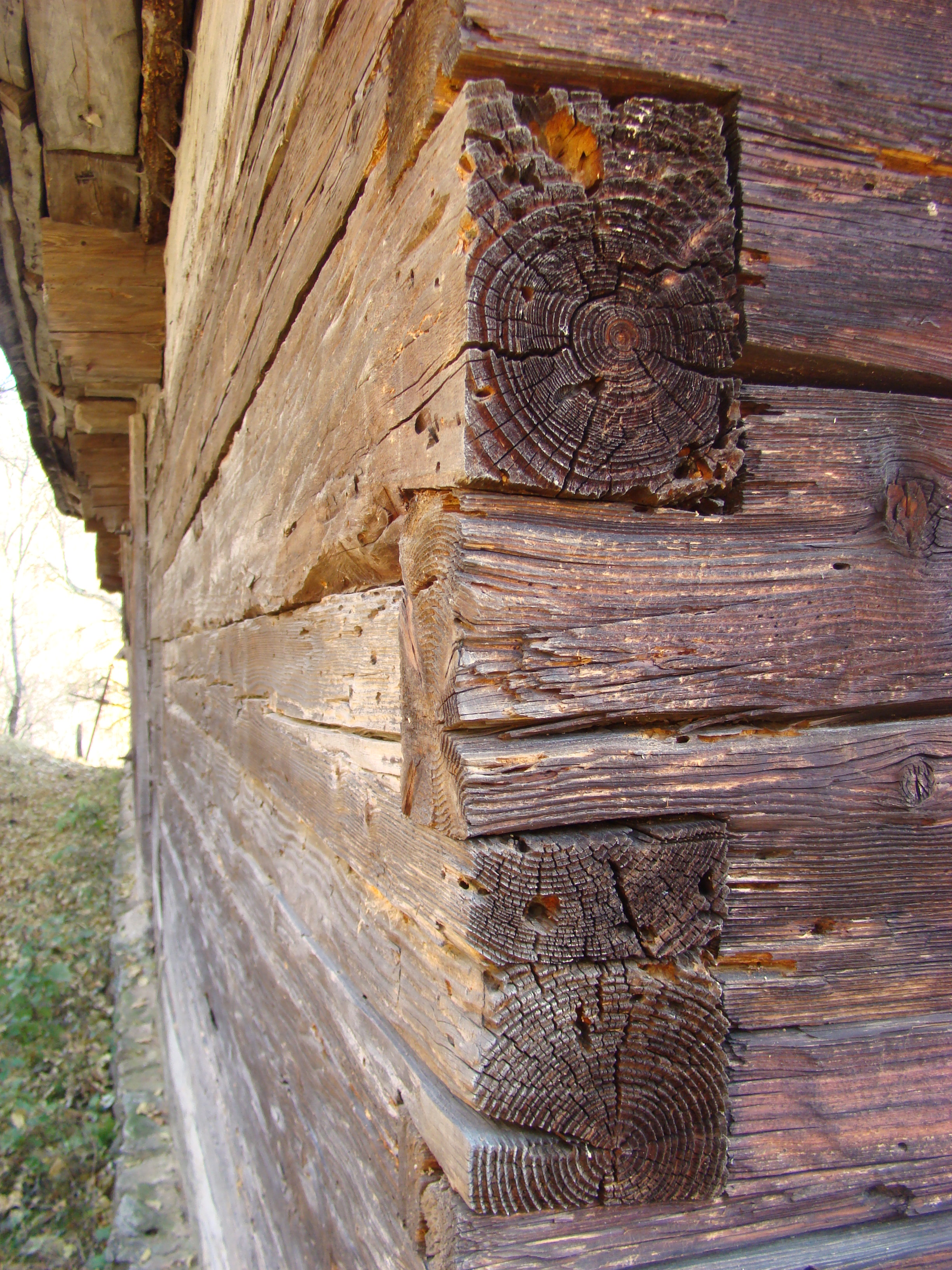
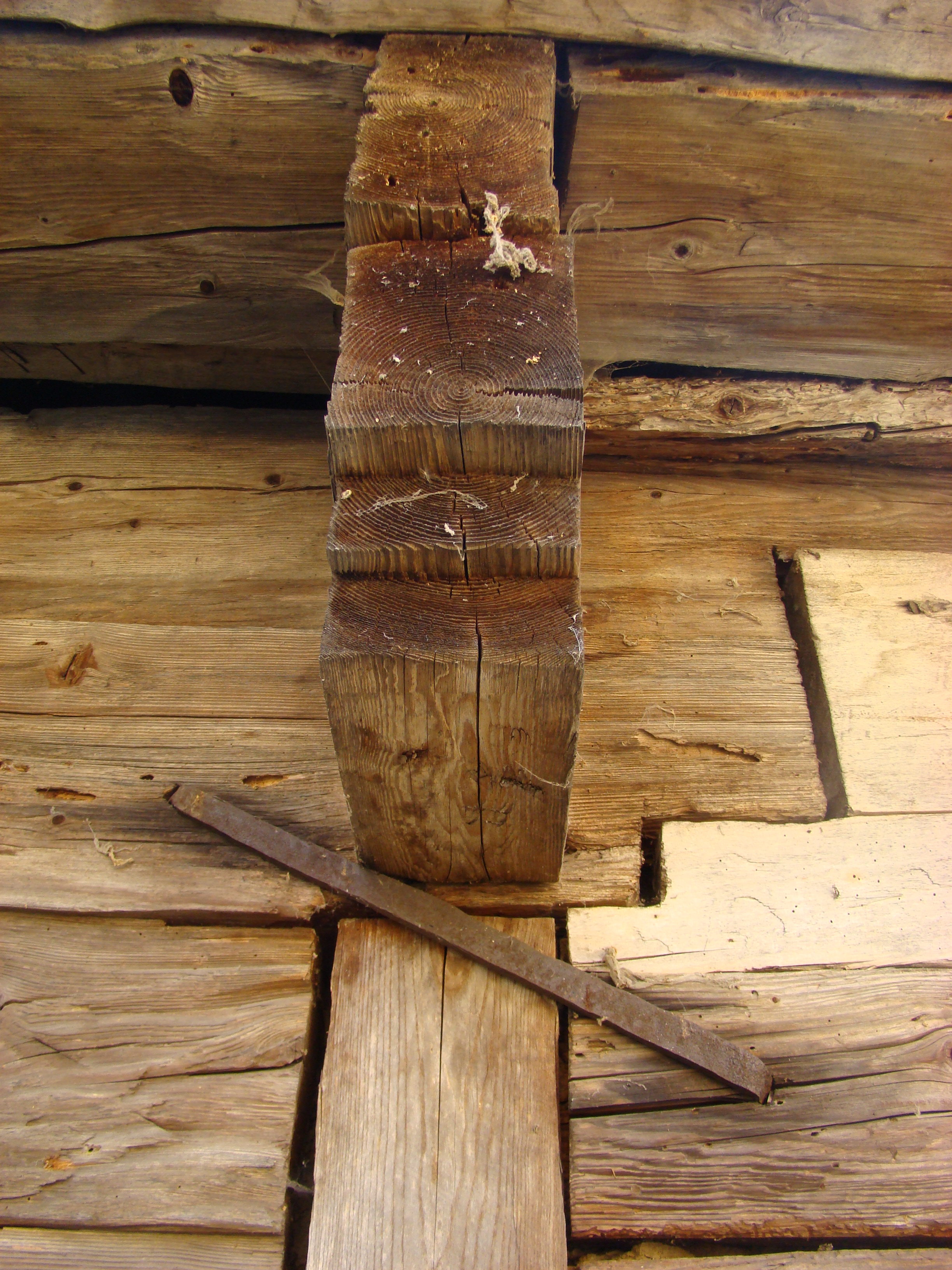
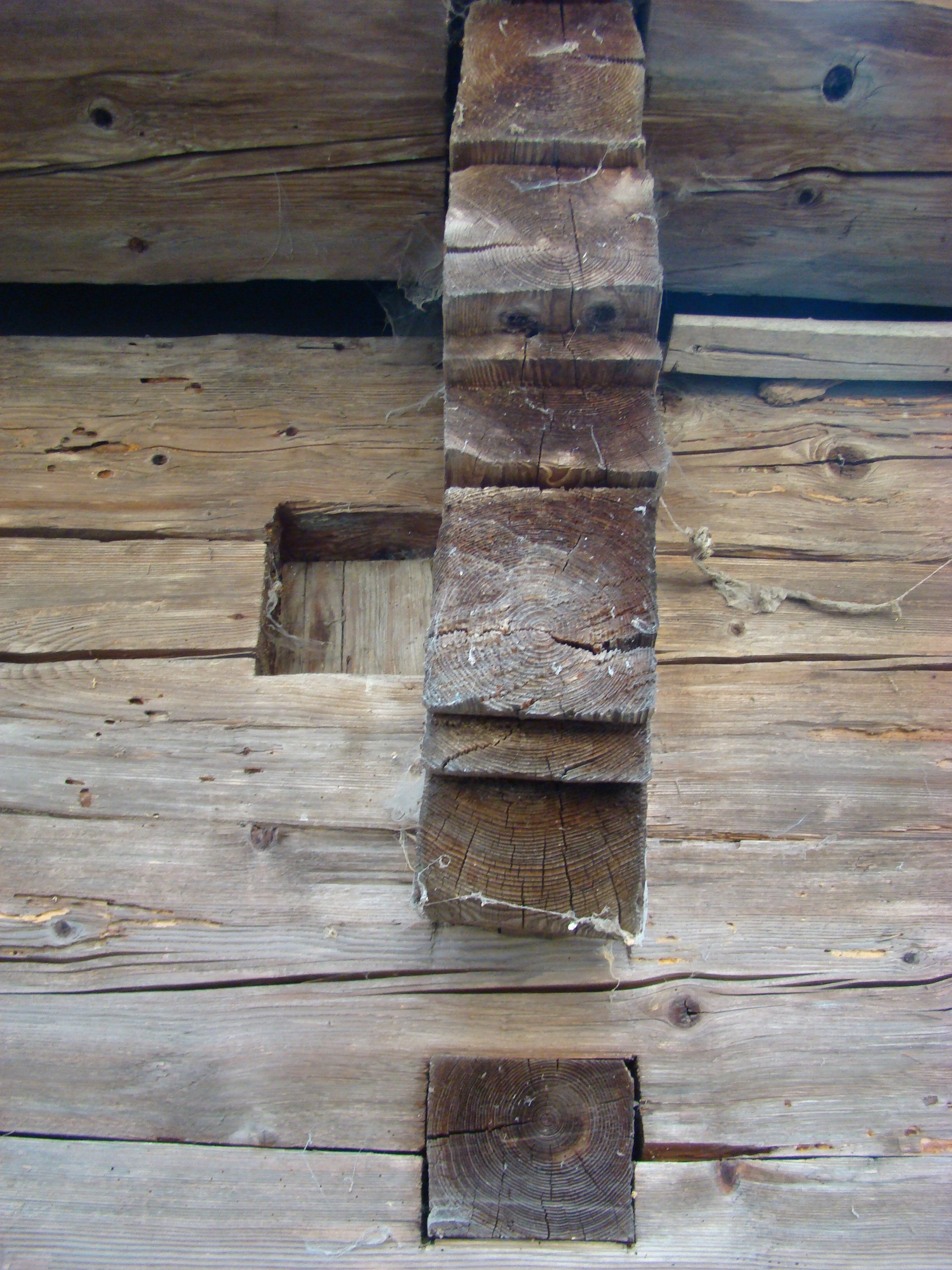
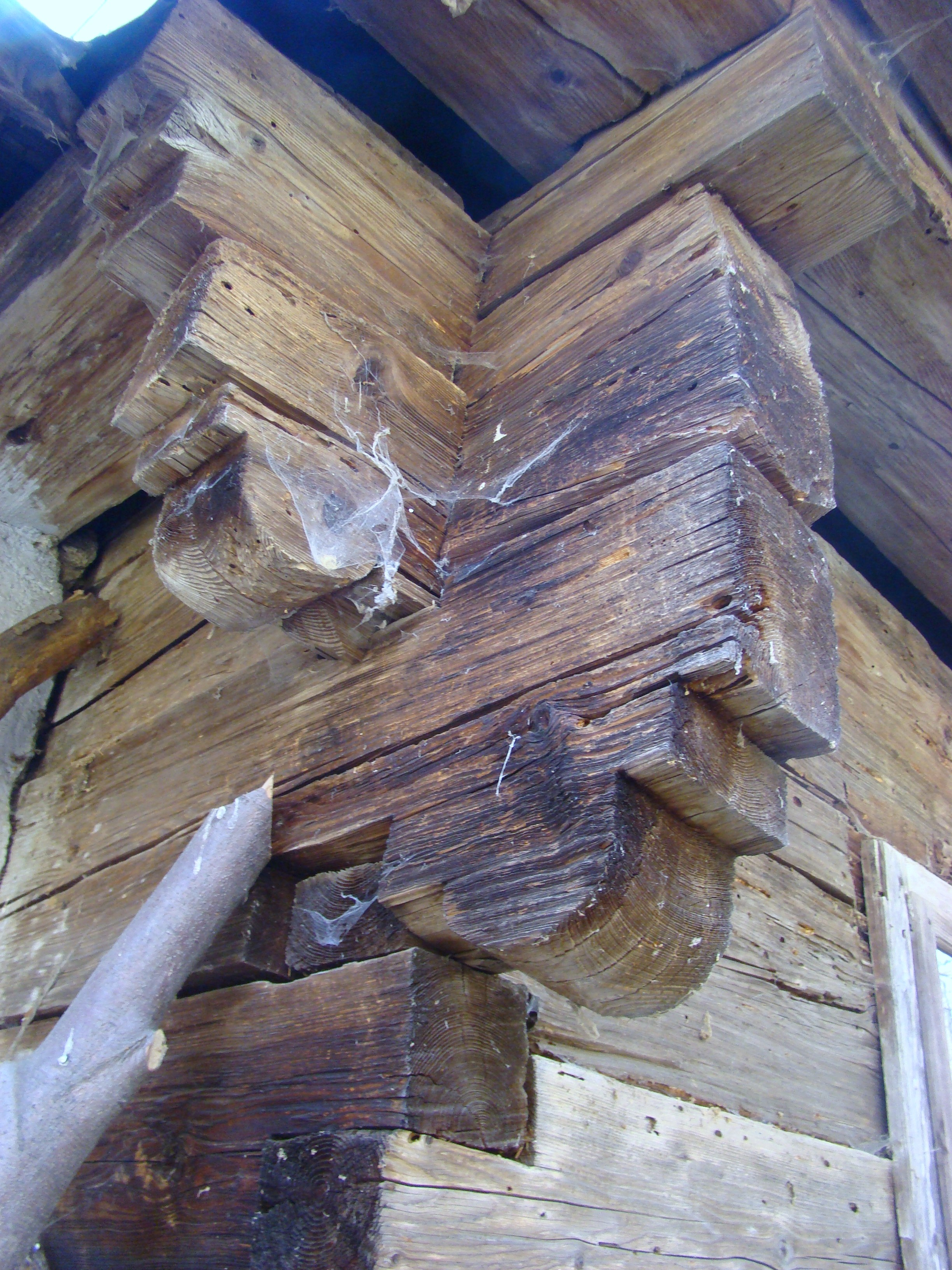
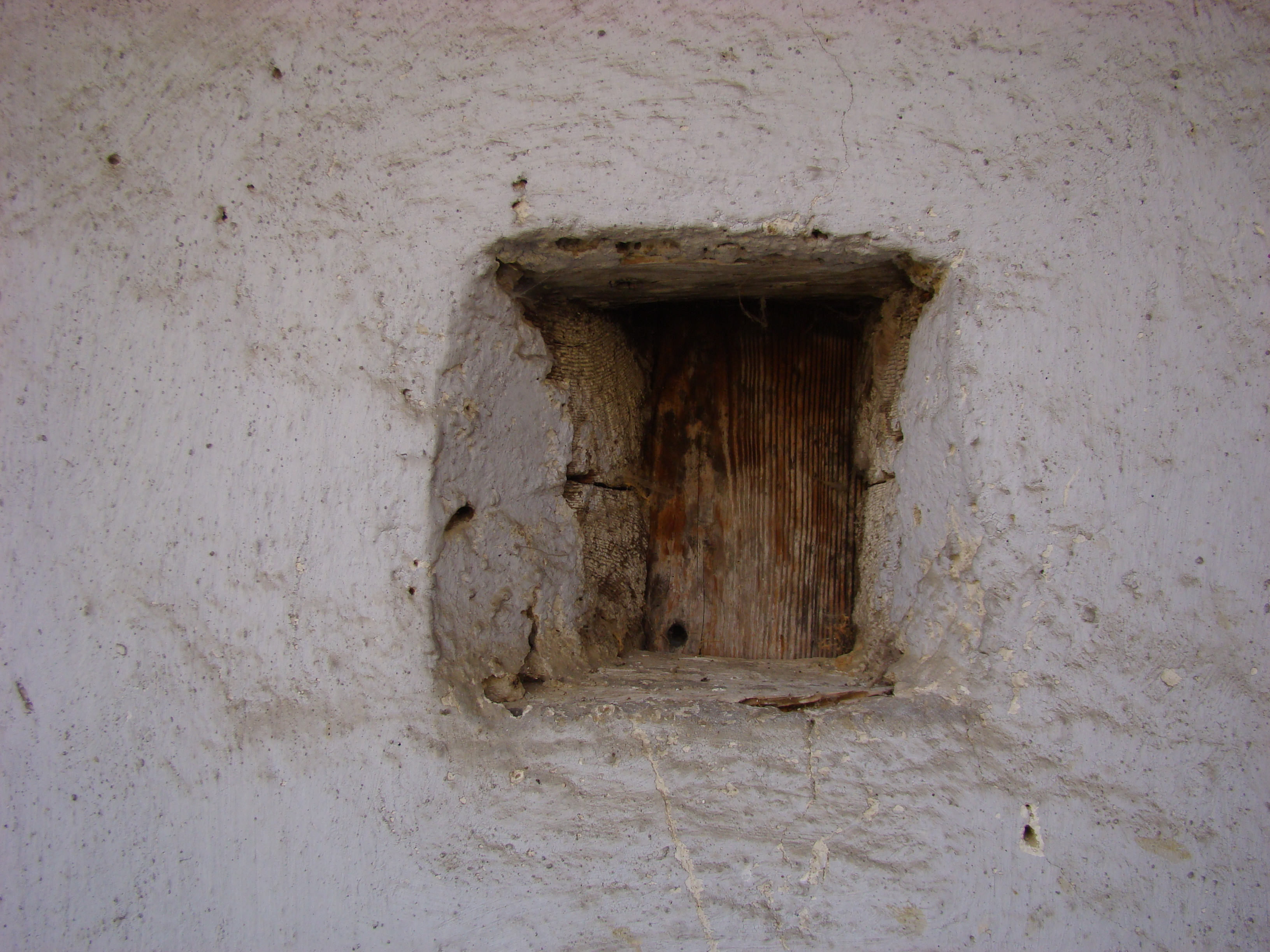
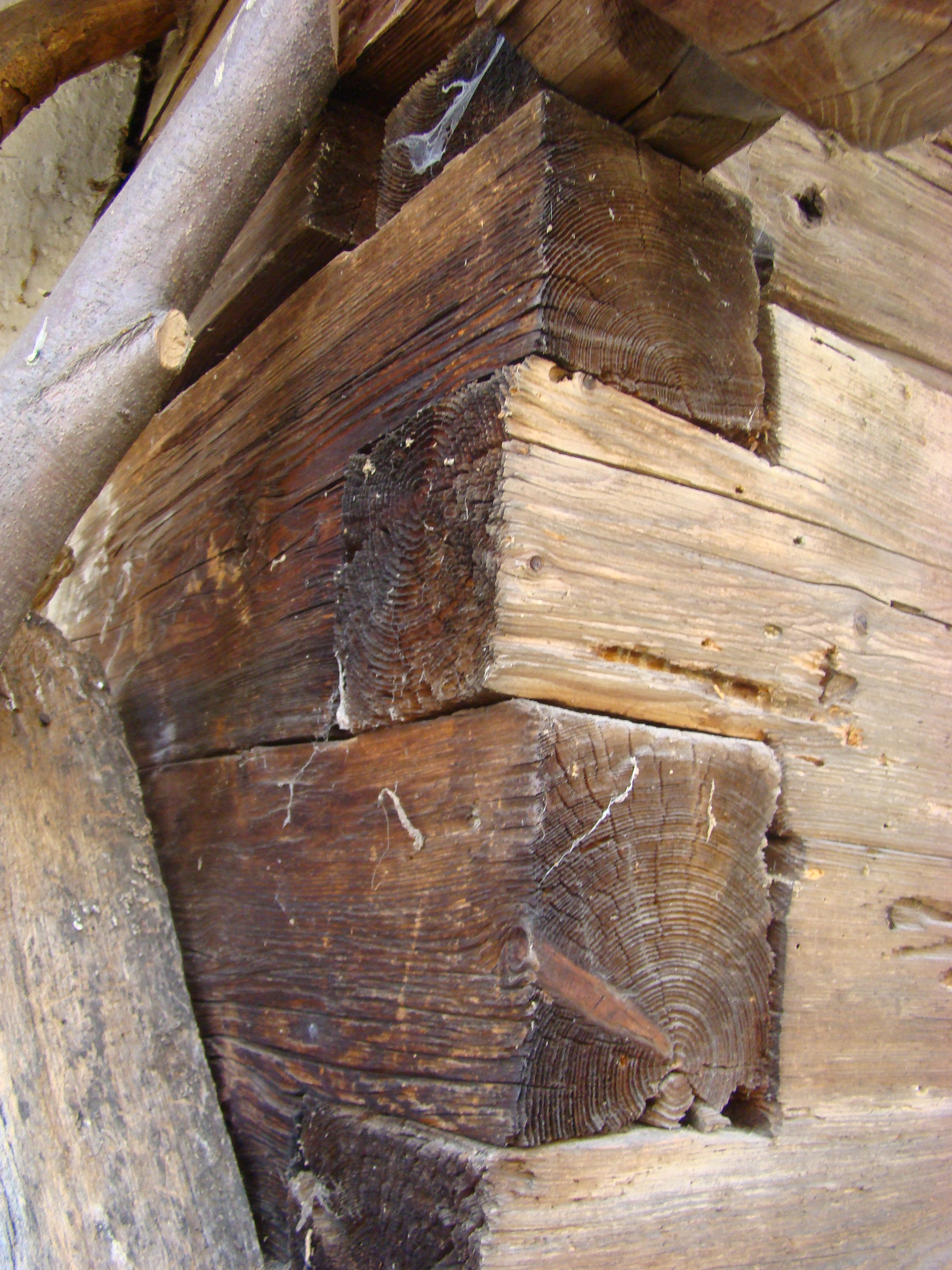
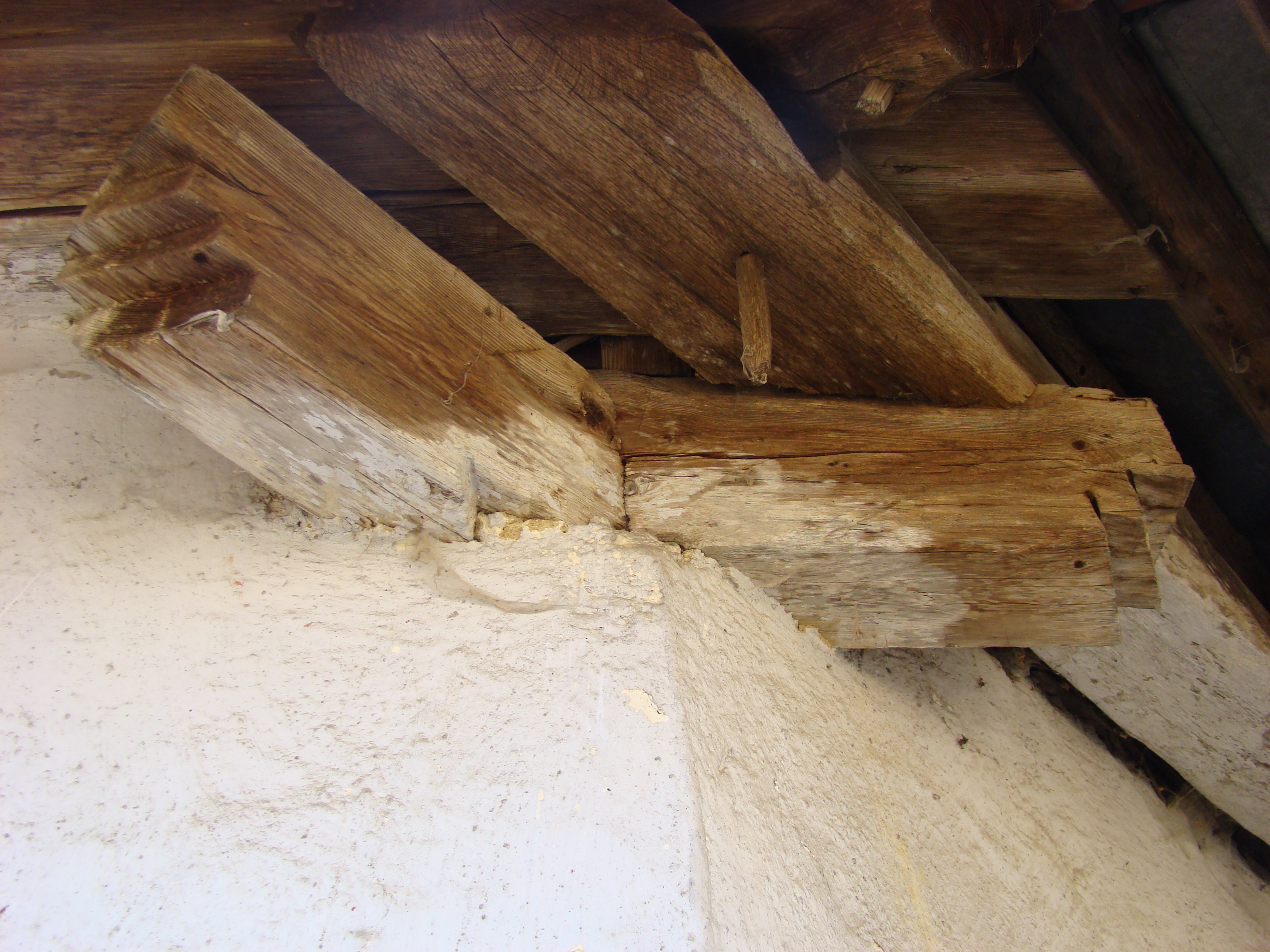
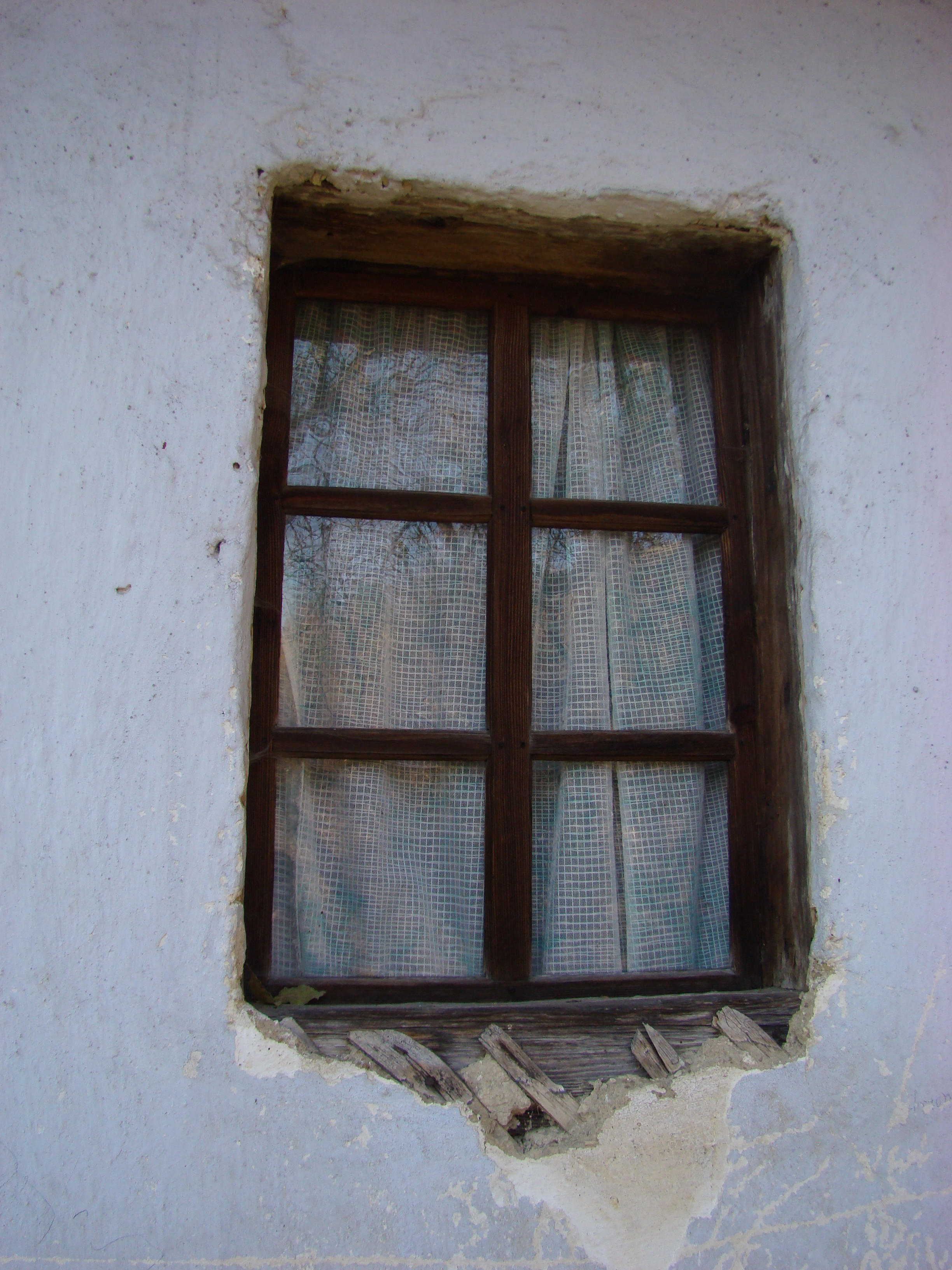
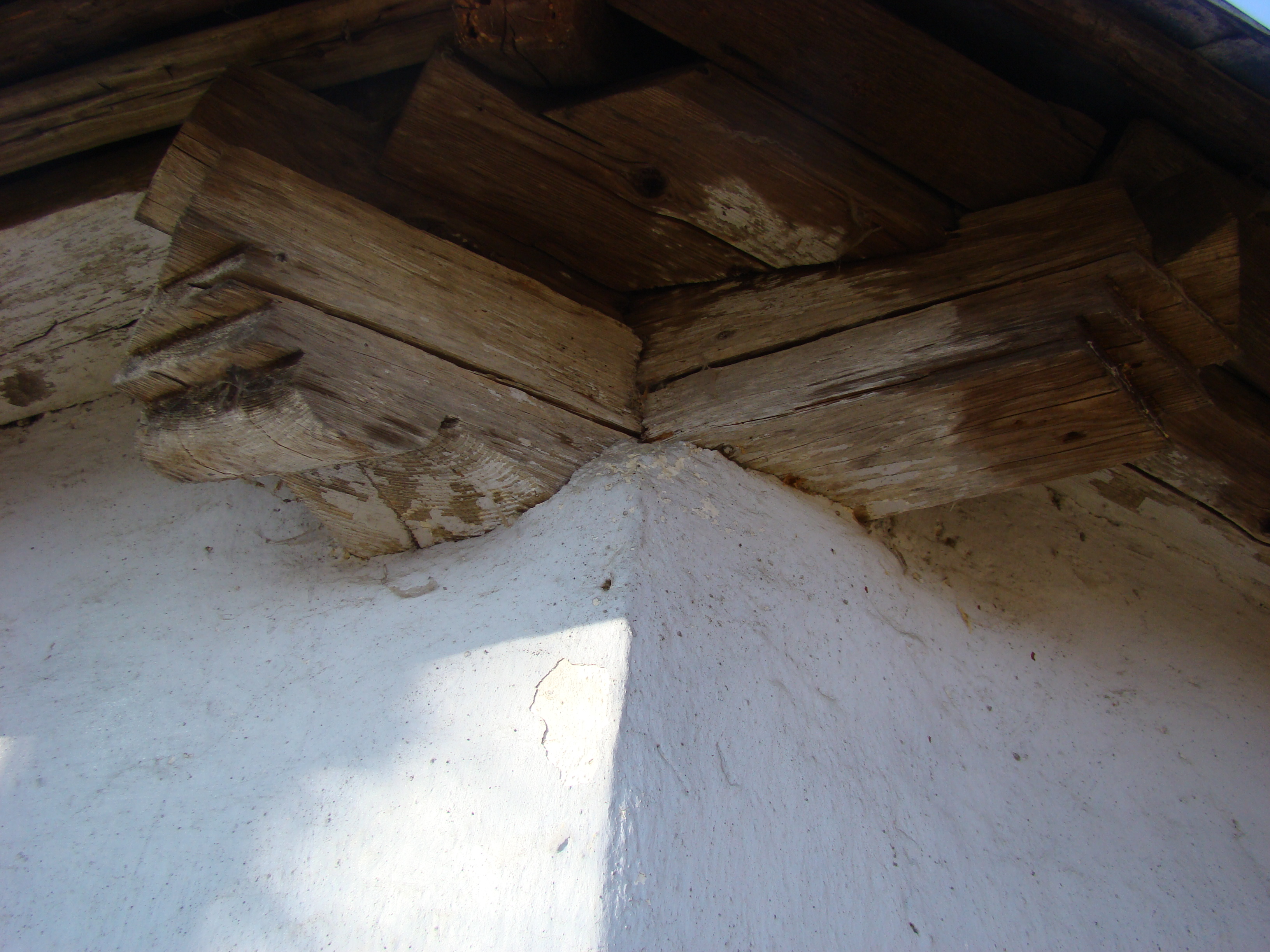
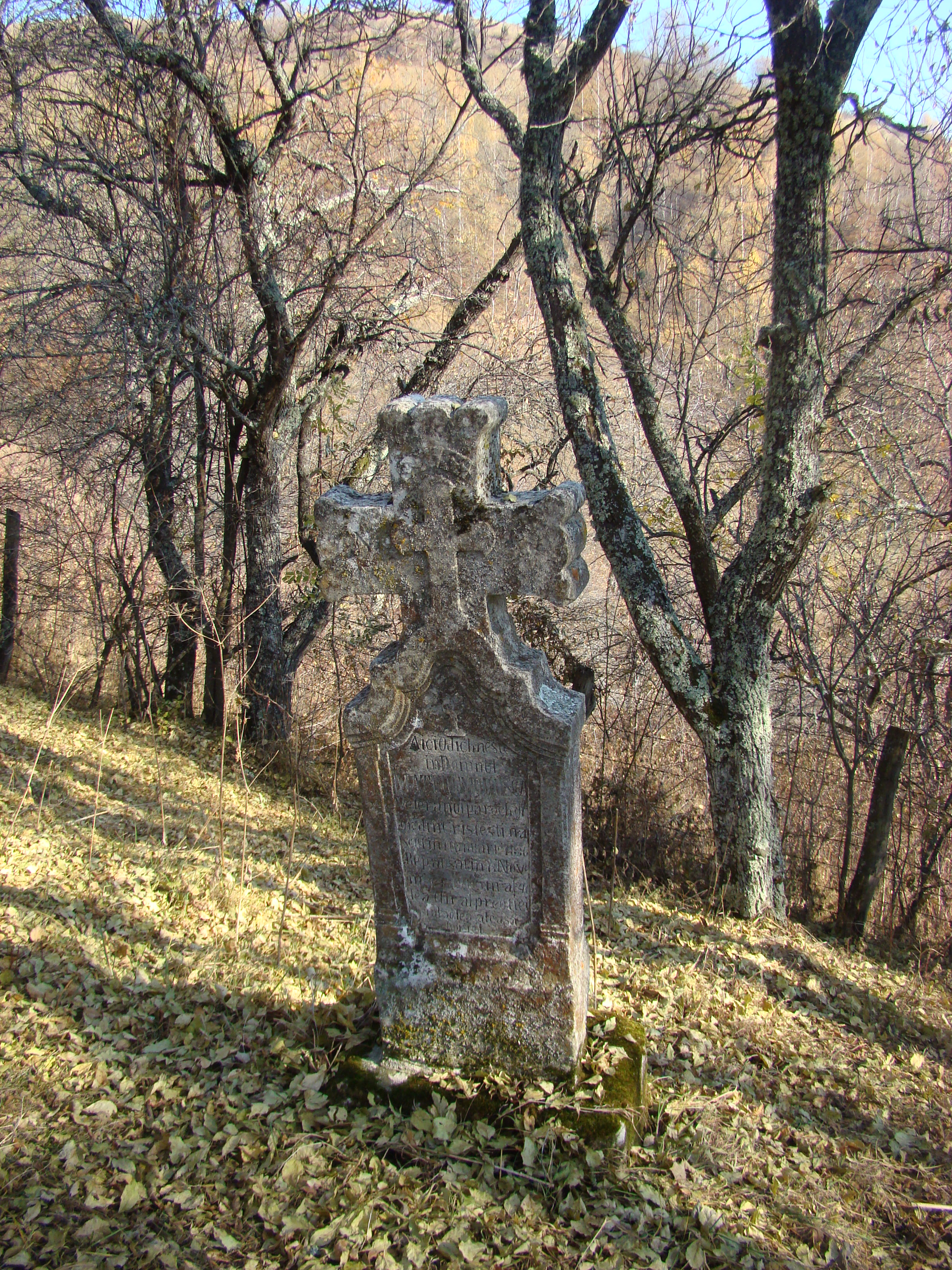
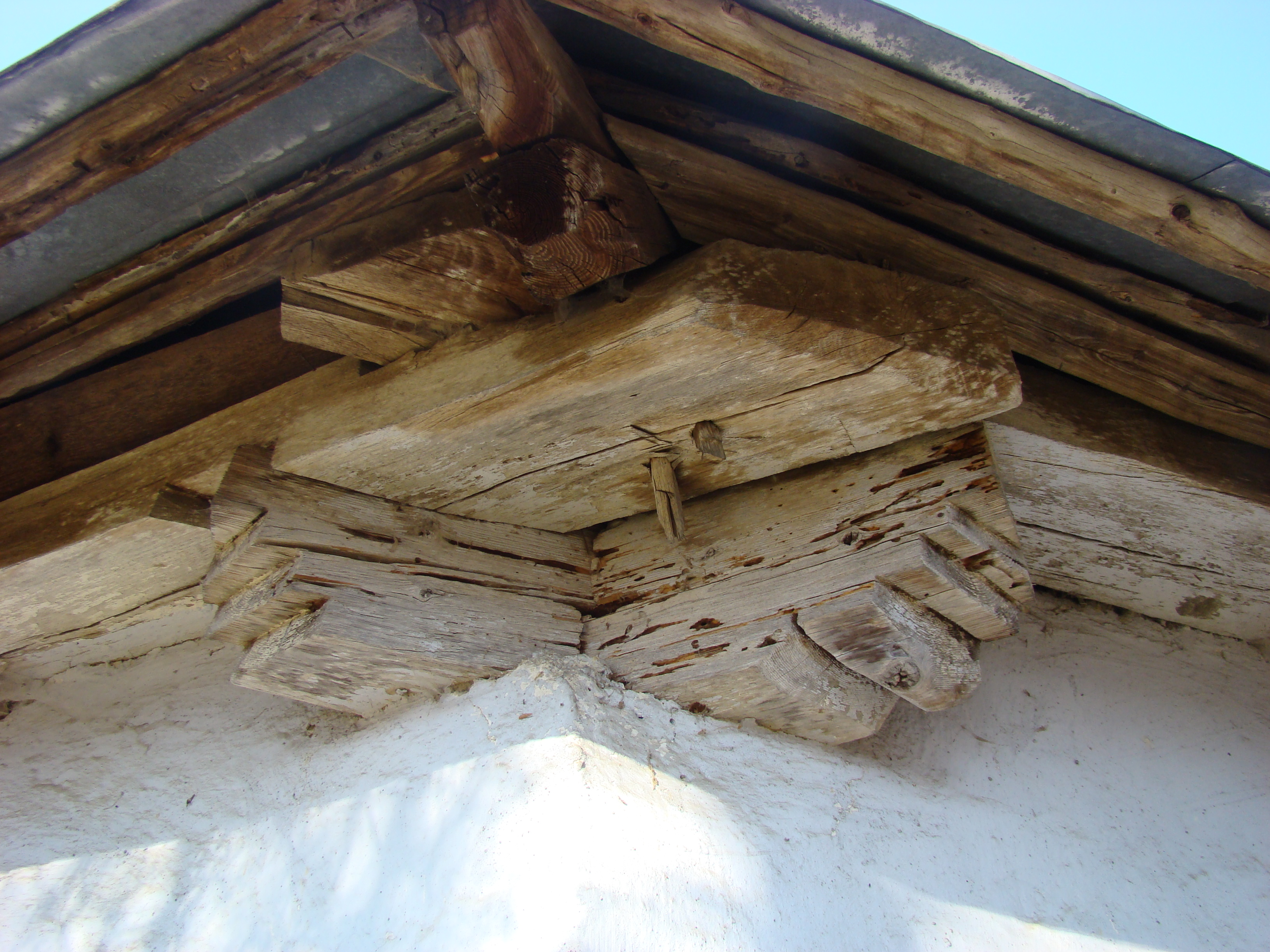
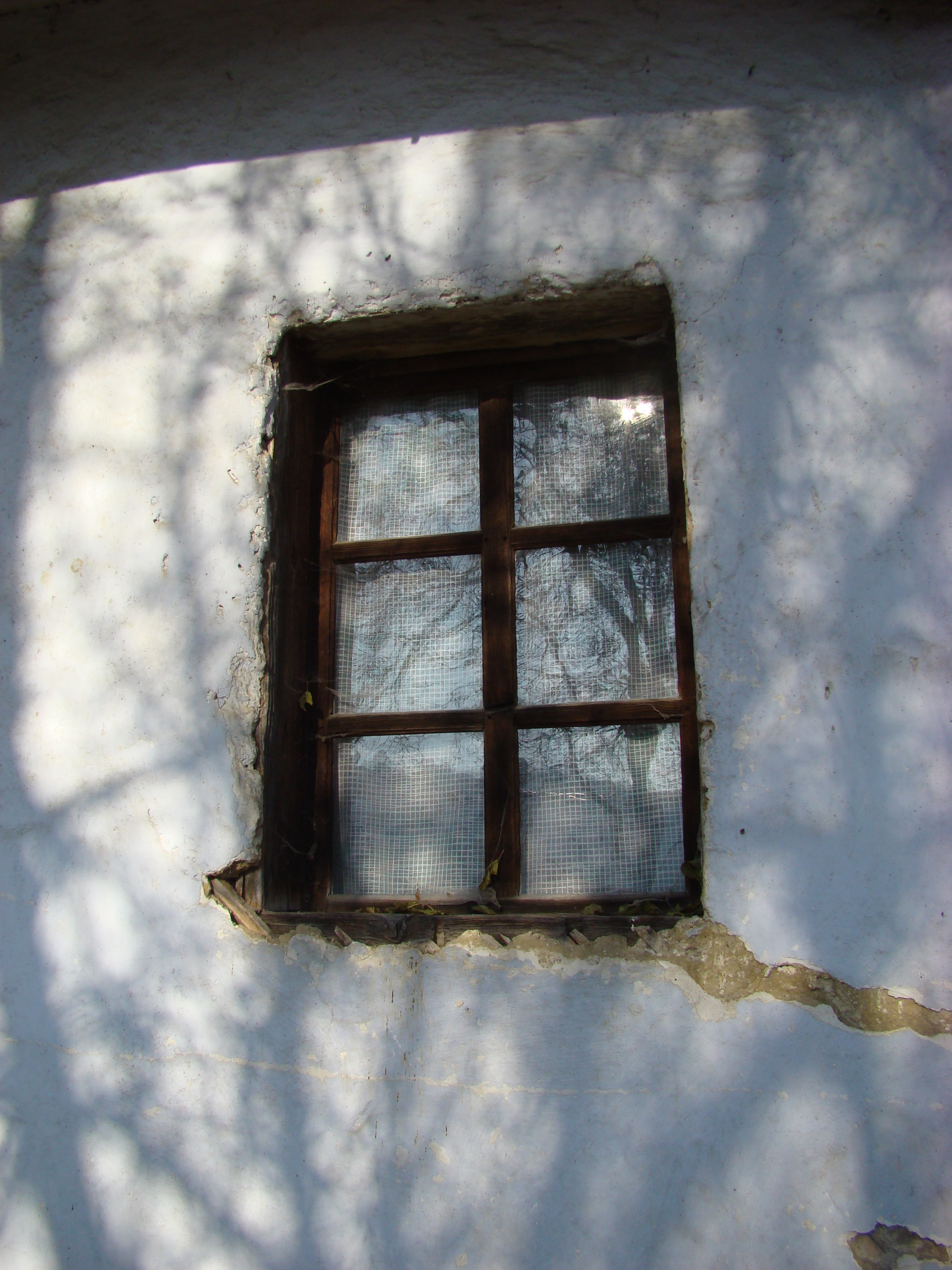
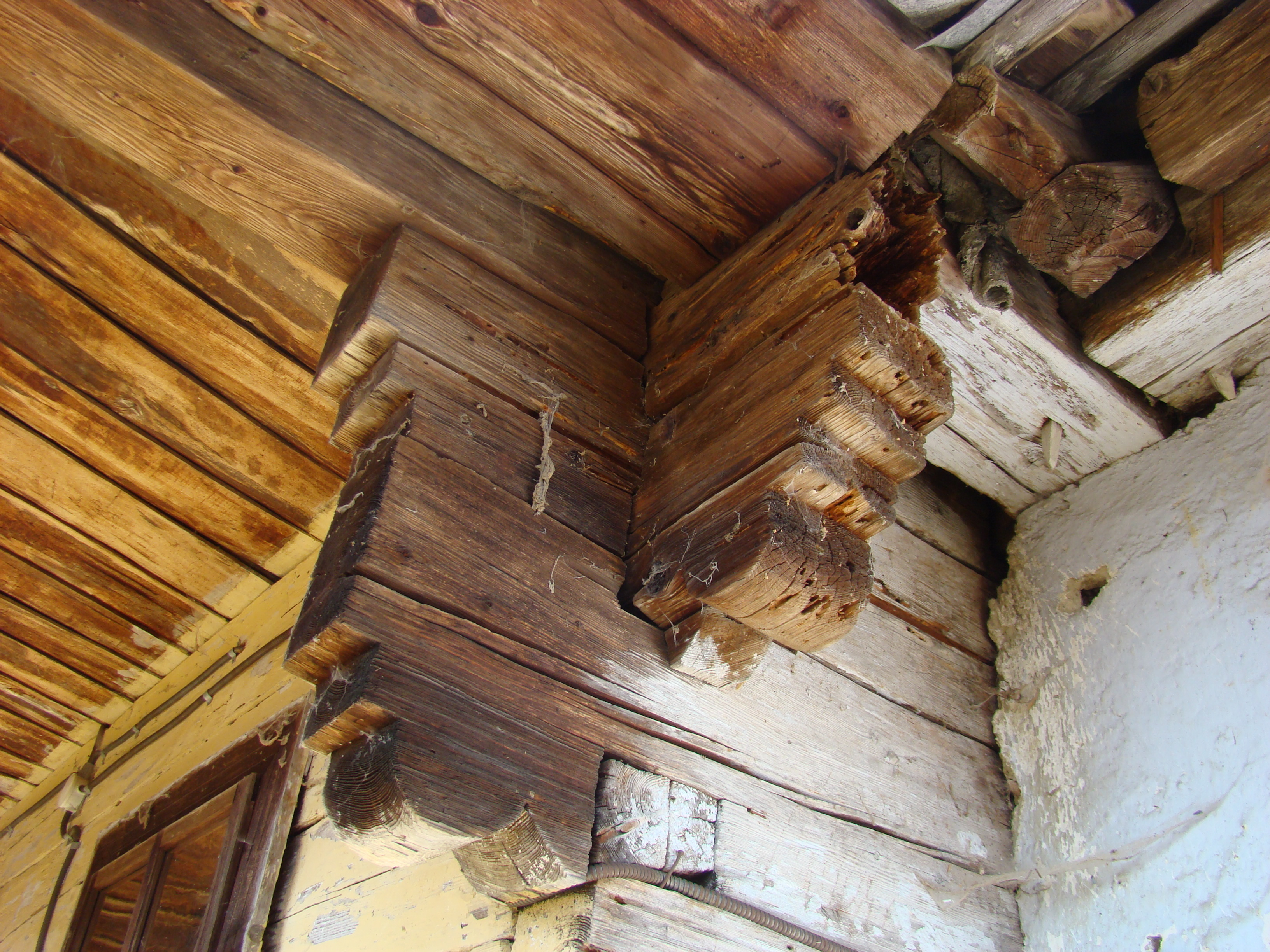
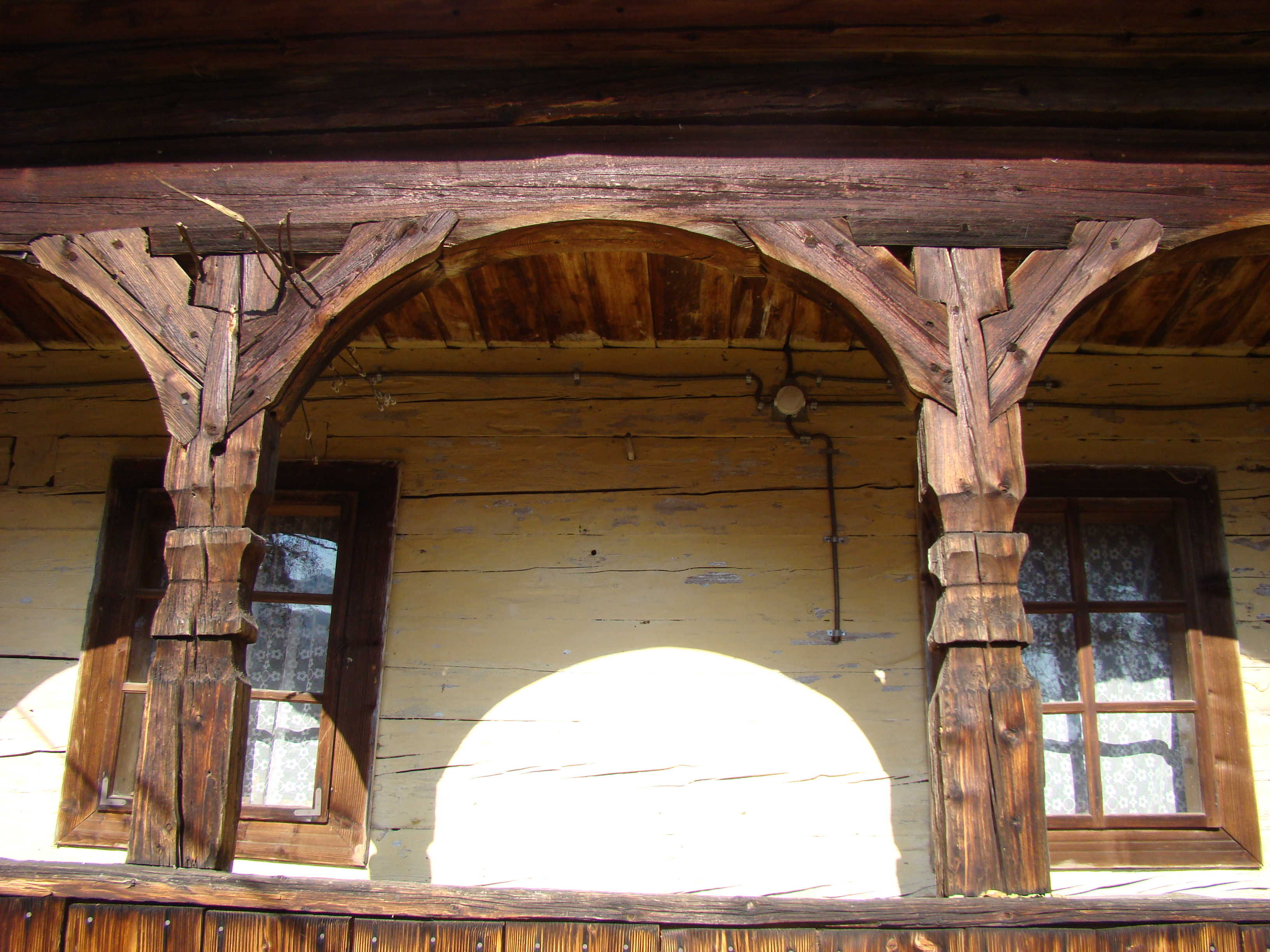
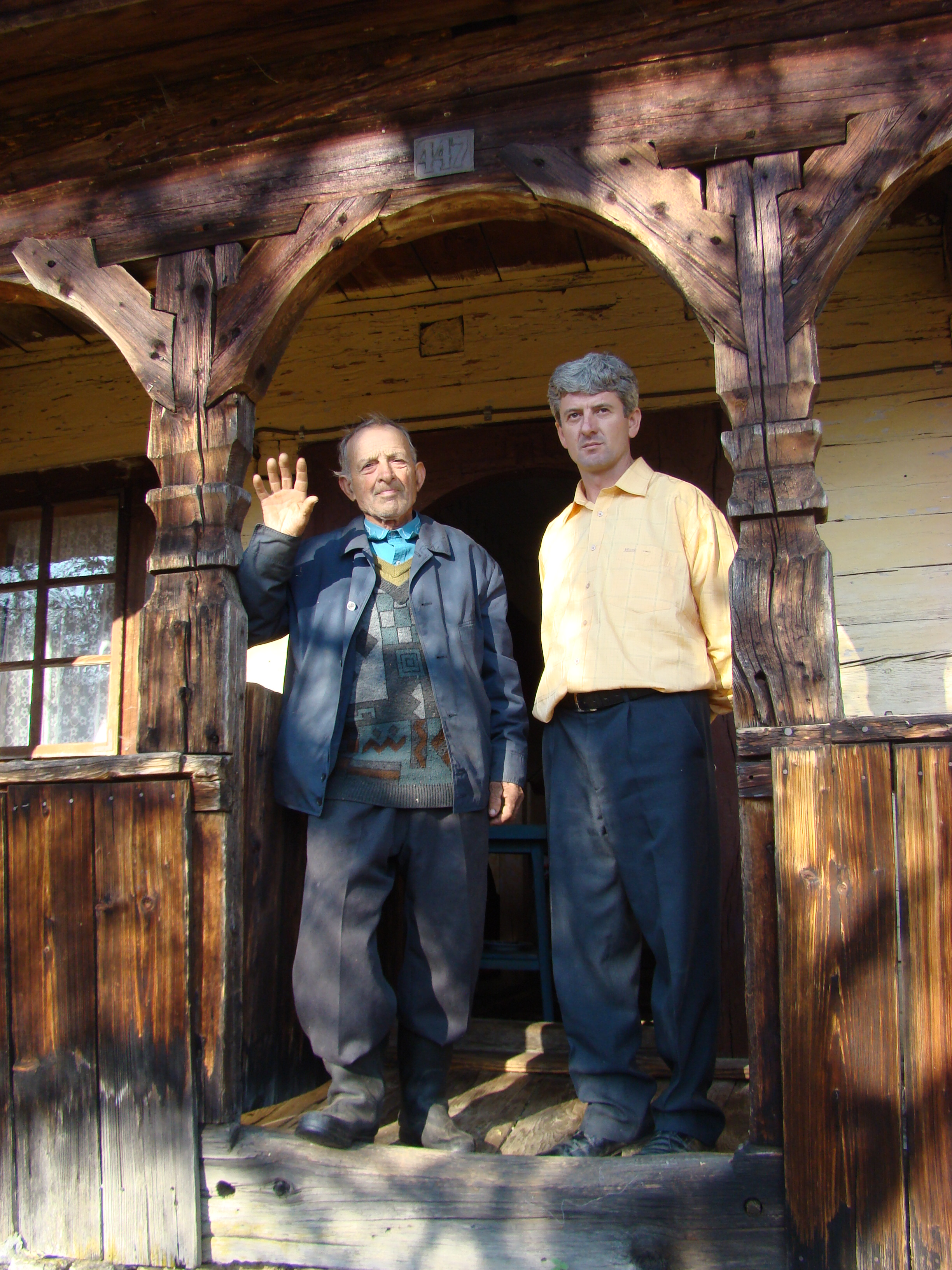
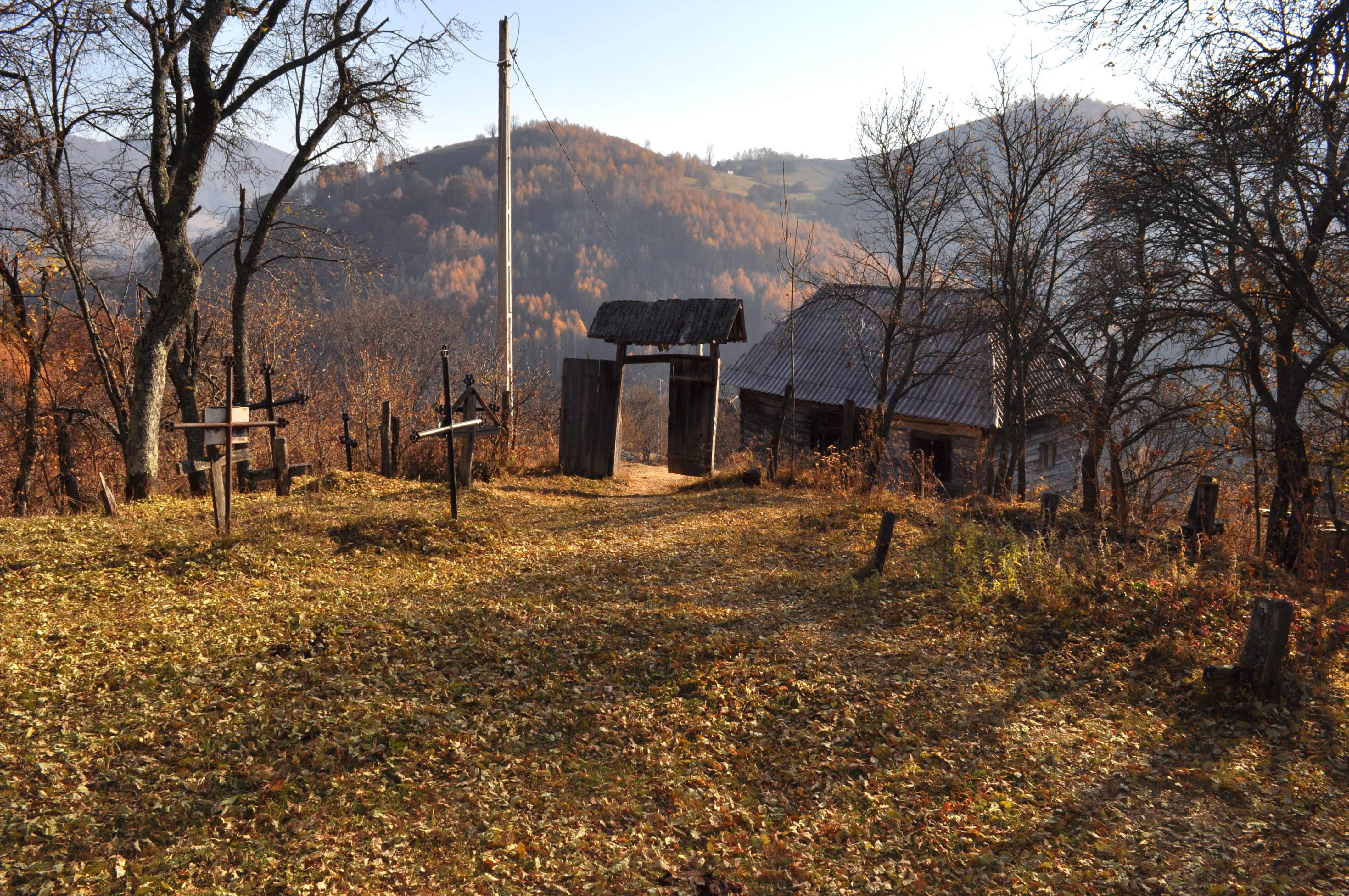
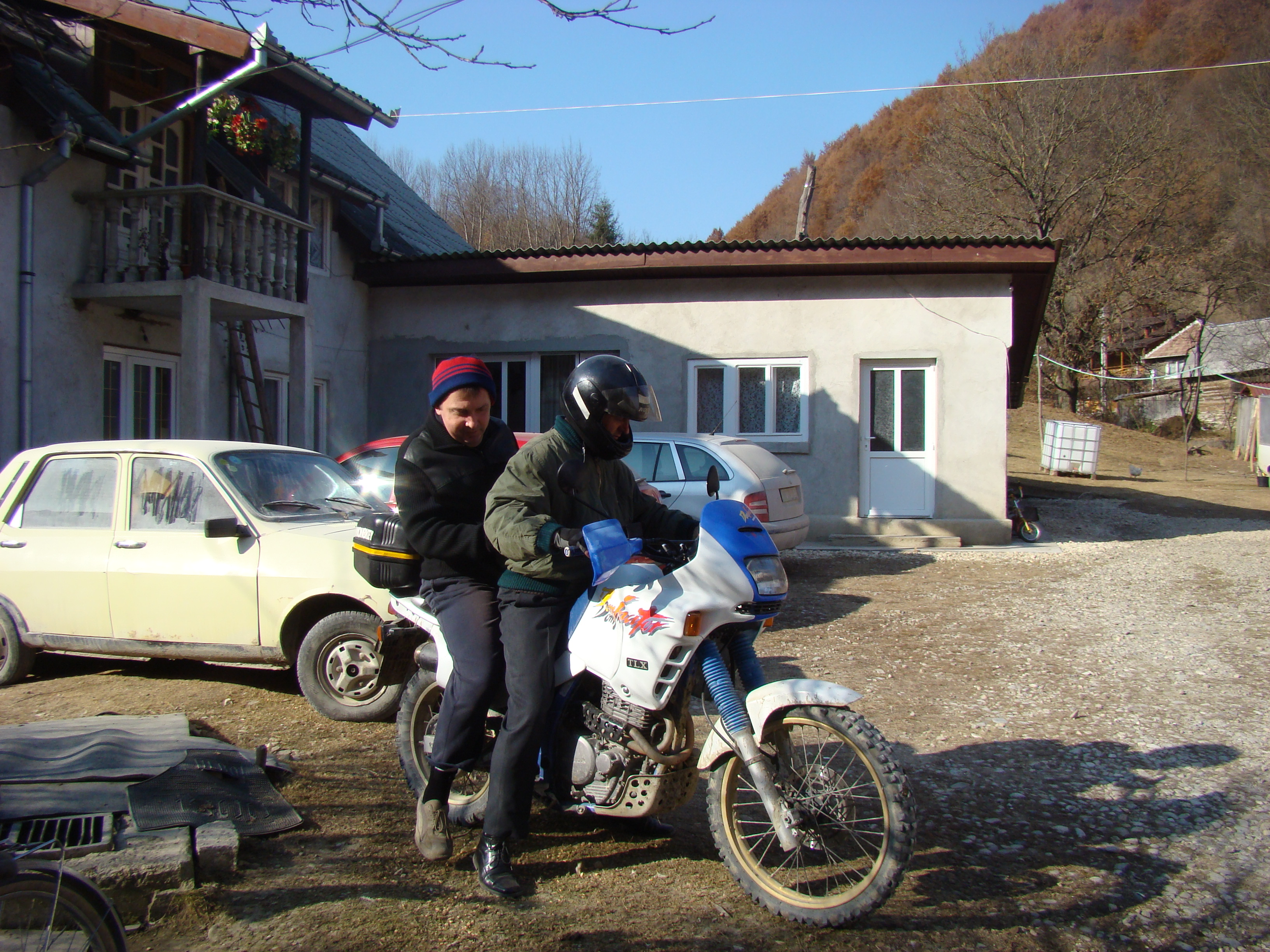
Singurul mijloc de transport motorizat care poate parcurge o parte din drumul spre biserică este o motocicletă de teren

## Imagini din interior

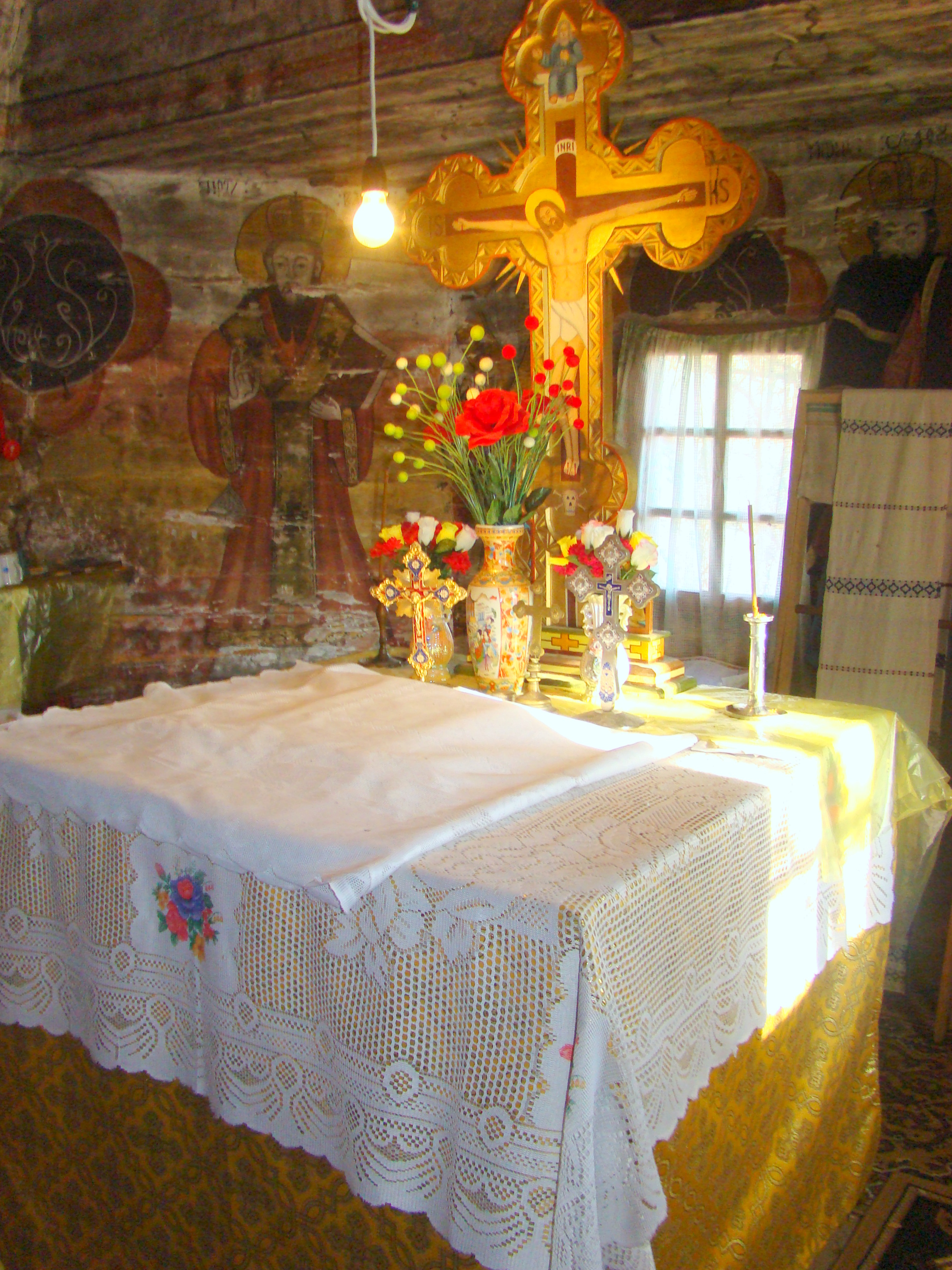
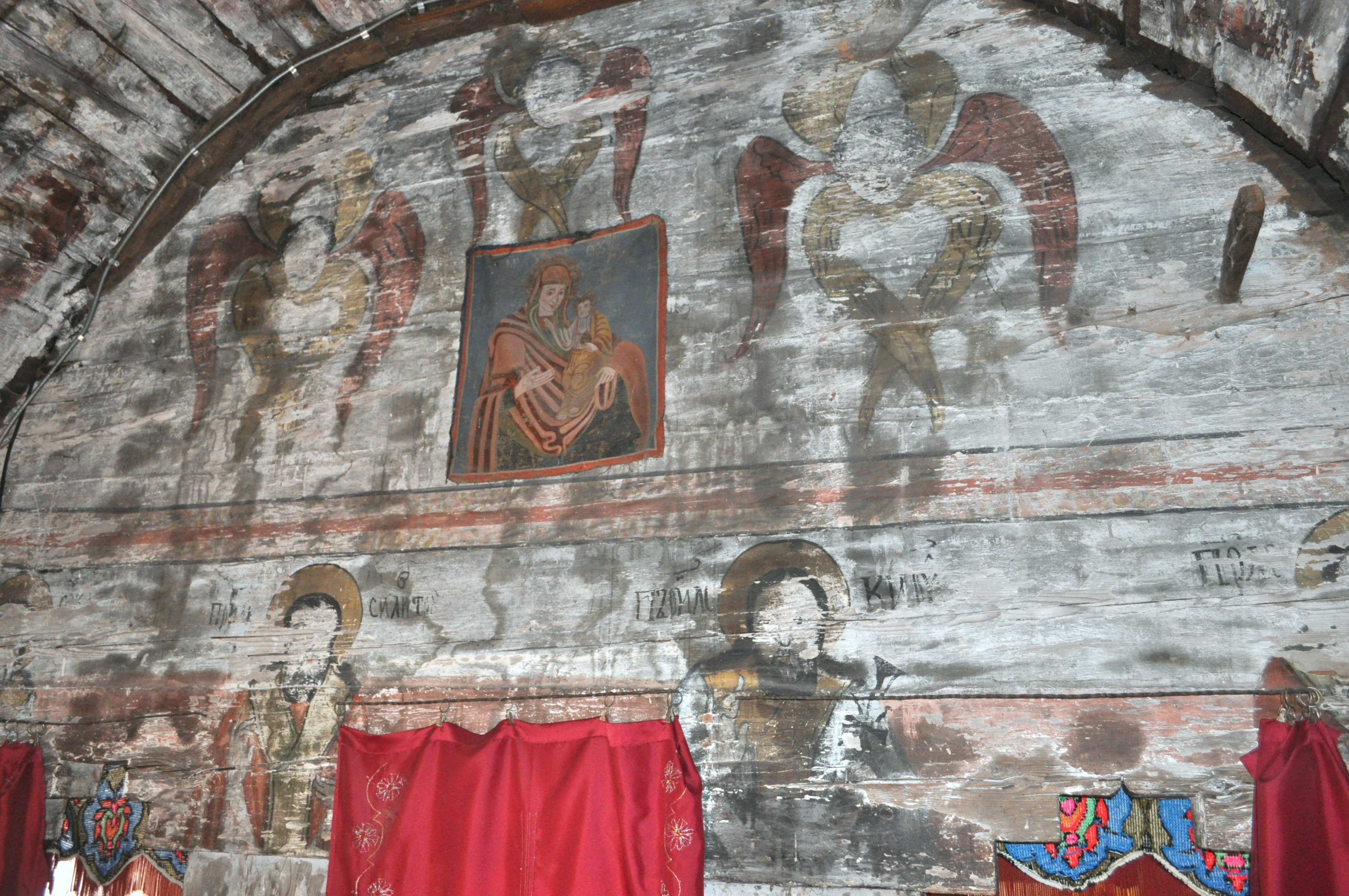
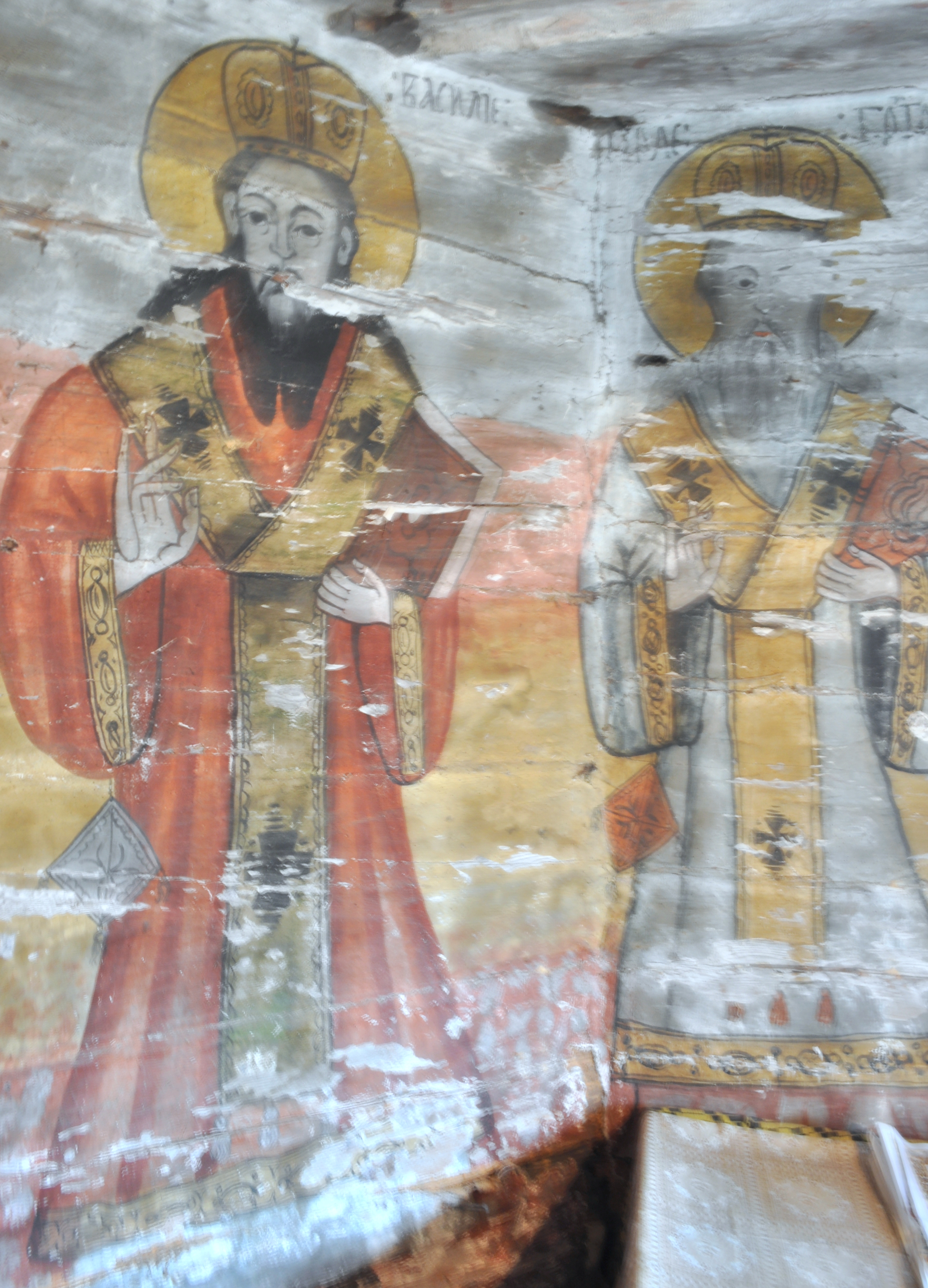
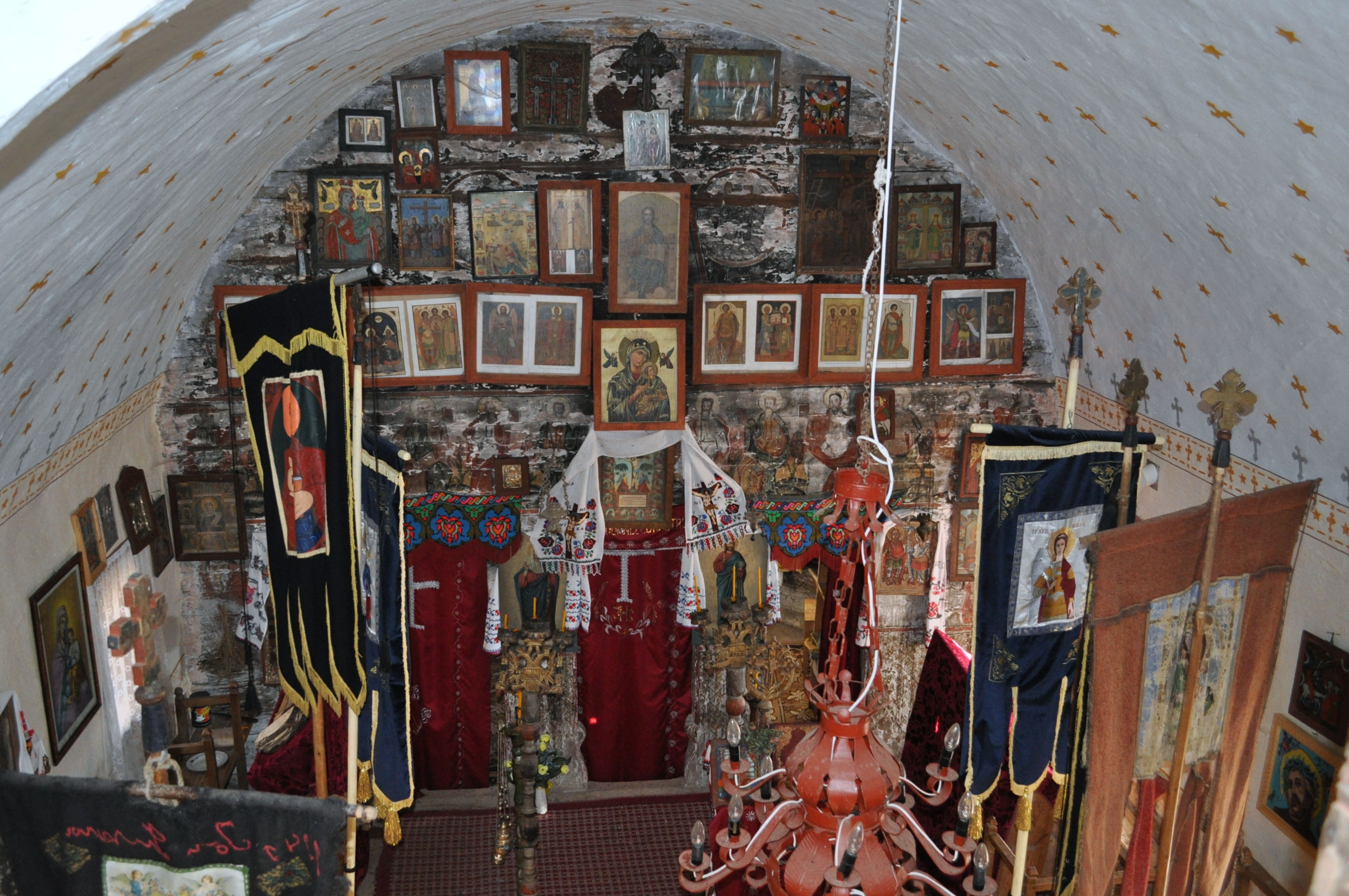
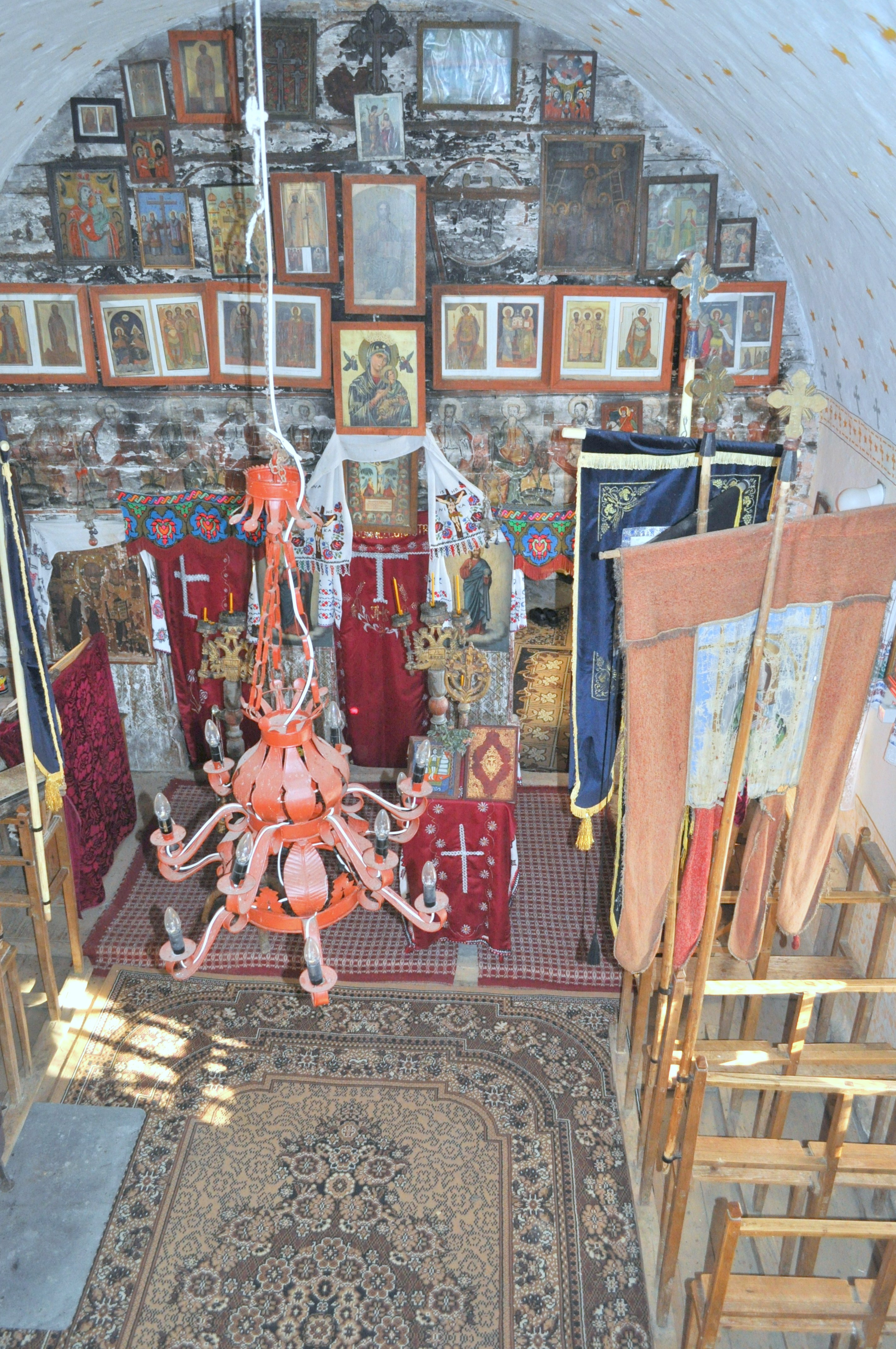
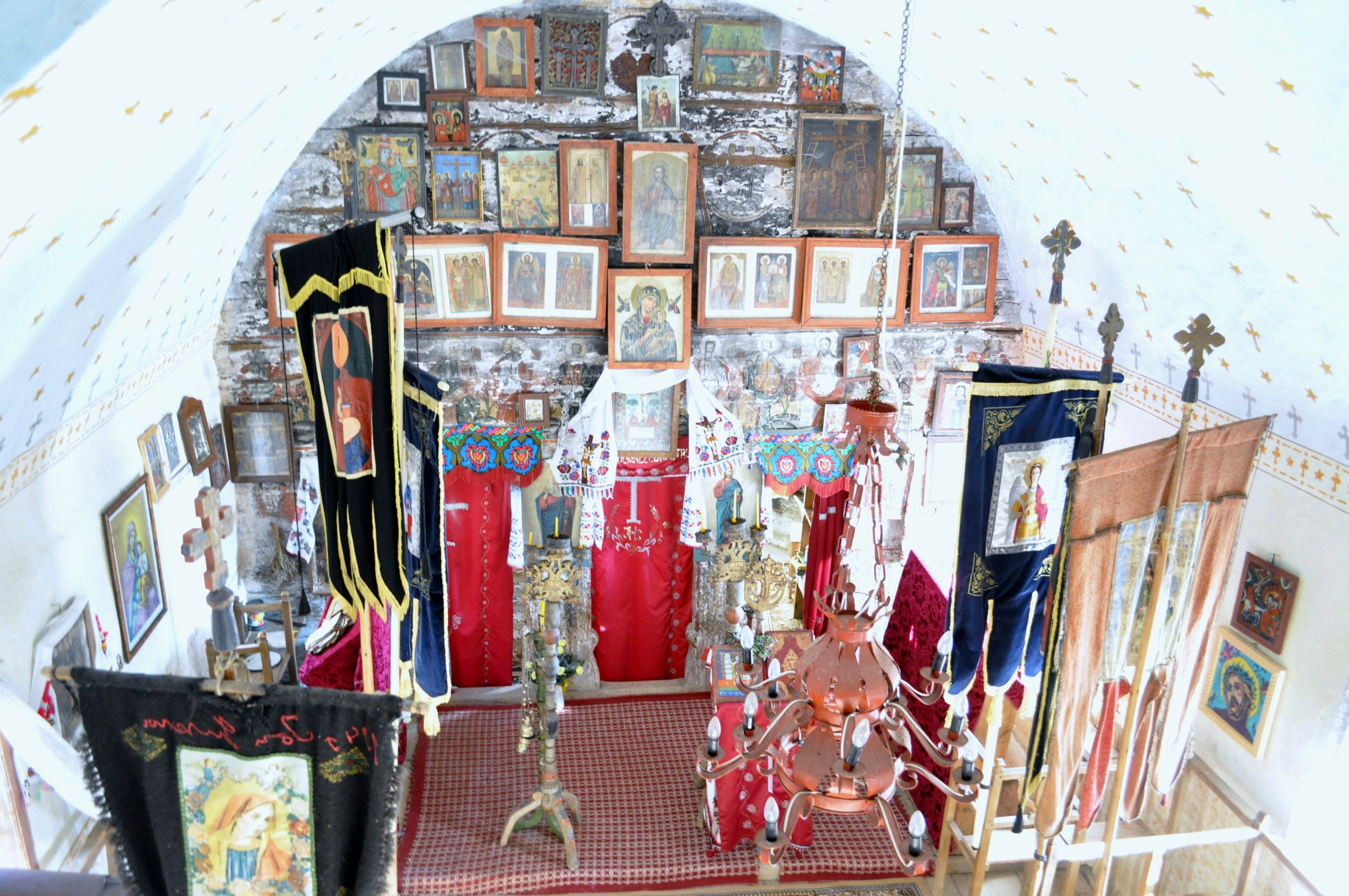
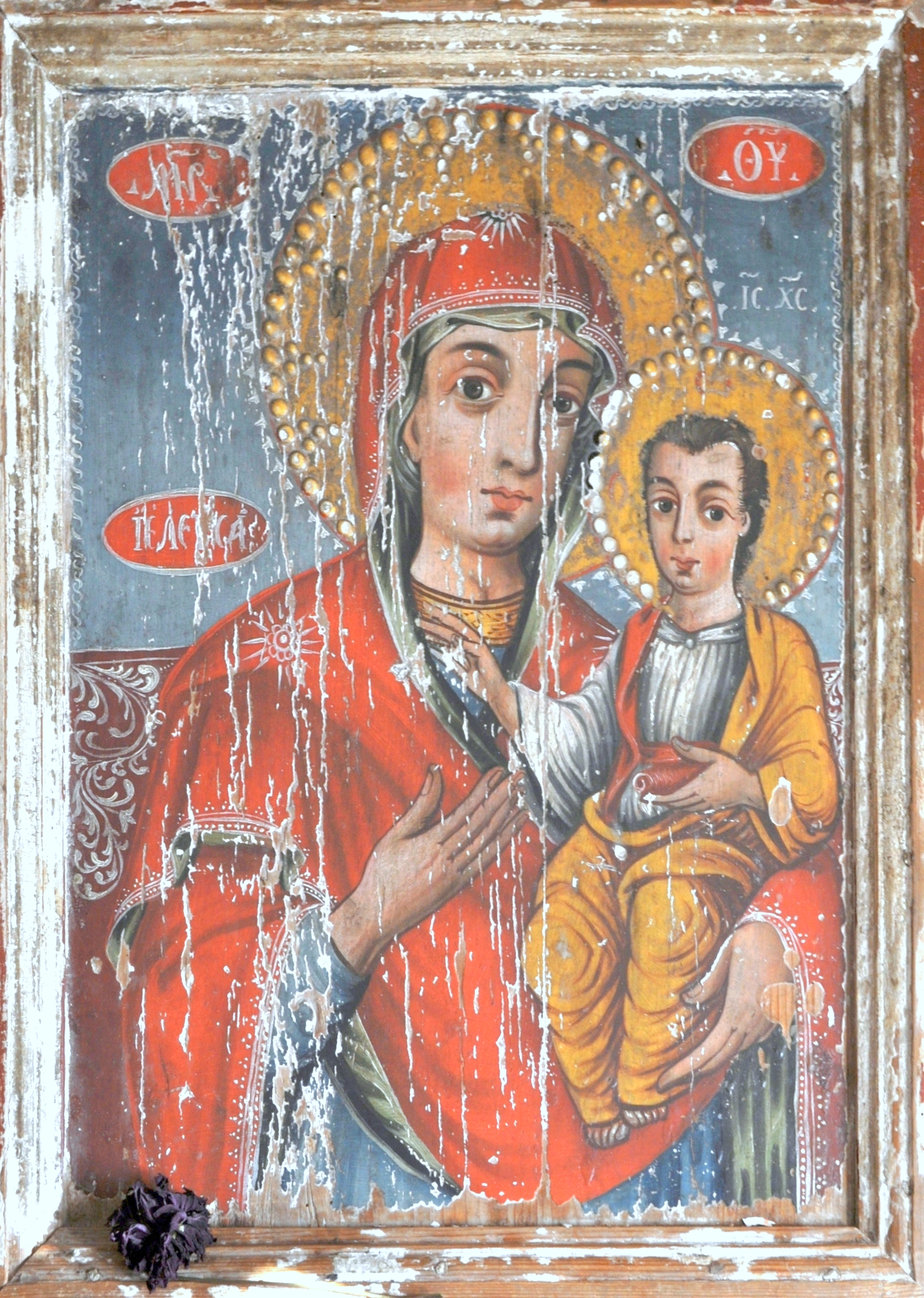
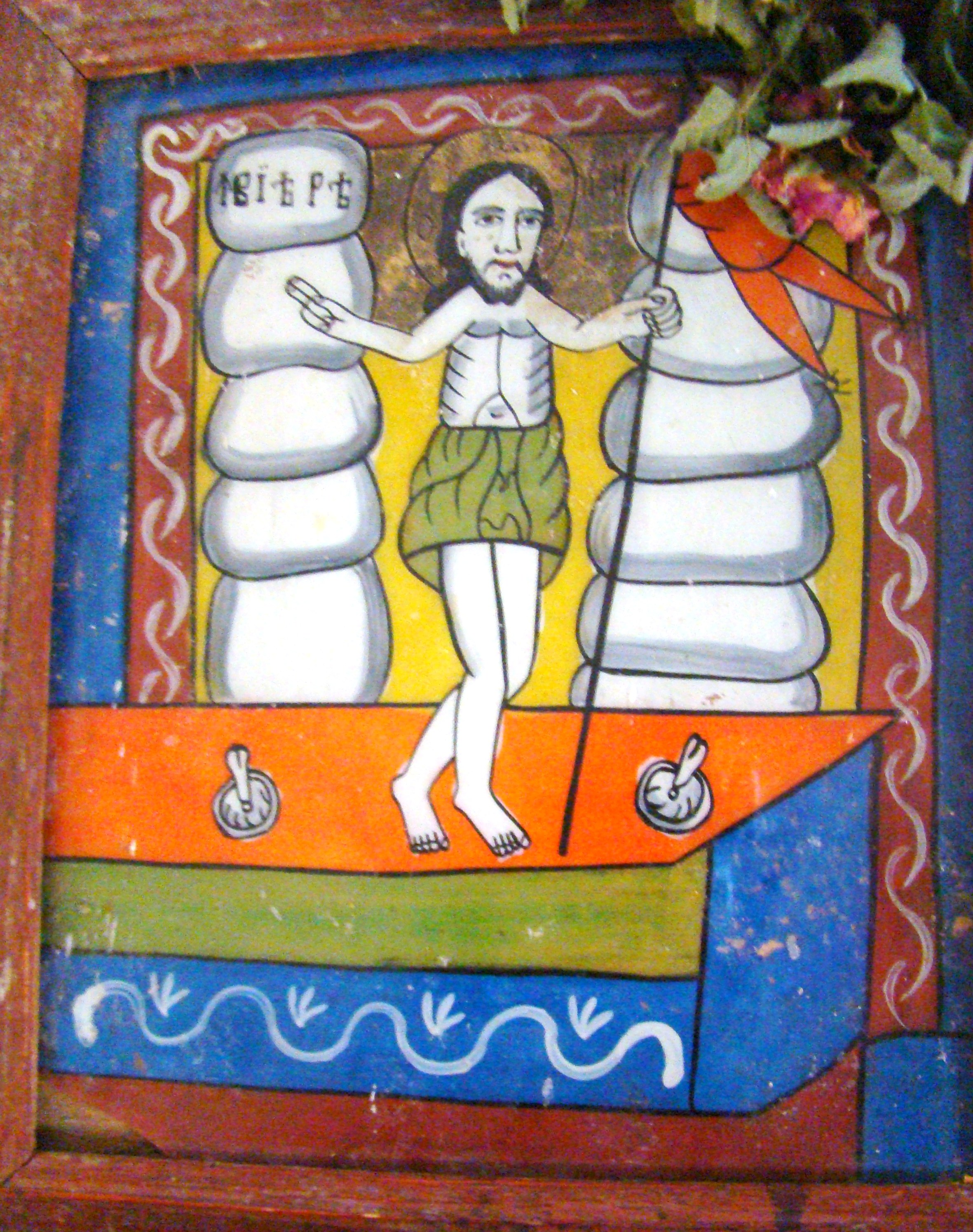
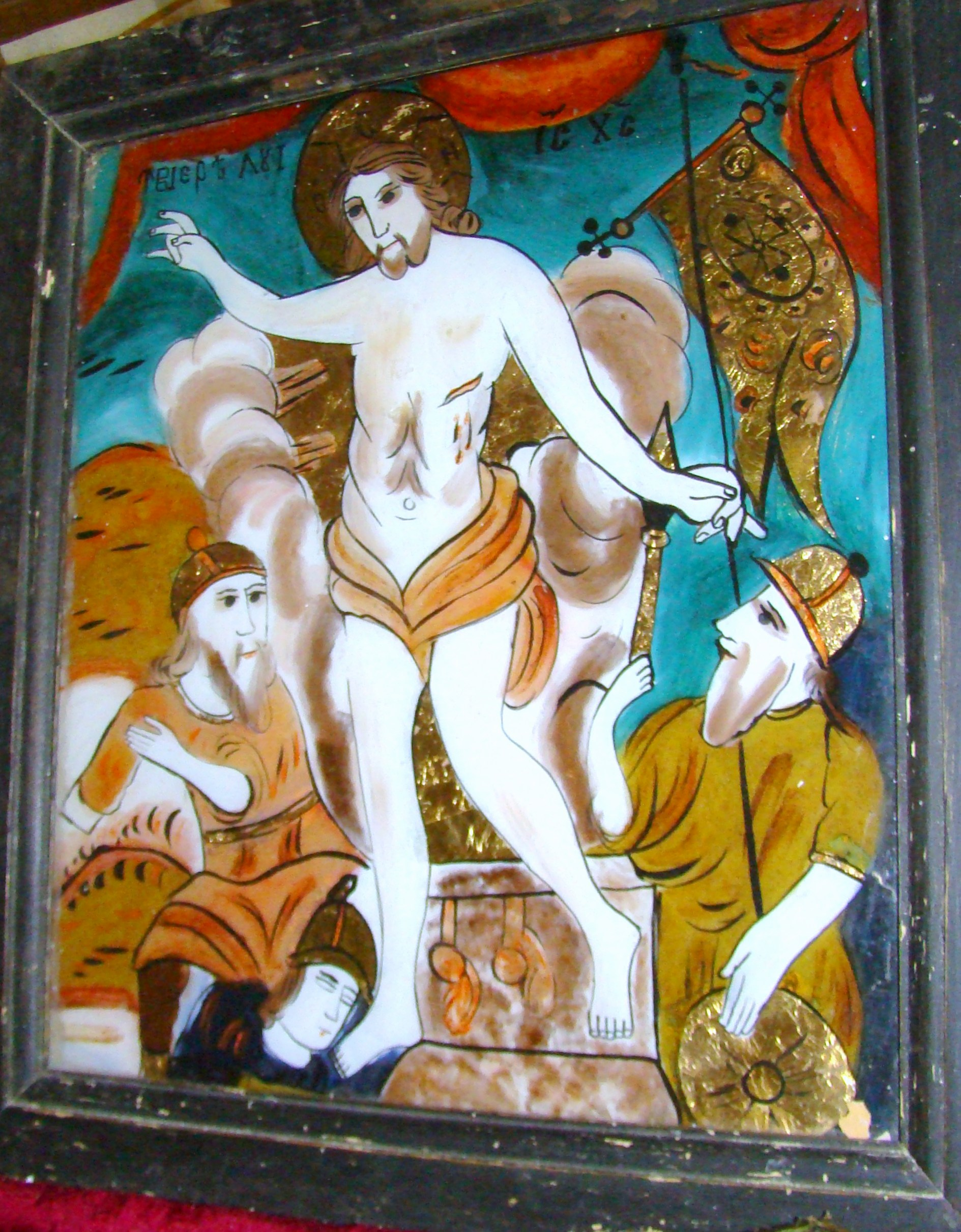
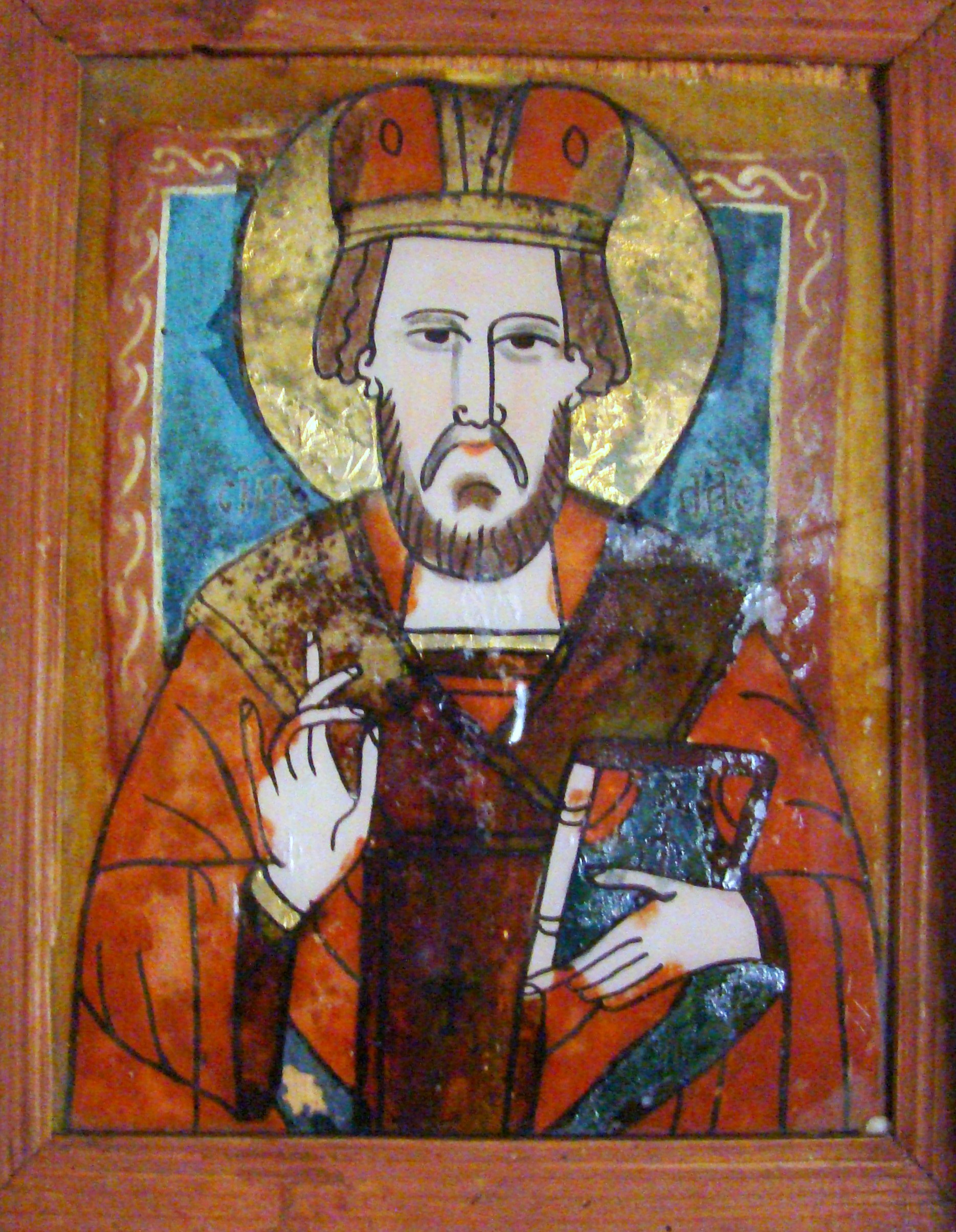
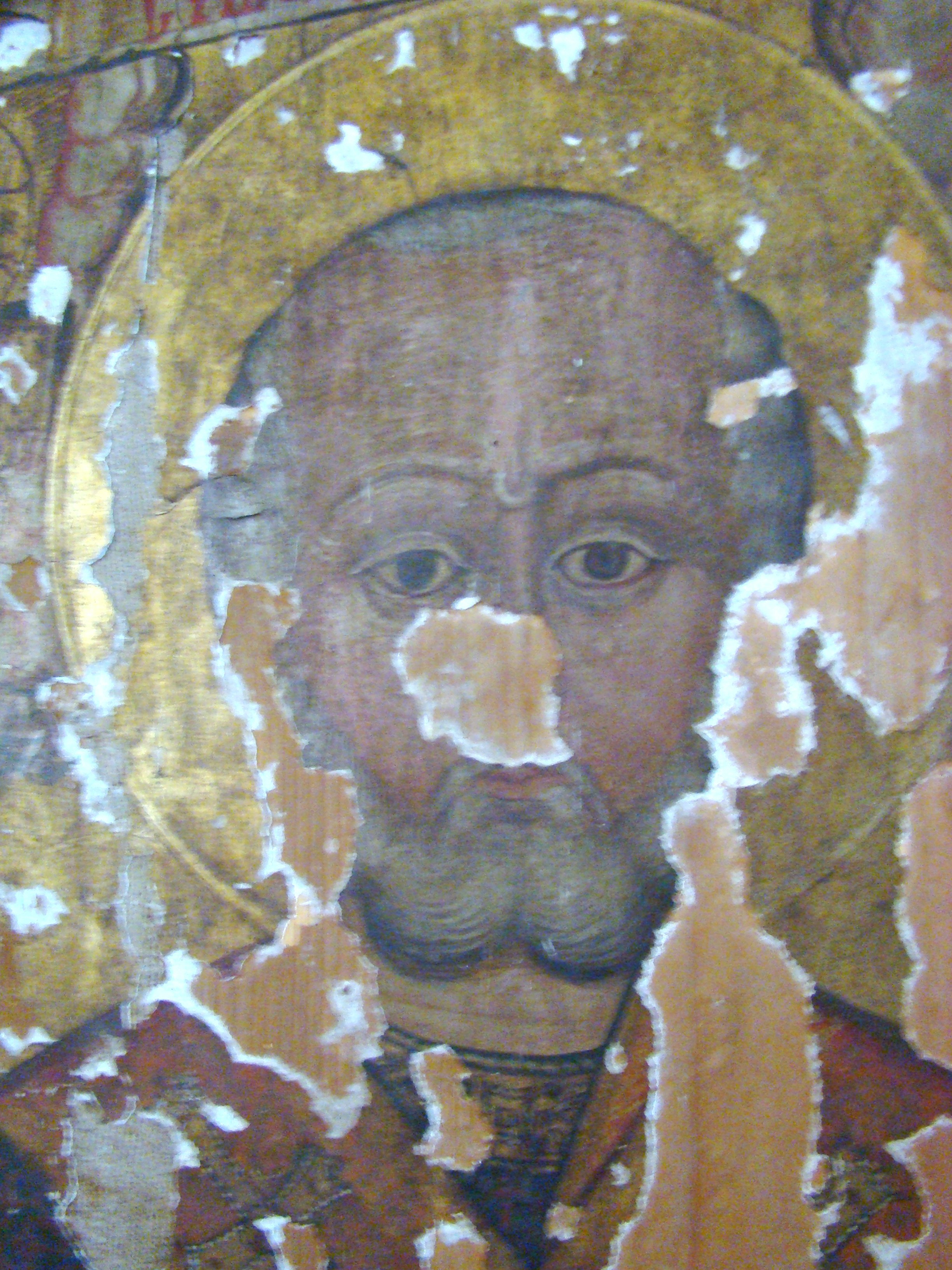
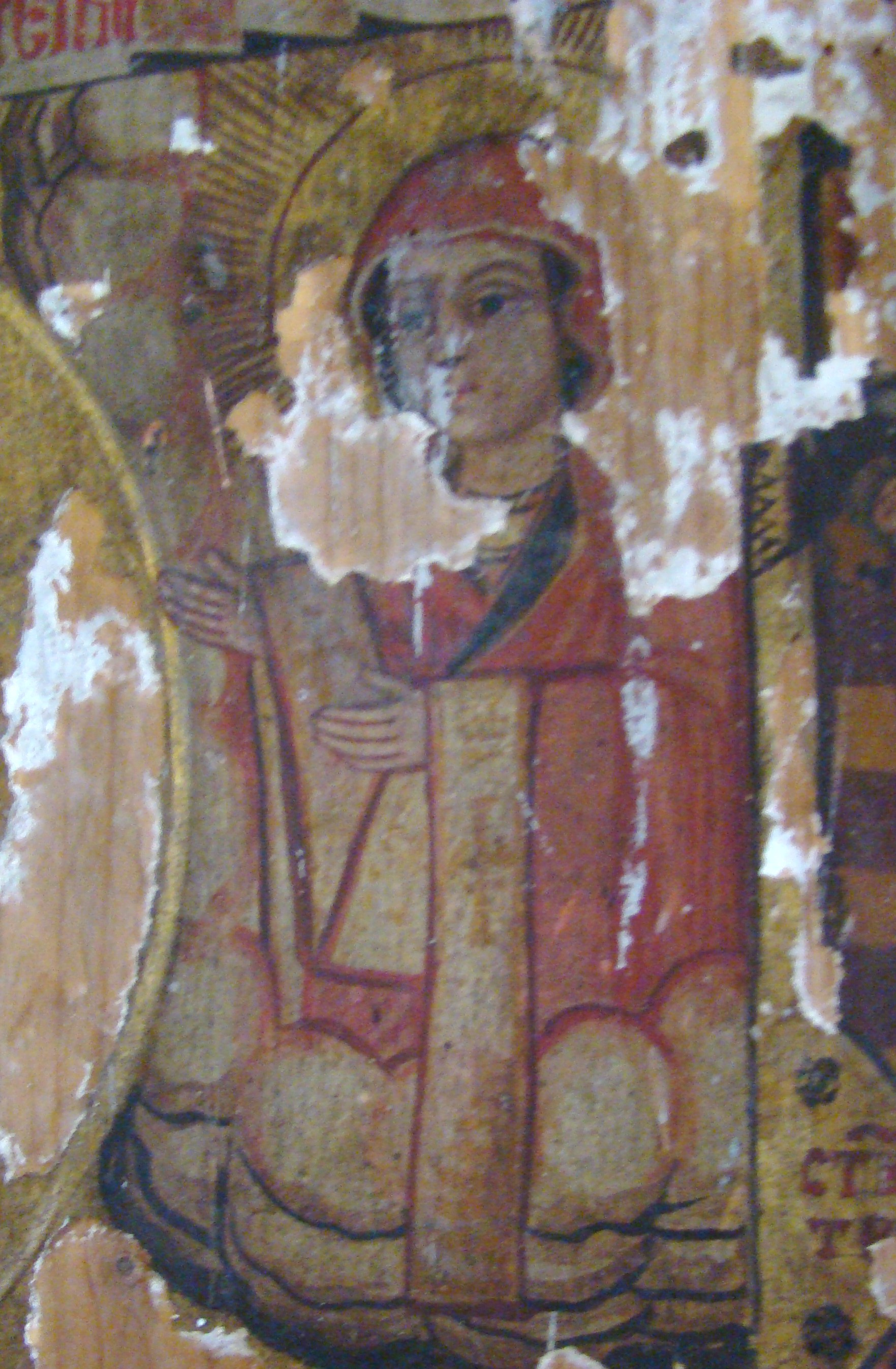
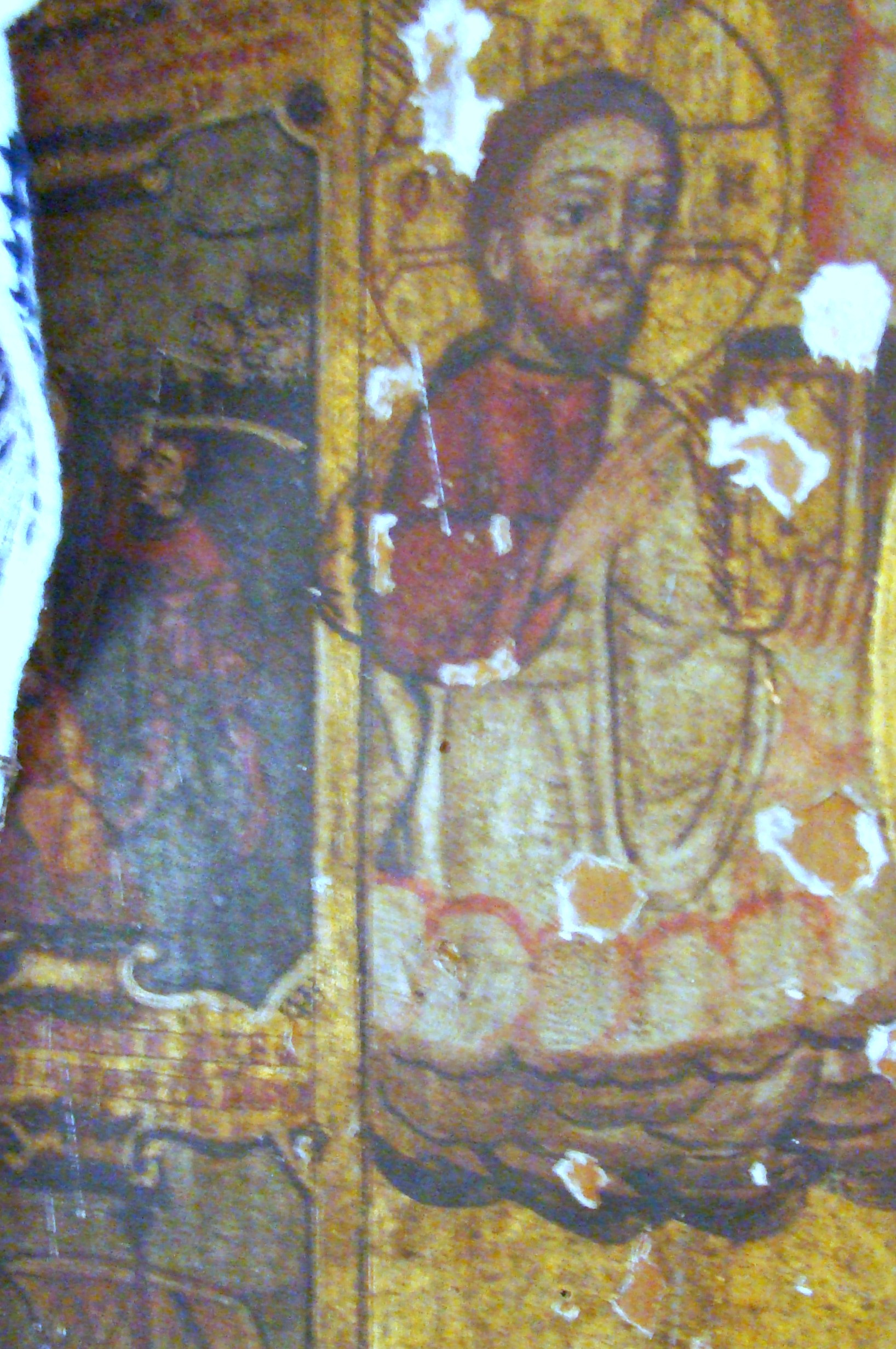
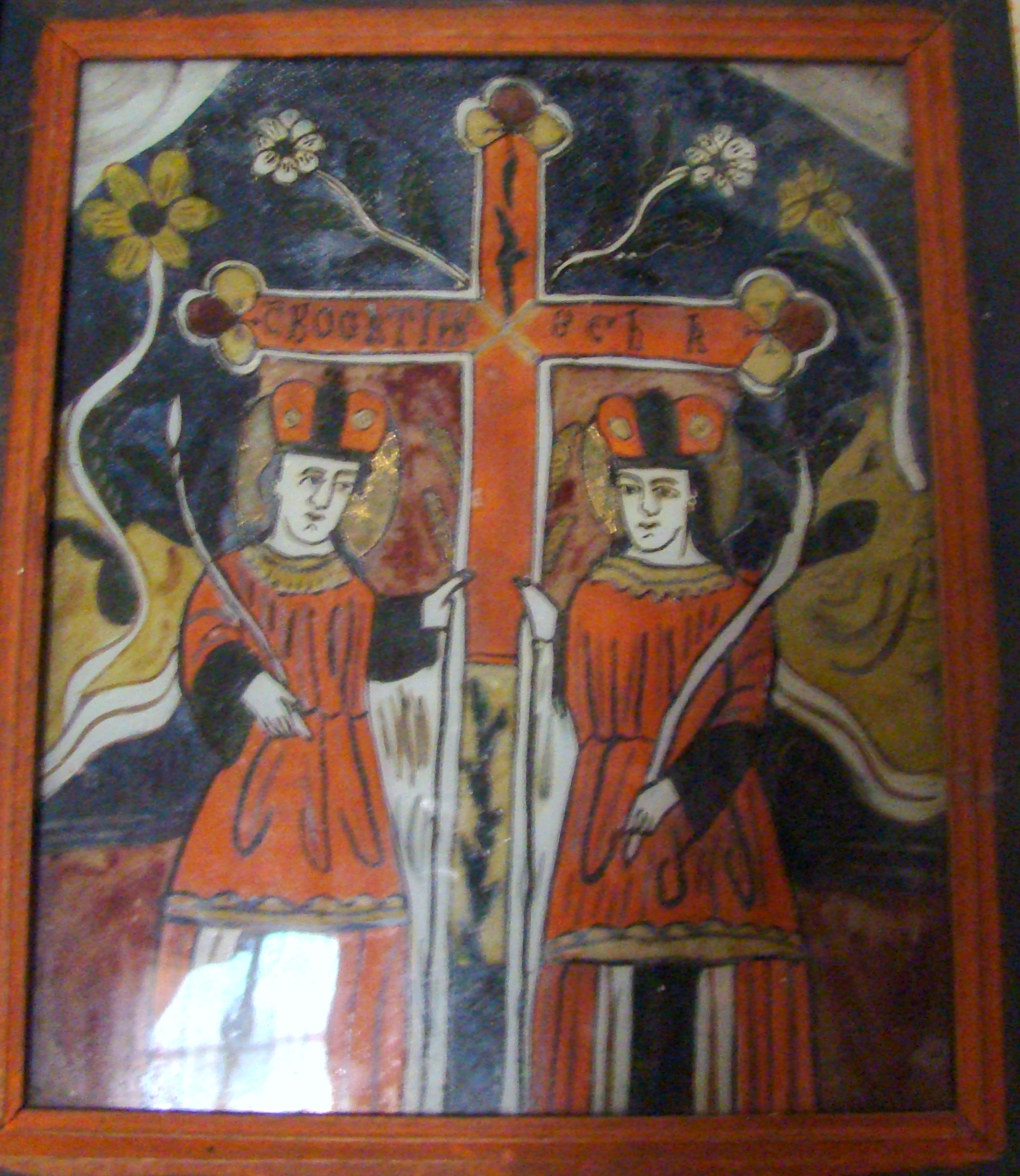
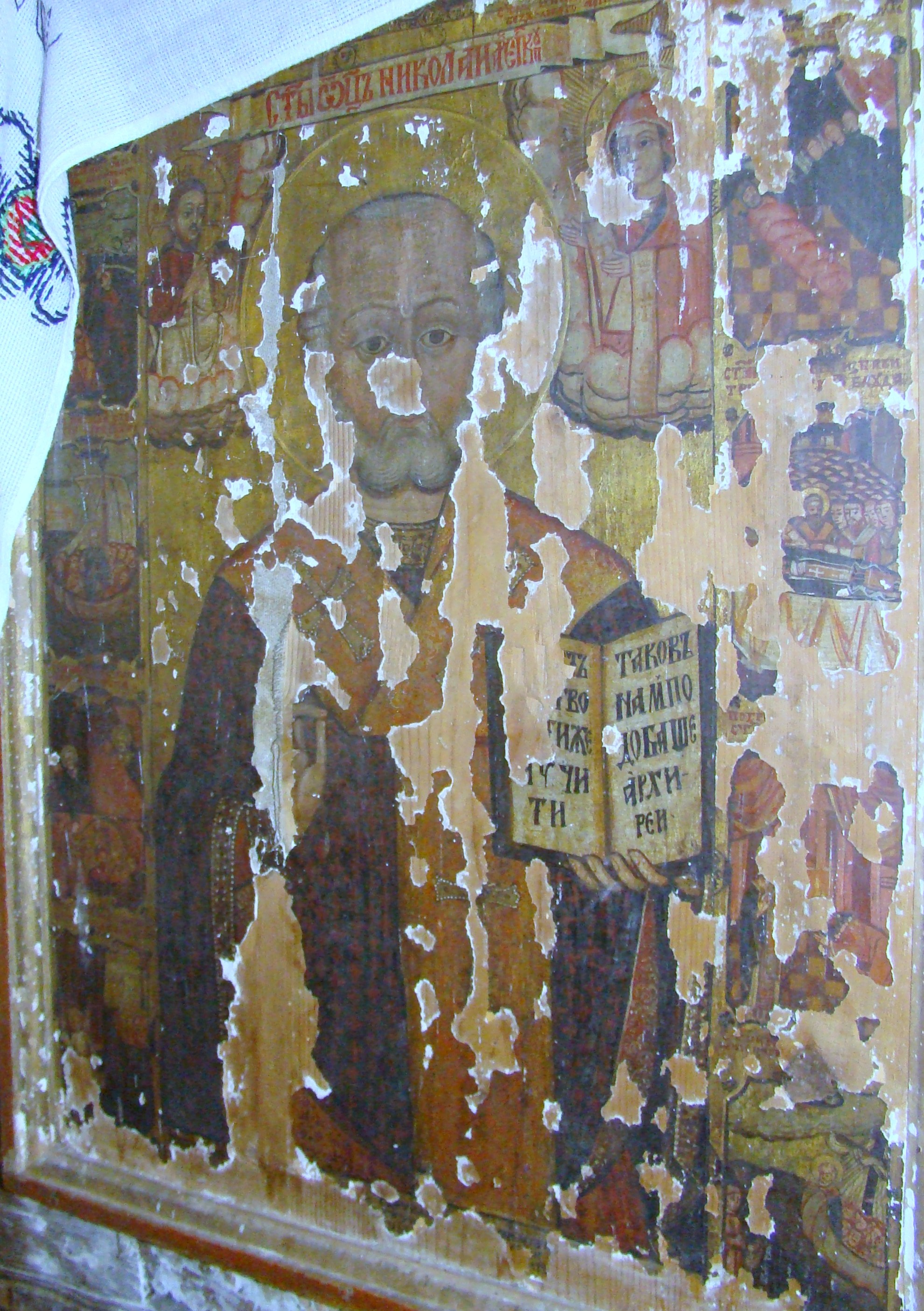
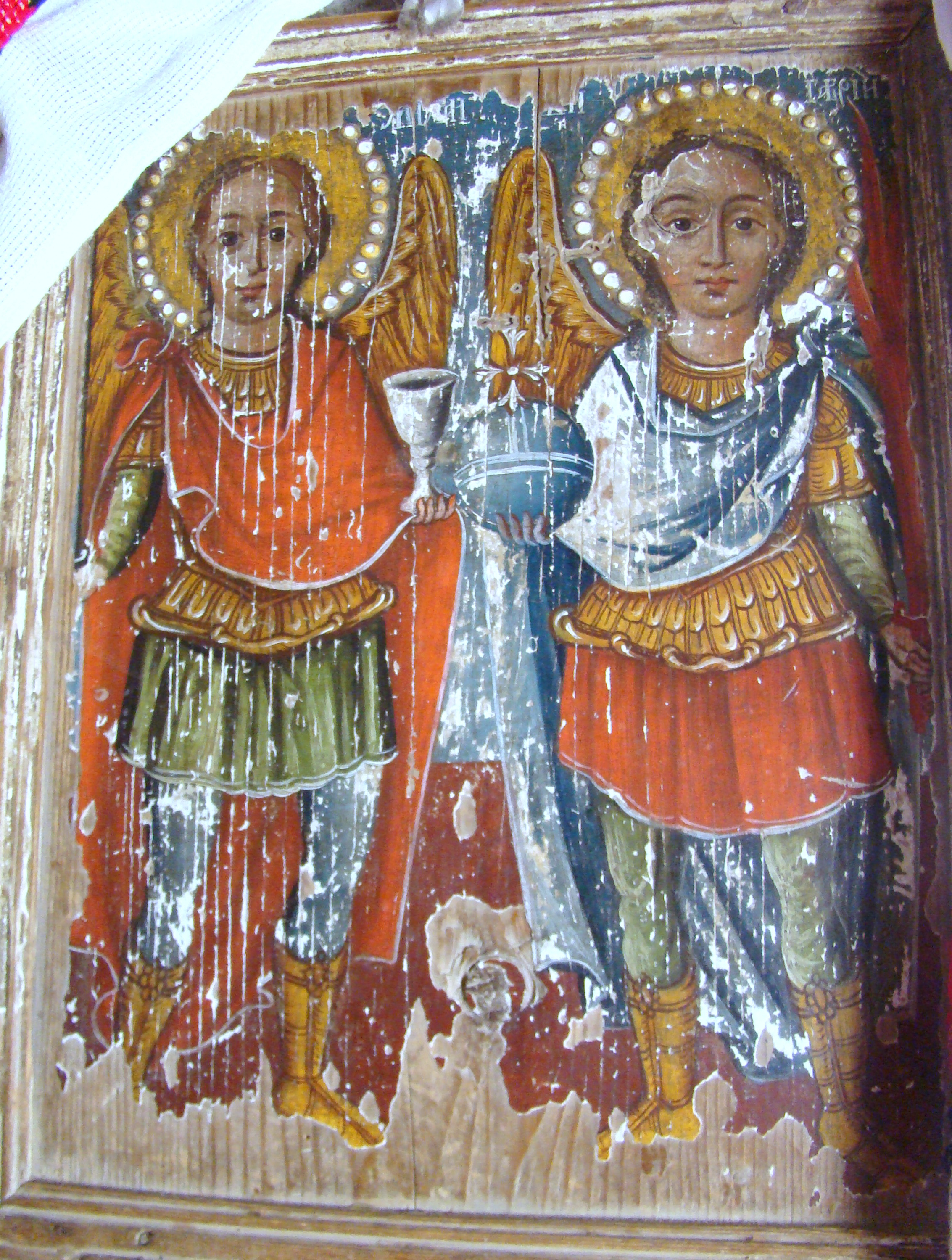
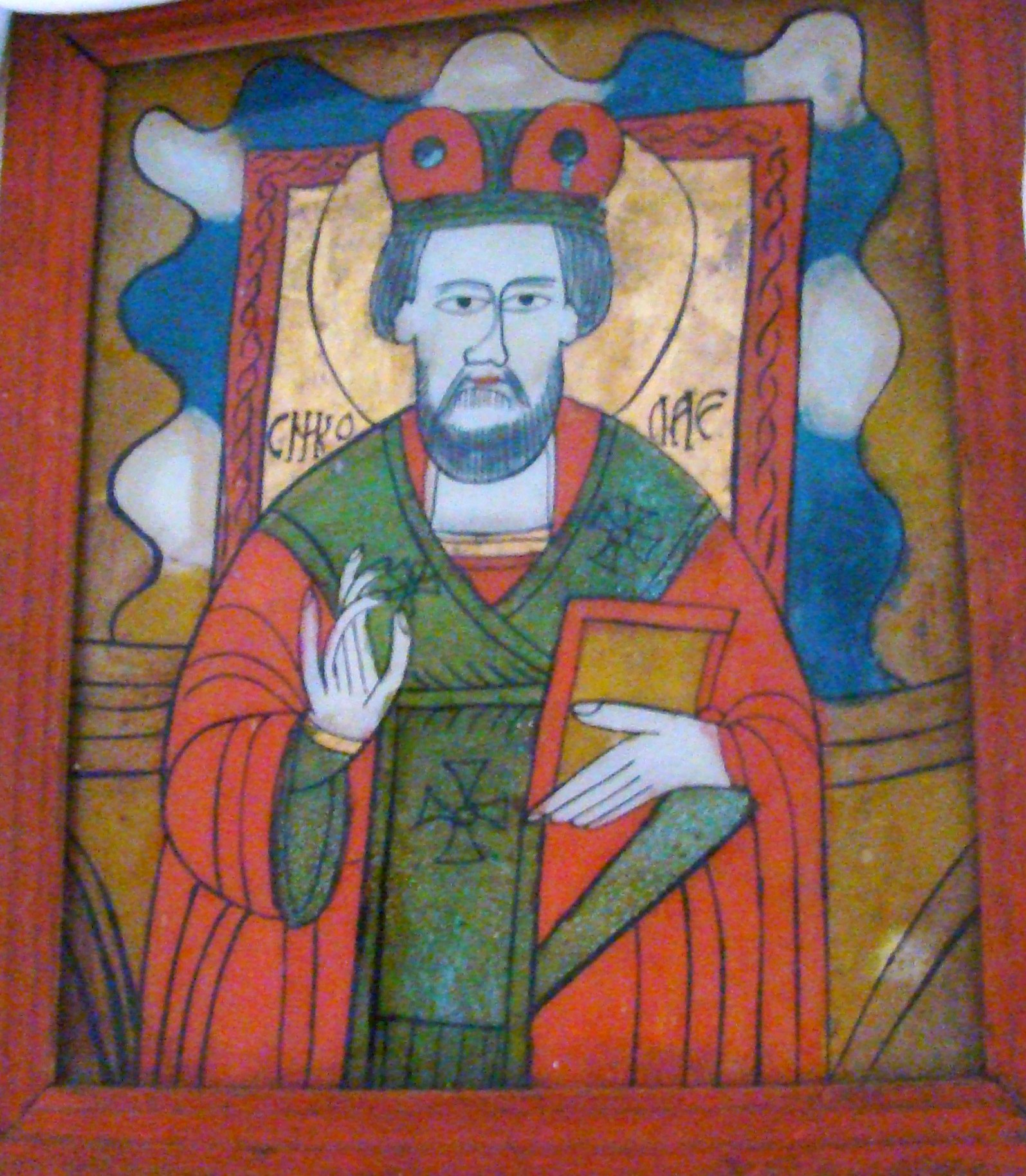
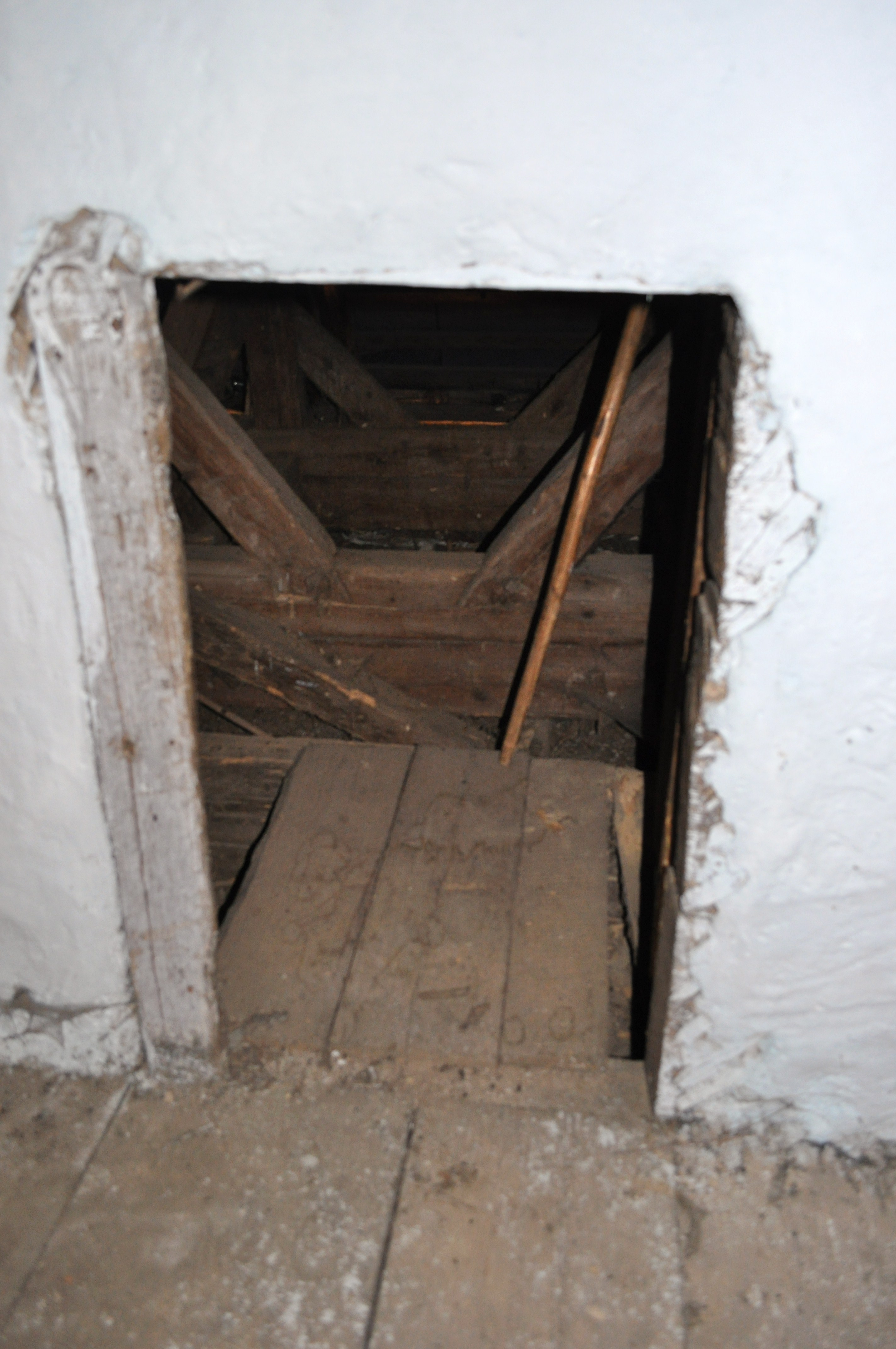
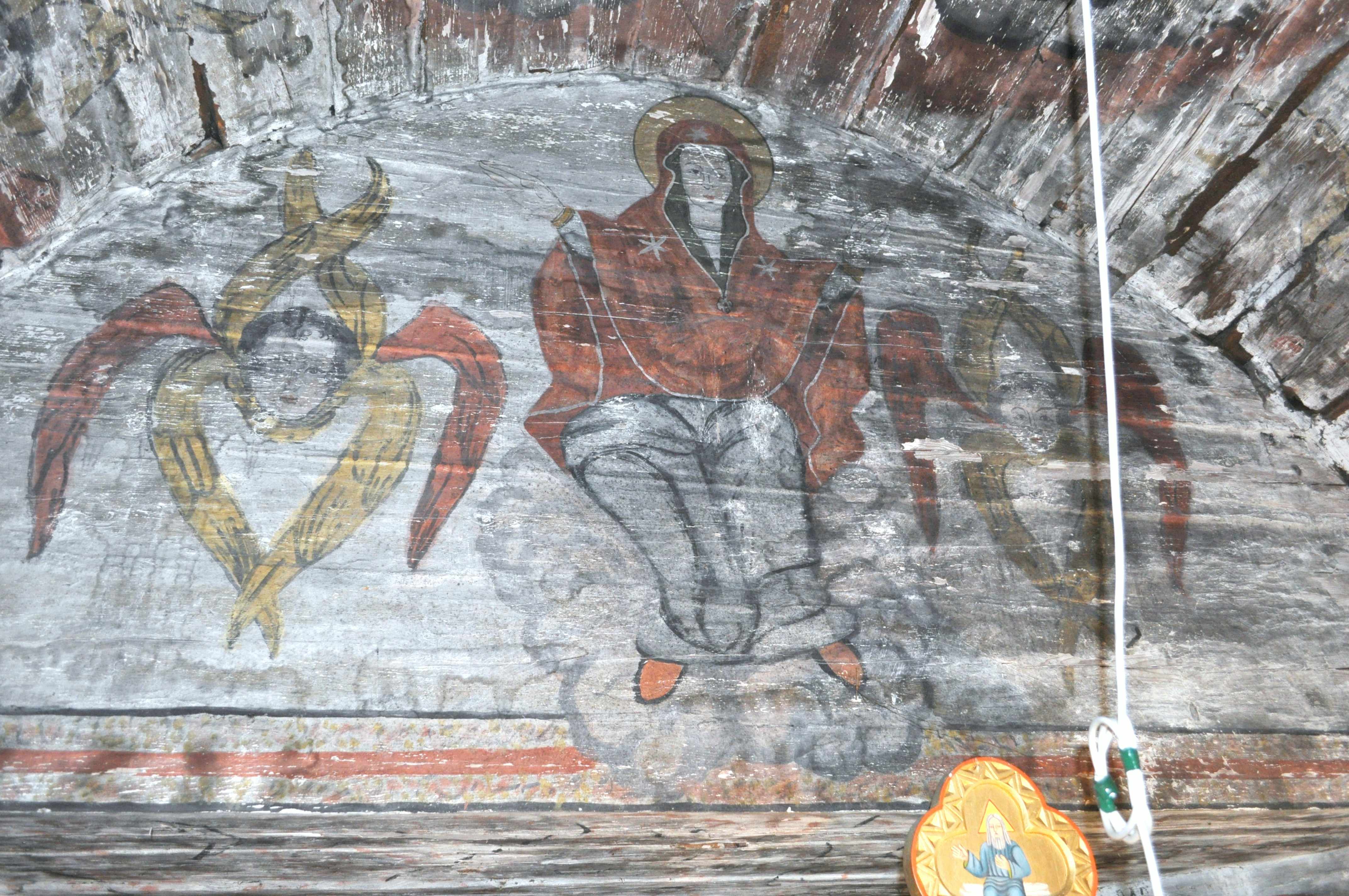
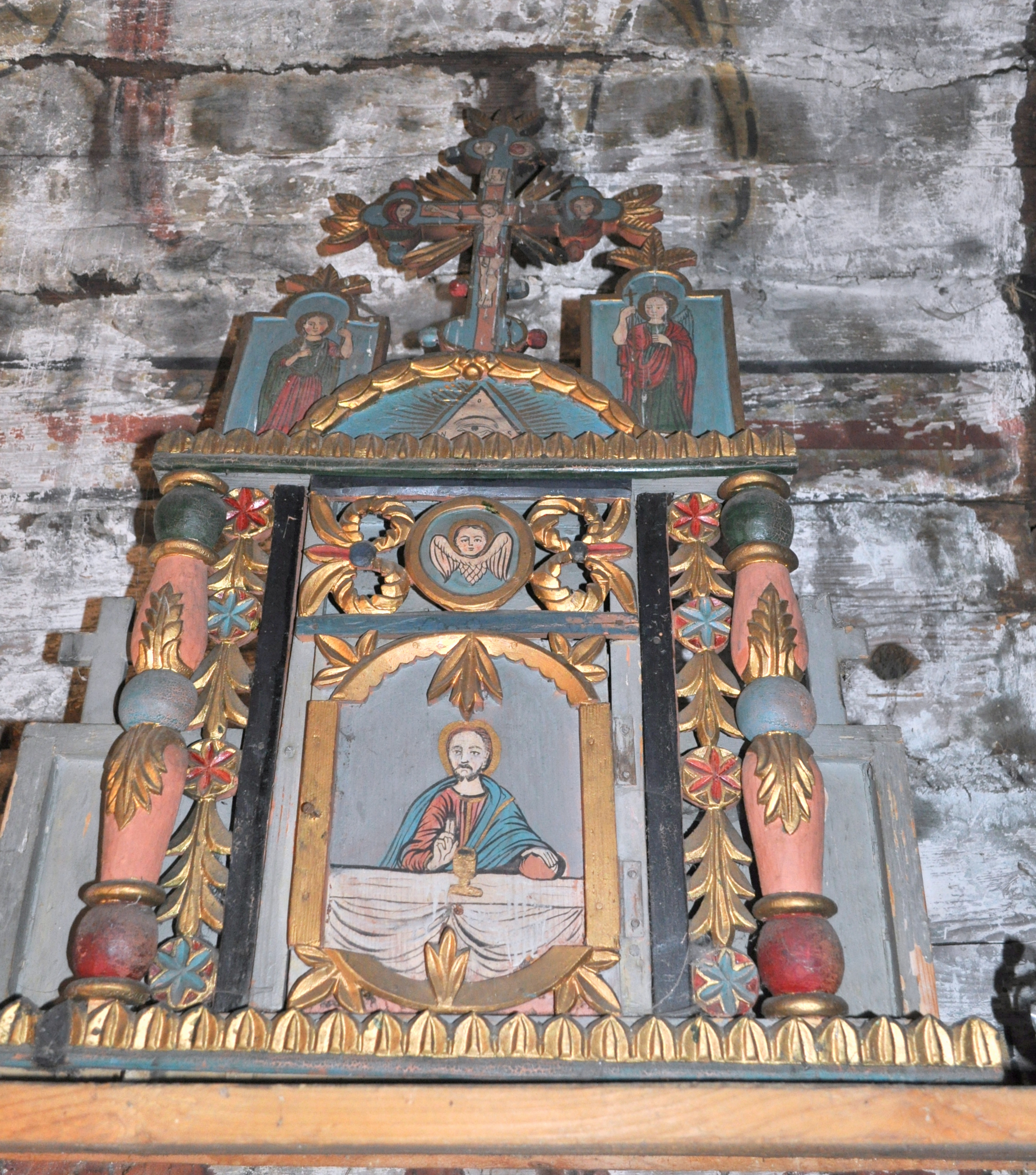
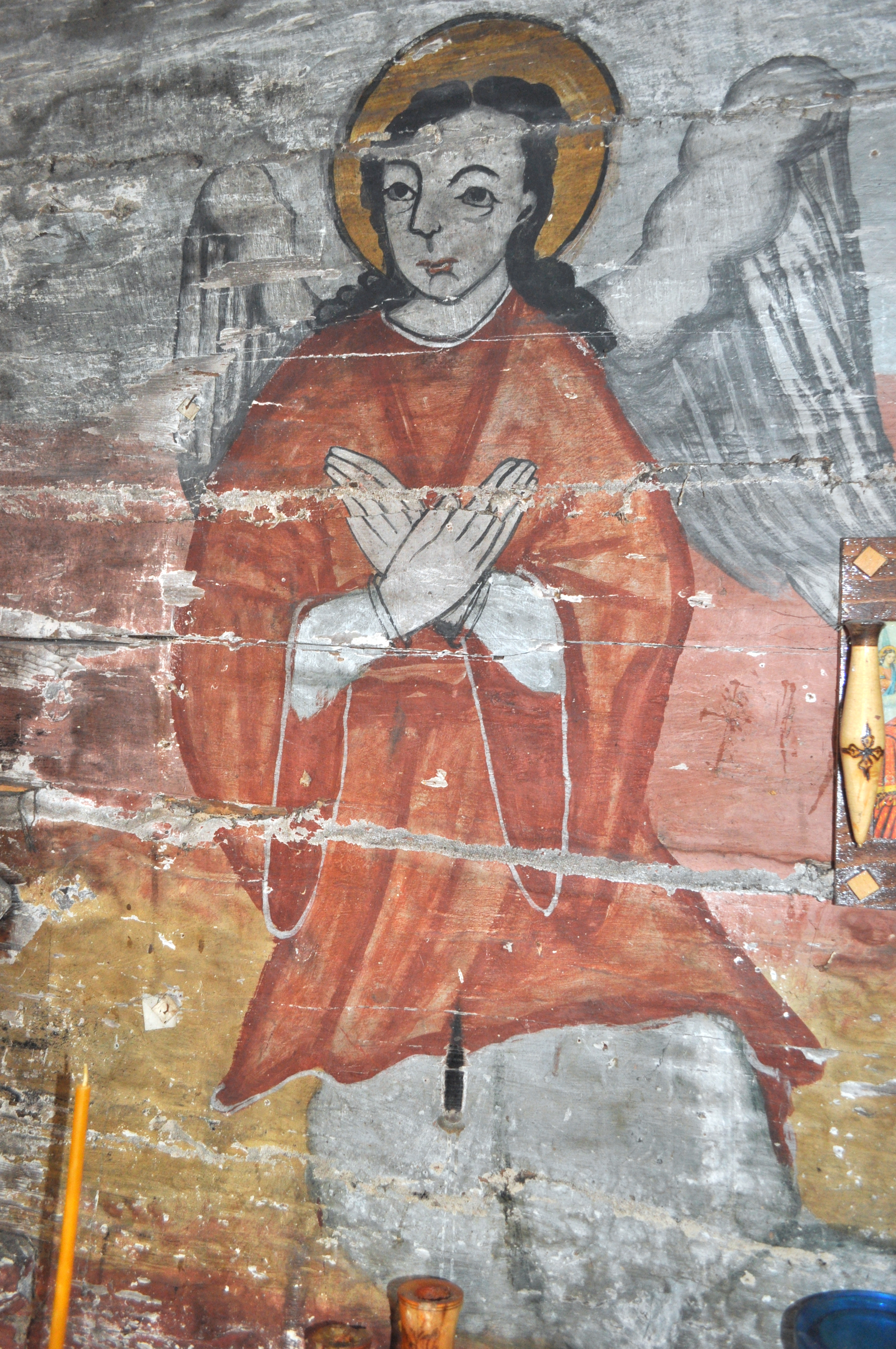
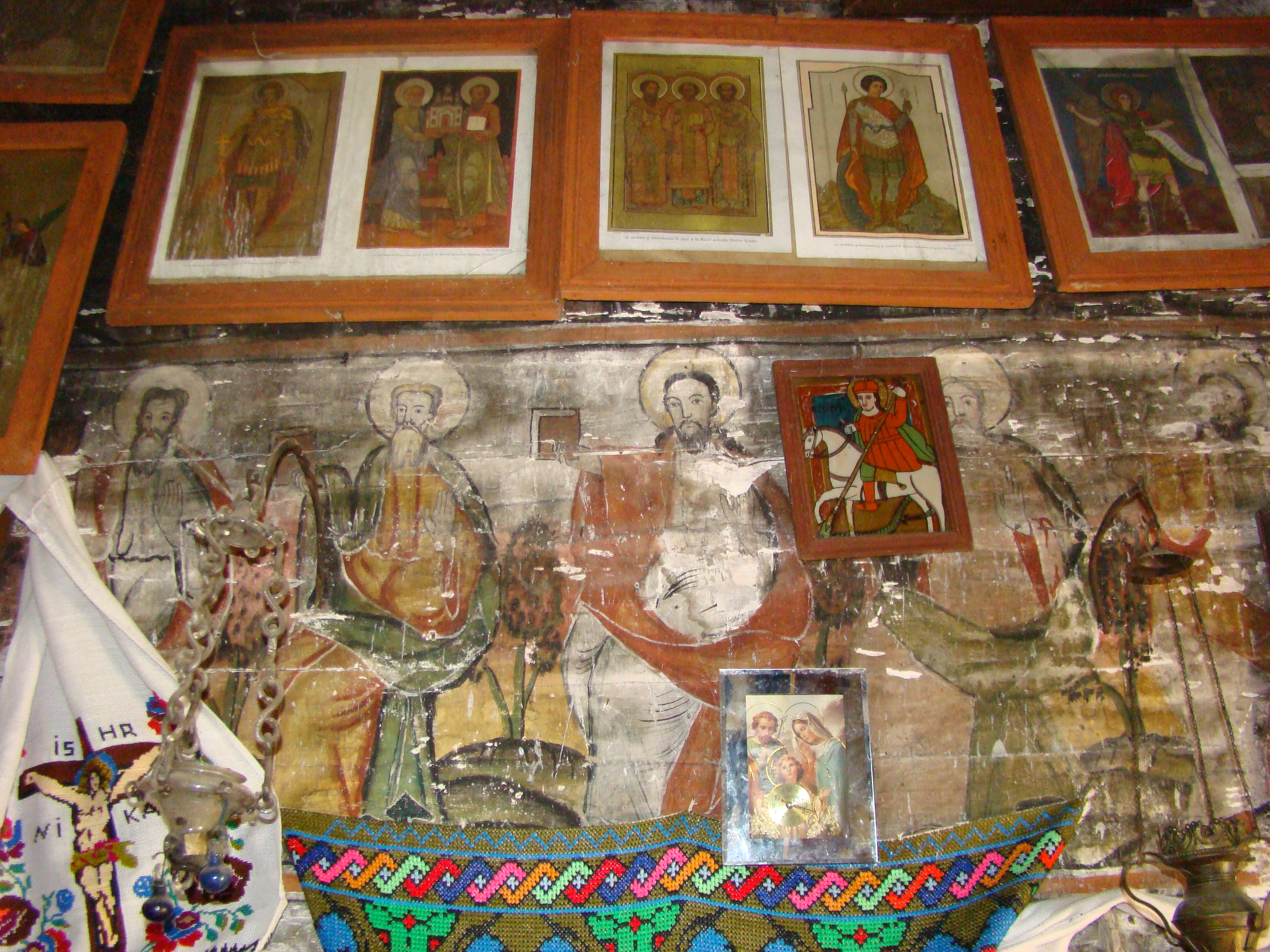
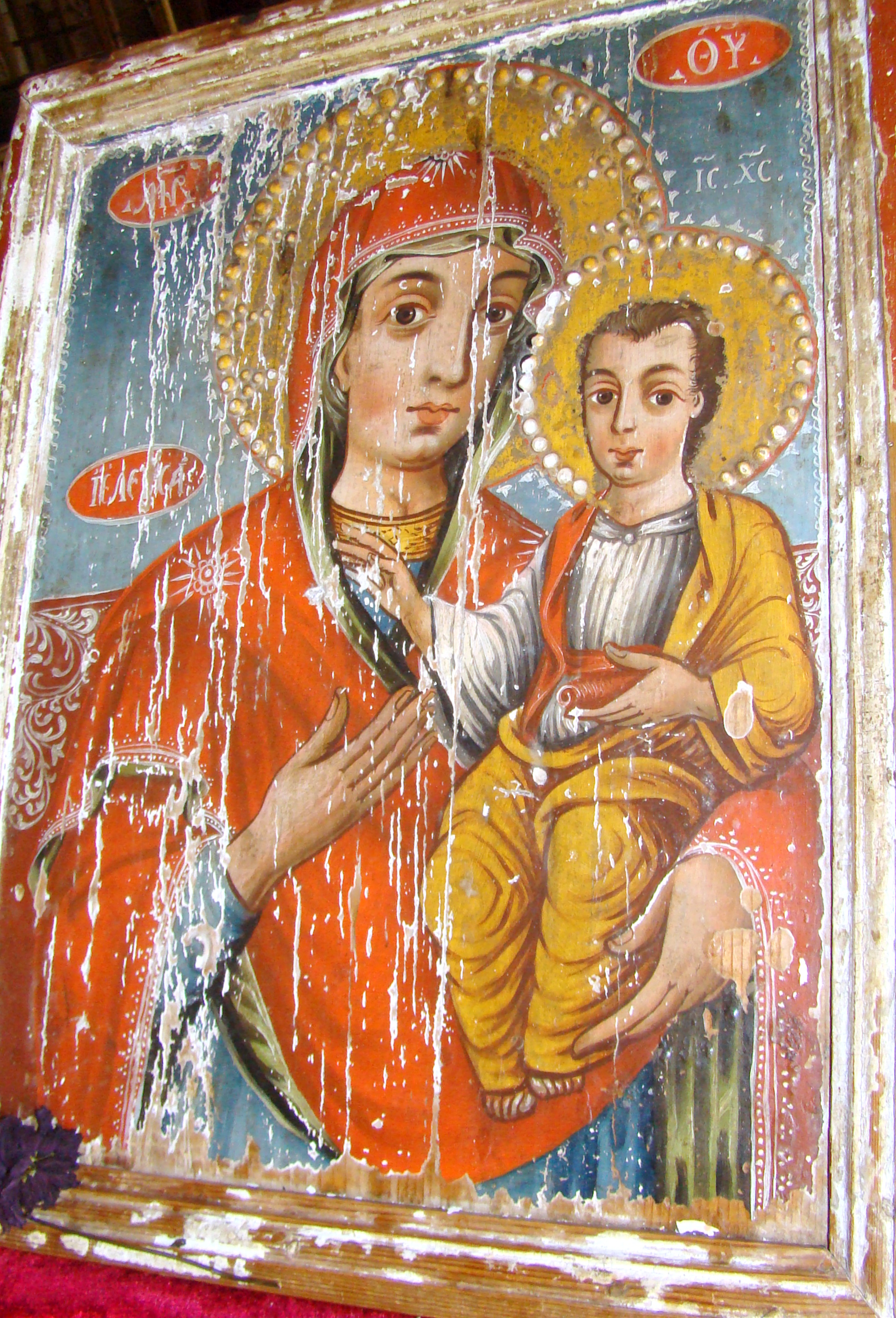
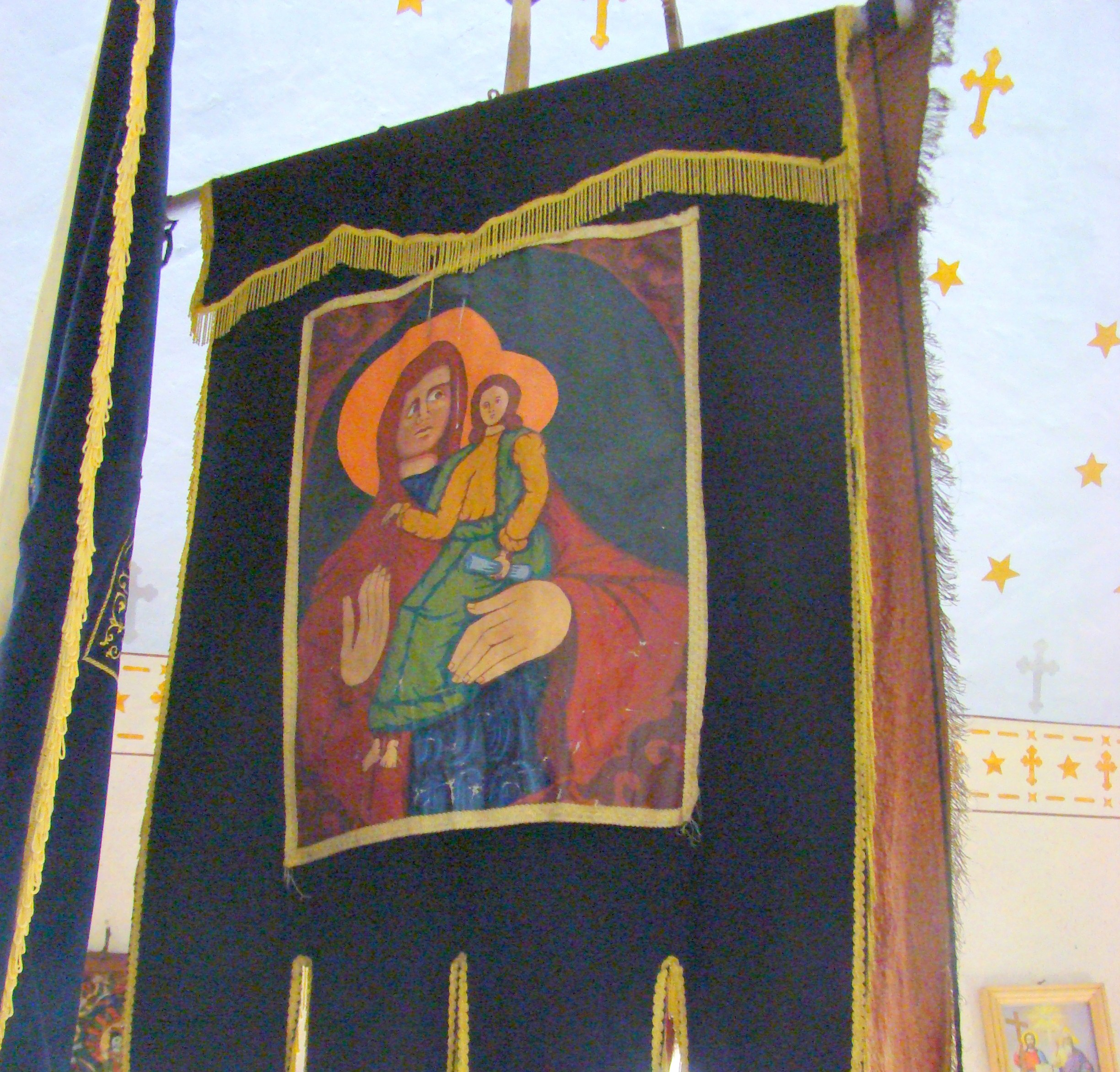
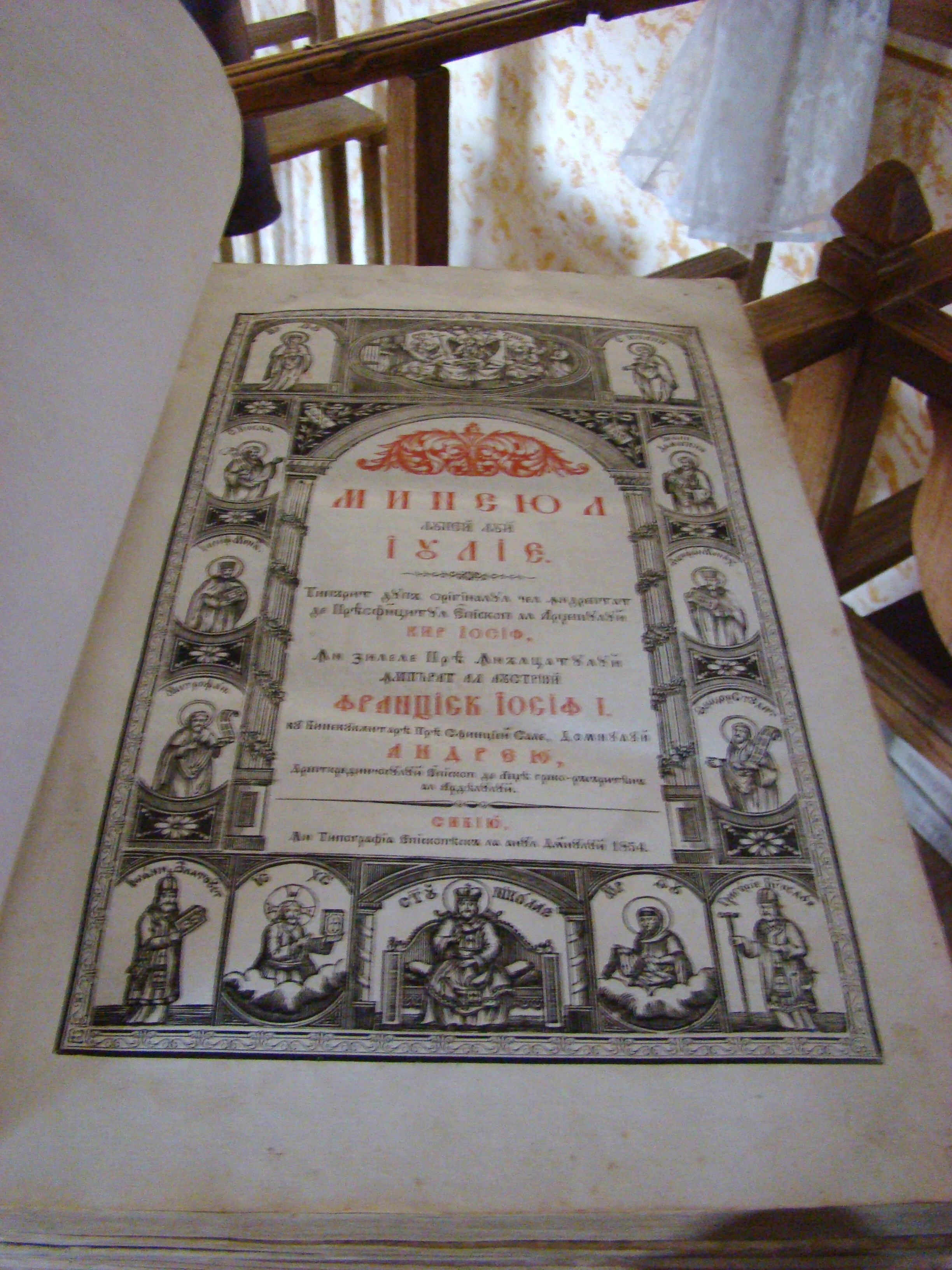
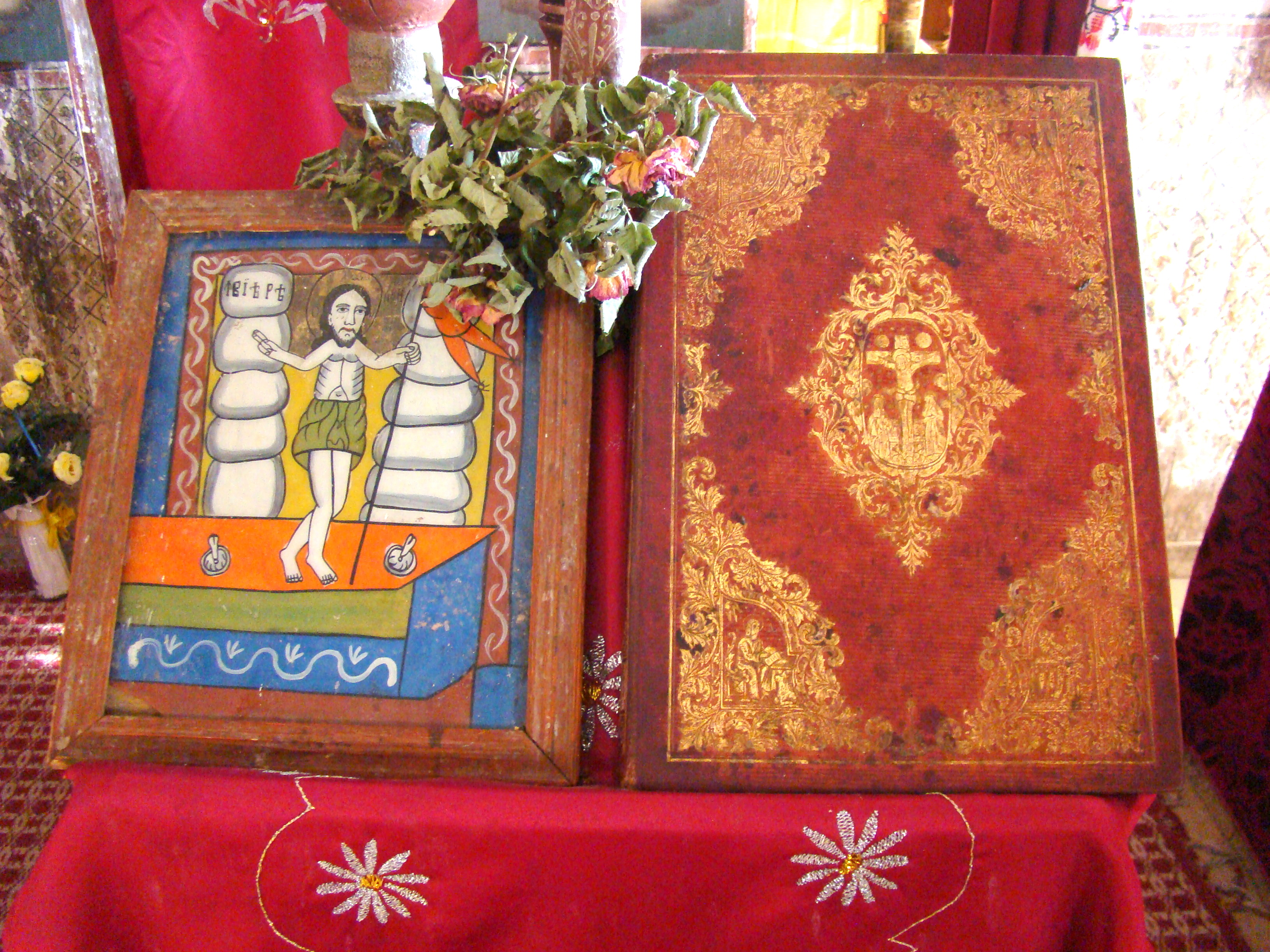
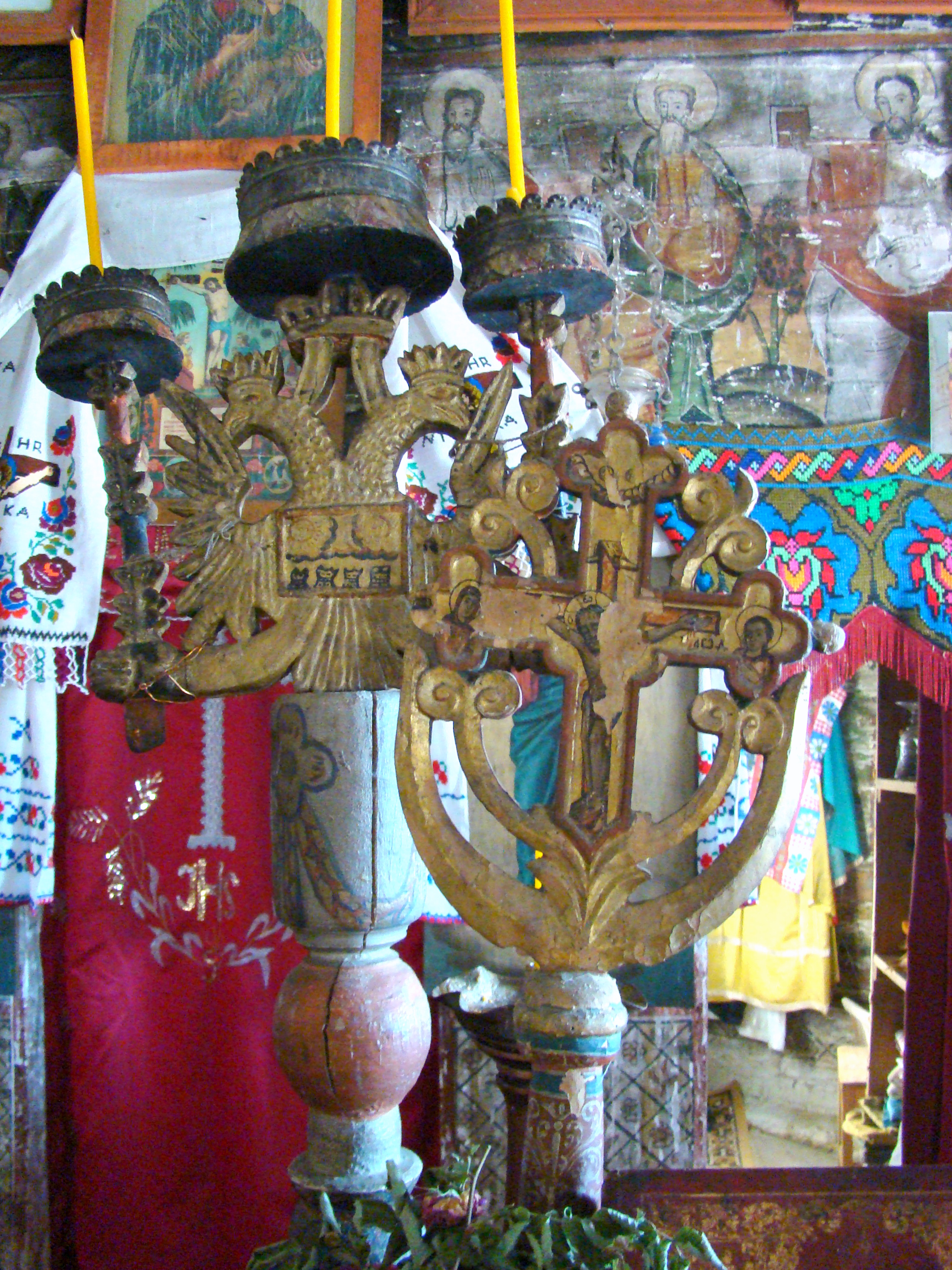
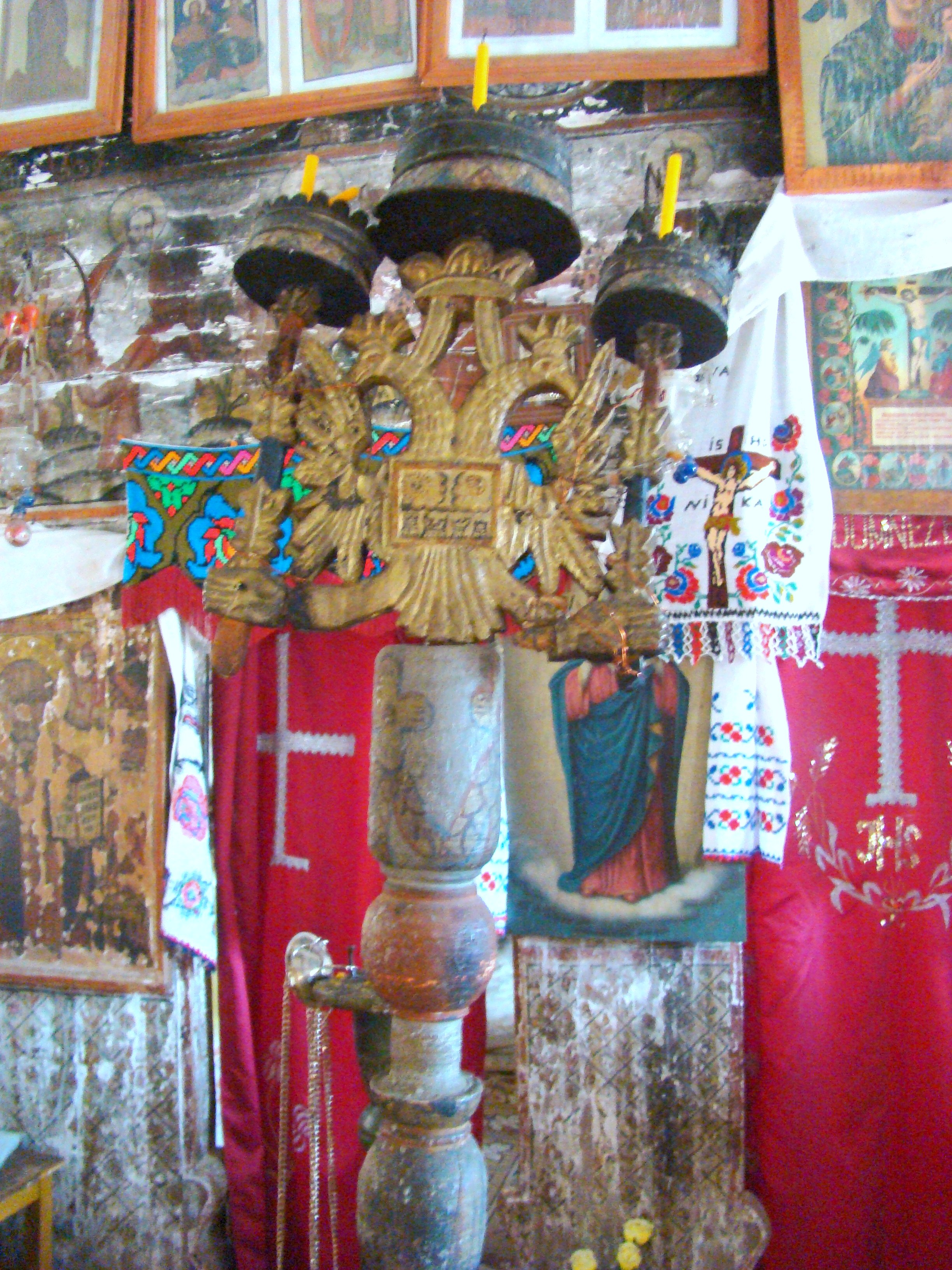
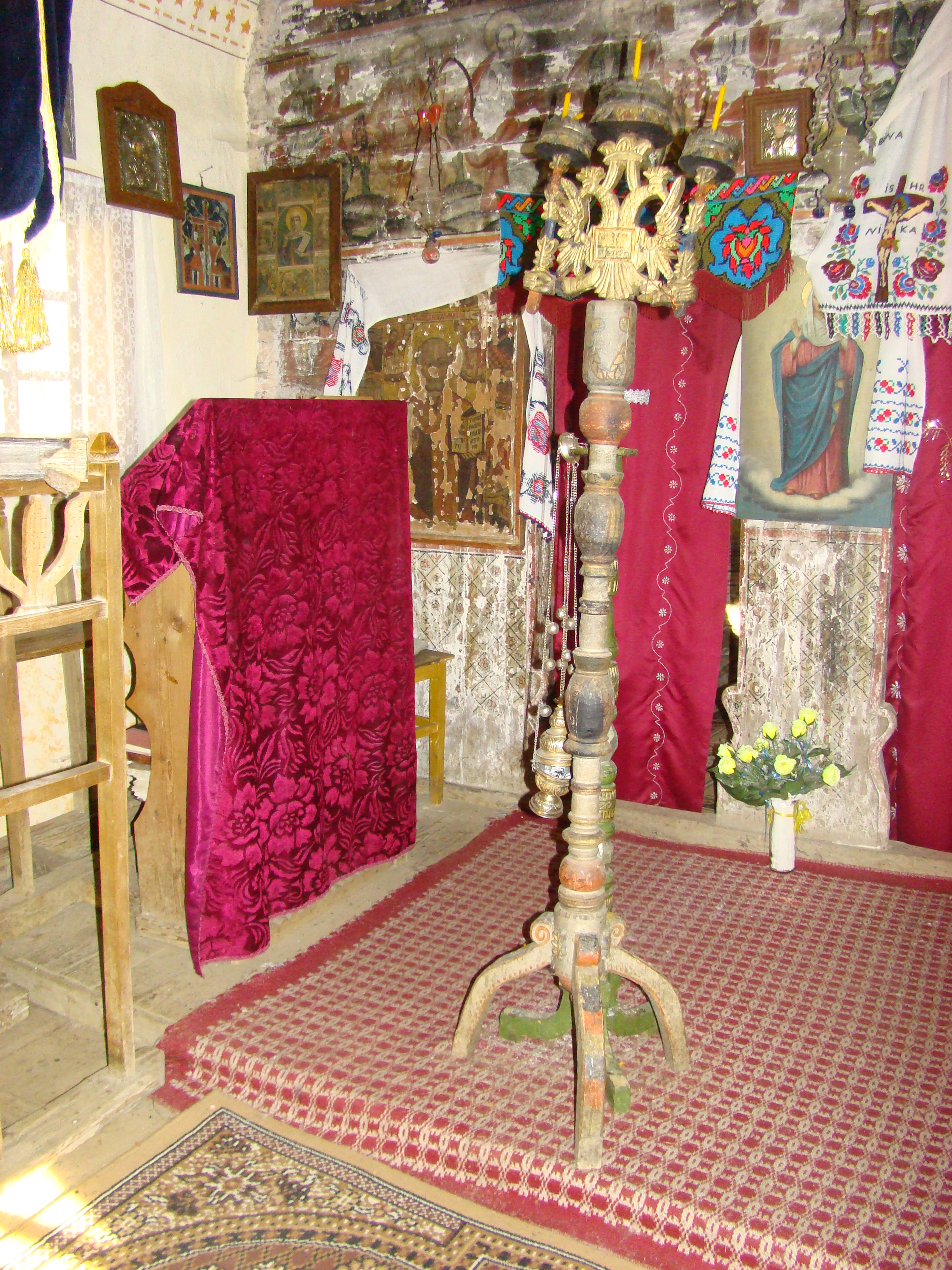
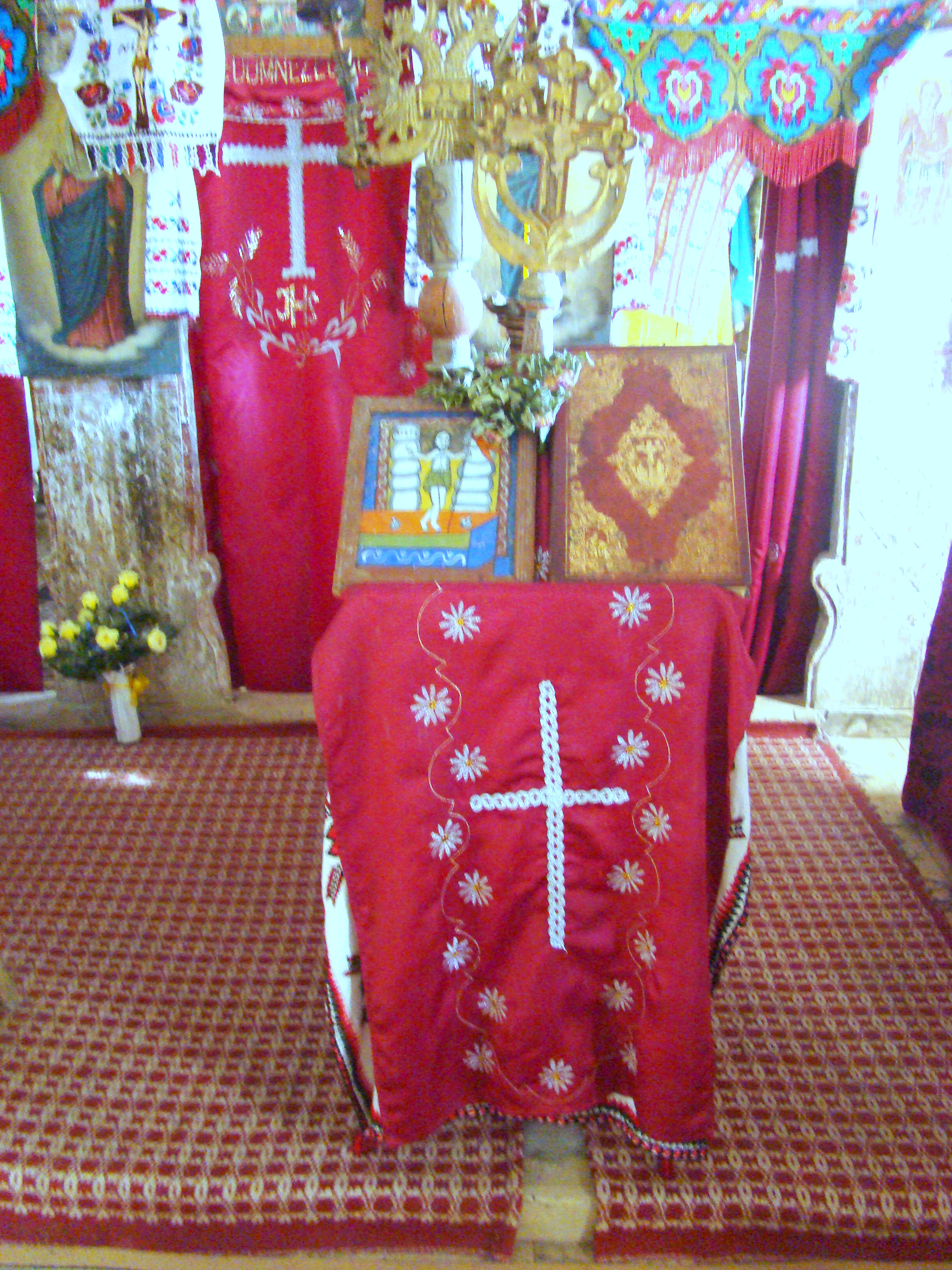
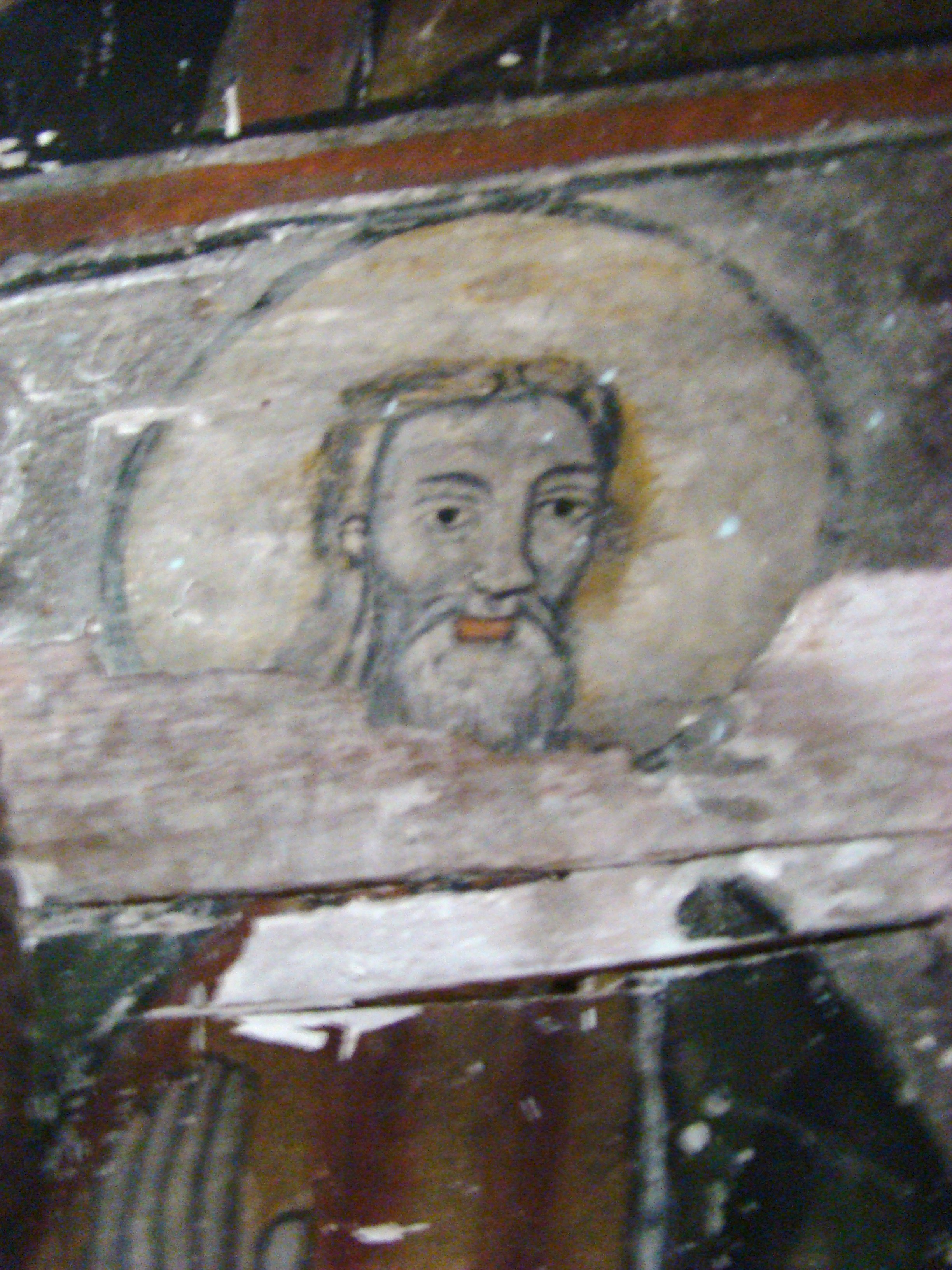
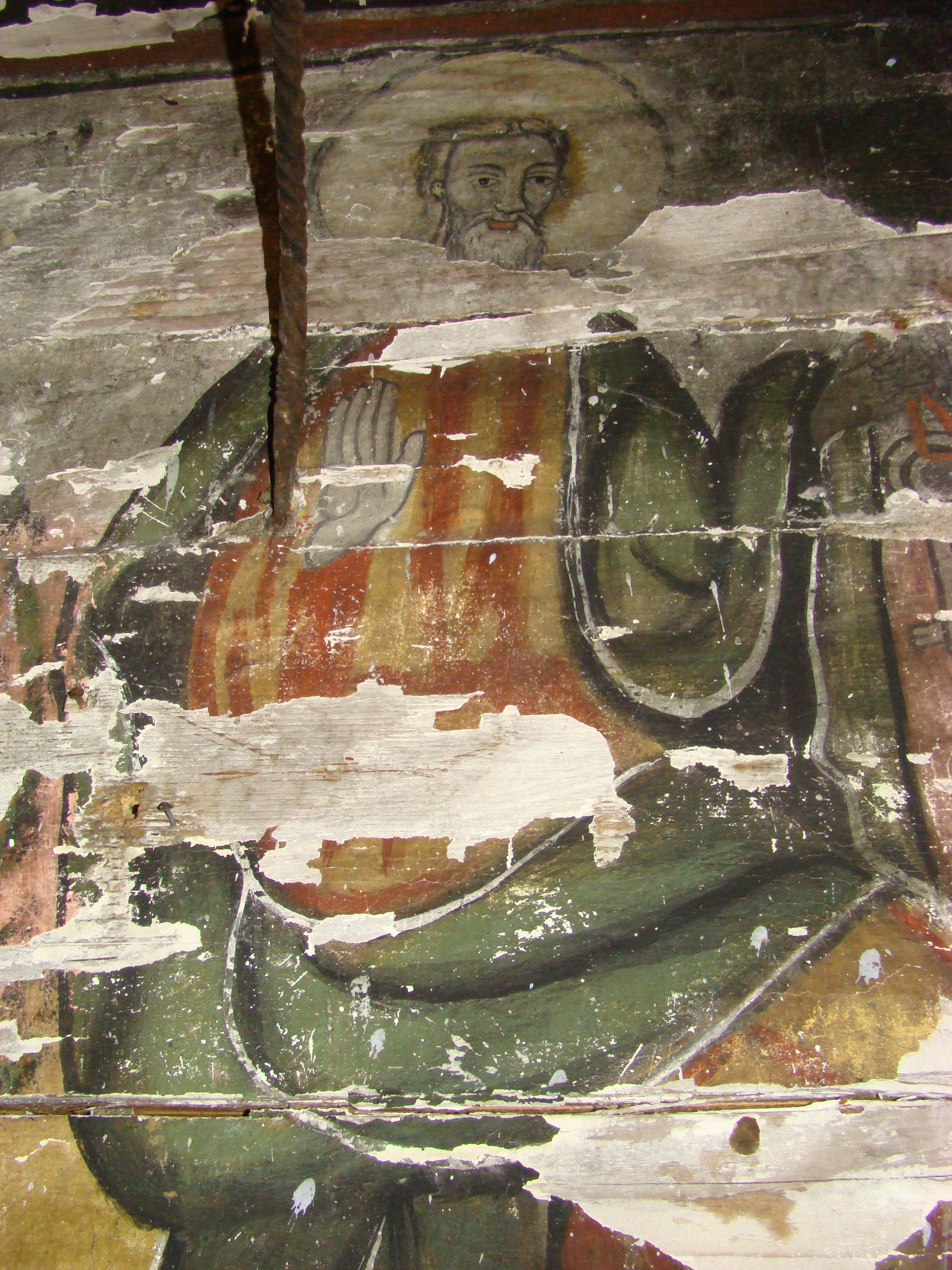
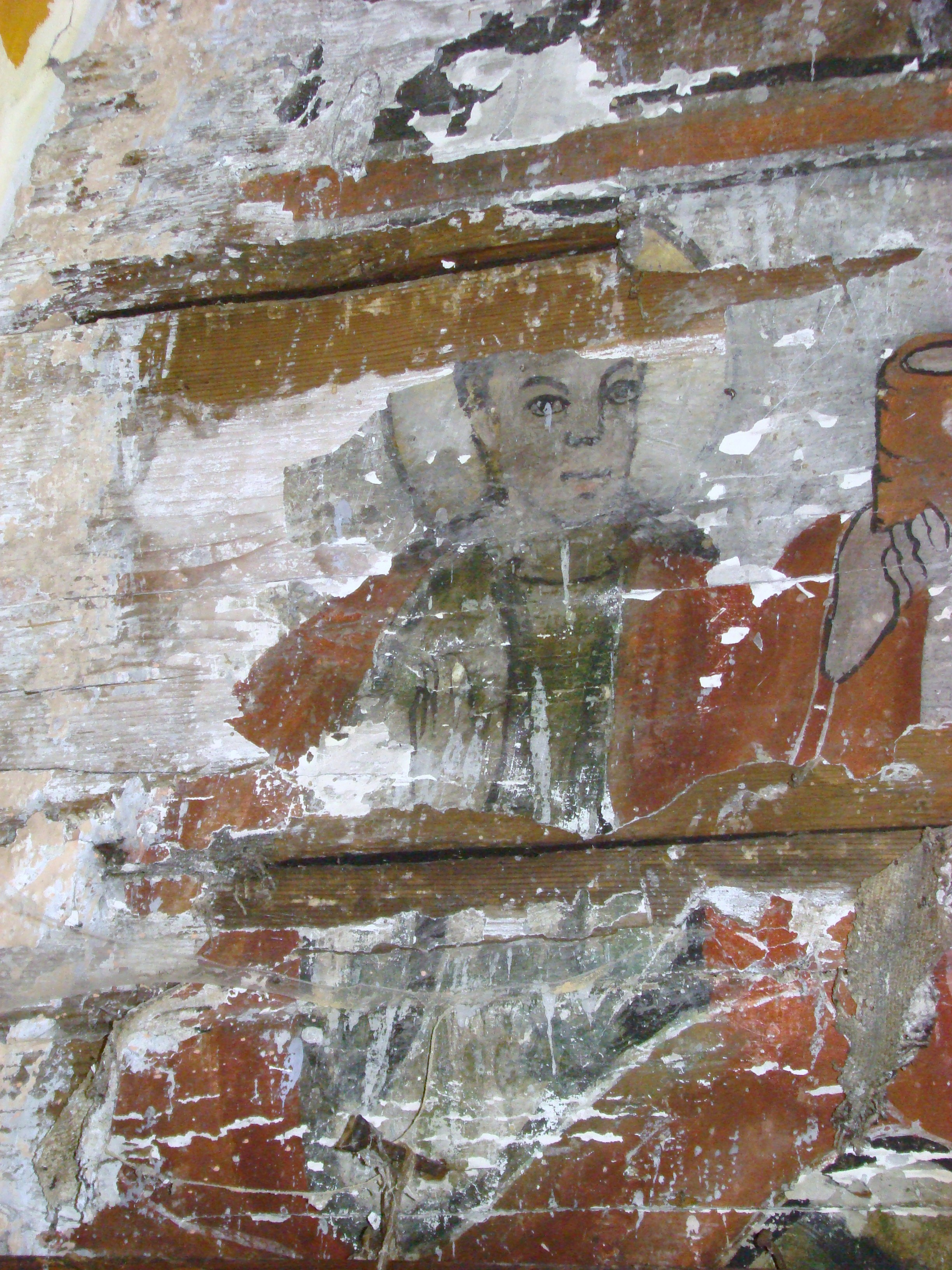
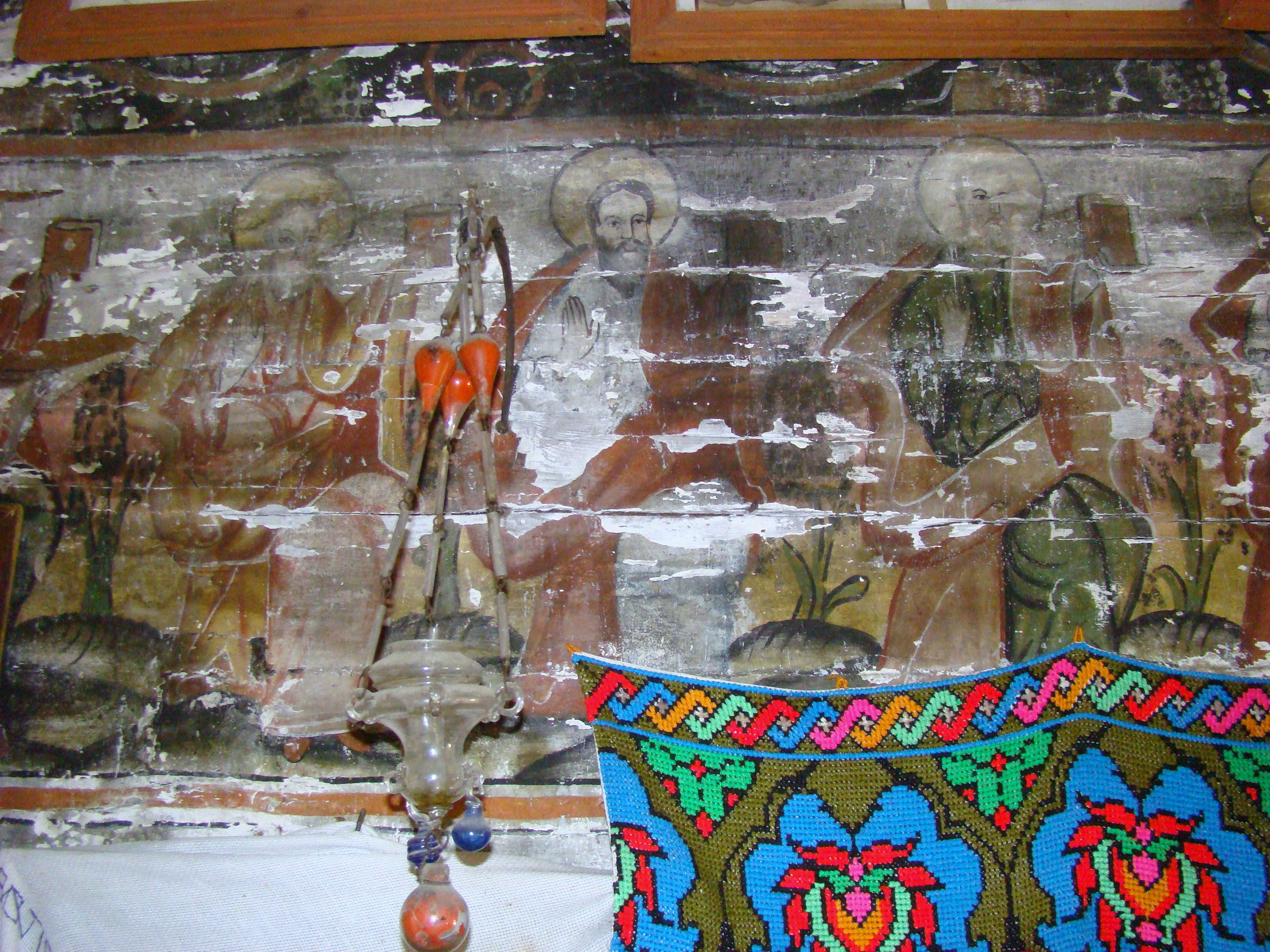
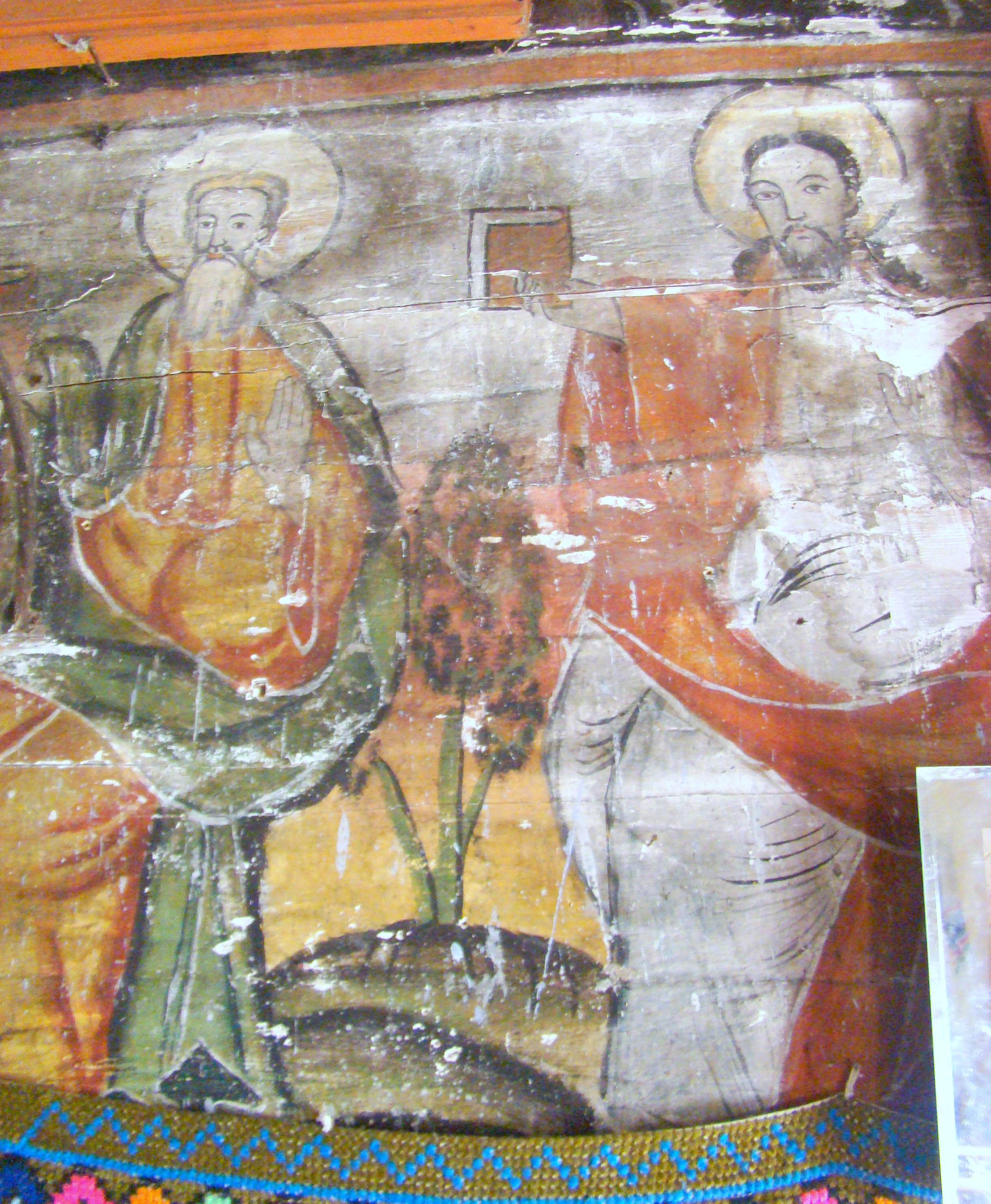
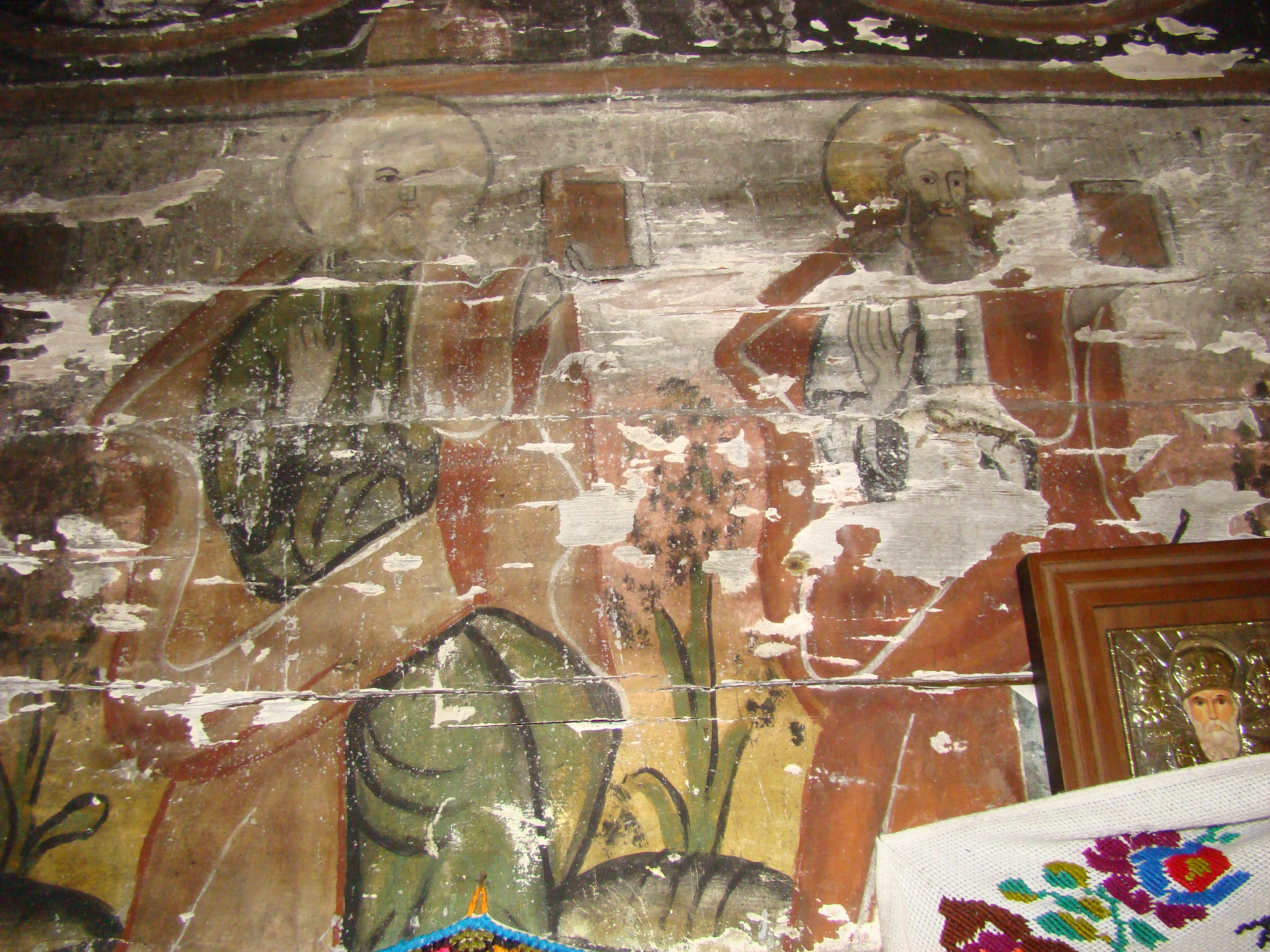
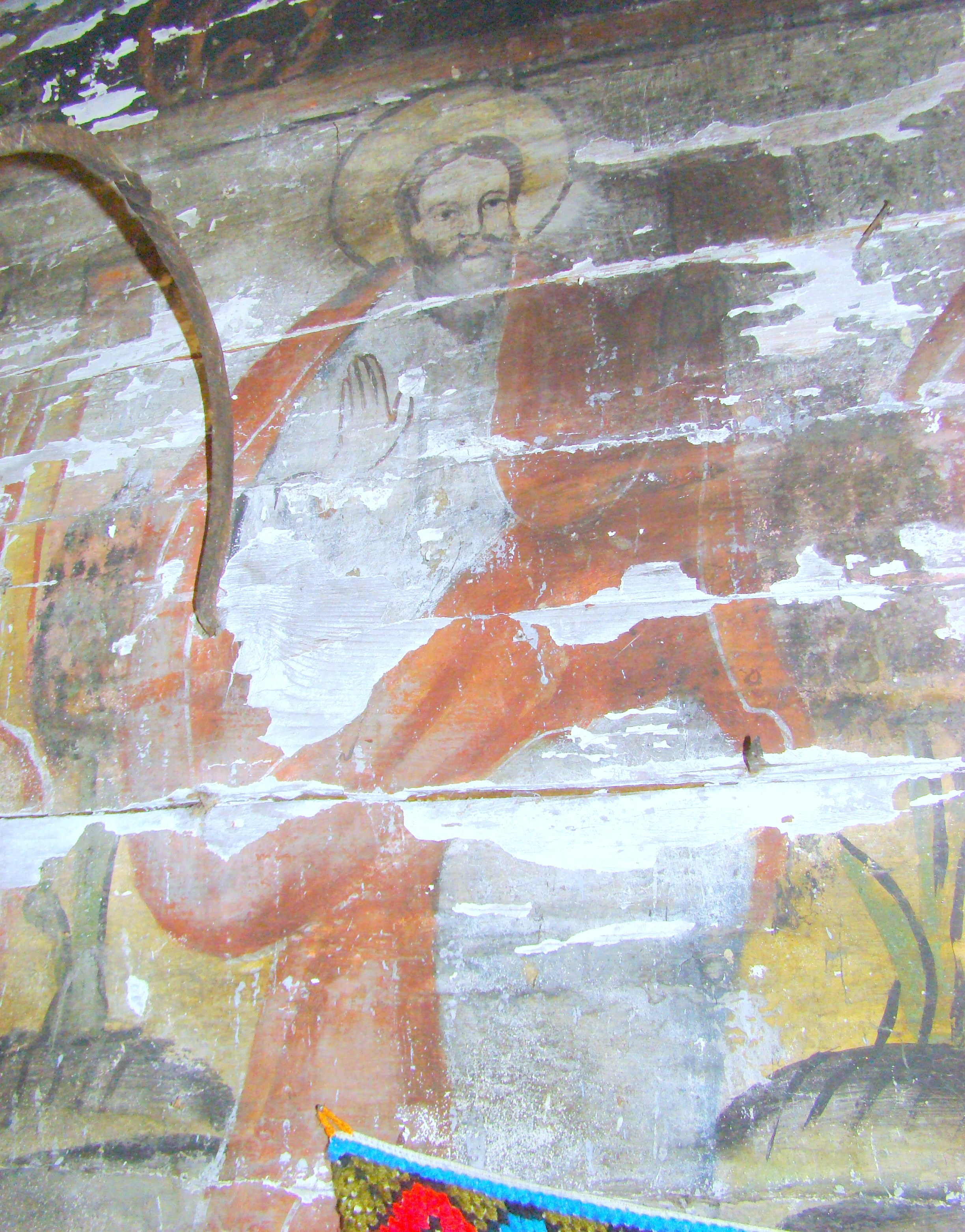
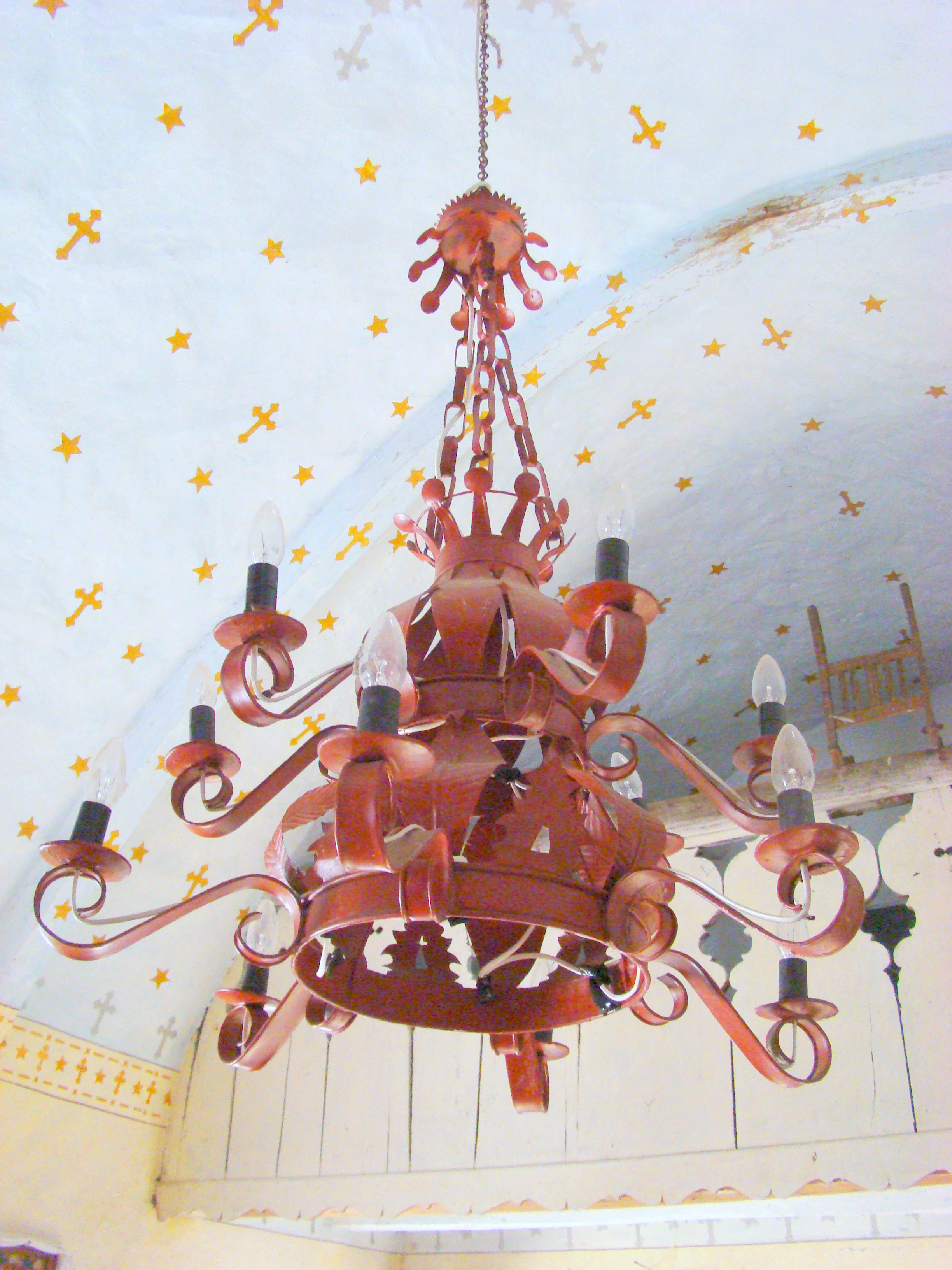
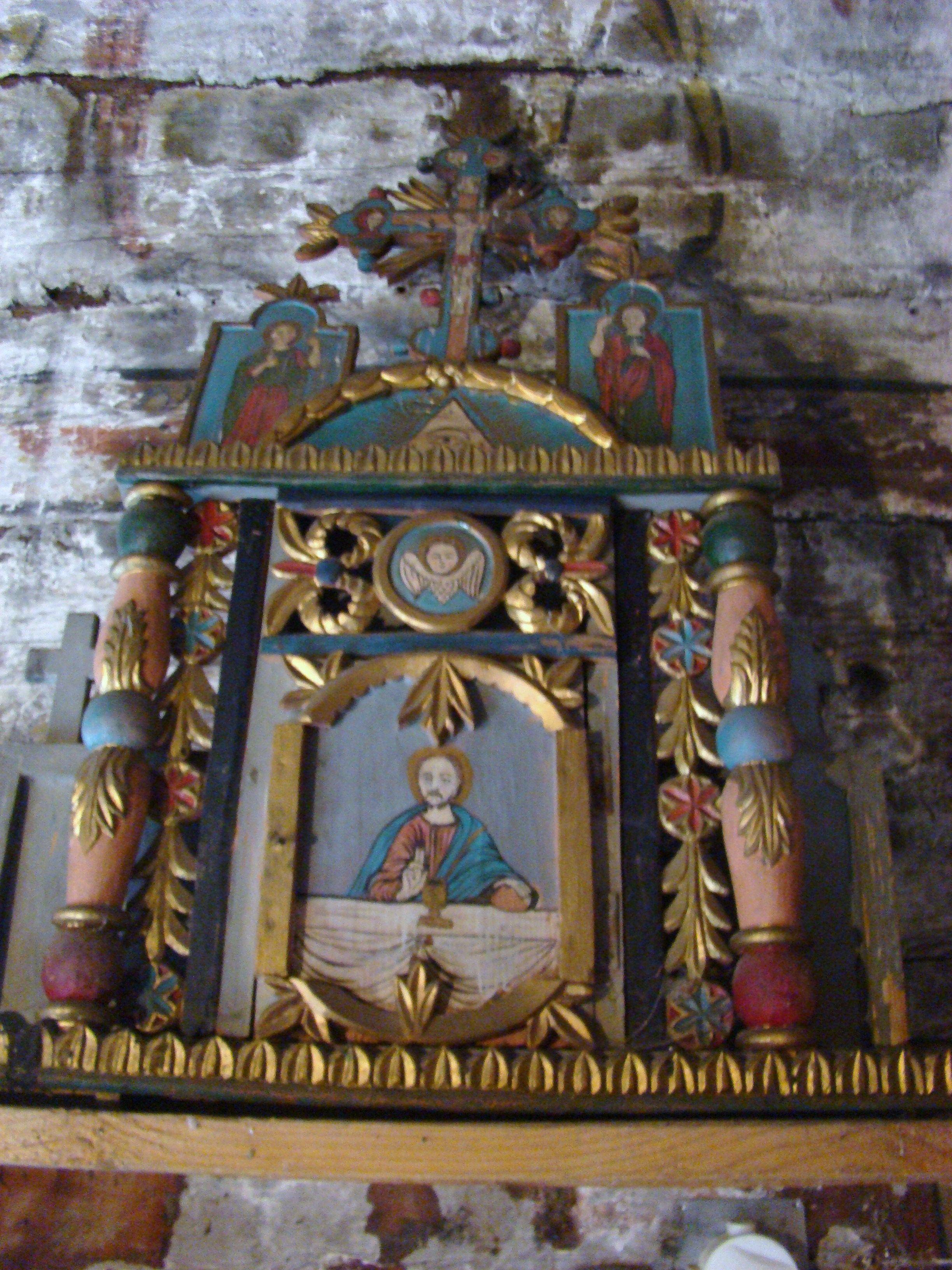
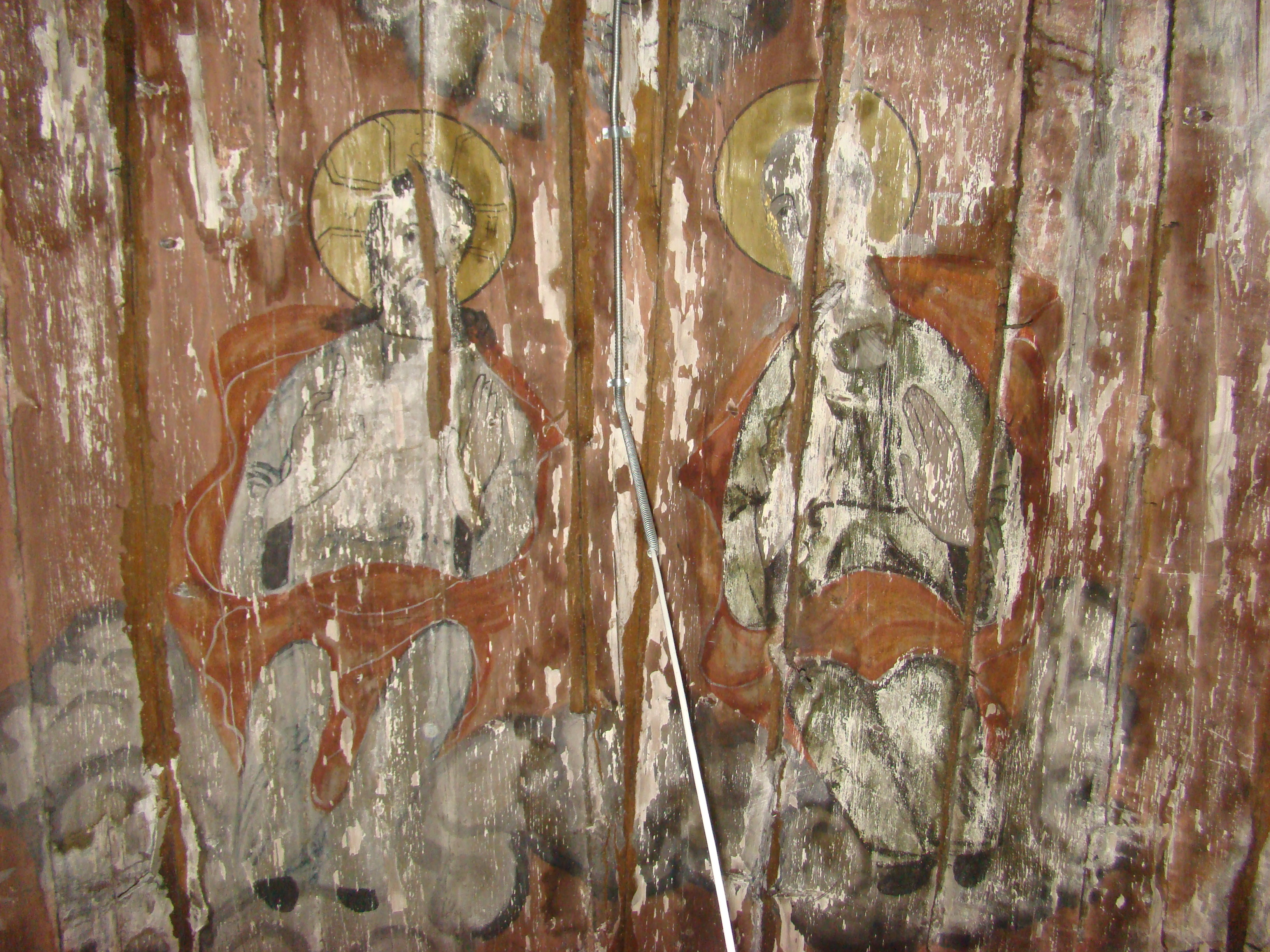
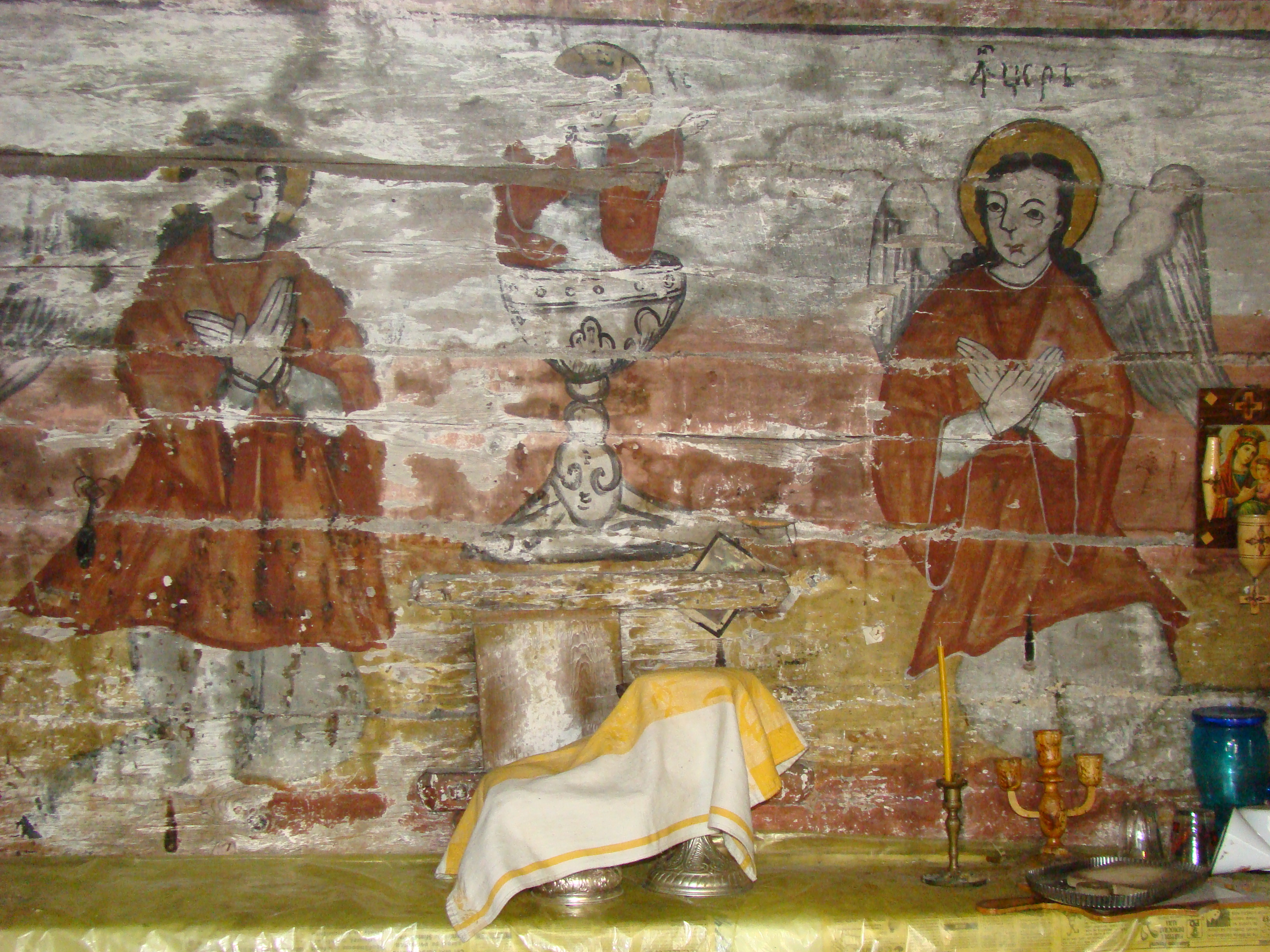
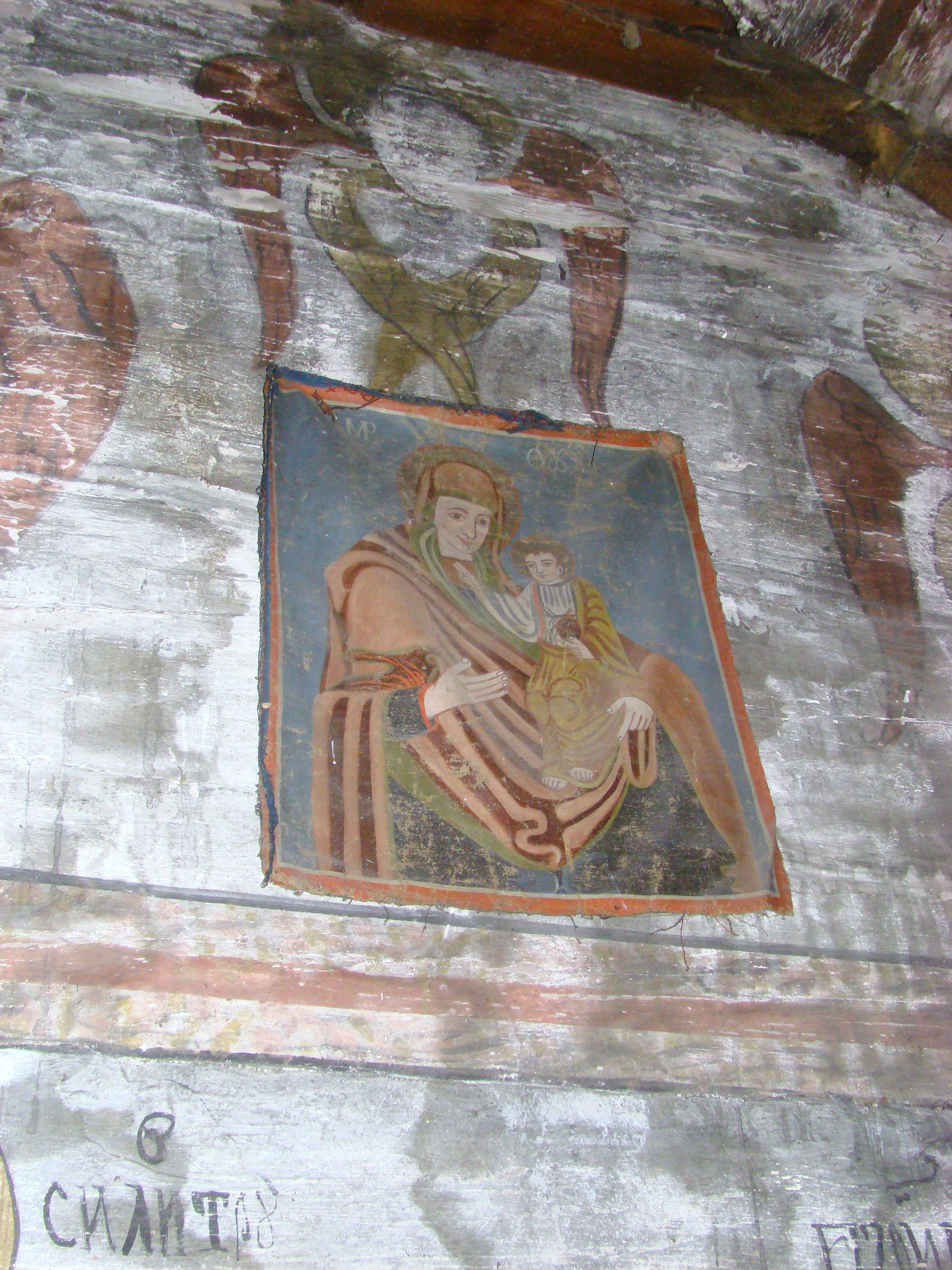
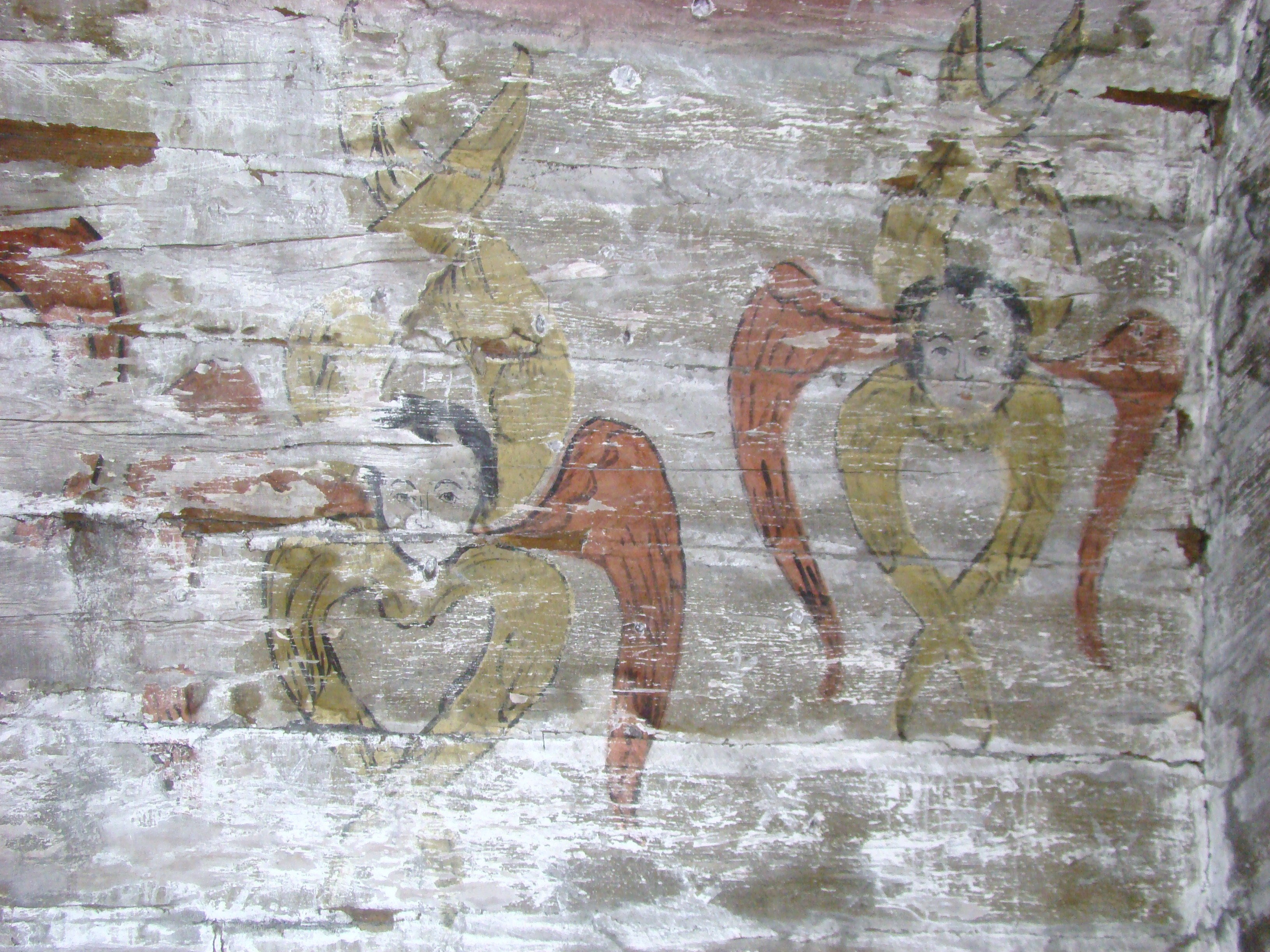
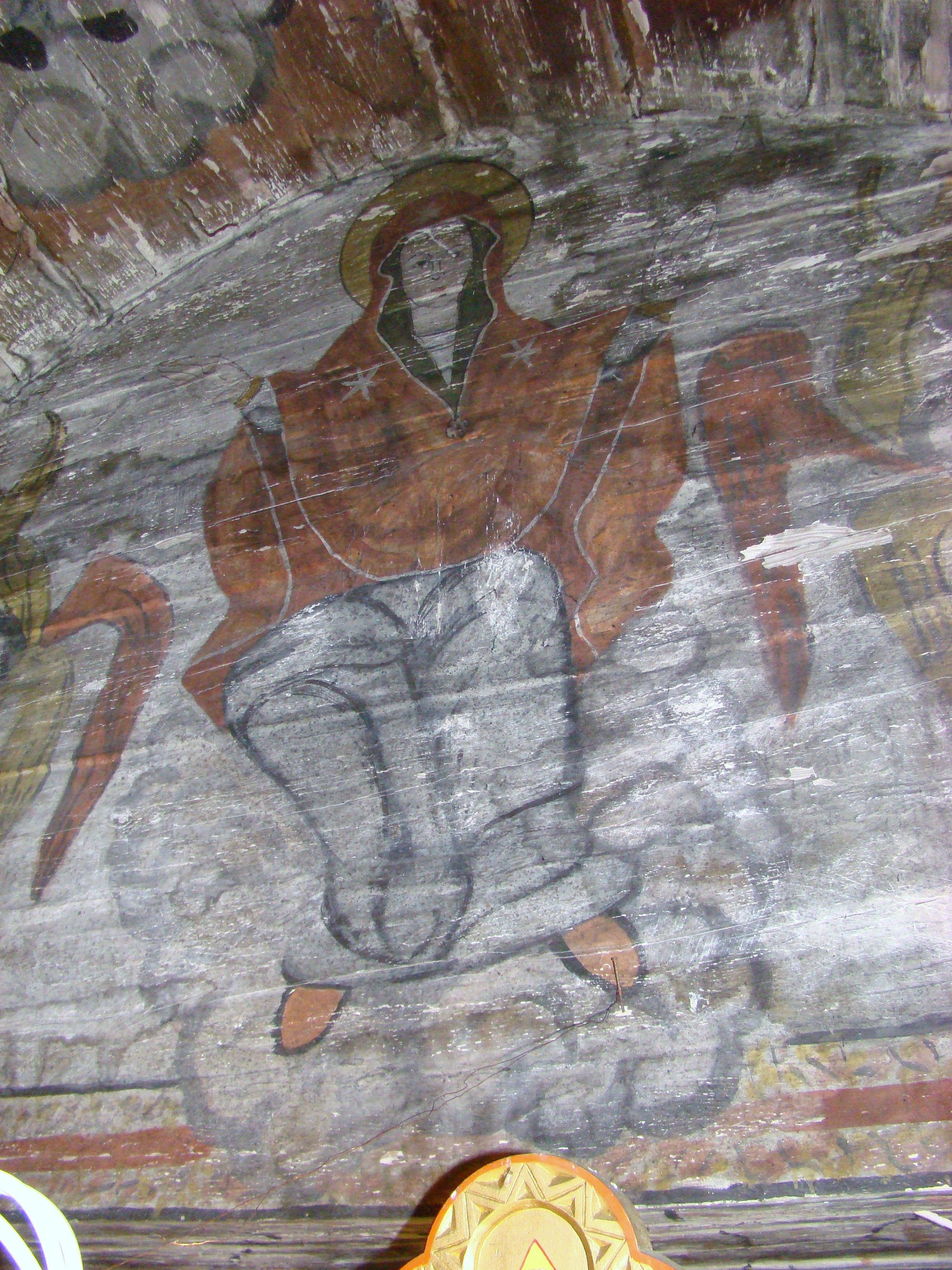
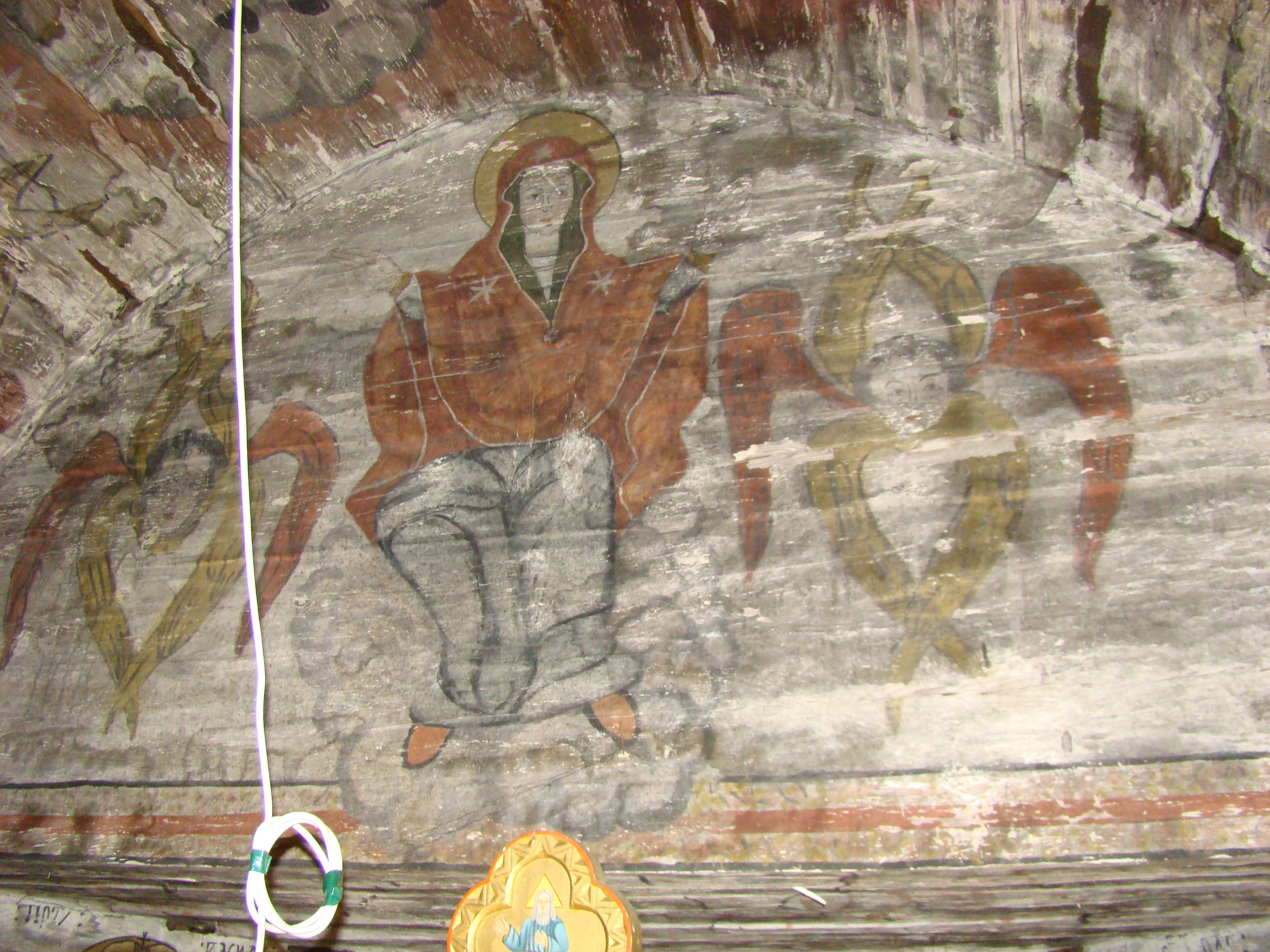
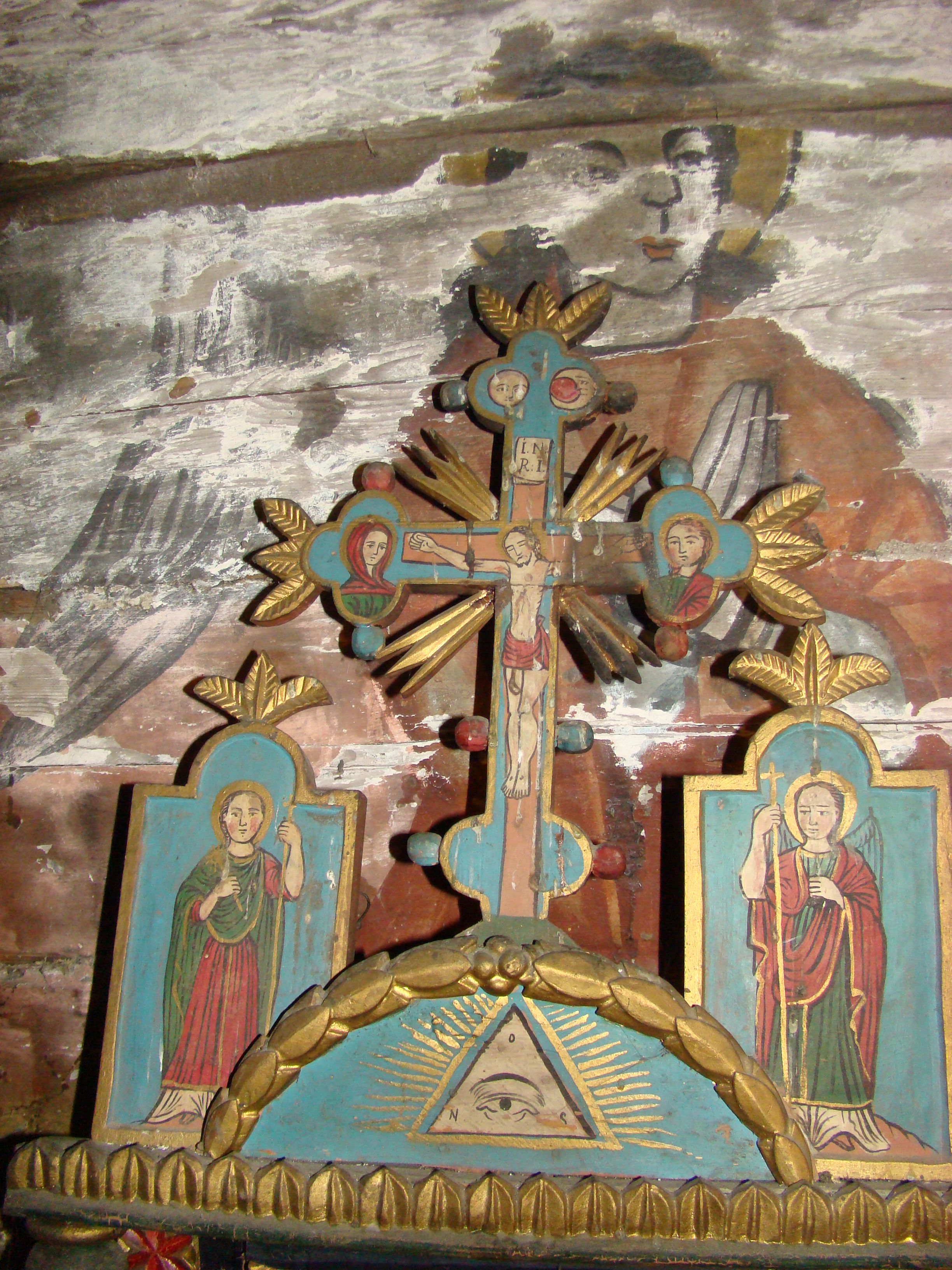
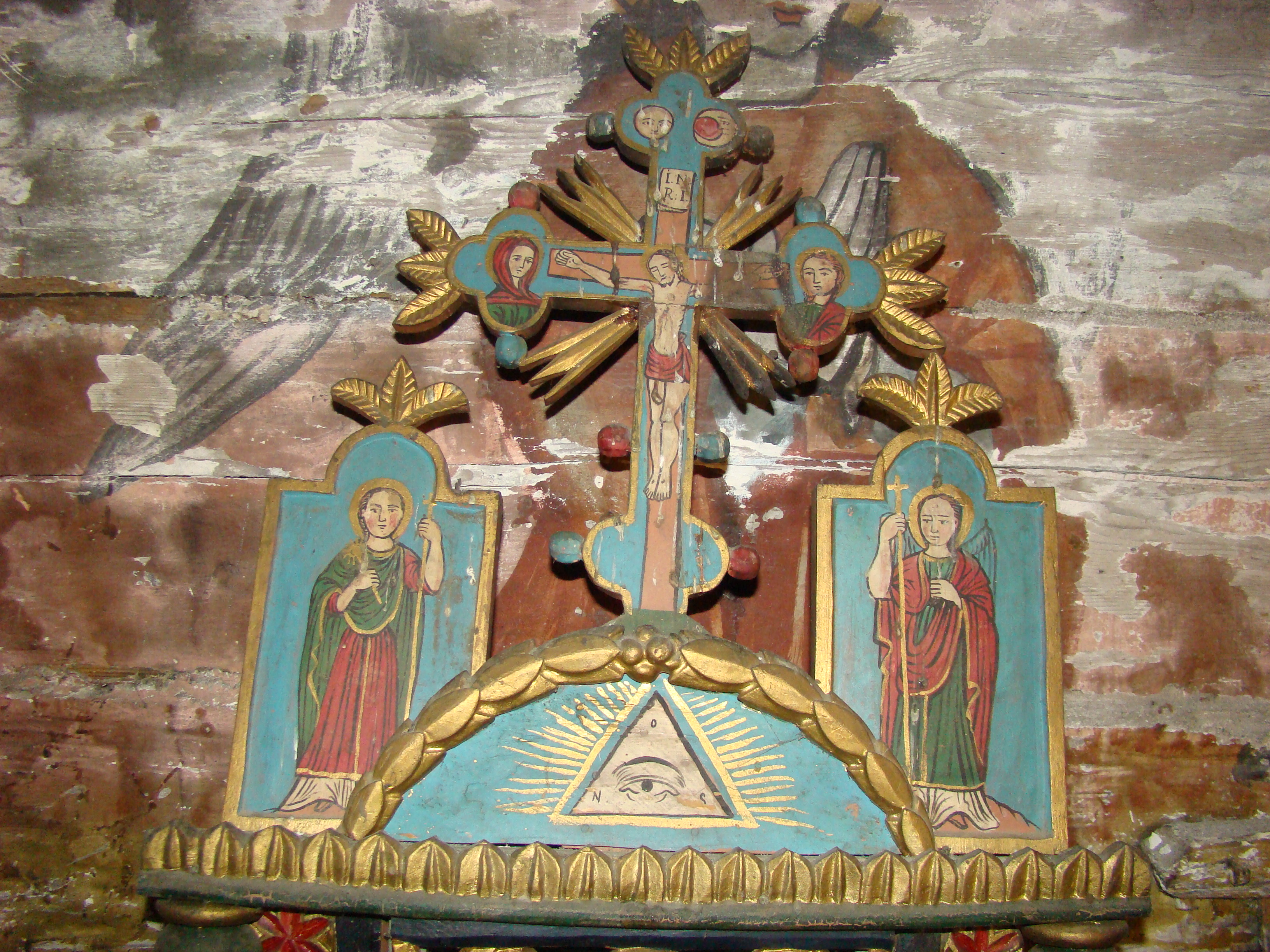
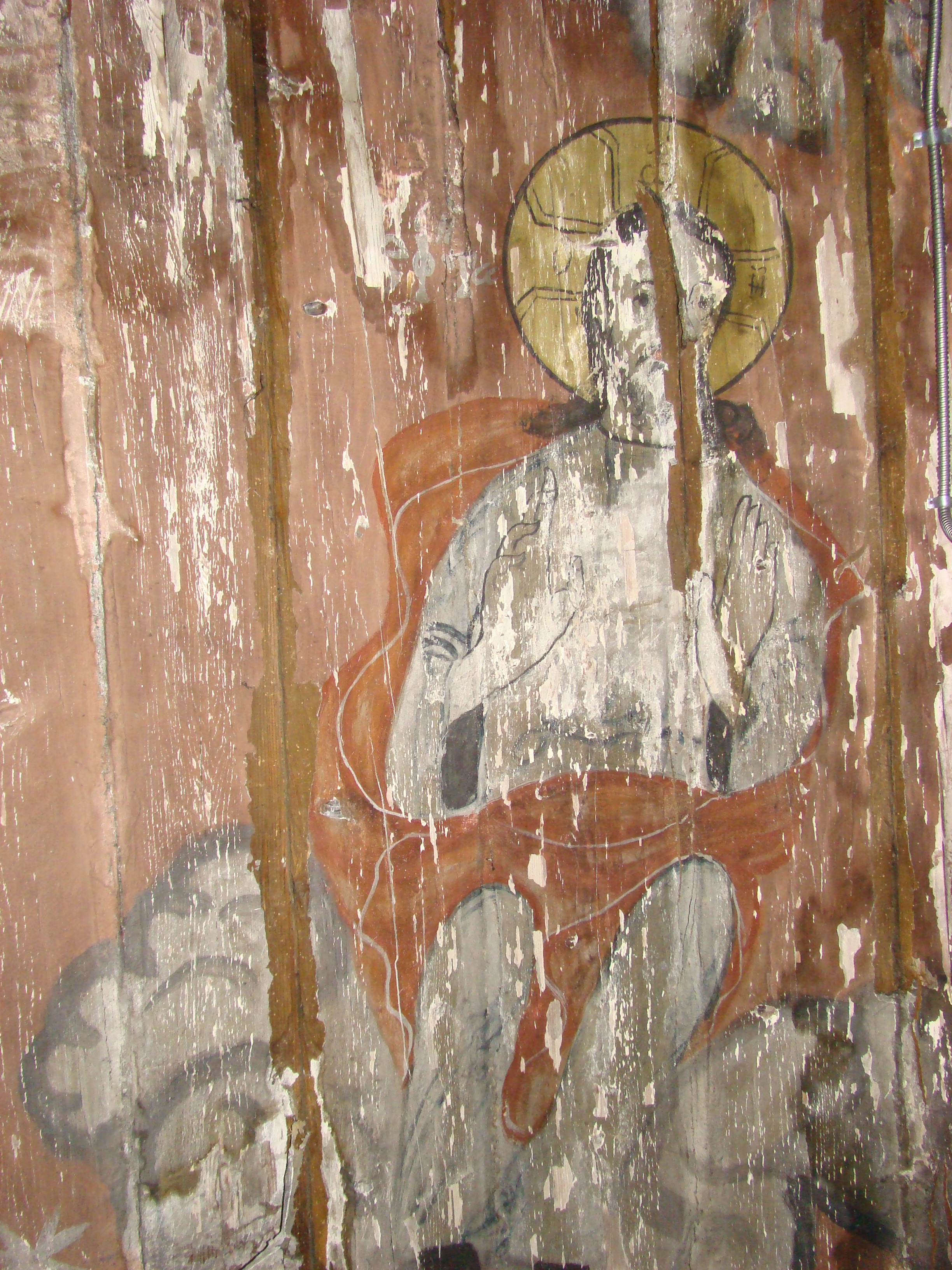
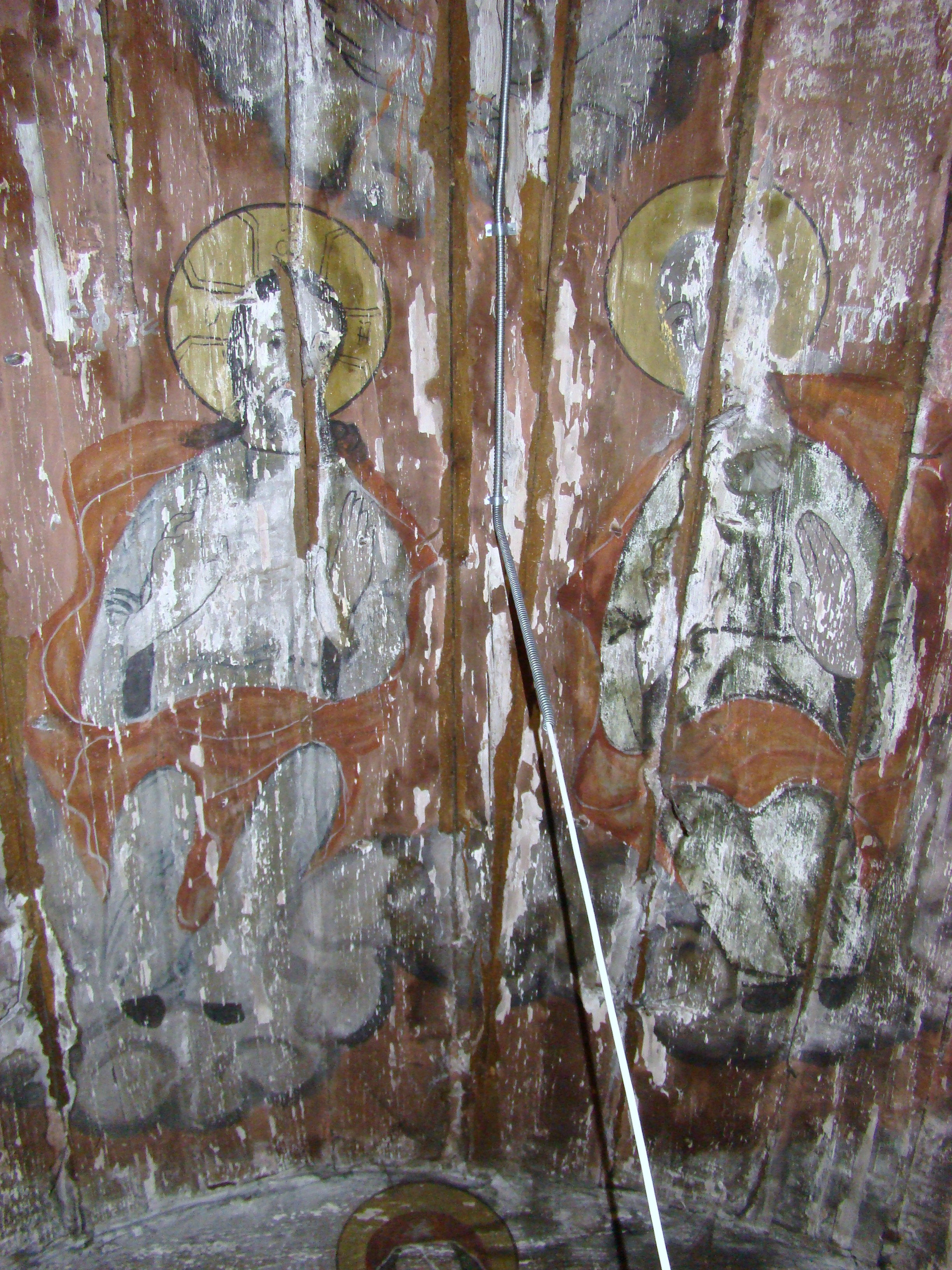
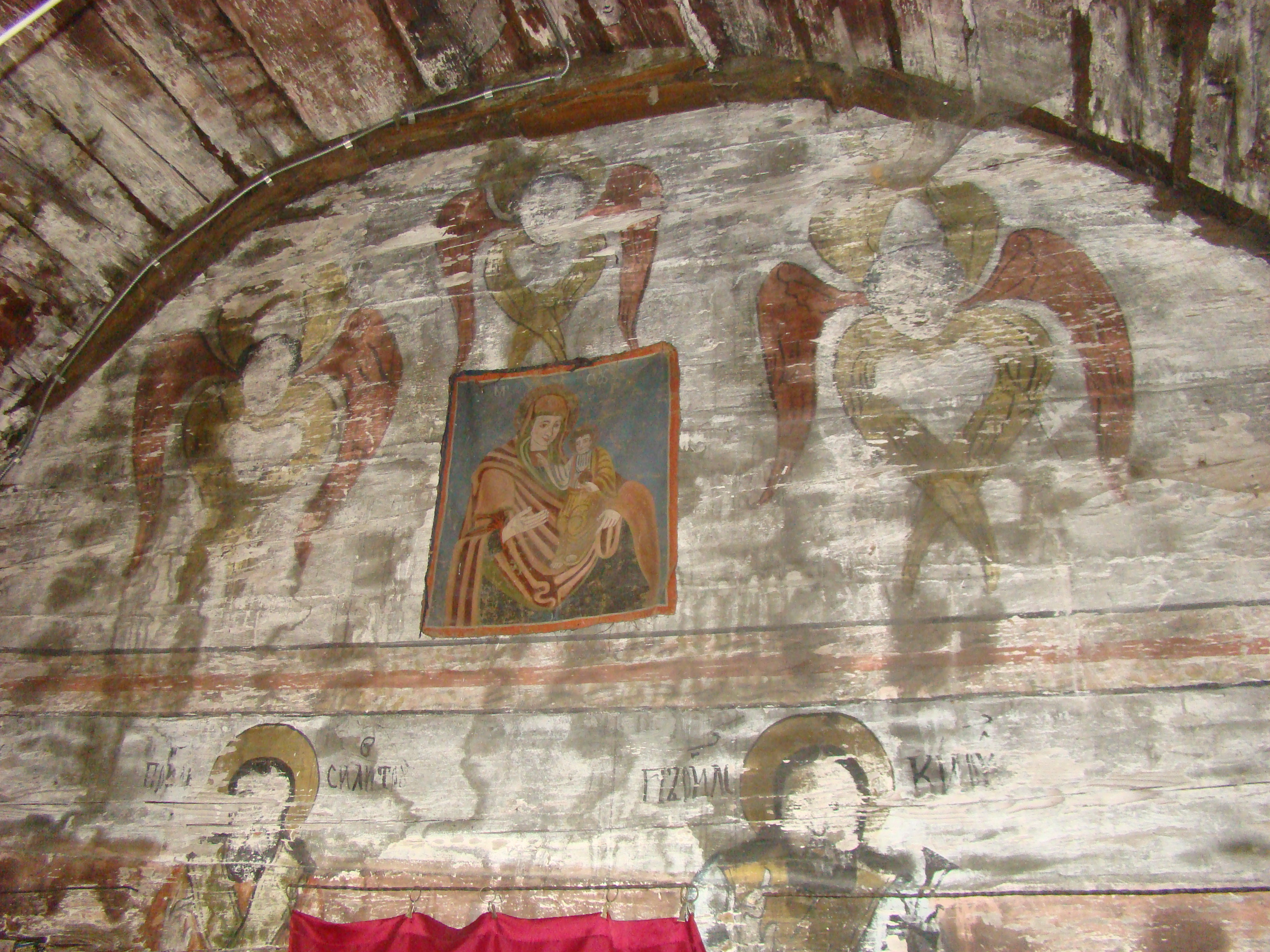
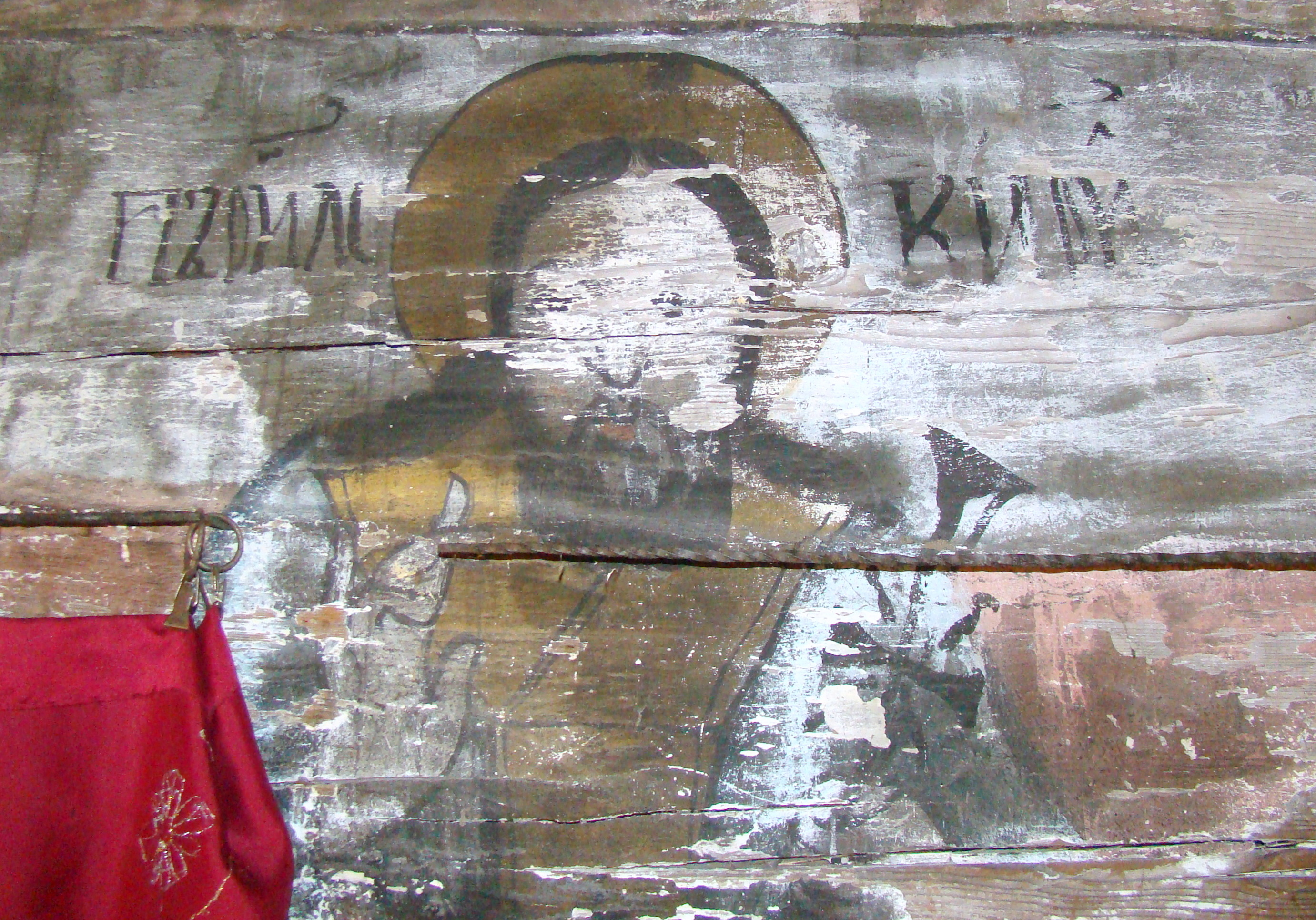
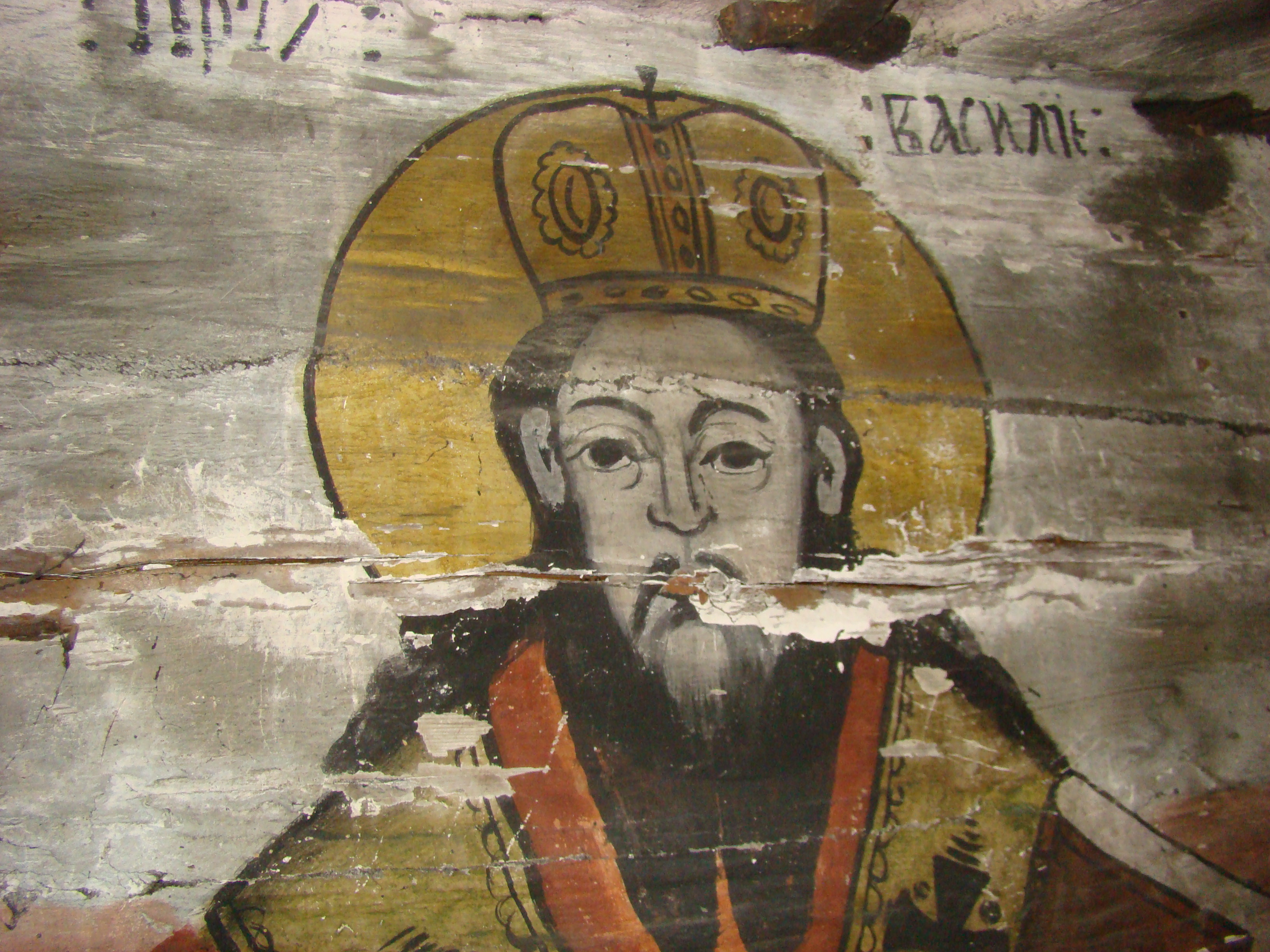
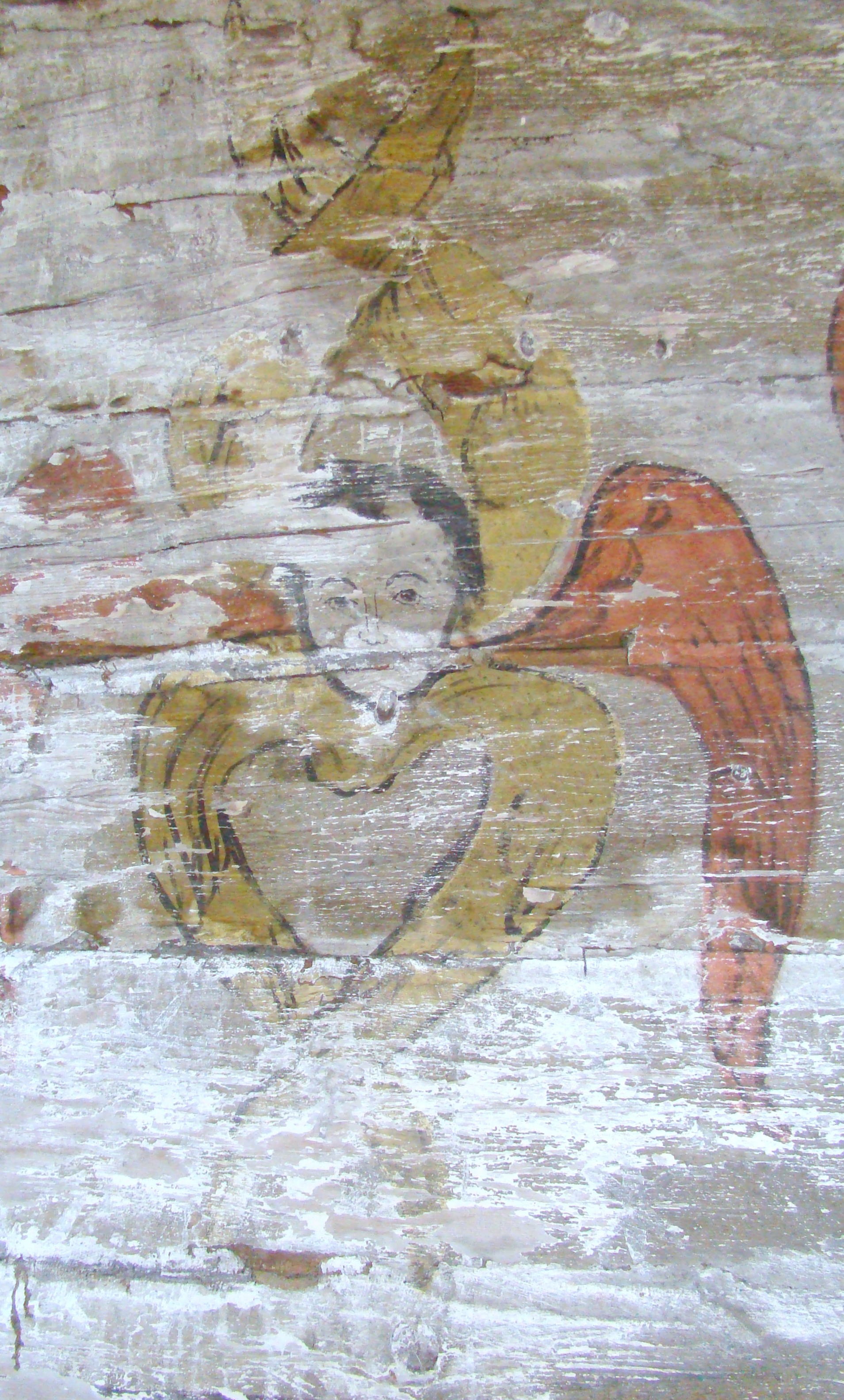
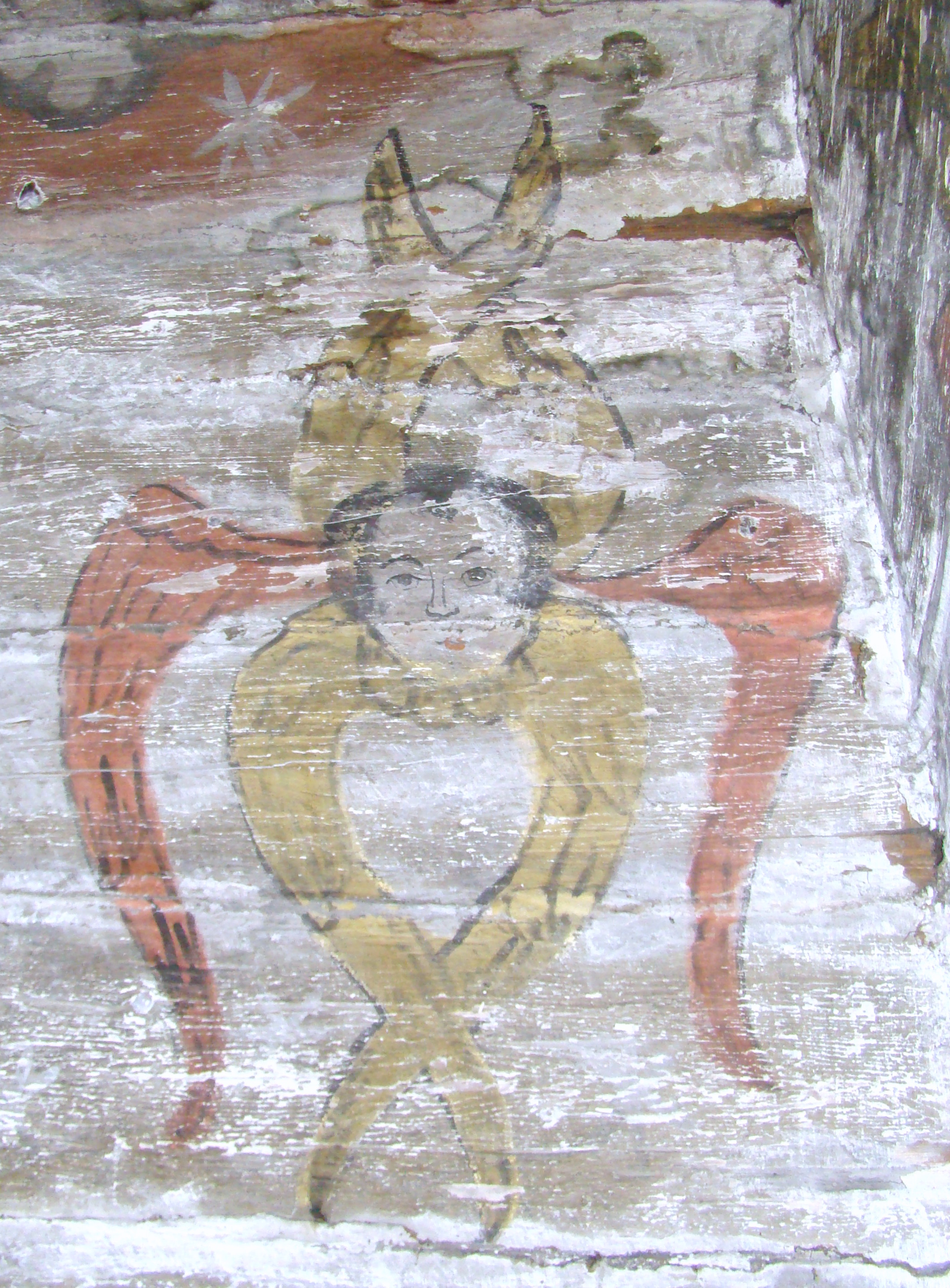
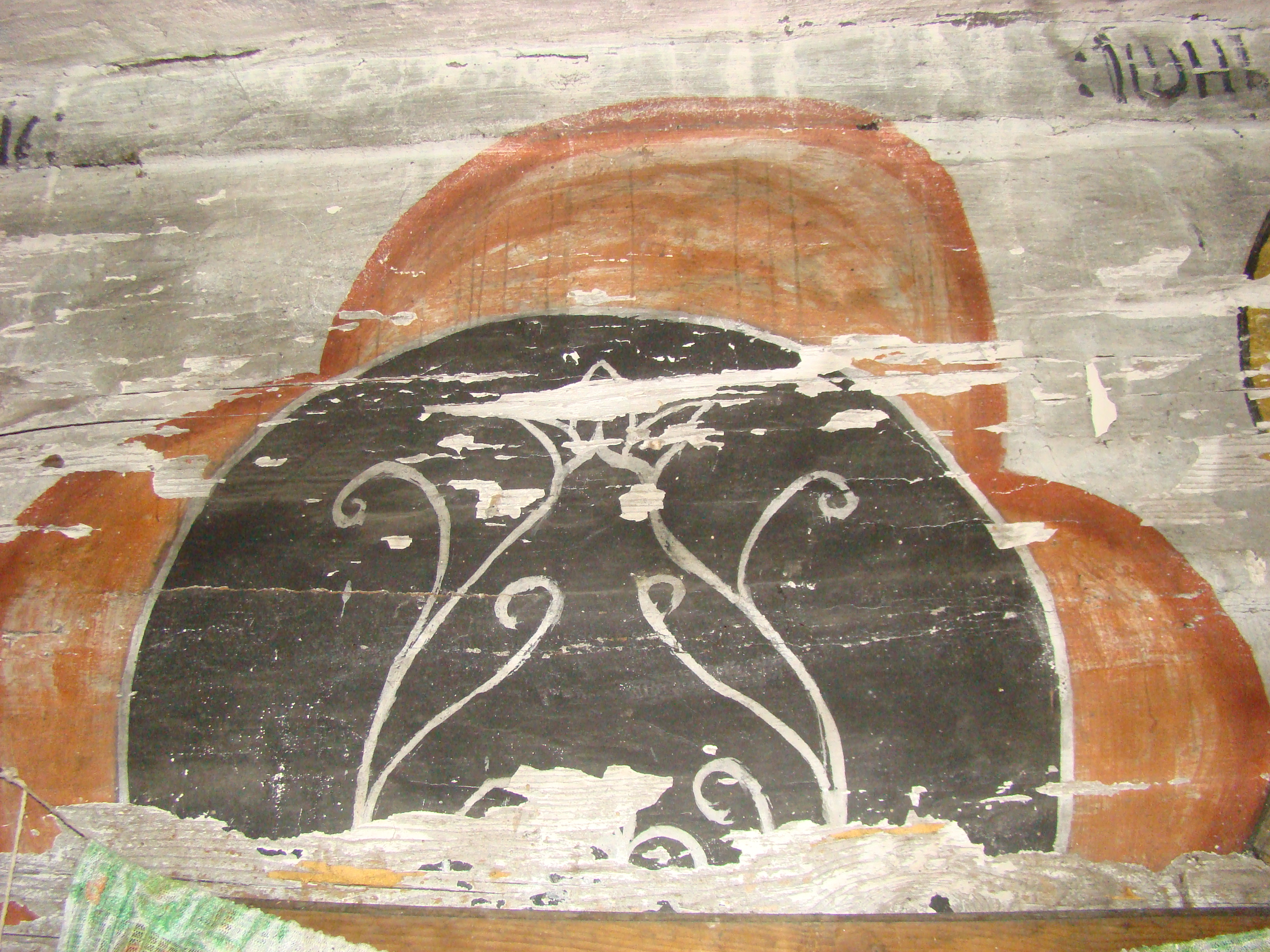
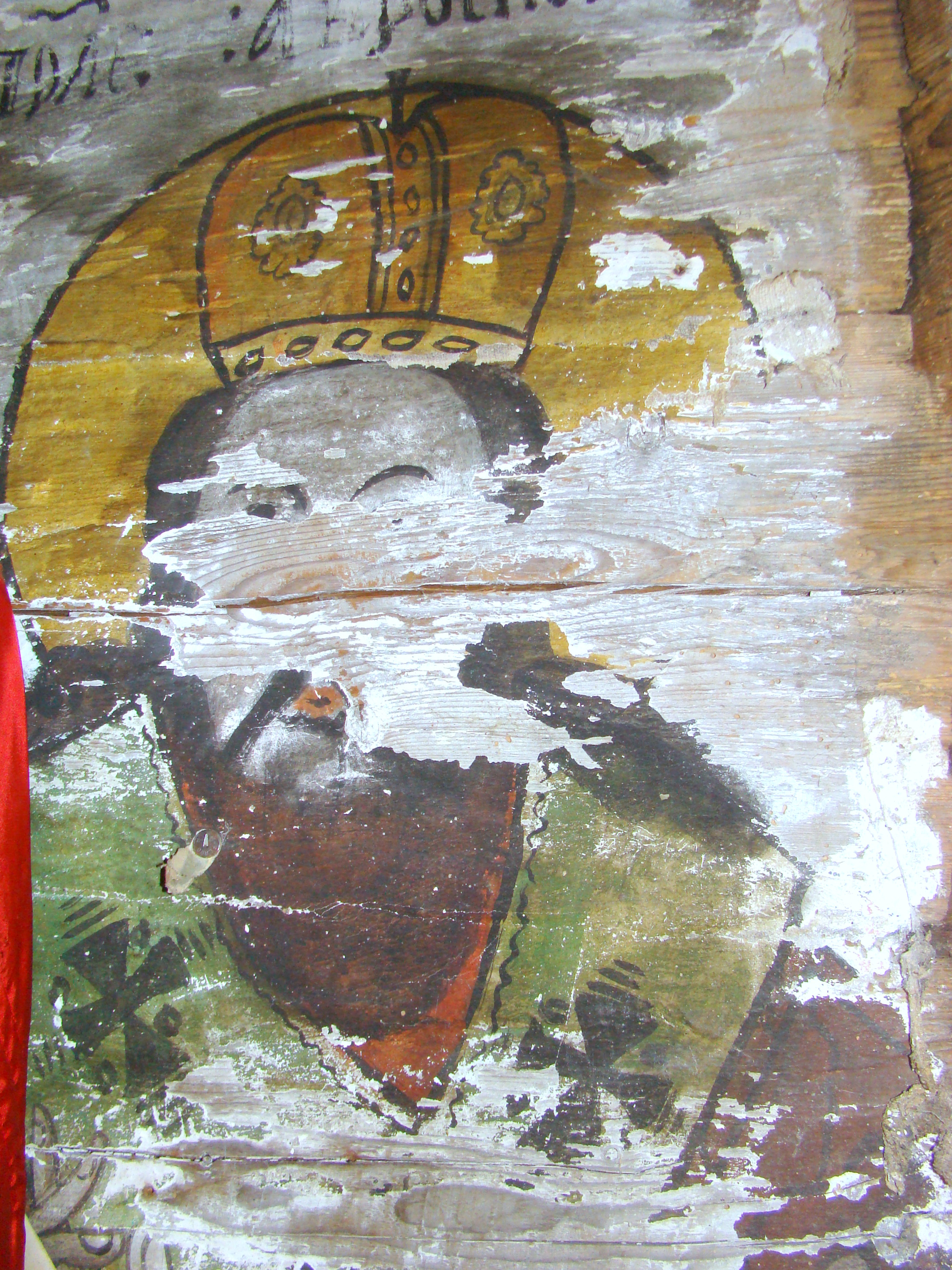
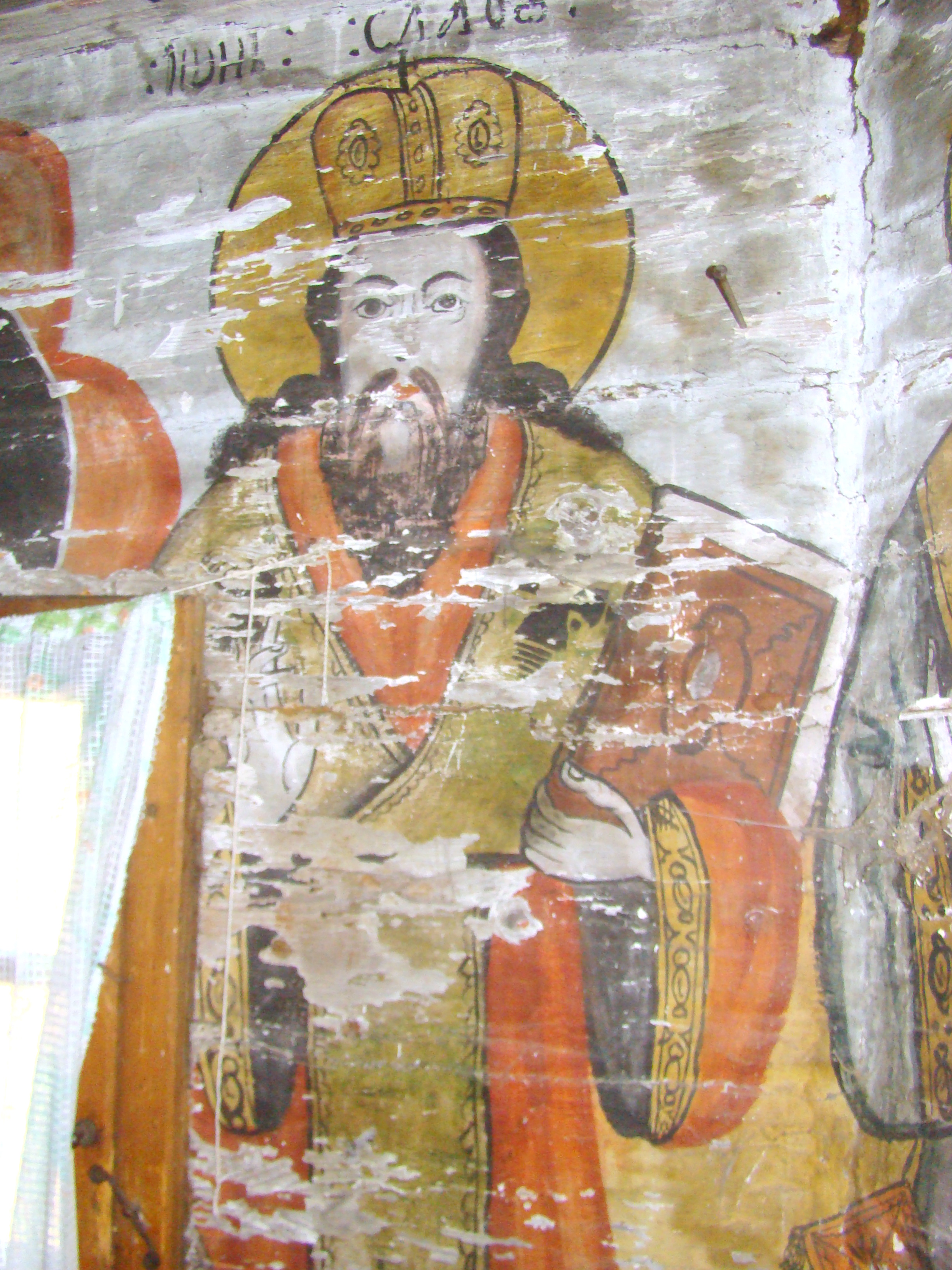
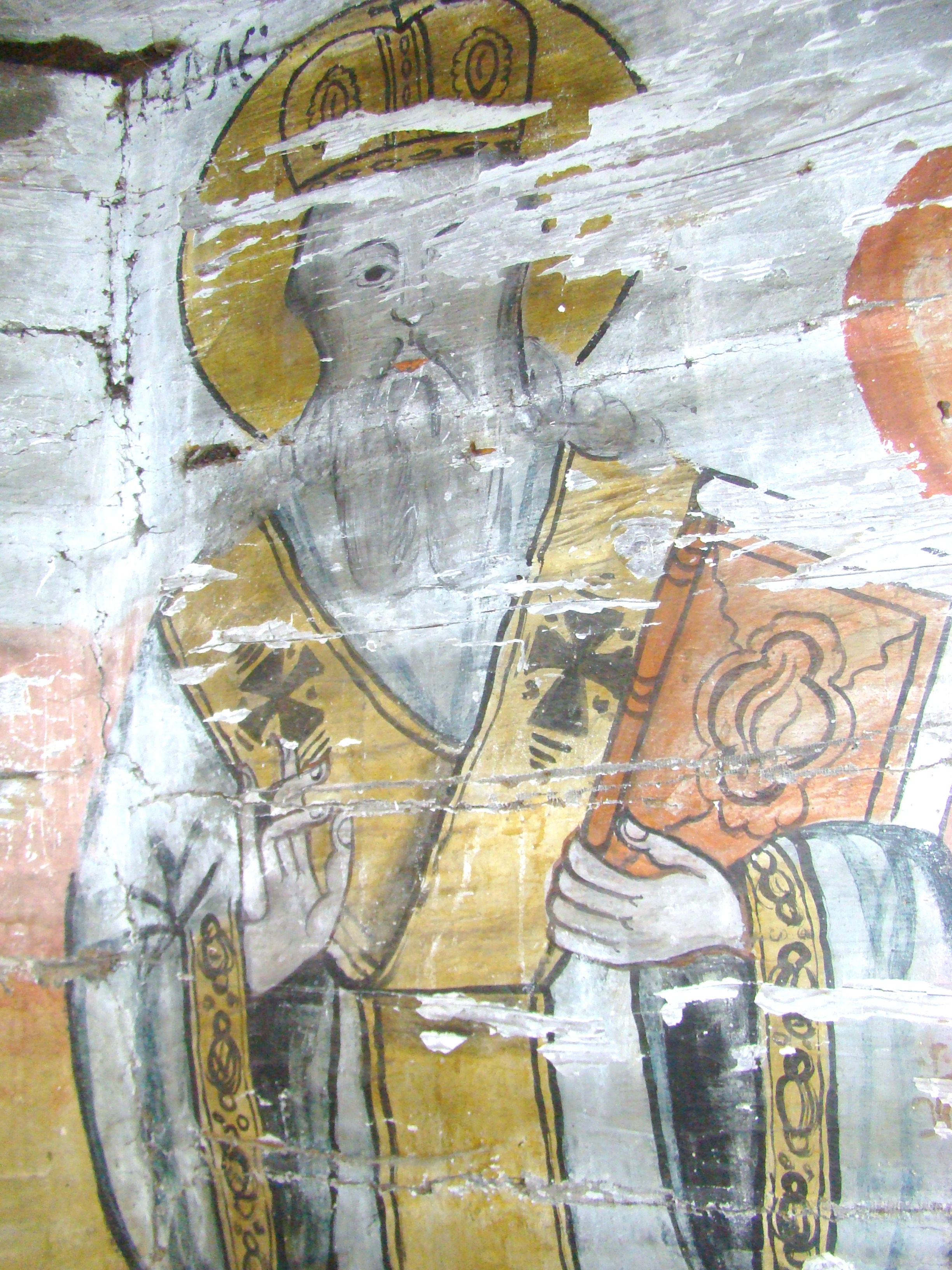
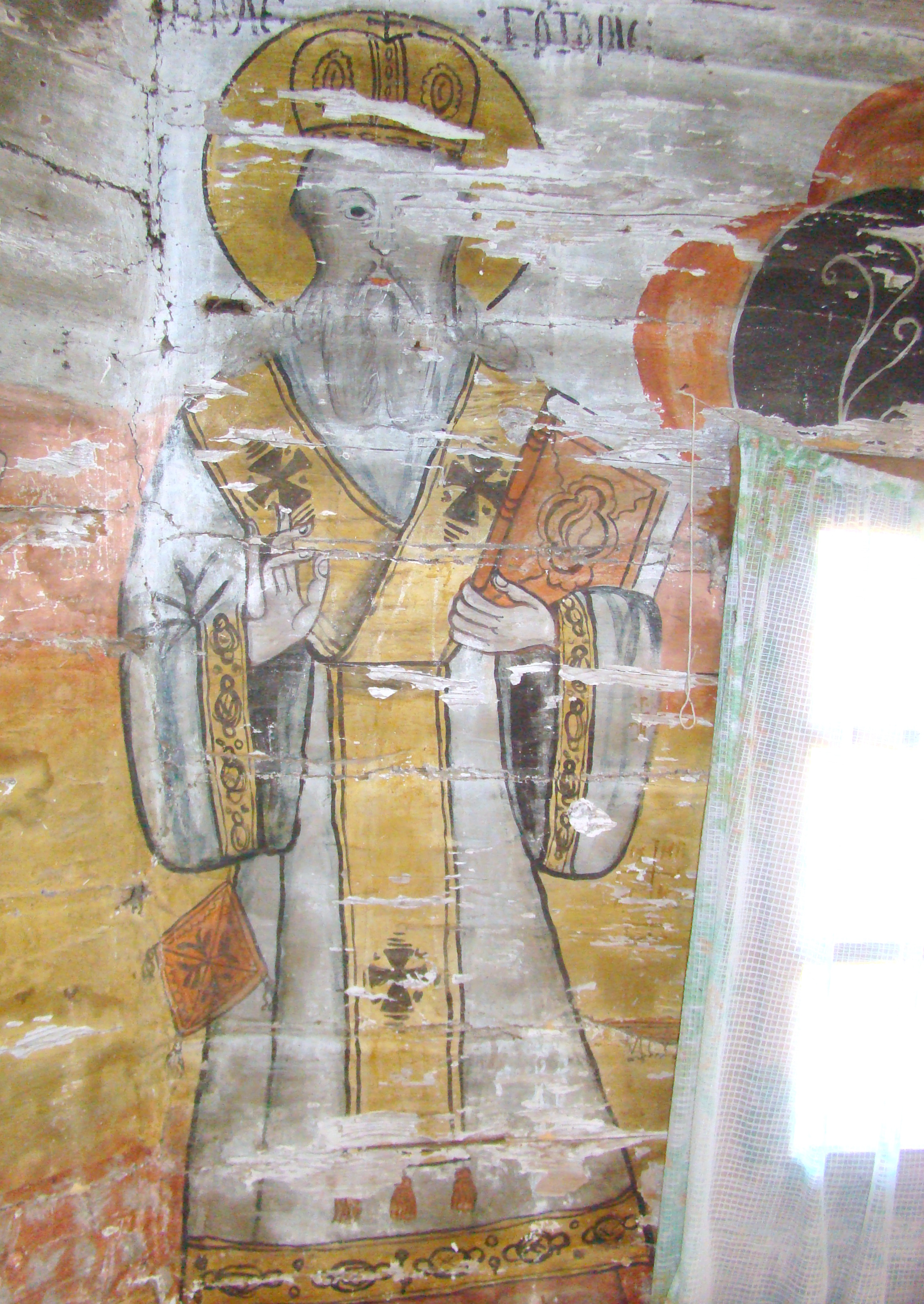
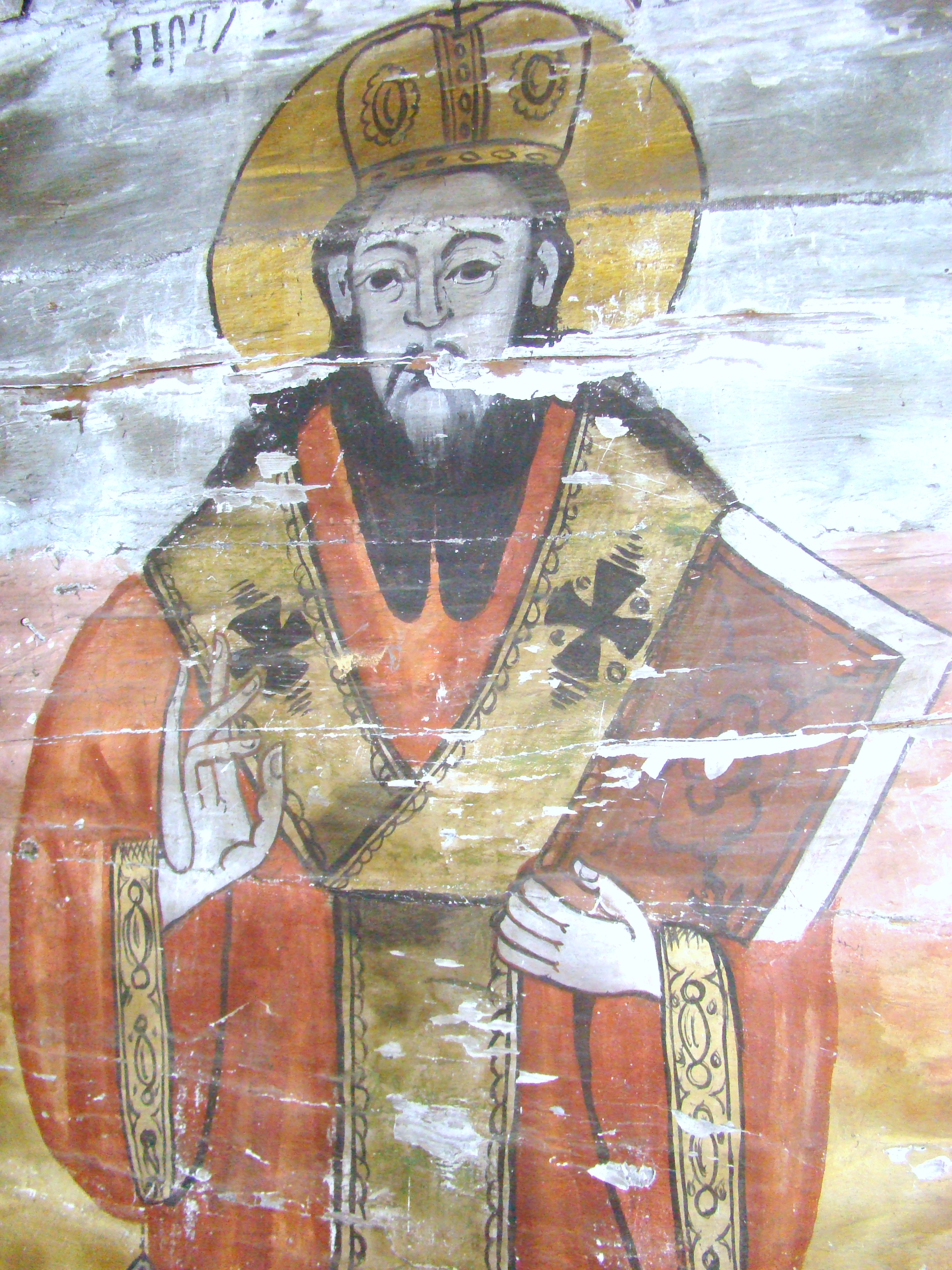
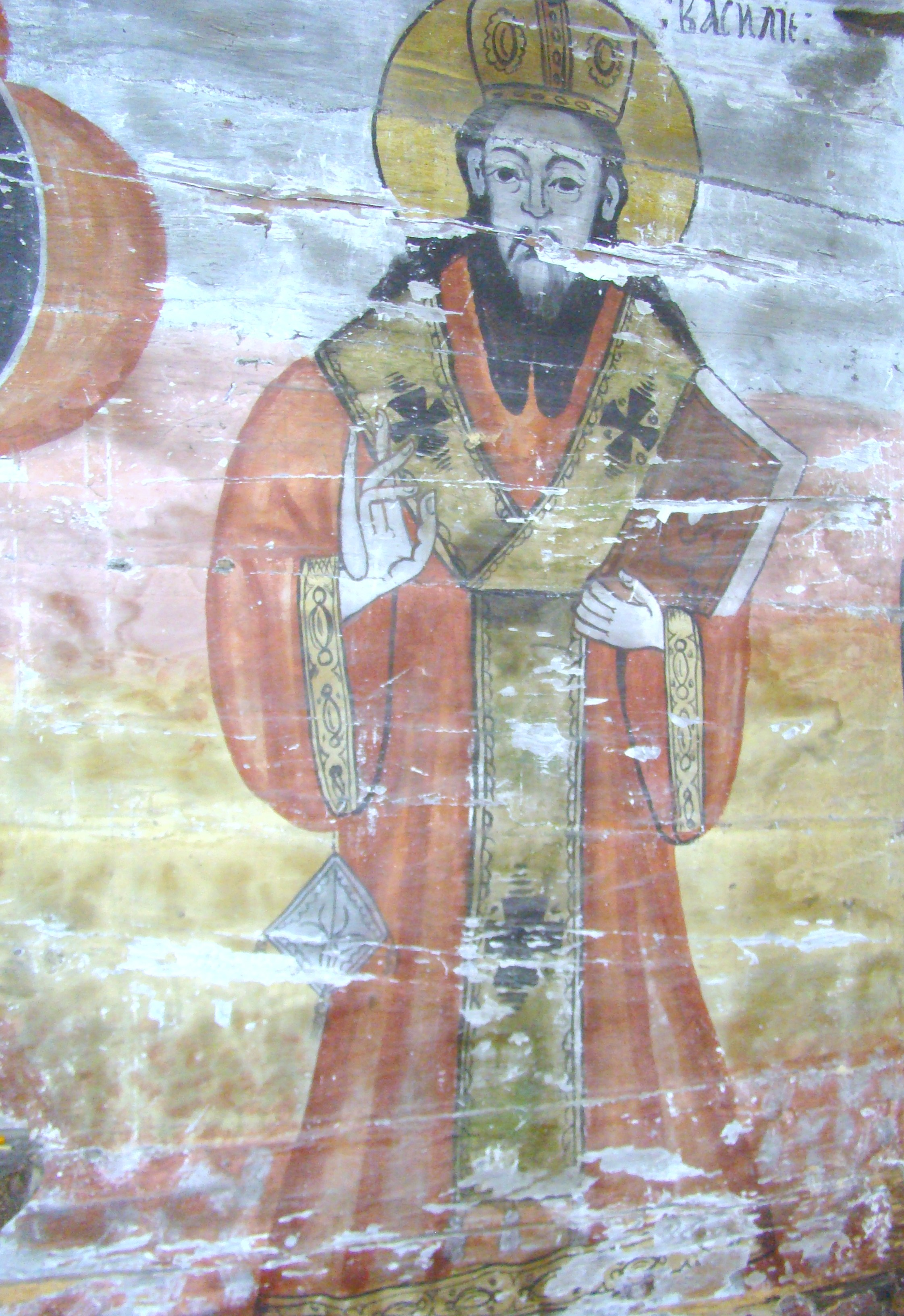
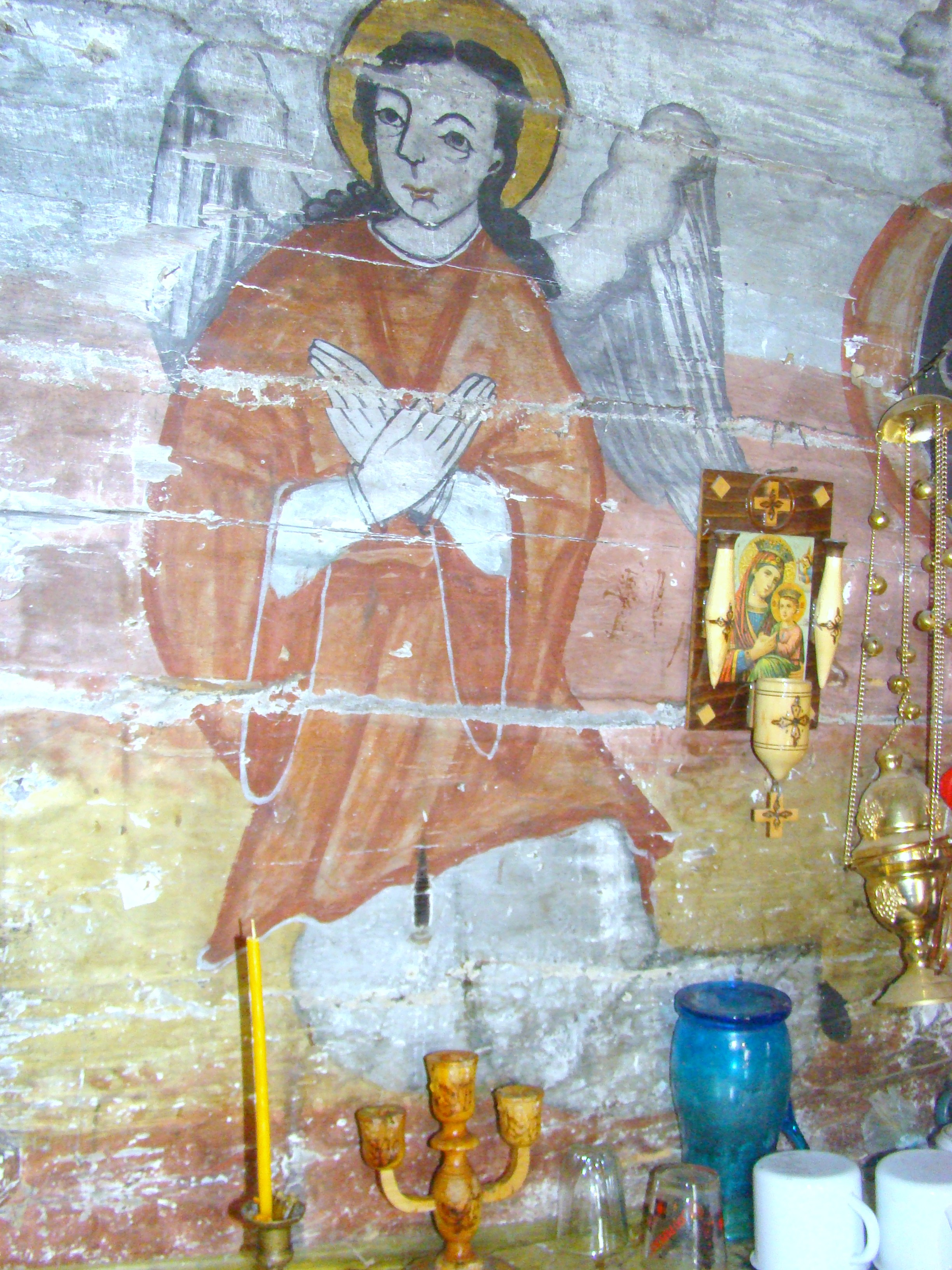
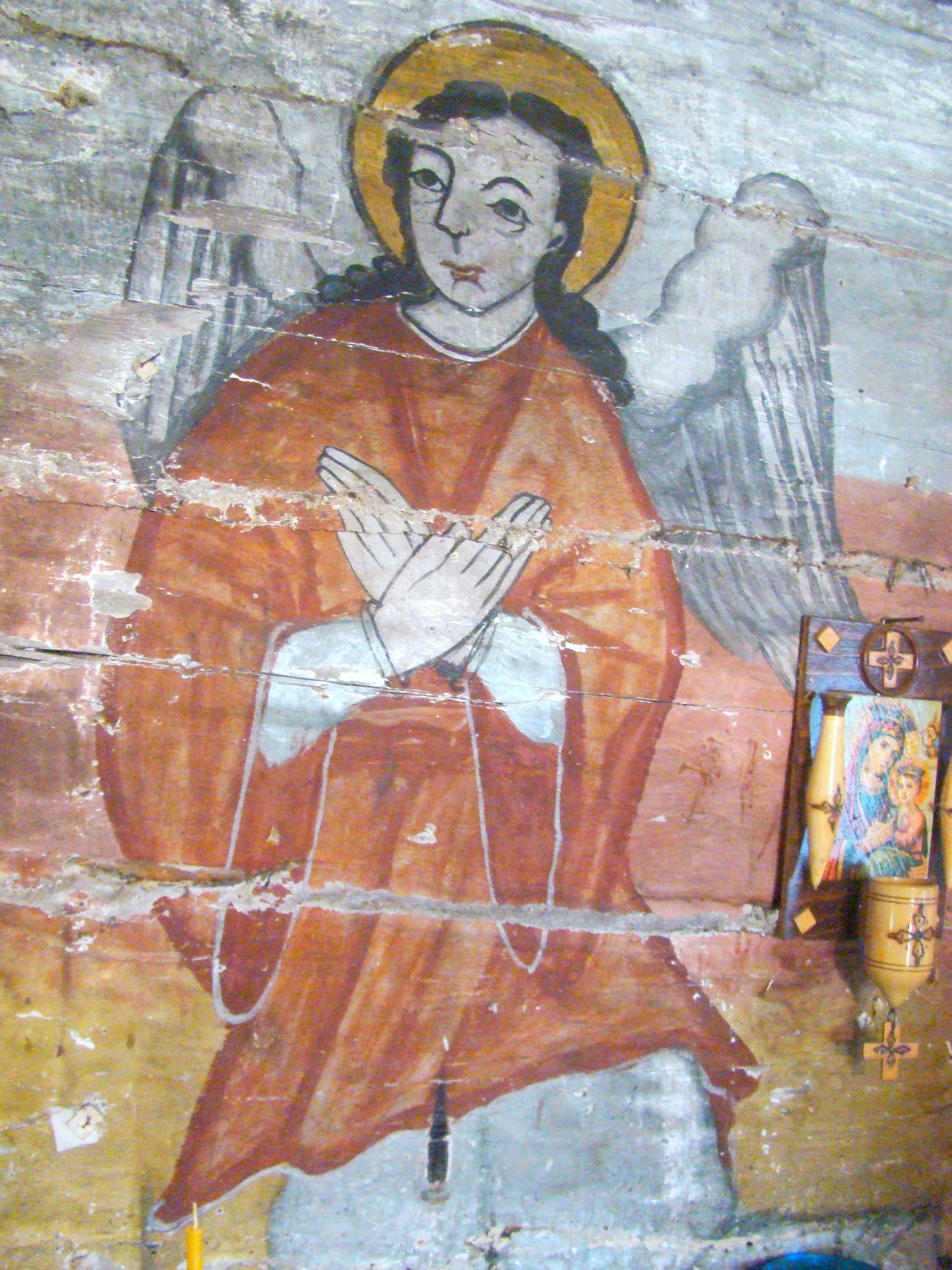
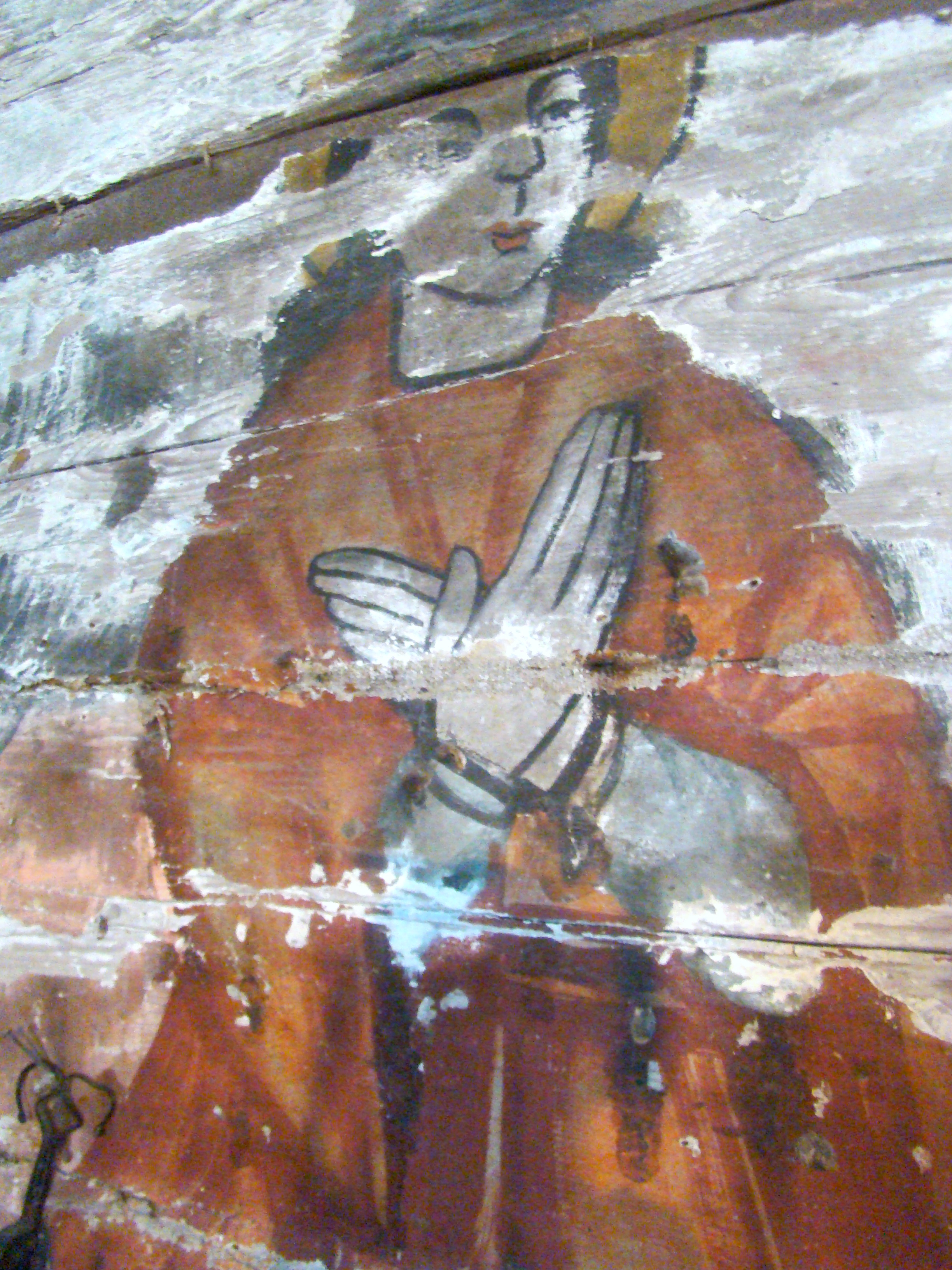
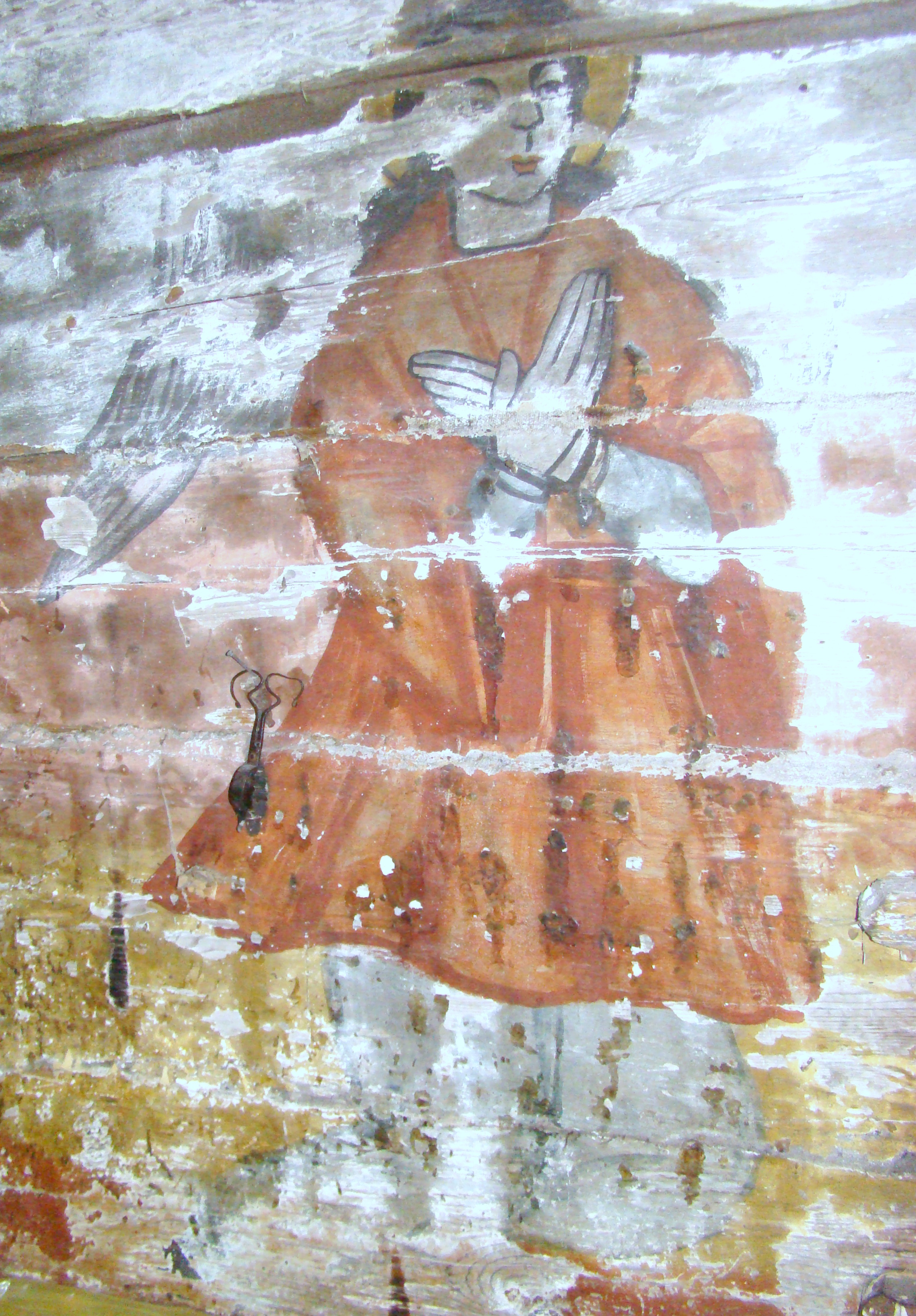
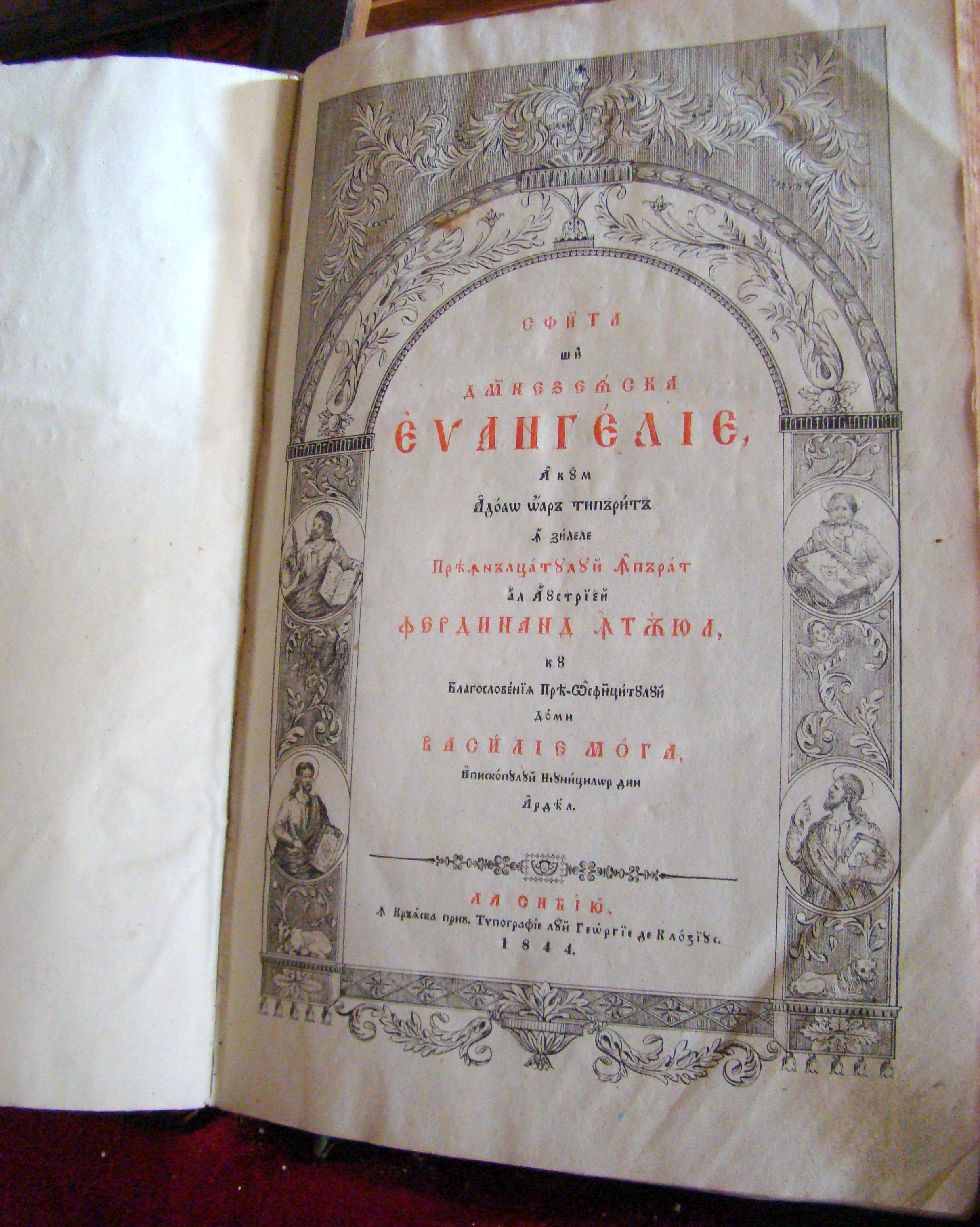
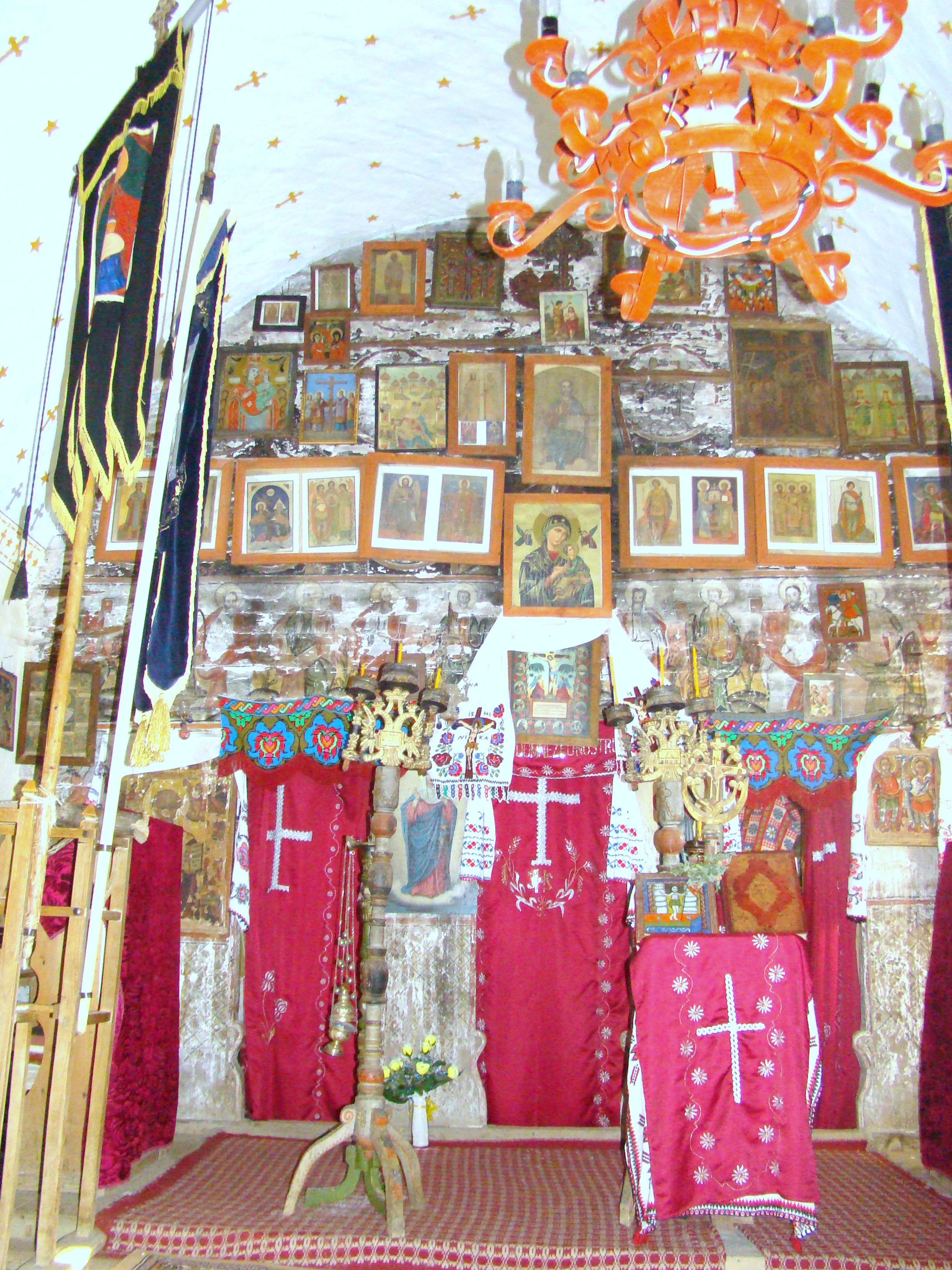